# تاريخ الرسم

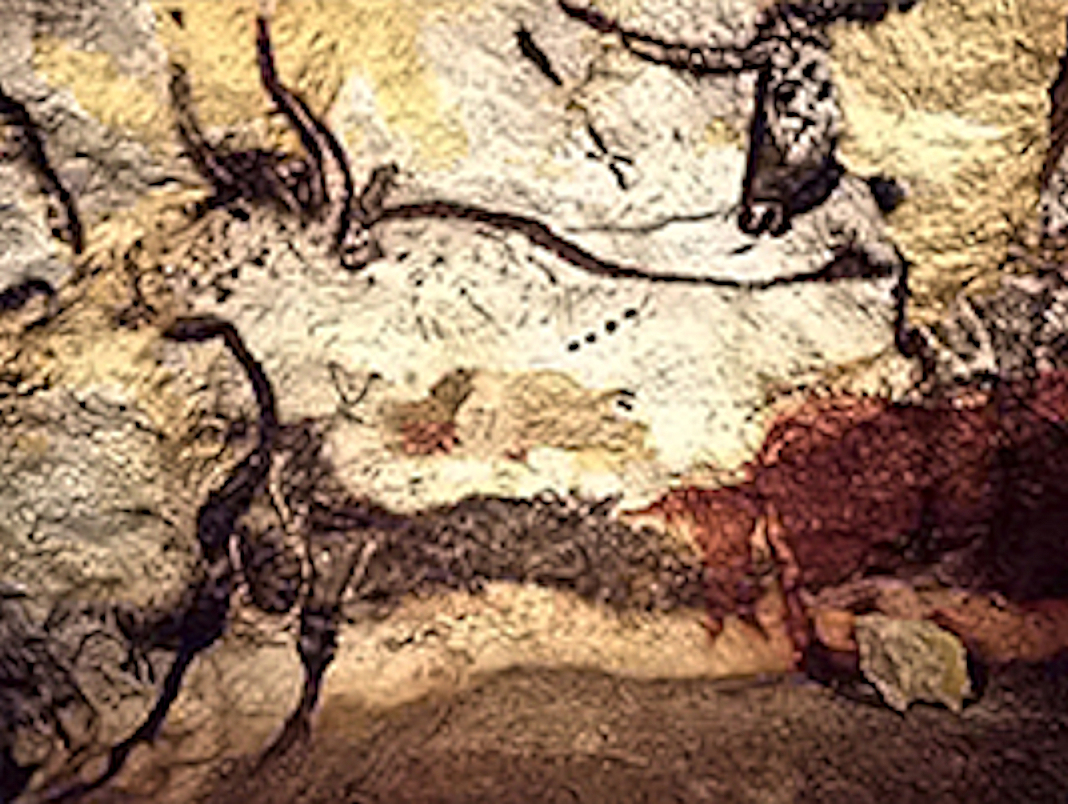
لوحة للأُرْخُص، كهف لاسكو بفرنسا، فن ما قبل التاريخ

يعود تاريخ الرسم إلى النتاج الصناعي للبشر ما قبل التاريخ، ويمتد لكل الثقافات. وهو يمثل تقليد مستمر من العصور القديمة، على الرغم من انقطاعه بشكل دوري. وتاريخ الرسم هو نهر مستمر للإبداع مستمر حتى القرن الواحد والعشرين، وممتد عبر الثقافات والقارات من آلاف السنين. وحتى أوائل القرن العشرين، اعتمد في المقام الأول على الأشكال التمثيلية والدينية والكلاسيكية، ثم اكتسب بعد ذلك نهجا أكثر تجريدية وفكرية.
تتطابق تطورات الرسم الشرقي تاريخيًا مع تلك الموجودة في الرسم الغربي بشكل عام قبل بضعة قرون. وكان لكل من الفن الأفريقي، والفن اليهودي، والفن الإسلامي، والفن الهندي، والفن الصيني، والفن الياباني تأثير كبير على الفن الغربي، والعكس صحيح.
في البداية خدم الرسم الأغراض النفعية متبوعًا بالرعاية الإمبراطورية والخاصة والمدنية والدينية، ثم وجد الرسم الشرقي والغربي فيما بعد جماهير في الطبقة الأرستقراطية والطبقة الوسطى. ومنذ العصر الحديث، عمل رسامي العصور الوسطى حركة من النشاط الفني للكنيسة والأرستقراطية الغنية. وبدءا من عصر الباروك، تلقى الفنانون عمولات خاصة من الطبقة المتوسطة الأكثر تعليما وازدهارا. وأخيرًا في الغرب، بدأت فكرة «الفن من أجل الفن» في العثور على تعبير في أعمال الرسامين الرومانسيين، مثل فرانثيسكو دي غويا، وجون كونستابل، وج. م. و. تيرنر. وشهد القرن التاسع عشر صعود معرض الفن التجاري، الذي وفر المحسوبية في القرن العشرين.

## ما قبل التاريخ
ترجع أقدم اللوحات المعروفة إلى ما يقرب من 40000 سنة. ويعتقد خوسيه لويس سانكديمريان من جامعة قرطبة بإسبانيا أن احتمالية رسم اللوحات البدائية بواسطة الإنسان البدائي أكثر من البشر الأوائل، ويُعتقد أن الصور الموجودة في كهف شوفيه في فرنسا تعود إلى حوالي 32000 عامًا، وهي منقوشة ومطلية باللون الأحمر المغري والصباغ الأسود، وتُظهر الخيول، ووحيد القرن، والأسود، والجاموس، والماموث، أو بشر يصطاد في كثير من الأحيان الصيد. وهناك أمثلة لرسومات الكهوف في جميع أنحاء العالم في فرنسا، والهند، واسبانيا، والبرتغال، والصين، واستراليا، وغيرها.
وهناك تخمينات مختلفة عن معنى هذه اللوحات بالنسبة للأشخاص الذين صنعوها، فقد يكون رجال ما قبل التاريخ قد رسموا الحيوانات «لصيد» روحهم من أجل اصطيادهم بسهولة أكبر، أو قد تمثل اللوحات رؤية حيوية وتحية للطبيعة المحيطة، أو قد تكون نتيجة لحاجة أساسية للتعبير عن فطرة البشر، أو يمكن أن تكون لنقل المعلومات العملية.

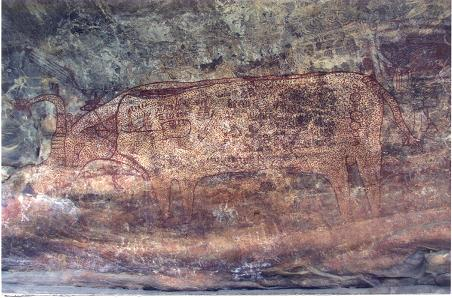
ملاجئ بيمبتكا الصخرية، العصر الحجري، الهند
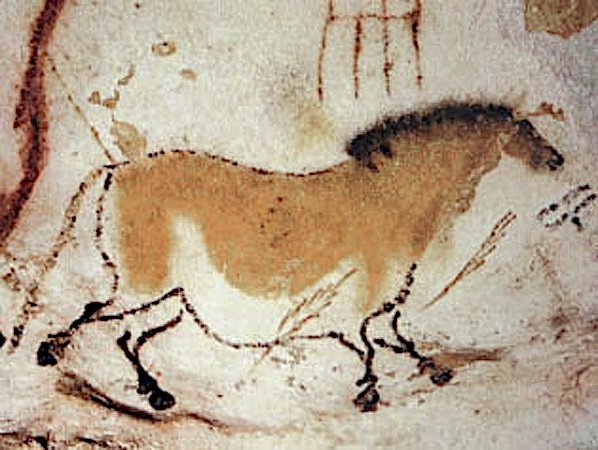
الأرخص، حصان
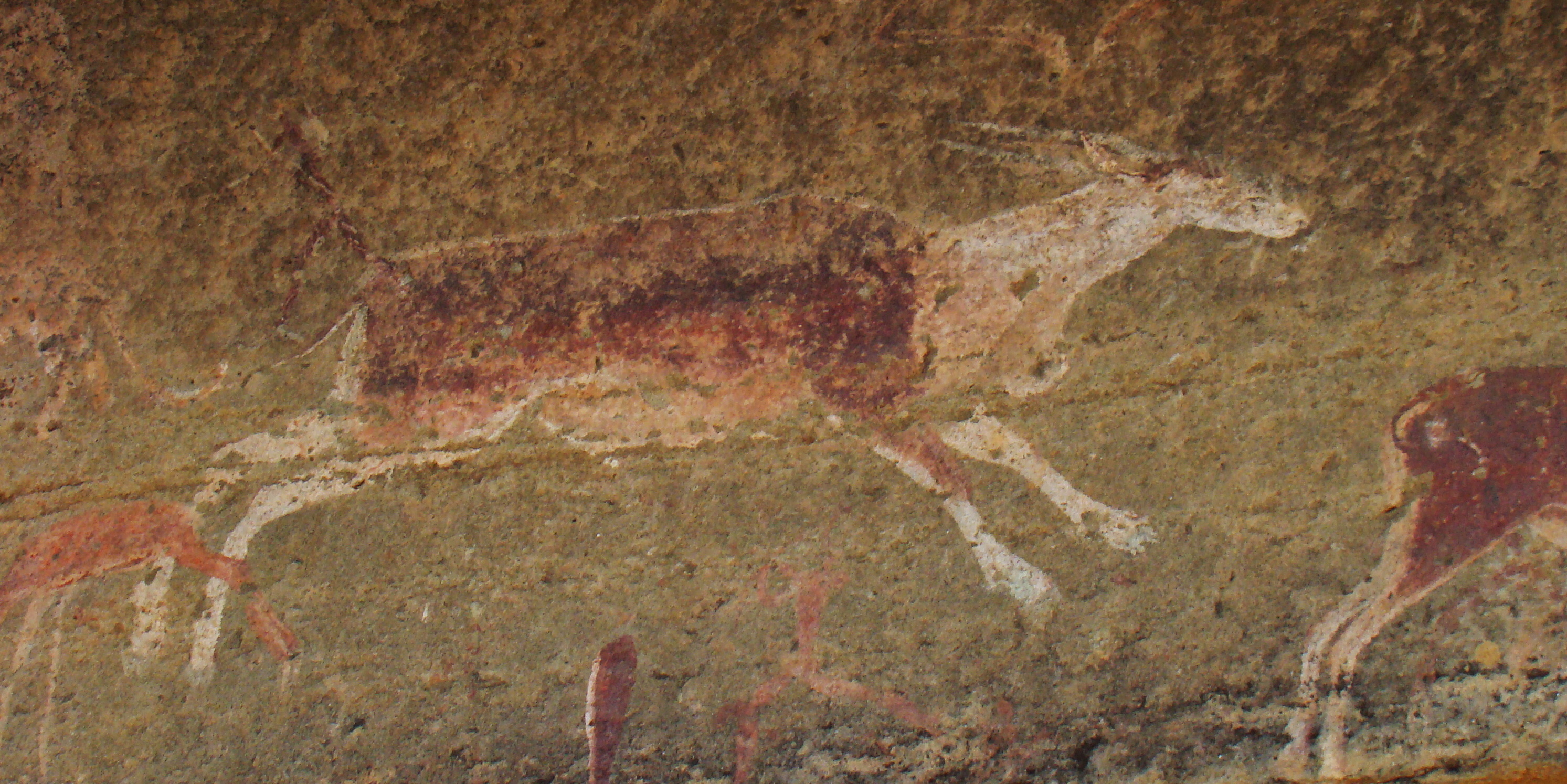
إيلاند، رسم على الحجر، دراكنزبرغ، جنوب إفريقيا
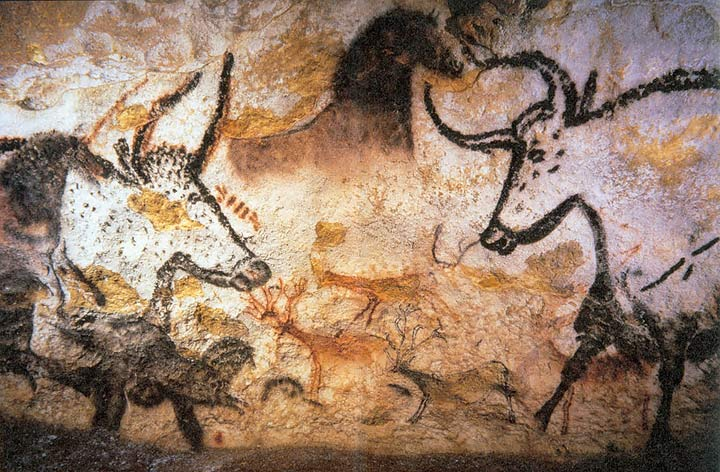
الأرخص، الثيران والخيول
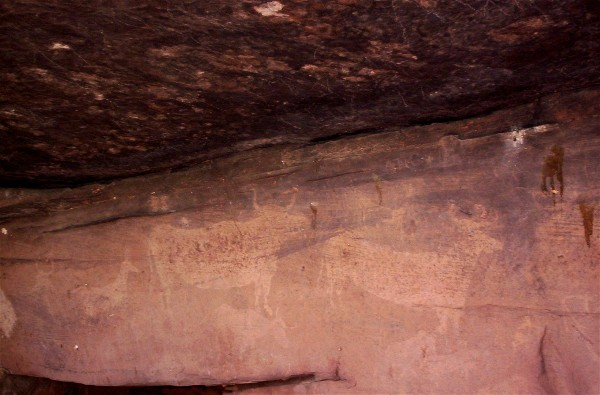
لوحة إسبانية في كهف للثيران
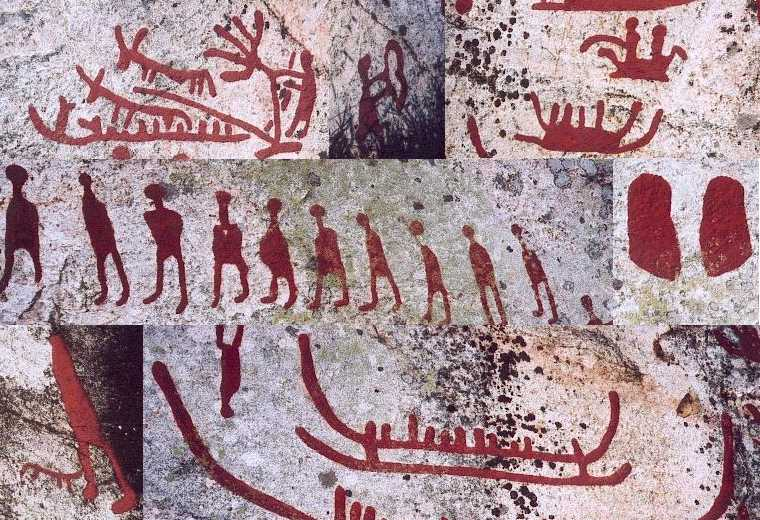
نقوش ما قبل التاريخ، من السويد، عصر برونزي شمالي (مرسومة)
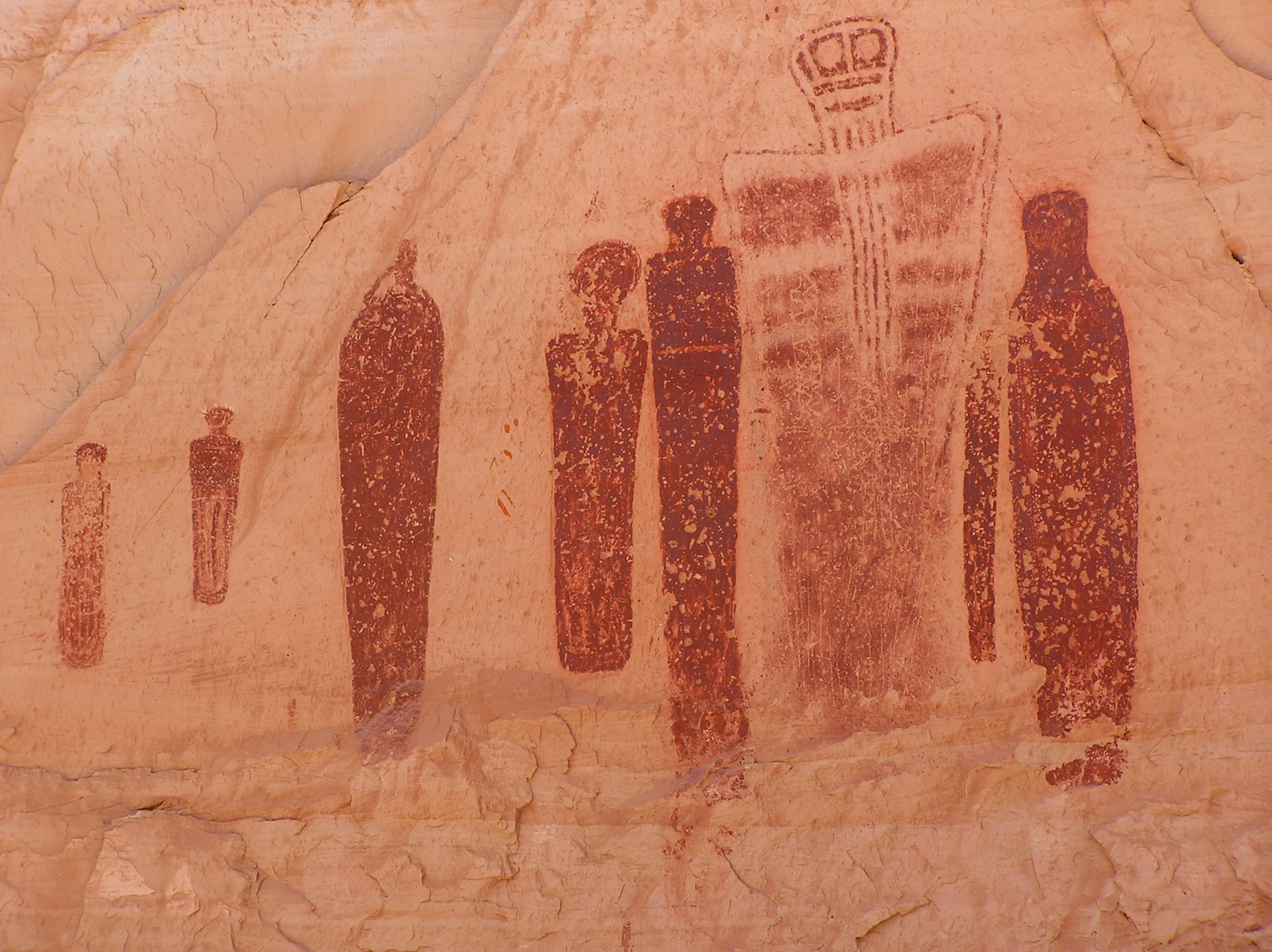
تصويرات من المعرض الكبير، منتزه كانيونلاندز الوطني، هورس شو كانيون، يوتا، 1500 قبل الميلاد
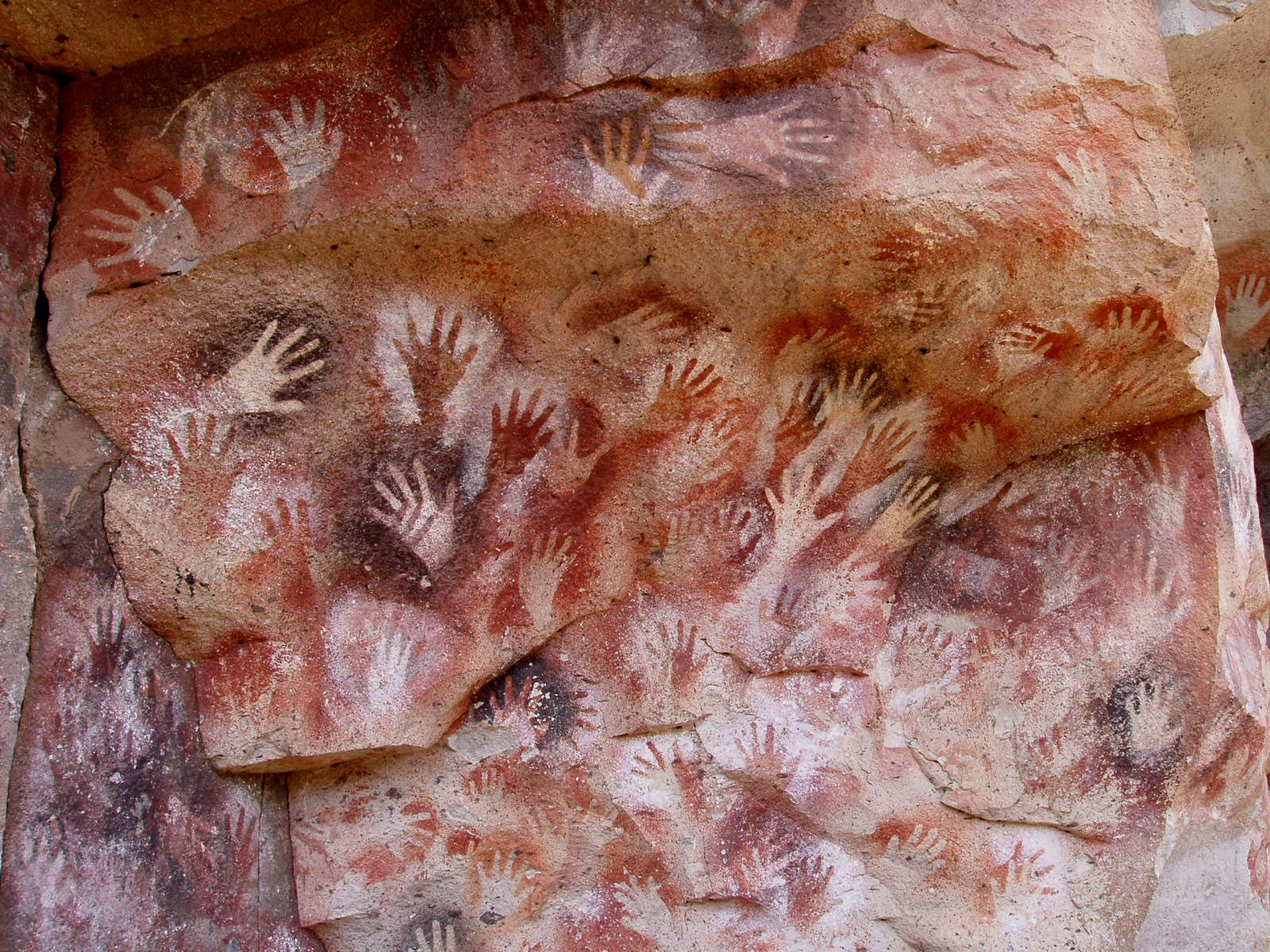
كهف دي لاس مانوس في مقاطعة سانتا كروز في الأرجنتين، 7300 ق.م
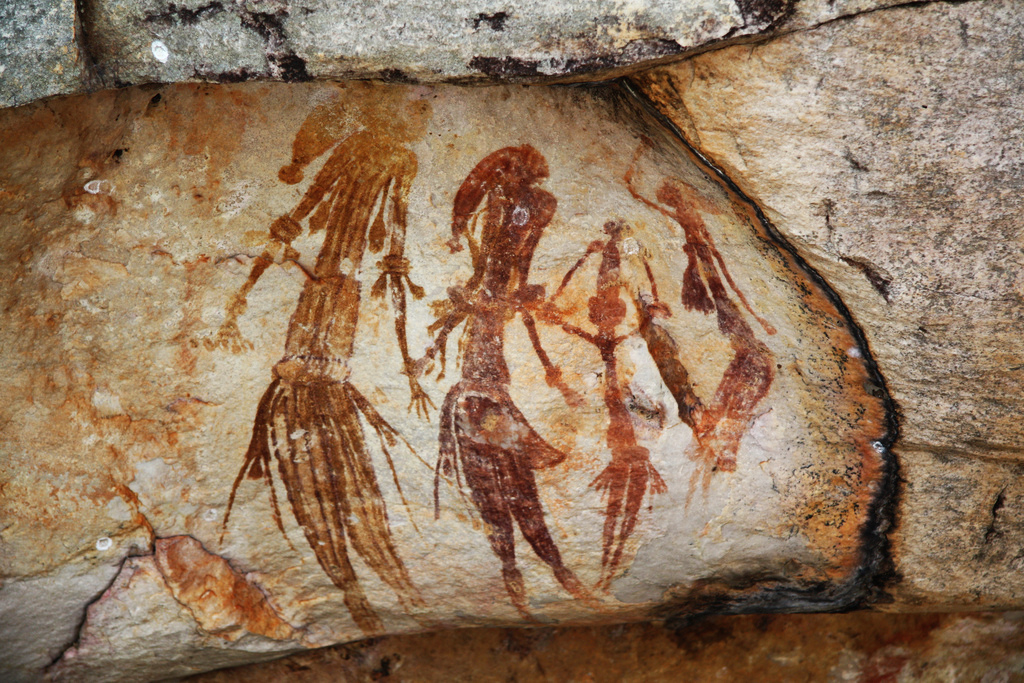
لوحات برادشو الصخرية وجدت في شمال غرب منطقة كيمبرلي في غرب أستراليا 15000 ق.م.

في العصر الحجري القديم، كان تمثيل البشر في لوحات الكهف نادرا. وفي الغالب، كان يتم رسم الحيوانات، وليس فقط الحيوانات التي تم استخدامها كغذاء ولكن أيضا الحيوانات التي مثلت قوة، مثل وحيد القرن أو السنوريات الكبيرة، كما هو الحال في كهف شوفيه، وتم رسم علامات مثل النقاط في بعض الأحيان. وتشمل التمثيلات البشرية النادرة بصمات اليد، والأرقام التي تصور الهجينة البشرية/الحيوانية. ويحتوي كهف شوفيه في أرديش في فرنسا على أهم لوحات الكهف التي تم الحفاظ عليها في العصر الحجري القديم، وقد تم رسمها منذ حوالي 31000 سنة قبل الميلاد. وتم عمل لوحات كهف ألتميرا في إسبانيا من 14000 إلى 12000 سنة قبل الميلاد. وقاعة الثيران في لاسكو، دوردوني، فرنسا، هي واحدة من أفضل رسوم الكهوف المعروفة، وتعود إلى حوالي 15000 إلى 10.000 ق.م.
إذا كان هناك معنى للرسومات، فإنه لا يزال غير معروفا. ولم تكن الكهوف في منطقة مأهولة، لذلك ربما تم استخدامها للطقوس الموسمية. ويرافق الحيوانات علامات تشير إلى استخدام سحري ممكن، وأحيانًا يتم تفسير الرموز على أنها تستخدم كالتقاويم، لكن الأدلة لا تزال غير حاسمة. وأهم عمل في العصر الميزوليتي كان محاربي المسيرة، وهي لوحة صخرية في كاستيون بأسبانيا مؤرخة من حوالي 7000 إلى 4000 قبل الميلاد. وربما كانت التقنية المستخدمة هي البصق أو نفخ الصبغات على الصخر. واللوحات طبيعية للغاية، على الرغم من أن لها أسلوب معين، والأرقام ليست ثلاثية الأبعاد، على الرغم من تداخلها.
كانت أولى اللوحات الهندية المعروفة هي اللوحات الصخرية لأزمنة ما قبل التاريخ، والنقوش الصخرية الموجودة في بعض الأماكن مثل صخور محمية بيمبيتكا، وبعضها أقدم من 5500 قبل الميلاد. استمرت هذه الأعمال، وبعد عدة آلاف من السنين في القرن السابع، كانت الأعمدة المنحوتة في أجانتا، ولاية ماهاراشترا تمثل مثالًا رائعًا للرسومات الهندية. وكانت الألوان مشتقة من المعادن ومعظمها من الظلال الحمراء والبرتقالية.

## الرسم الشرقي

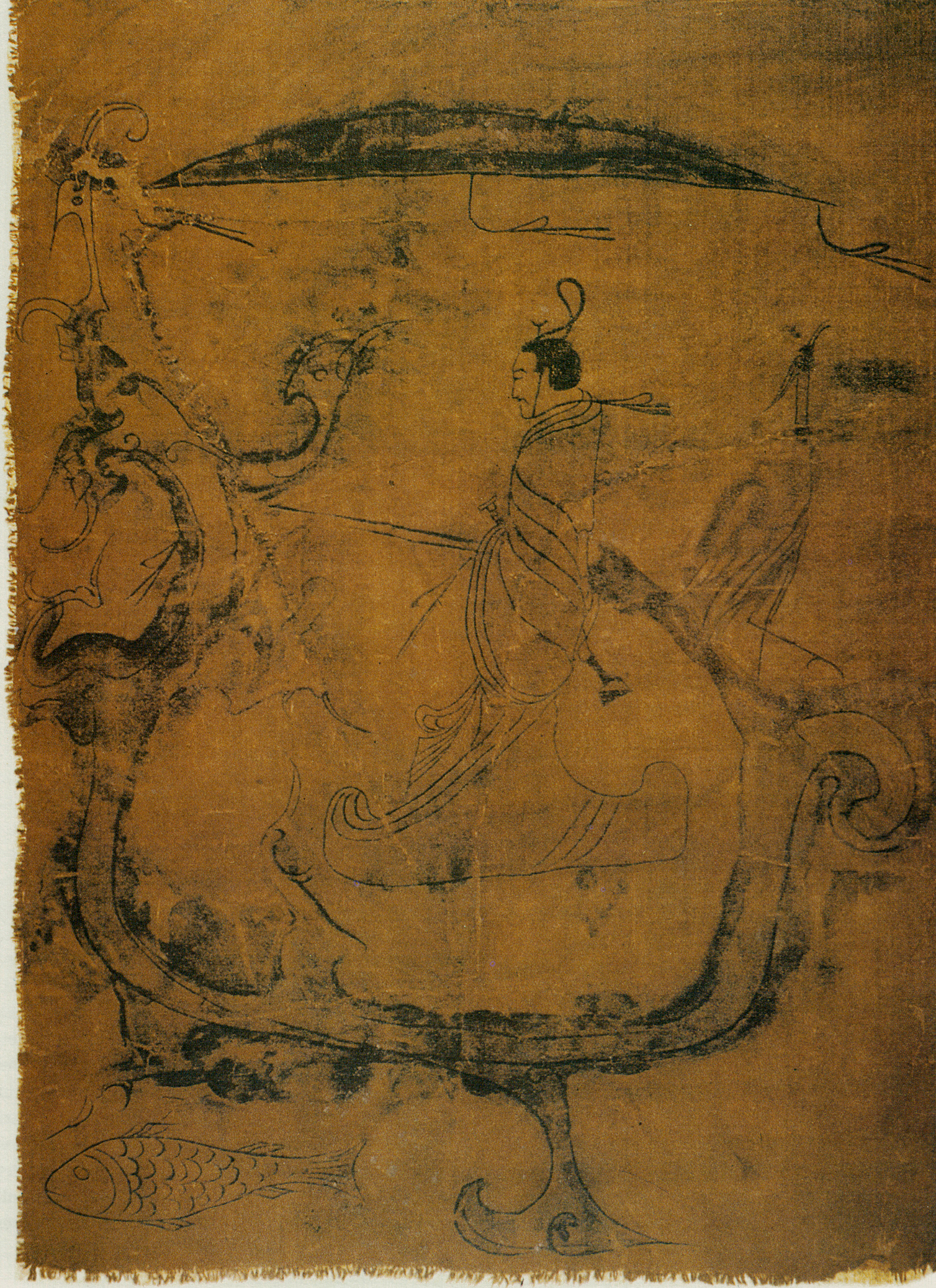
رسم على لوحة من الحرير لرجل يقود تنين، يرجع تاريخها للقرن الخامس- الثالث قبل الميلاد، حقبة المماليك المتحاربة، من مقبرة زيدانكو في تشانغشا بمقاطعة خونان

يشمل تاريخ الرسم الشرقي مجموعة واسعة من التأثيرات من مختلف الثقافات والأديان. وتتطابق تطورات الرسم الشرقي تاريخيا مع تطورات الرسم الغربي قبل بضعة قرون، كما كان لكل من الفن الأفريقي، والفن اليهودي، والفن الإسلامي، والفن الهندي، والفن الصيني، والفن الكوري، والفن الياباني تأثيرا كبيرا على الفن الغربي، والعكس صحيح.
اللوحة الصينية هي واحدة من أقدم التقاليد الفنية المستمرة في العالم. ولم تكن اللوحات الأولى تمثيلية ولكنها زخرفية، حيث أنها تتكون من أنماط أو تصاميم بدلا من الصور، وتم طلاء الفخار المبكر باللوالب أو الخطوط المتعرجة أو النقاط أو الحيوانات. وخلال حقبة الممالك المتحاربة (403–221 قبل الميلاد)، بدأ الفنانون يمثلون العالم من حولهم. كما أن اللوحة اليابانية هي واحدة من أقدم الفنون اليابانية وأكثرها دقة، وتضم مجموعة واسعة من الأنواع والأشكال، وتاريخ اللوحة اليابانية هو تاريخ طويل من التوليف والتنافس بين الجماليات اليابانية الأصلية والتكيف مع الأفكار المستوردة. وبدأت الرسم الكوري كشكل مستقل حوالي 108 قبل الميلاد وقت سقوط مملكة غوجوسون، مما يجعله واحد من أقدم الفنون في العالم. وتطور العمل الفني لتلك الفترة الزمنية إلى الأساليب المختلفة التي ميزت فترة الممالك الثلاث في كوريا، وأبرزها الرسومات واللوحات الجدارية التي تزين مقابر الملوك في جوجوريو. واتسم الرسم الكوري خلال فترة الممالك الثلاث وعبر سلالة مملكة غوريو في المقام الأول بمزيج من المناظر الطبيعية على الطراز الكوري، وميزات الوجه، والموضوعات التي تركز على البوذيين، والتأكيد على الملاحظة السماوية التي سهّلت التطور السريع لعلم الفلك الكوري.

### رسم شرق آسيا

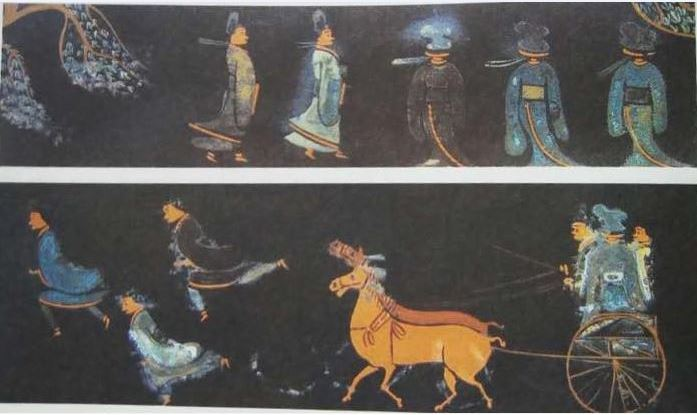
لوحة مغطاة بطلاء لك من مقبرة جينغمن من ولاية تشو (704-223 قبل الميلاد) تصور رجال يرتدون الهانفو (أي ثوب الحرير التقليدي) ويركبون في عربتين محملتين
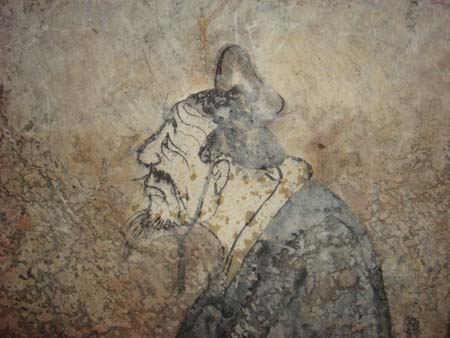
تفاصيل عن لوحة جدارية تظهر الفيلسوف الصيني كونفوشيوس، من قبر هان الغربي (202 ق.م - 9 م) لمقاطعة دونغبينغ، مقاطعة شاندونغ
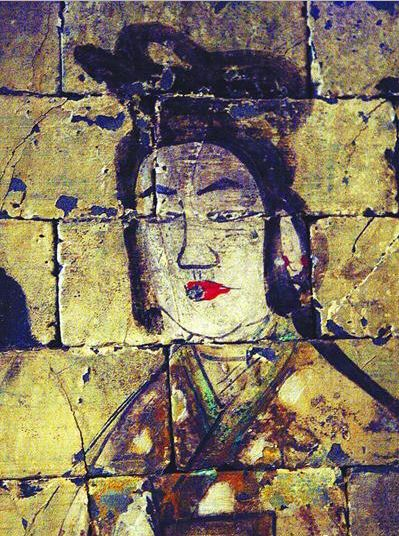
امرأة صينية في زي هانفو، جدارية من قبر شيان بمملكة هان الغربية (202 قبل الميلاد - 9 م) (تشانغآن القديمة)، مقاطعة شنشي
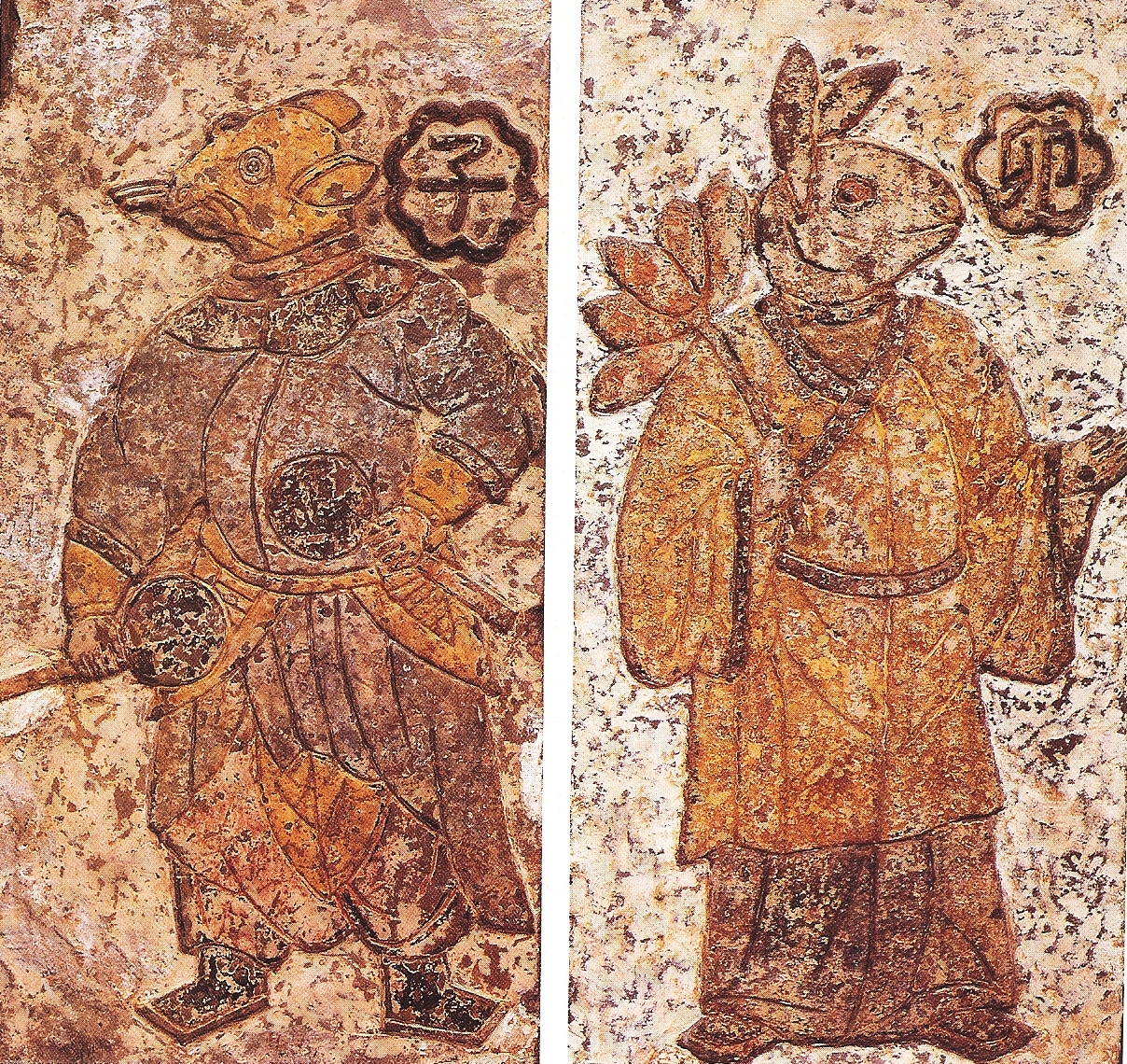
لوحات لأشخاص يرتدون الهانفو، من أسرة هان (202 ق.م - 220 م)
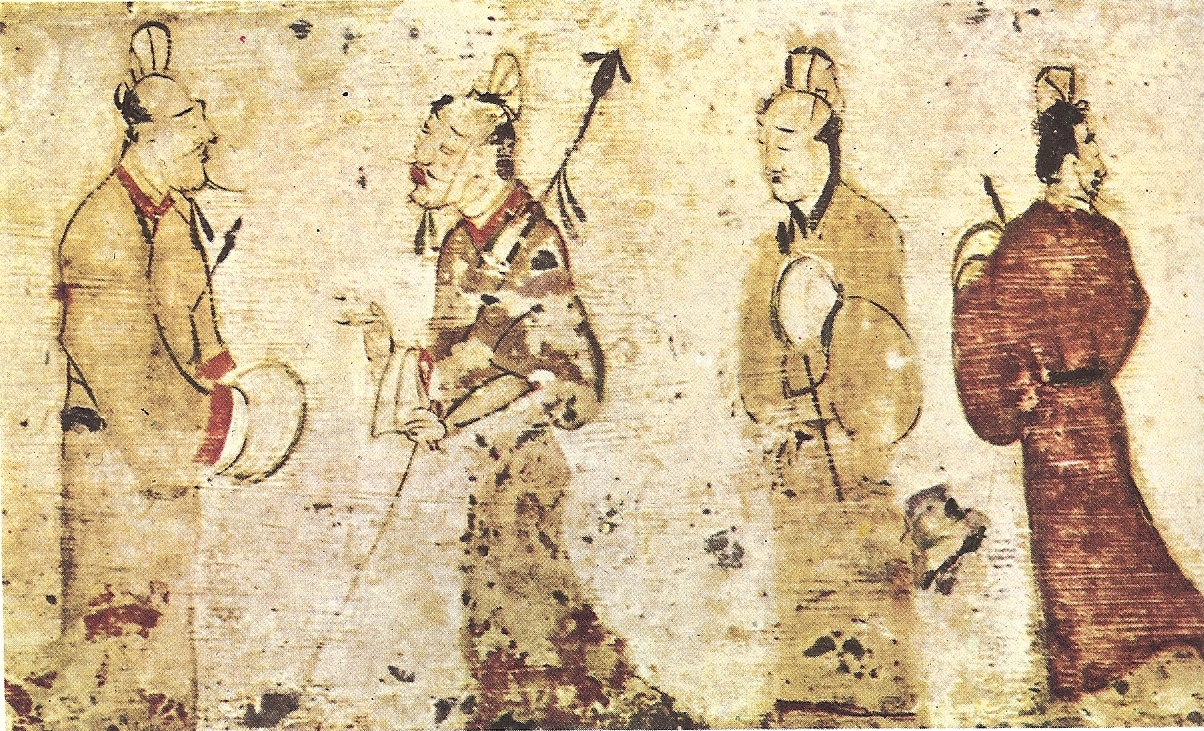
السادة في محادثة، لوحة في مقبرة يرجع تاريخها إلى أسرة هان الشرقية (25-220 ميلادية).
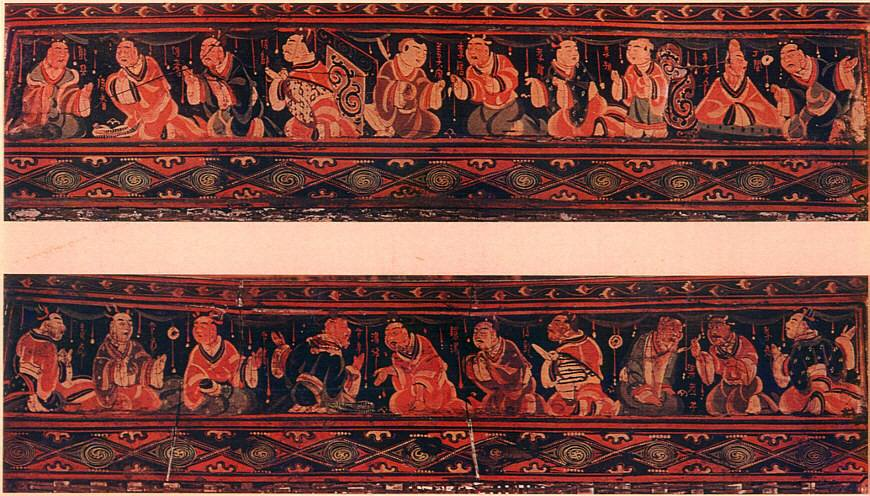
لوحة تظهر رجال جالسين يرتدون أردية هانفو، أسرة هان الشرقية (25-220 م)
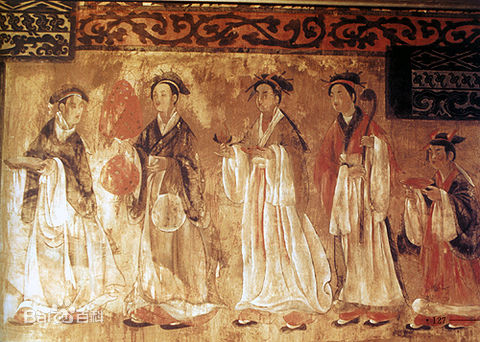
جلسة نسائية لنساء يرتدين رداء الهانفو، جدارية من مقبرة هان الشرقية (25-220 ميلادية) في تشنغتشو بمقاطعة خنان
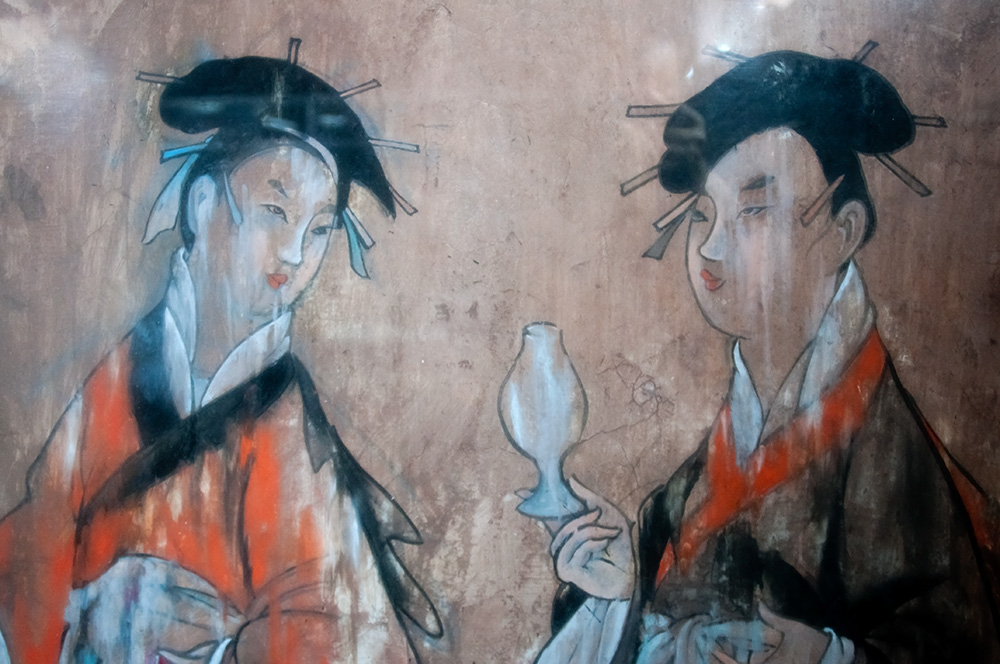
جلسة نسائية لنساء يرتدين رداء الهانفو، جدارية من مقبرة هان الشرقية (25-220 ميلادية) في تشنغتشو بمقاطعة خنان
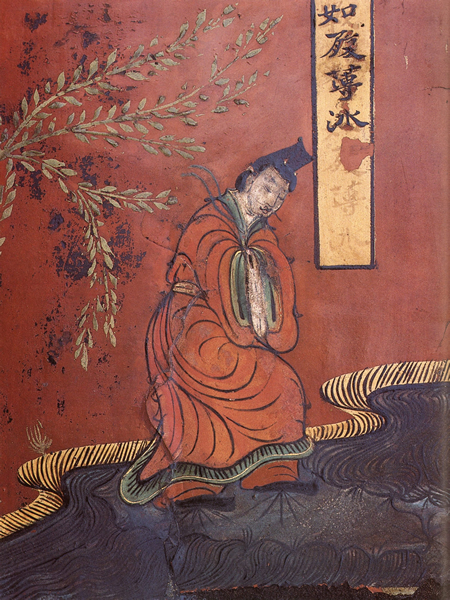
مجموعة من الرجال يرتدون الهانفو، من اللوحة مطلية باللك على الخشب، فترة وي الشمالية، القرن الخامس الميلادي
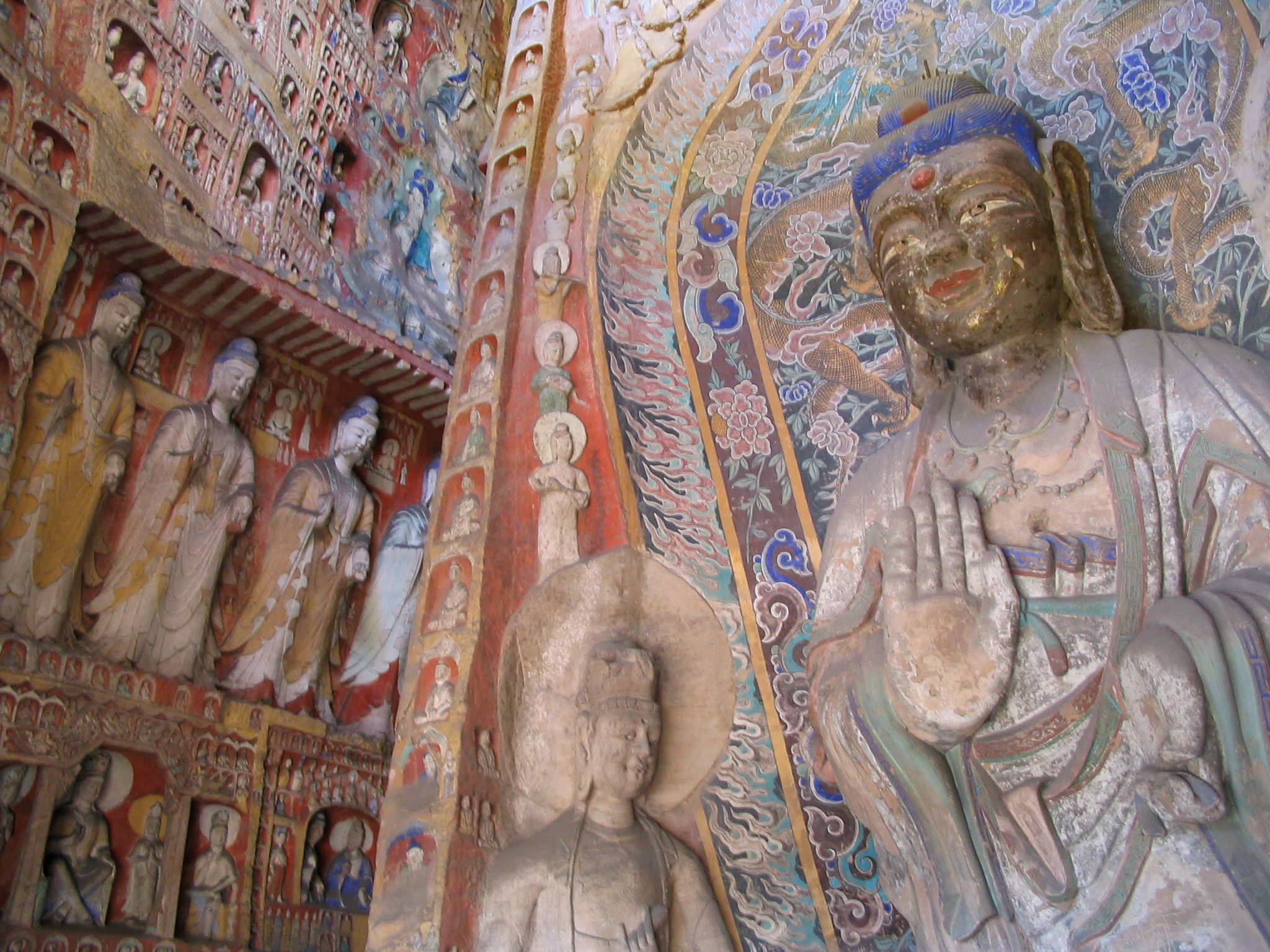
فن بوذي من منحوتات فنية مرسومة على كهوف يونقانغ، سلالة وي الشمالية (386-535 ميلادي)
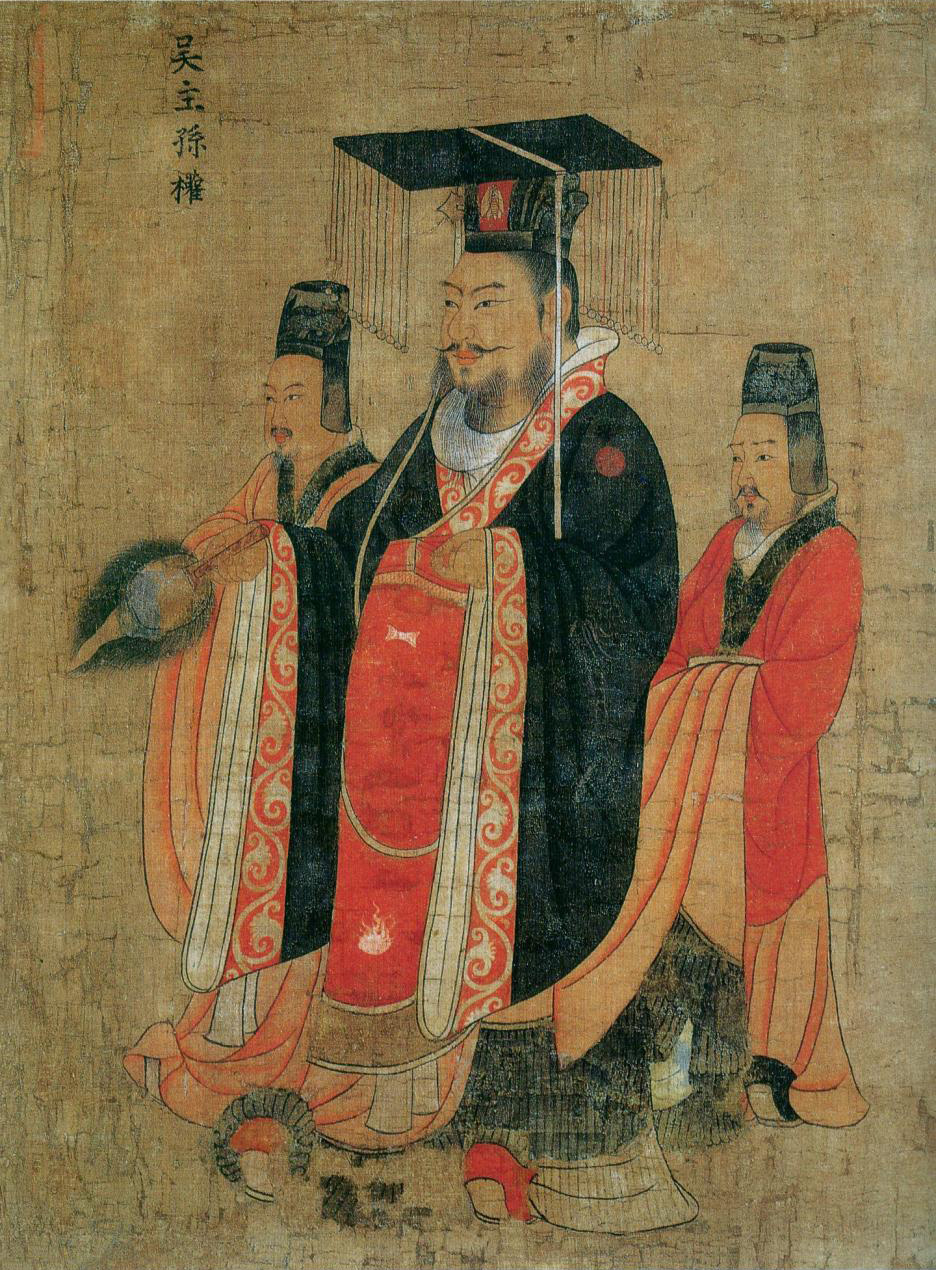
الإمبراطور سون تشوان وعلماء كي الشمالية يجمعون النصوص الكلاسيكية (ج. 600-673 AD)
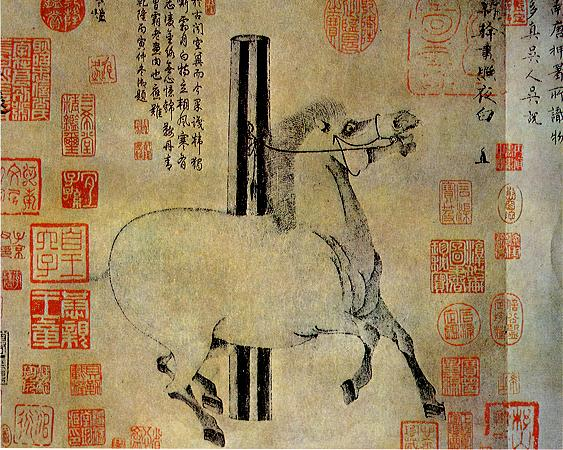
صورة لليل ساطع أبيض بواسطة هان غان، القرن الثامن، سلالة تانغ الصينية
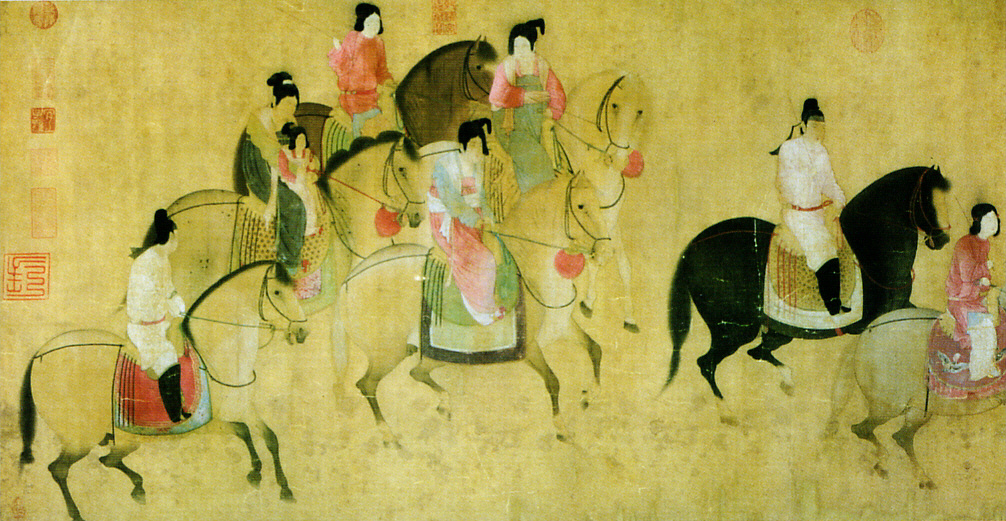
نزهة الربيع بواسطة تشانغ شوان، القرن الثامن، سلالة تانغ الصينية
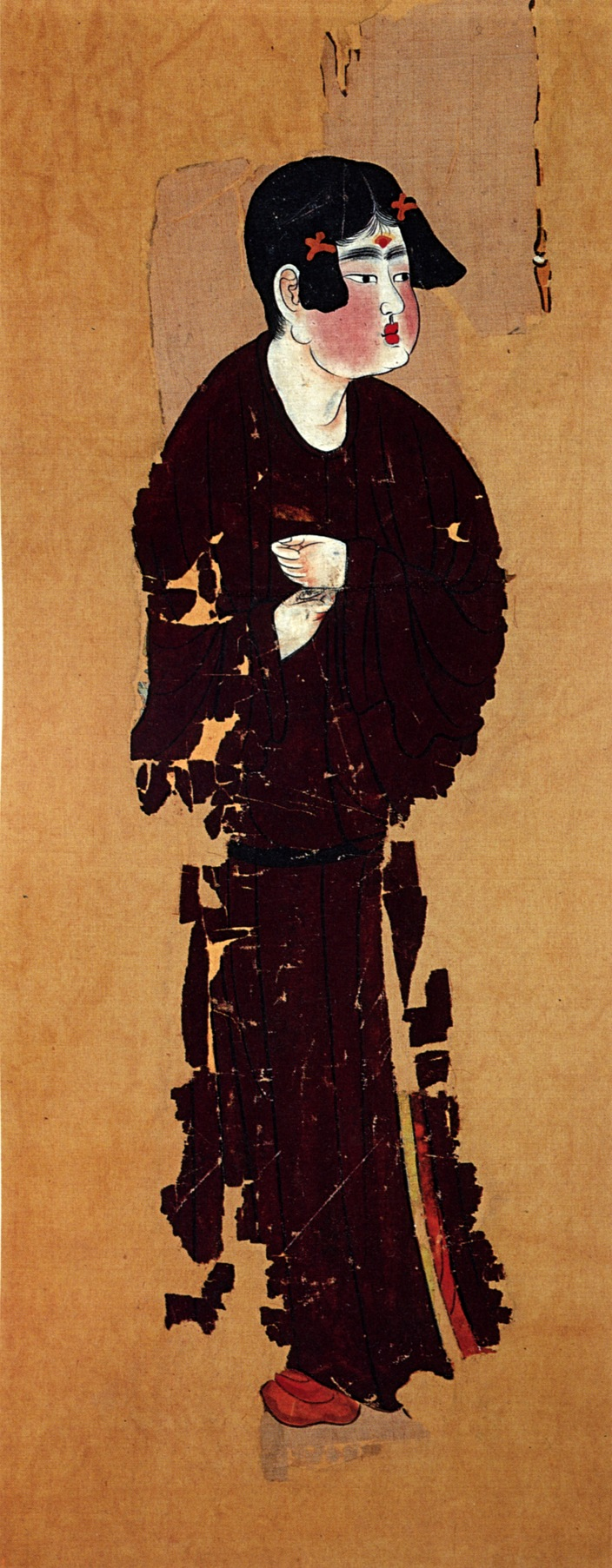
خادم، القرن الثامن، سلالة تانغ الصينية
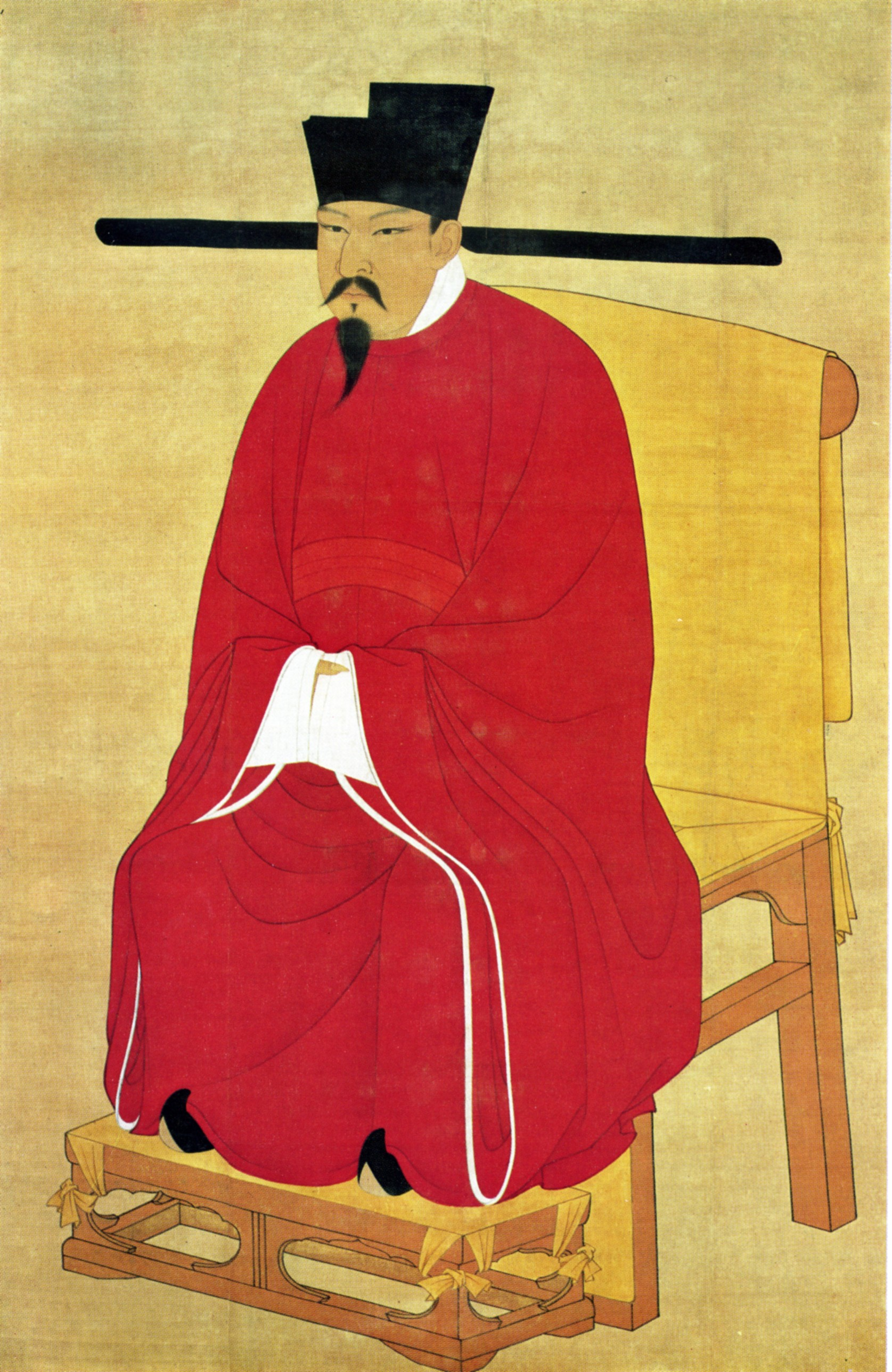
صورة المحكمة للإمبراطور شينزونغ (1067-1085)
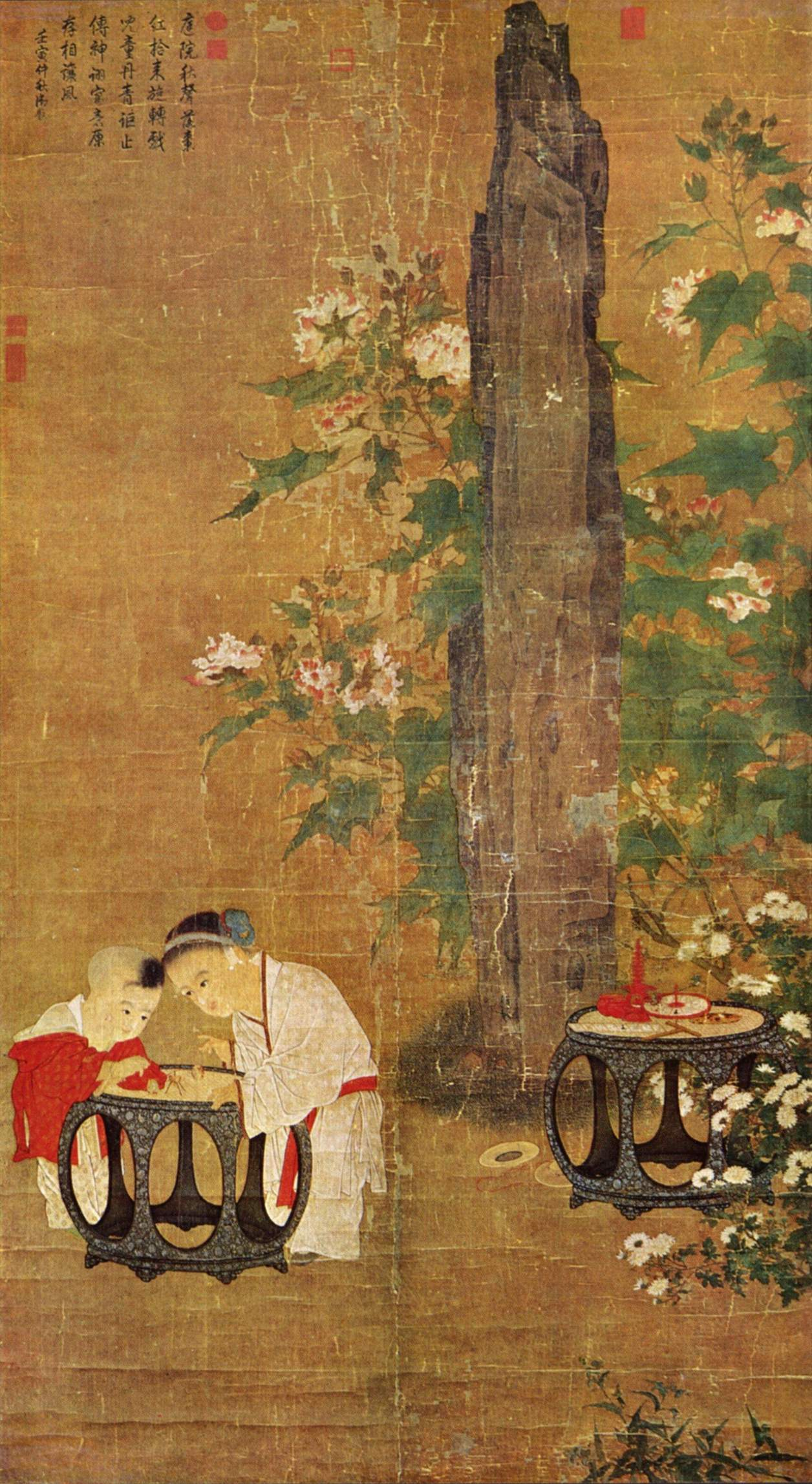
أطفال يلعبون، بواسطة سو هان شين، c. 1150، صينية
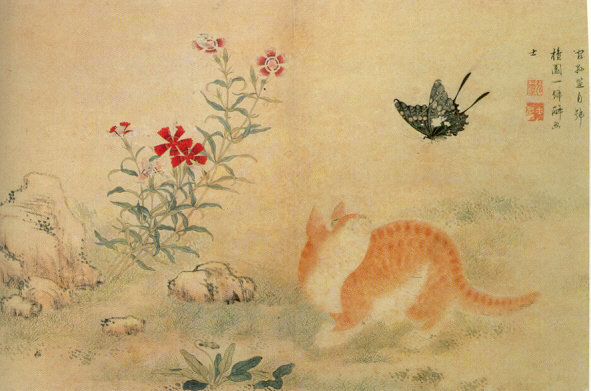
القطة والفراشة، كيم هونغ دو (1745-؟)، القرن الثامن عشر، كورية
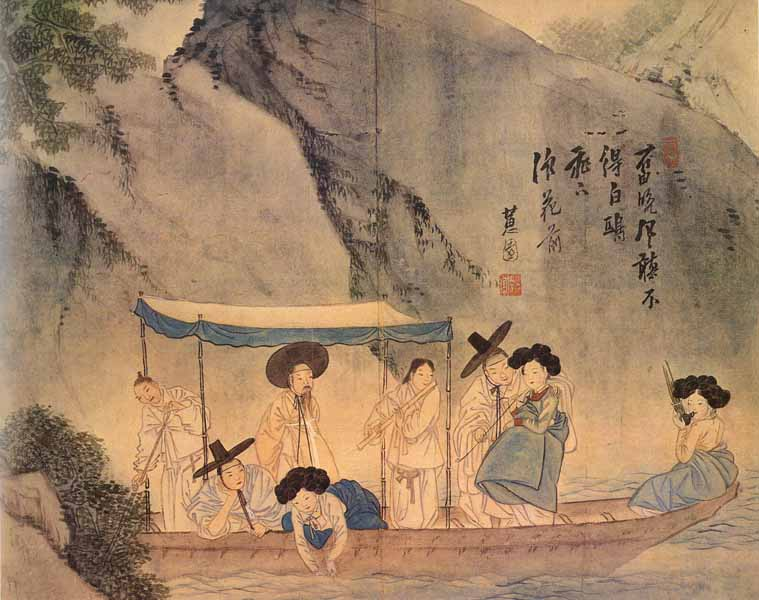
"ركوب القوارب"، شين يون بوك (1758 -؟)، 1805، كورية
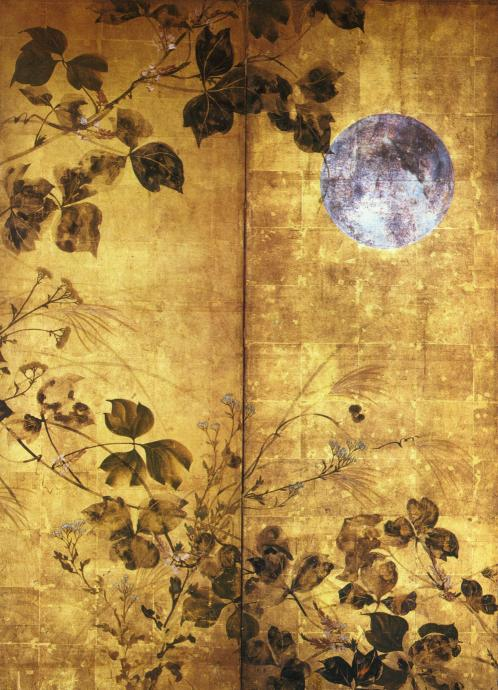
مدرسة ريمبا، زهور الخريف والقمر، ساكاي هويتسو (1761–1828)، يابانية

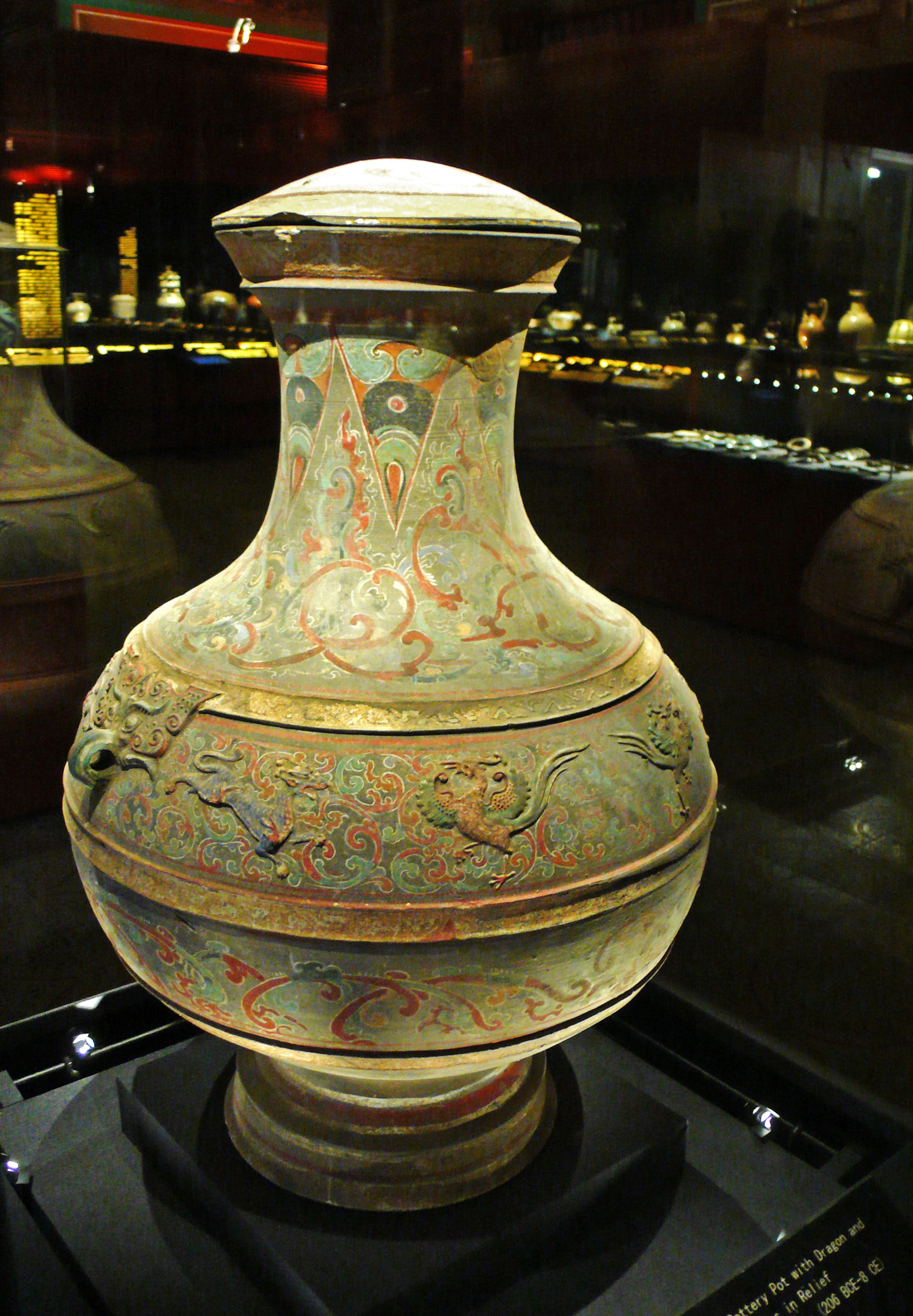
قلة مطلية صينية من عهد هان الغربية (202 ق.م - 9 م)

تتمتع الصين واليابان وكوريا بتقاليد قوية في الرسم، وهي أيضا مرتبطة بشكل كبير بفن الخط والطباعة (لدرجة أنه ينظر إليه عادة على أنه رسم). وتتميز اللوحة التقليدية في الشرق الأقصى بالتقنيات القائمة على المياه، والأقل واقعية، والموضوعات «الأنيقة» والمنسقة، والنهج البياني للتصوير، وأهمية الفضاء الأبيض، وتفضيل المناظر الطبيعية (بدلاً من الشكل البشري)، والرسم على الحرير الذي كان وسيلة مكلفة إلى حد ما للطلاء عليها في الماضي؛ لذا فإن اختراع الورق خلال القرن الأول الميلادي بواسطة قاضي محكمة هان تساي لون لم يقدم فقط وسيلة رخيصة وواسعة الانتشار للكتابة، ولكن أيضا وسيلة رخيصة وواسعة الانتشار للرسم (مما يجعلها متاحة بشكل أكبر للجمهور).
لعبت إيديولوجيات الكونفوشيوسية والطاوية والبوذية أدوارًا مهمة في فن شرق آسيا. وكان رسامون سلالة العصور الوسطى من سونغ، مثل لين تينغجوي ولوهان لاوندينغ (في معرض سميثسونيان فرير للفنون) في القرن الثاني عشر أمثلة ممتازة للأفكار البوذية المندمجة في الأعمال الفنية الصينية الكلاسيكية.
في التأثير الياباني، إُعجِب فنانو أواخر القرن التاسع عشر ما بعد عصر الانطباعيين مثل فان جوخ وأنري تولوز لوترك، وجيمس مكنيل ويسلر، أعجبوا بفناني أوكييو-إه اليابانيون في بداية القرن التاسع عشر، مثل هوكوساي (1760–1849)، وهيروشيغه (1797- 1858)، وتأثروا بهم.

#### الرسم الصيني

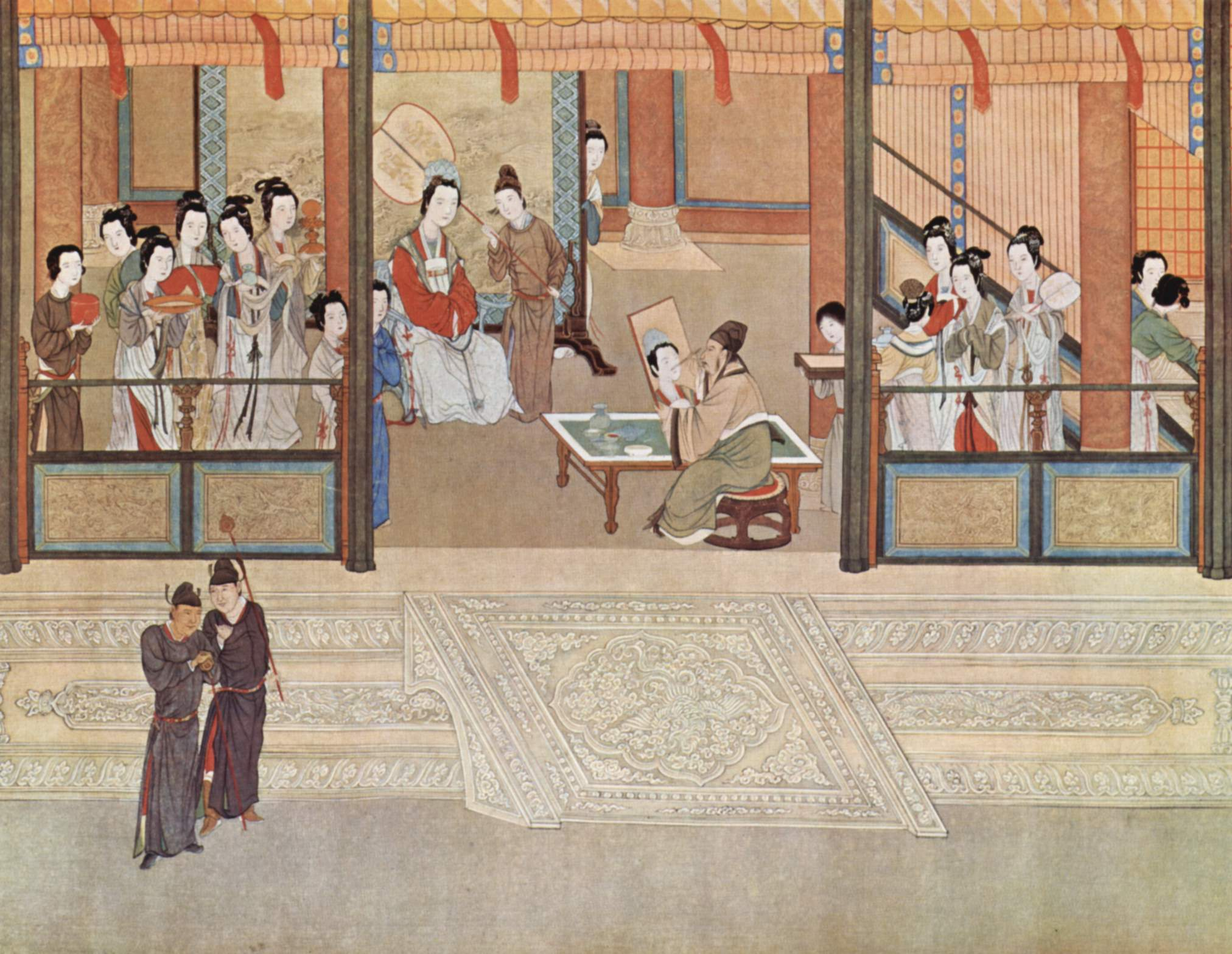
صباح الربيع في قصر هان، من قبل الفنان كيو ينغ (1494-1552 م)

يرجع تاريخ أقدم أمثلة من الأعمال الفنية المرسومة الصينية إلى فترة الممالك المتحاربة (481 - 221 قبل الميلاد)، مع لوحات على الحرير أو حوائط المقابر على الصخور أو الطوب أو الحجر، وكان للرسومات في كثير من الأحيان شكل منمق تبسيطي وفي أنماط هندسية بدائية. فهم يصورون في كثير من الأحيان مخلوقات أسطورية، أو مشاهد محلية، أو مشاهد عمالية، أو مشاهد فخمة مليئة بالمسؤولين في المحكمة. ولم يكن العمل الفني خلال هذه الفترة وما تلاها من أسرة تشين، (221 - 207 ق.م)، وأسرة هان (202 ق.م - 220 م) وسيلة في حد ذاته للتعبير الشخصي، بل كان يتم إنشاء الأعمال الفنية إلى حد ما لتكريم والرمز إلى الطقوس الجنائزية، أو تمثيلات الآلهة الأسطورية، أو أرواح الأسلاف، إلخ. ويمكن العثور على لوحات من الحرير لمسؤولي المحكمة والمشاهد الداخلية خلال عهد أسرة هان، جنبا إلى جنب مع مشاهد الرجال الذين يطاردون على ظهور الخيل أو يشاركون في استعراض عسكري. وكان هناك أيضا الرسم ثلاثي الأبعاد مثل تماثيل الخيول لجيش تيراكوتا.

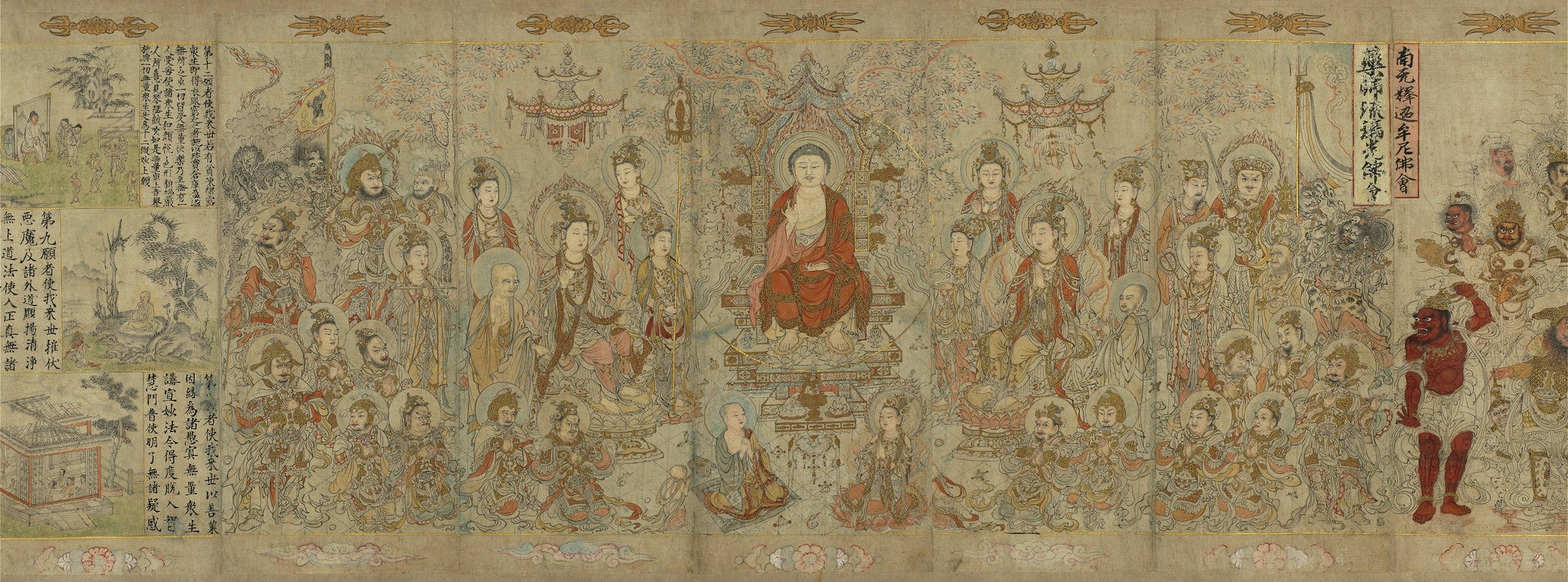
غوتاما بودا، بواسطة زانج شينغوينغ، 1173–1176م، فترة سلالة سونغ.

تم اعتماد إنشاء رسم المناظر الطبيعية الصينية الكلاسيكية إلى حد كبير لفنان أسرة جين الشرقية جو كايزهاي (344 - 406 م)، أحد أشهر الفنانين في التاريخ الصيني. ورسم الفنانون الصينيون، مثل وو داوزي أعمالا فنية حية ومفصلة للغاية على أشرطة اليد الأفقية الطويلة (التي كانت تحظى بشعبية كبيرة خلال تانغ). وتميز العمل الفني الذي تم رسمه خلال فترة تانغ بآثار مناظر البيئة الطبيعية المثالية، مع كمية قليلة من الجماد، أو الأشخاص، أو النشاط، بالإضافة إلى الطبيعة أحادية اللون (مثال: الجداريات لمقبرة بريس ييد في ضريح تشيانلينغ). ومع ذلك، فإن فن المناظر الطبيعية لم يصل إلى مستوى أعلى من النضج والواقعية بشكل عام حتى فترة الأسر الخمس والممالك العشر (907 - 960 م). وخلال ذلك الوقت، كان هناك رسامون استثنائيون للمناظر الطبيعية، مثل دونغ يوان، وأولئك الذين رسموا صورًا أكثر حيوية وواقعية للمشاهد المحلية، مثل جو هونغزونغ.

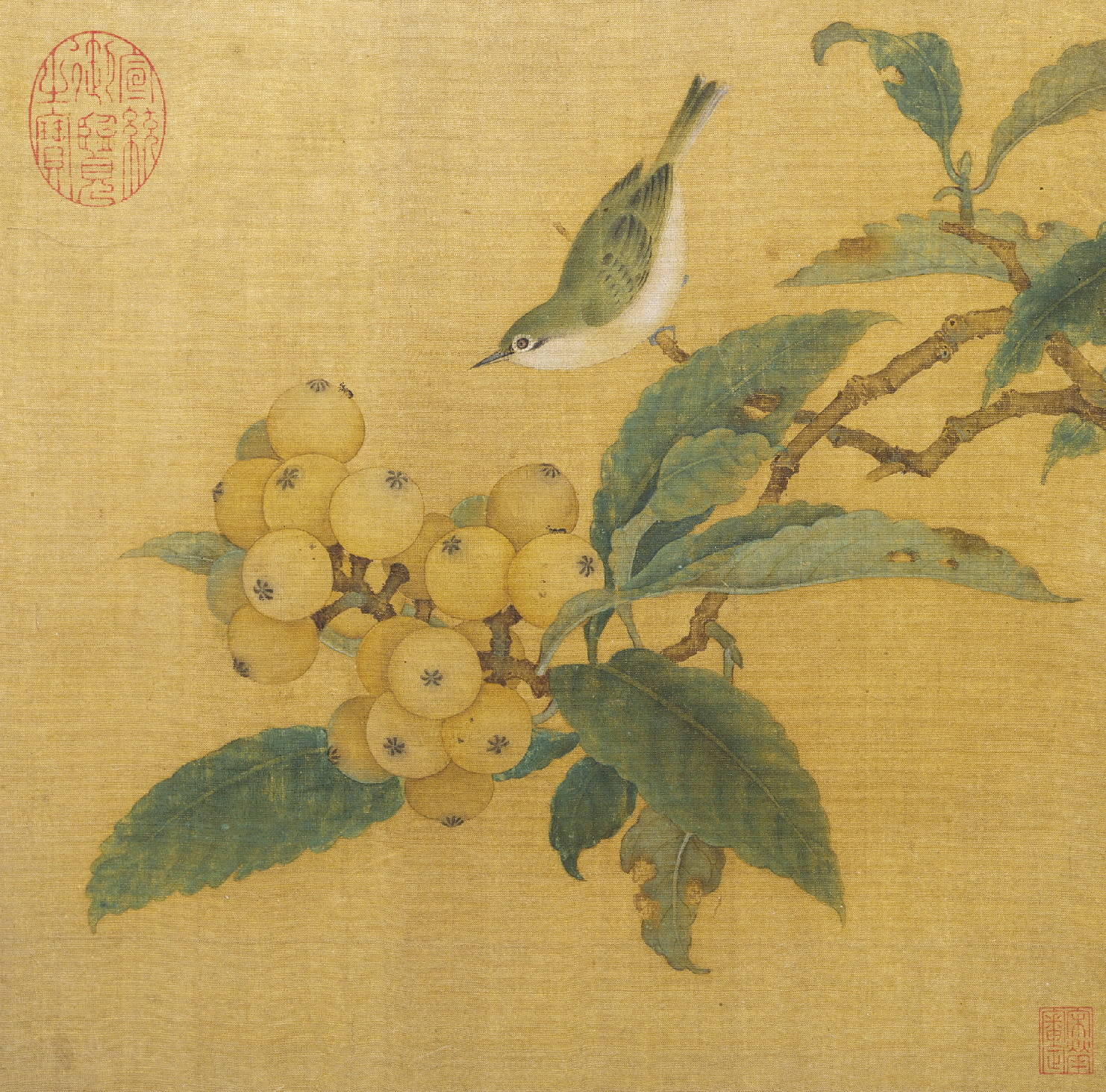
لوحة لفنان مجهول من سلالة سونغ الجنوبية، وكانت مثل هذه اللوحات شائعة في سونغ الجنوبية (1127-1279).

خلال عهد أسرة سونغ الصينية (960 - 1279 م)، لم يتم تحسين فن المناظر الطبيعية فحسب، بل أصبحت اللوحات أكثر تعقيدًا وتطوراً من ذي قبل، ووصلت إلى مرحلة نضجها الكلاسيكية خلال أسرة مينغ (1368 - 1644 م). وخلال أواخر القرن الثالث عشر والنصف الأول من القرن الرابع عشر، لم يُسمح للصينيين تحت حكم أسرة يوان التي يسيطر عليها المغول بالدخول إلى مناصب حكومية أعلى (محفوظة للمغول أو المجموعات العرقية الأخرى من آسيا الوسطى). وتحول العديد من الصينيين الذين تعلموا الكونفوشيوسية والذين يفتقرون الآن إلى المهنة إلى فنون الرسم والمسرح بدلاً من ذلك، حيث أصبحت فترة يوان واحدة من أكثر العصور حيوية ووفرة للأعمال الفنية الصينية. مثال على ذلك سيكون تشيان شوان (1235-1305م)، الذي كان مسؤولًا في أسرة سونغ، رفض أن يخدم محكمة يوان وكرس نفسه للرسم. وتشمل الأمثلة على الفن الرائع من هذه الفترة الجداريات الغنية والمفصلة في قصر يونغل، أو «قصر داشيونيانغ طول العمر» عام 1262م، وهو موقع للتراث العالمي لليونسكو، حيث تغطي اللوحات داخل القصر مساحة تزيد عن 1000 متر مربع. وخلال فترة أسرة سونغ، كان الرسامون يتجمعون في النوادي أو الاجتماعات الاجتماعية لمناقشة فنهم أو أعمالهم الفنية الأخرى، وغالبا ما أدى مدحها إلى الإقناع بالتجارة وبيع الأعمال الفنية الثمينة. ومع ذلك، كان هناك أيضا العديد من النقاد القاسيين أيضا، مما يُظهر الفرق في الأسلوب والذوق بين الرسامين المختلفين. وفي عام 1088م، كتب العالم شين كيو متعدد الثقافات عن أحد الأعمال الفنية للي تشنغ، وانتقده على النحو التالي:
... ثم كان هناك لي تشينغ، الذي كان يصور السراديق، والنزل وسط الجبال، والمباني ذات الطوابق، والمعابد، وما شابه ذلك، وكان دائمًا يرسم الحواف كما يراها من الأسفل. وكانت فكرته هي أن «المرء يجب أن ينظر إلى الأعلى من الأسفل، تماماً كما يستطيع رجل يقف على أرض مستوية وينظر إلى حواف الباغودا أن يرى العوارض الخشبية». وهذا كله خطأ، وبشكل عام، فإن الطريقة الصحيحة لرسم المناظر الطبيعية هي رؤية صغيرة من وجهة نظر كبيرة... فقط كما ينظر المرء إلى الجبال الاصطناعية في الحدائق. وإذا قام المرء (طريقة لي) بالنظر إلى الجبال الحقيقية من الأسفل كالرسمة، يمكن للمرء أن يرى فقط زاوية واحدة في كل مرة، دون رؤية منحدراتهم وزواياهم المتعددة، وما يجري في الوديان، والممرات، والفناء، والمساكن، والمنازل. وإذا وقفنا إلى الشرق من جبل، فستكون الأجزاء الغربية على الحدود المتلاشية لمسافة بعيدة، والعكس صحيح. وبالتأكيد لا يمكن أن يسمى ذلك لوحة ناجحة؟ ولم يفهم السيد لي مبدأ «رؤية الأشياء الصغيرة من وجهة نظر واسعة». من المؤكد أنه كان رائعا في تناقص الأطوال والمسافات بدقة، ولكن ينبغي أن نعلق أهمية على زوايا وأركان المباني؟

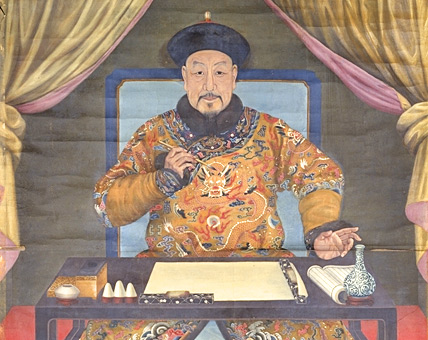
الإمبراطور تشيان لونغ يمارس فن الخط، منتصف القرن الثامن عشر.

على الرغم من أن المستوى العالي من الأسلوب، والنغمة الغامضة، والأناقة السيريالية كانت غالبا مفضلة على الواقعية (مثل أسلوب شان شوي)، إلا أنه بدءا من سلالة سونغ في العصور الوسطى، كان هناك العديد من الرسامين الصينيين الذين كانوا يصورون مشاهد الطبيعة التي كانت واقعية وحقيقية. وسعى الفنانون بعد ذلك في عهد أسرة مينغ إلى التركيز على التفاصيل الدقيقة والواقعية على الأشياء في الطبيعة، خاصة في صور الحيوانات (مثل البط، والبجع، والعصافير، والنمور، وغيرها) بين بقع من الزهور ذات الألوان الزاهية وأغصان الفرشاة. والخشب (من الأمثلة الجيدة على ذلك سلالة مينج المجهولة التي تحمل اسم الطيور وتفتح البرقوق، التي توجد في معرض فرير بمتحف سميثسونيان في واشنطن العاصمة)، كما كان هناك العديد من الفنانين المشهورين من أسرة مينغ. ويعتبر تشيو يينغ مثالاً ممتازًا على رسامي عهد مينغ، حيث يستخدم المشاهد المحلية لأعماله الفنية، والمشاهد الصاخبة، ومشاهد الطبيعة لوديان الأنهار والجبال المنحدرة التي تكتنفها الضباب والغيوم. وخلال فترة أسرة مينغ، كان هناك أيضا مدارس فنية مختلفة ومتناظرة مرتبطة بالرسم، مثل مدرسة وو ومدرسة زهي.
استمرت الرسم الكلاسيكي الصيني في أوائل عهد أسرة تشينغ الحديثة، مع رسومات واقعية للغاية كالتي كانت موجودة في أواخر عهد أسرة مينغ في أوائل القرن السابع عشر. وتمثل صور الإمبراطور كانغ شي، ة الإمبراطور يونغ تشنغ، والإمبراطور تشيان لونغ أمثلة ممتازة على رسم بورتريه صيني واقعي. وخلال فترة حكم تشيان لونغ واستمرار القرن التاسع عشر، كان لأسلوب الرسم الباروكي الأوروبي تأثير ملحوظ على البورتريهات الصينية، خاصة مع التأثيرات المرئية المرسومة للإضاءة والتظليل. وبالمثل، كانت لوحات شرق آسيا وغيرها من الأعمال الفنية (مثل الخزف والورنيش) ذات قيمة عالية في أوروبا منذ الاتصال الأولي في القرن السادس عشر.

#### الرسم الياباني

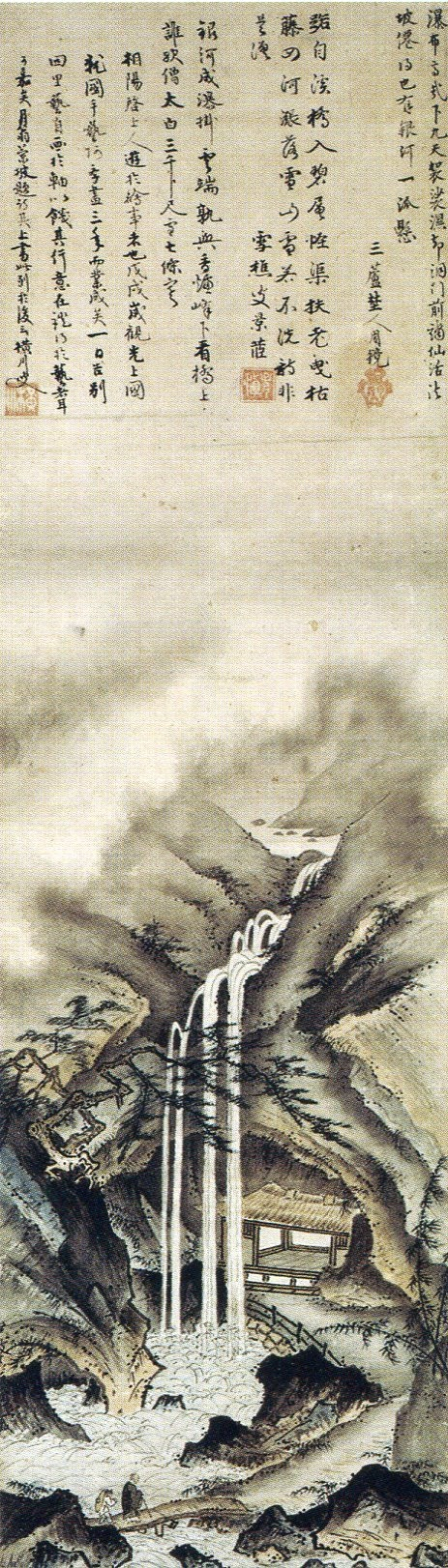
فترة موروماتشي، شينجي (1431-1485)، منظر لشلال، متحف نيزو، طوكيو.

يُعتبر الرسم الياباني (絵 画) واحدا من أقدم الفنون اليابانية وأكثرها دقة، ويضم مجموعة واسعة من الأنواع والأنماط. وكما هو الحال مع الفنون اليابانية بشكل عام، تطور الرسم الياباني من خلال تاريخ طويل من التوليف والتنافس بين الجماليات اليابانية الأصلية والتكيف مع الأفكار المستوردة. «أوكييو-إه» أو «صور العالم العائم» هو نوع من المطبوعات الخشبية اليابانية (أو «النقوش الخشبية») والرسومات التي تم إنتاجها بين القرنين السابع عشر والعشرين، وتتميز بزخارف من المناظر الطبيعية والمسرح ومناطق الملاذ، وهو النوع الفني الرئيسي للطباعة الخشبية اليابانية. وكان للطباعة اليابانية، خاصة في فترة إيدو، تأثير هائل على الرسم الفرنسي خلال القرن التاسع عشر.

#### الرسم الكوري
بدأت الرسم الكوري كشكل مستقل حوالي عام 108 قبل الميلاد عند سقوط غوجوسون، مما يجعله واحدا من أقدم الفنون في العالم. وتطور العمل الفني لتلك الفترة الزمنية إلى الأساليب المختلفة التي ميزت فترة الممالك الثلاث في كوريا، وأبرزها الرسومات واللوحات الجدارية التي تزين مقابر الملوك في جوجوريو. واتسم الرسم الكوري خلال فترة الممالك الثلاث وعبر سلالة مملكة غوريو بمزيج من المناظر الطبيعية على الطراز الكوري، والموضوعات التي تركز على البوذيين، والتأكيد على الملاحظة السماوية التي سهّلت التطور السريع لعلم الفلك الكوري.

### الرسم في جنوب آسيا

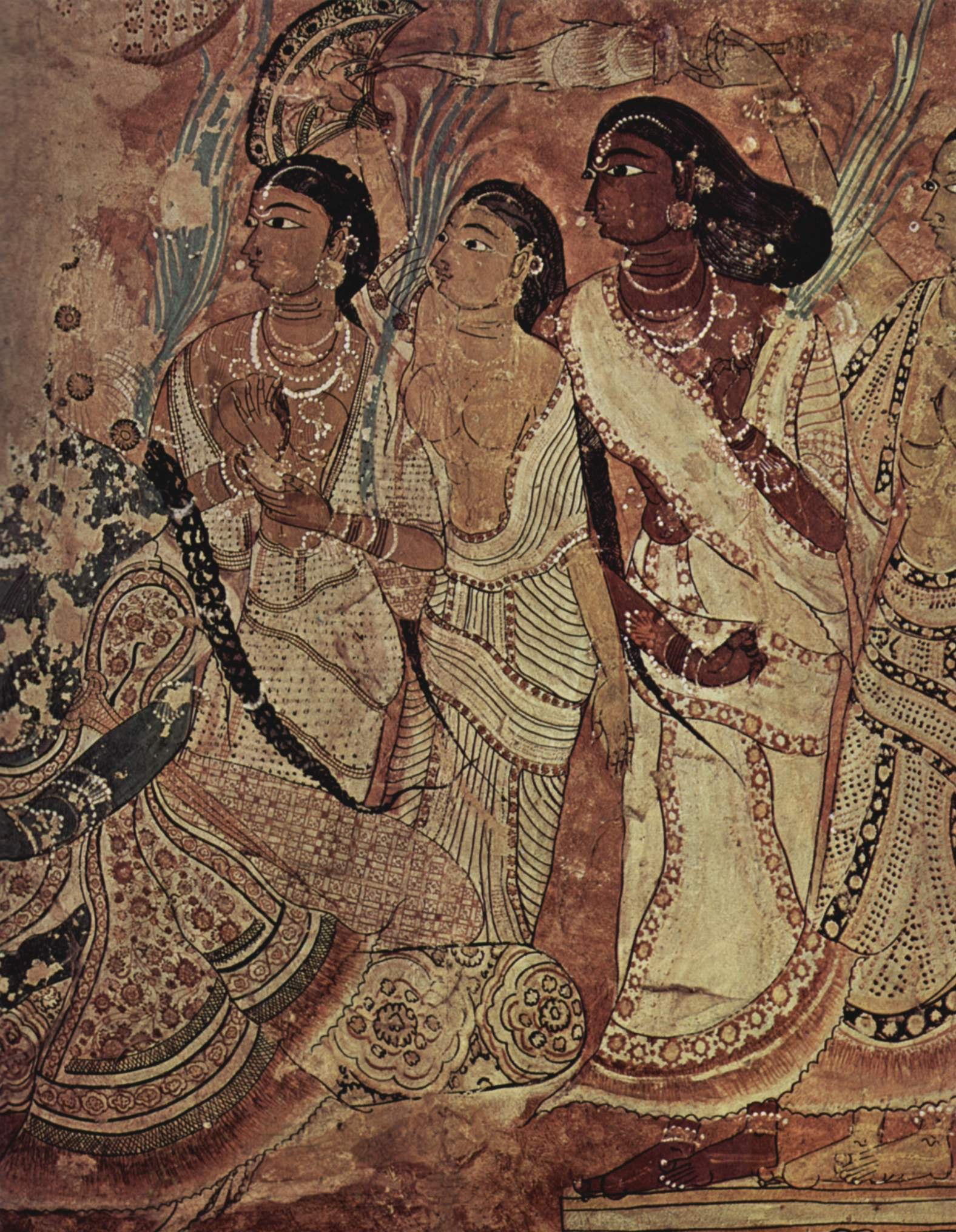
مجموعة من النساء من جنوب الهند 1540م.
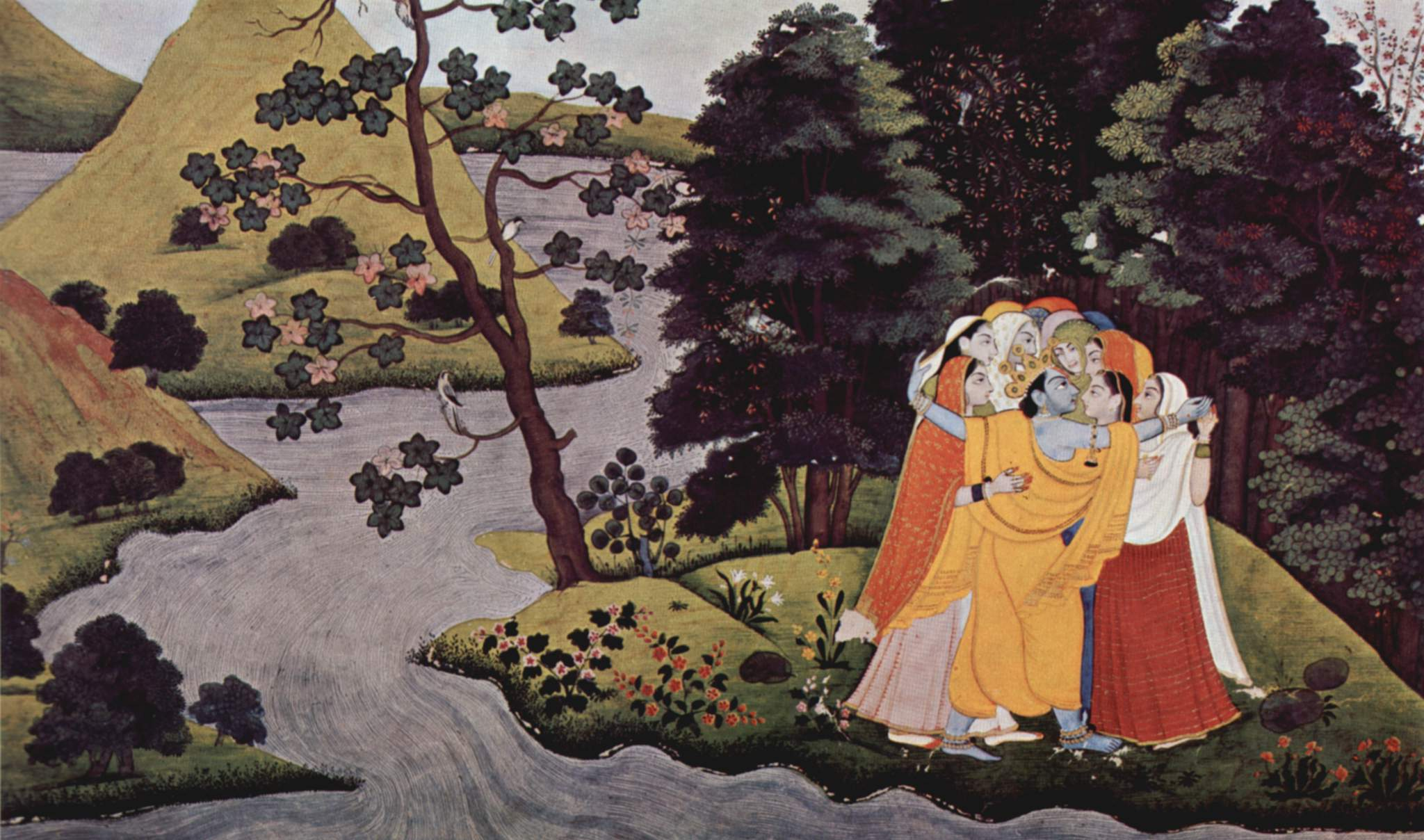
كريشنا يحتضن غوبس، مخطوطة غوت غوفيندا، 1760-1765.
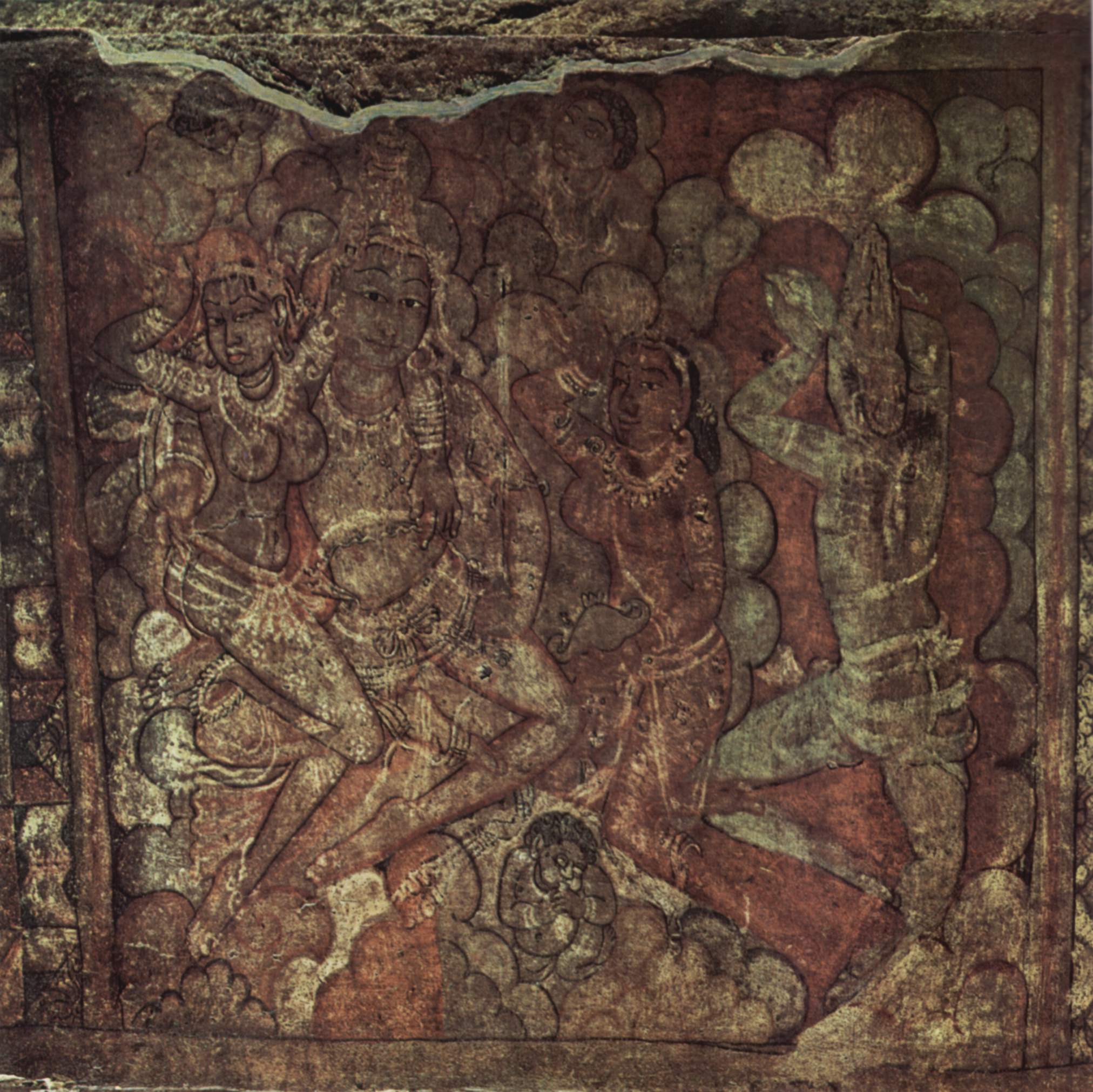
شخصيات ترقص، لوحة جدارية 850م.
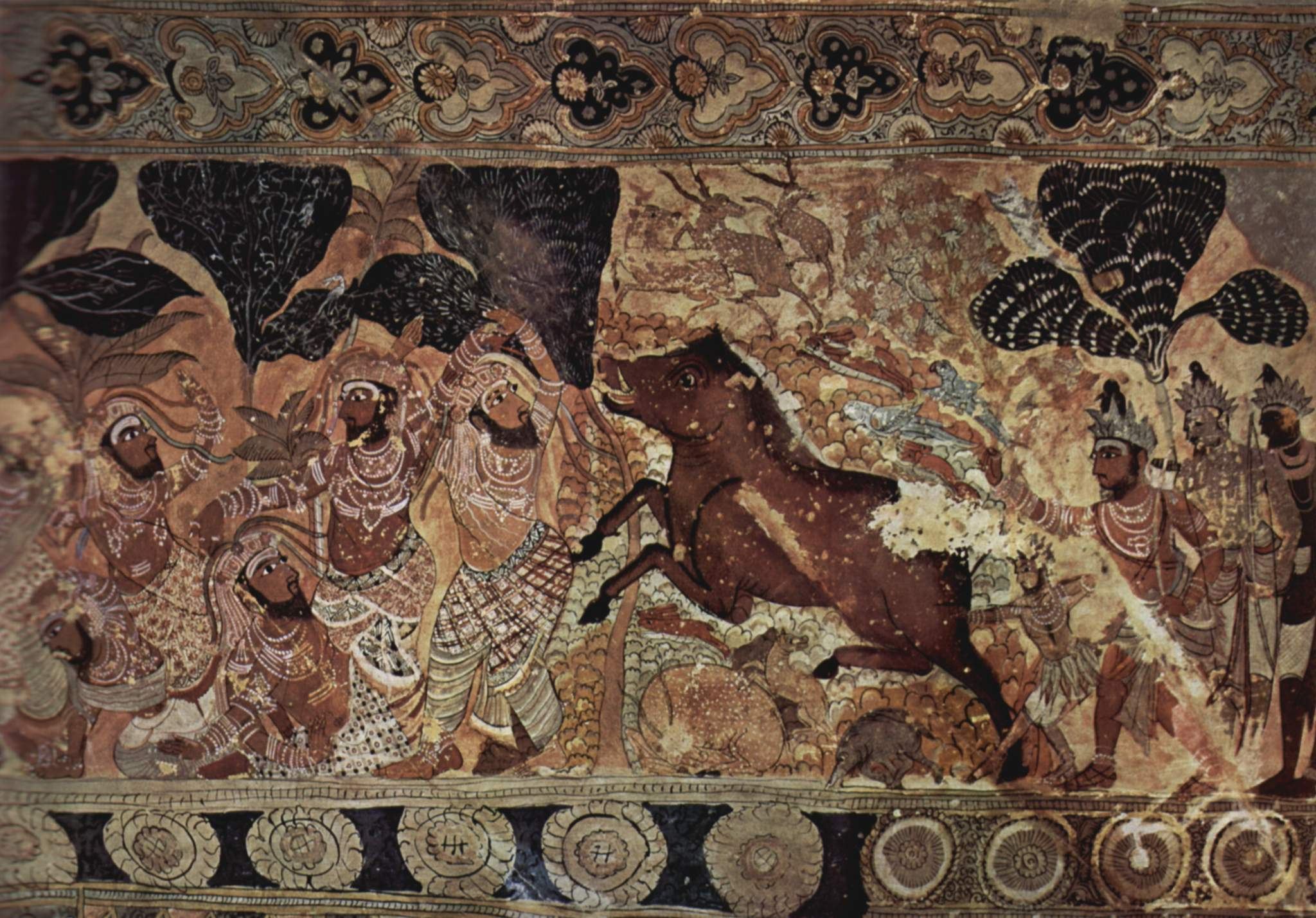
خنزير بري، 1540م.
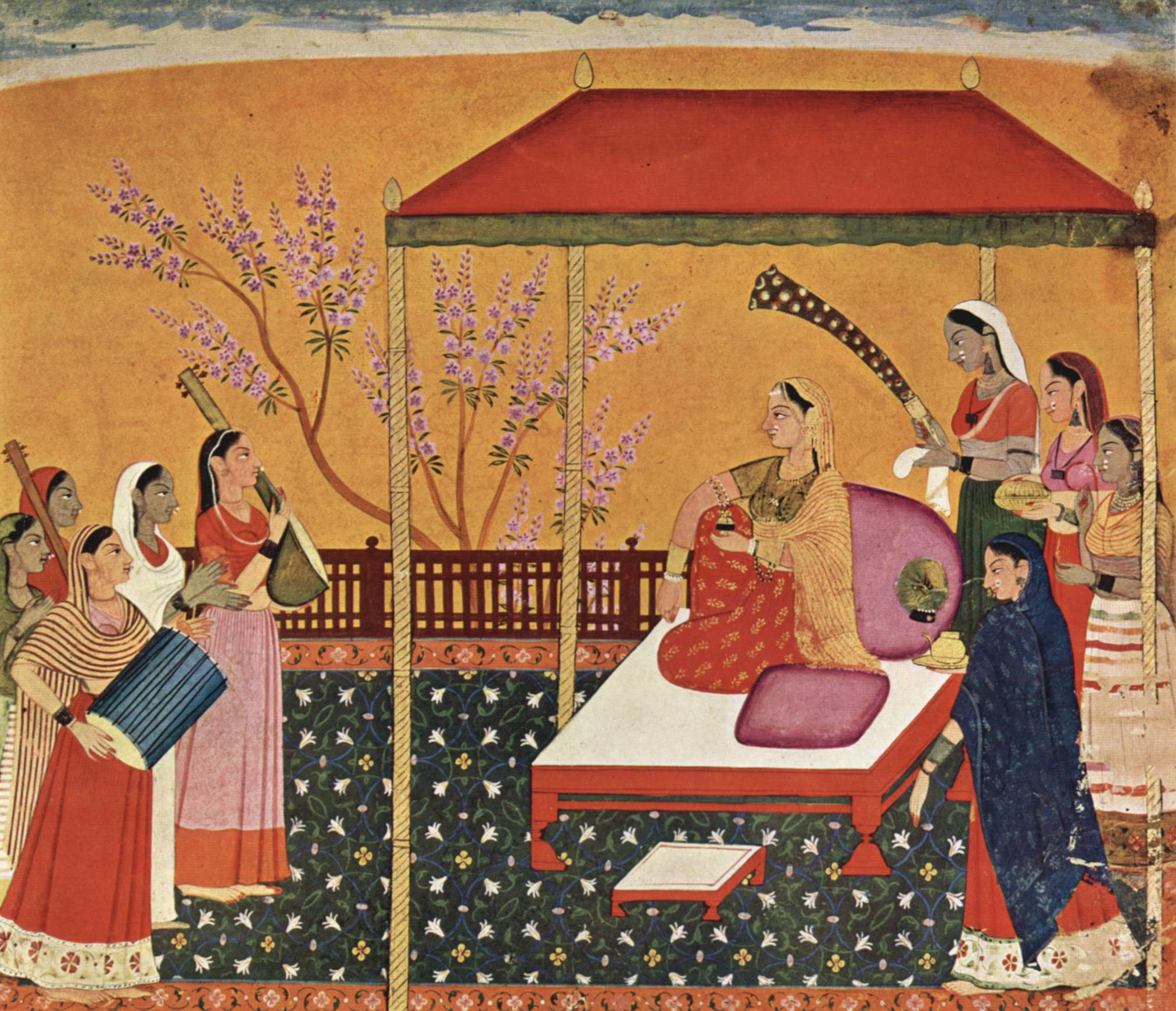
سيدة تستمع إلى الموسيقى، 1750م.
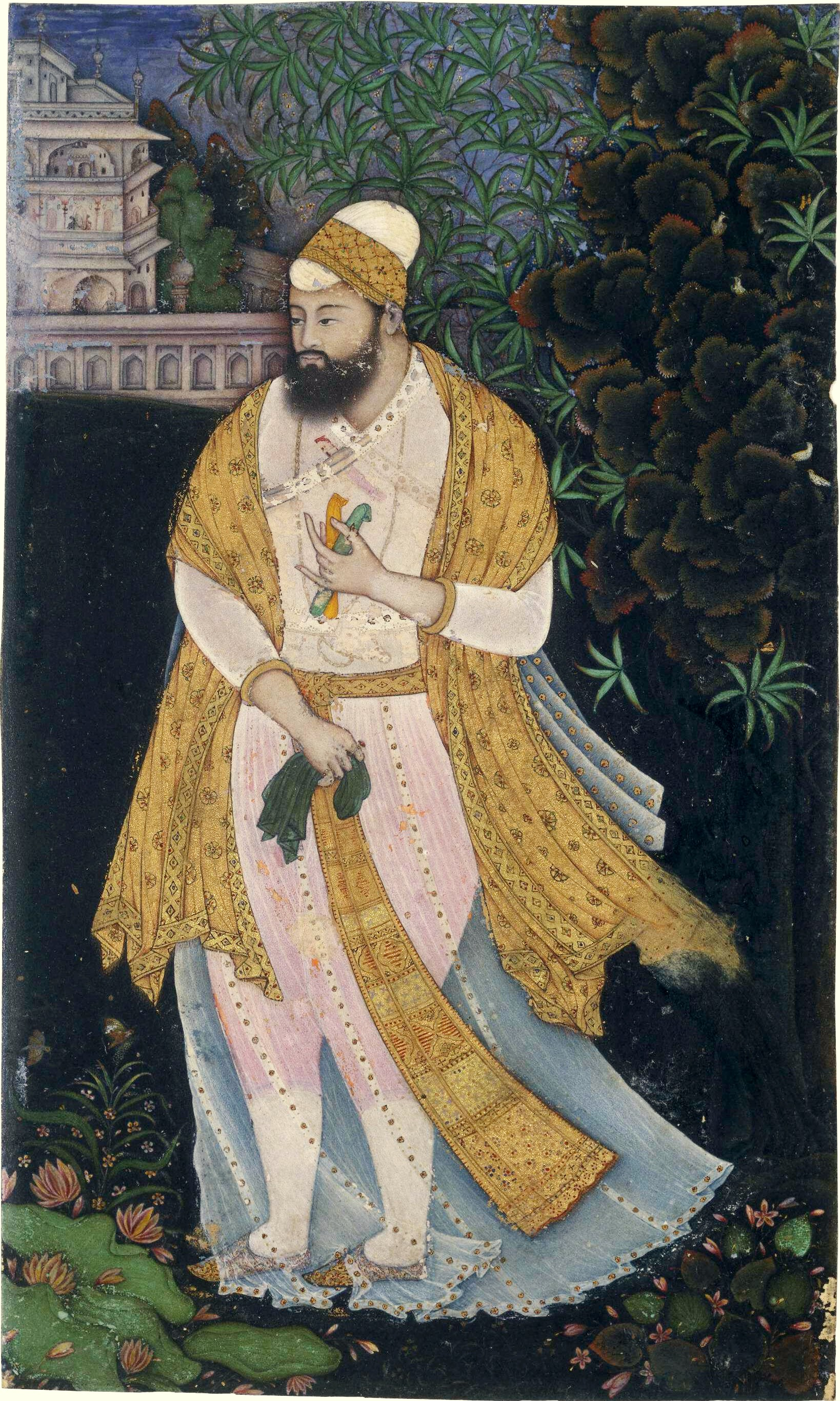
بورتريه لإبراهيم عادل شاه الثاني (1580–1626) لبيجابور، 1615.
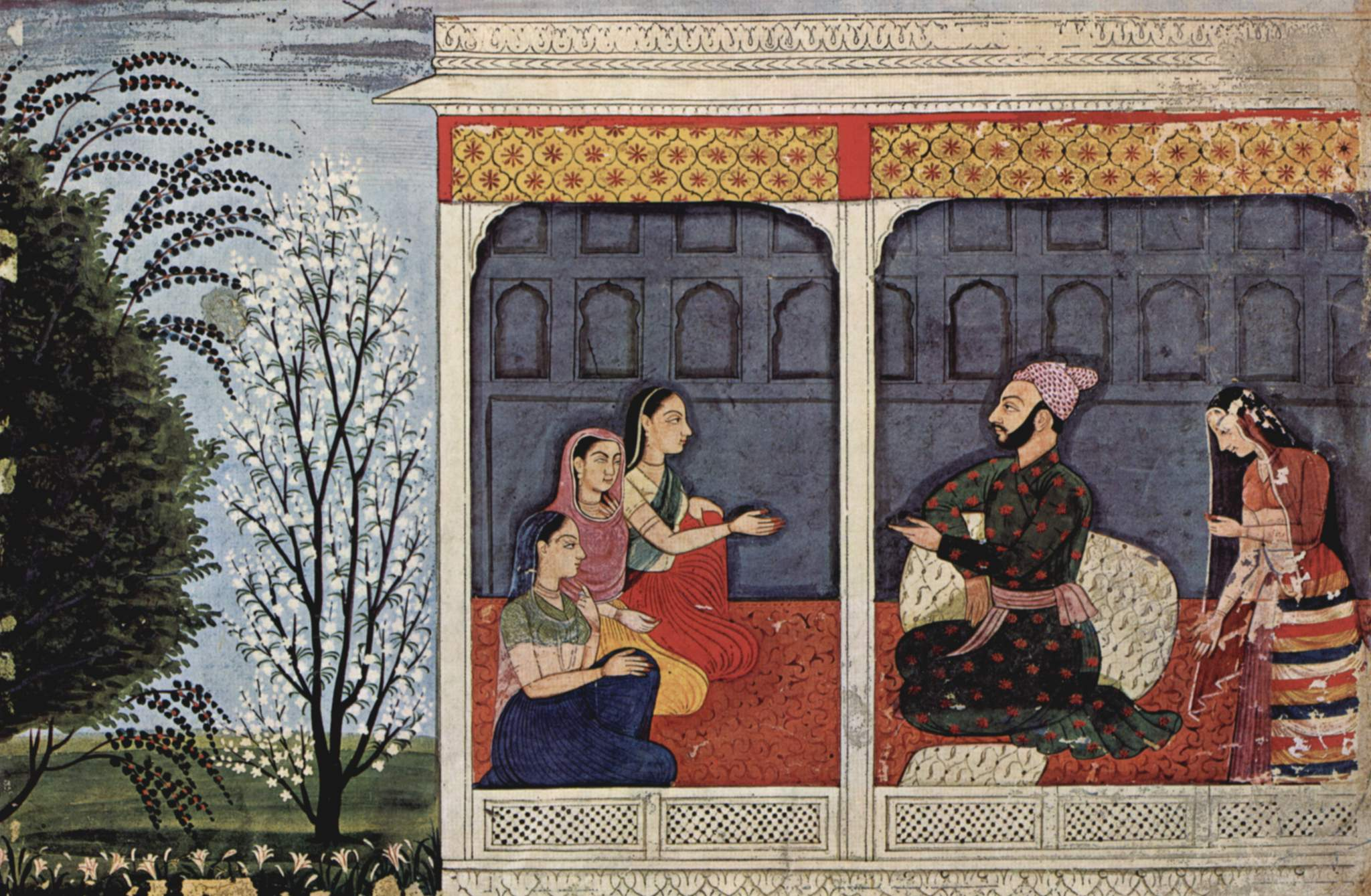
صورة لجوفاردان تشاند، نمط البنجاب، 1750م.
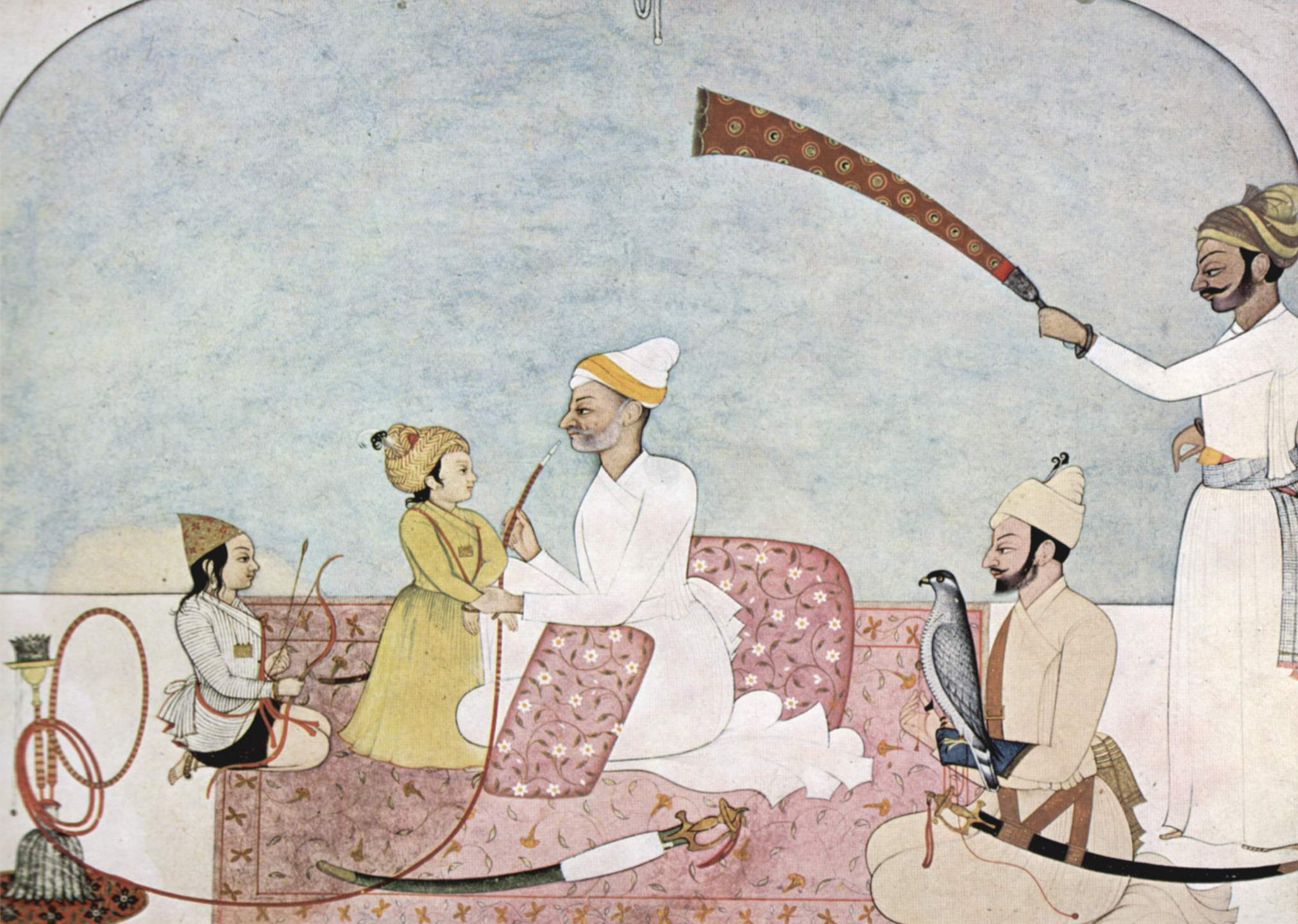
رجل مع أطفال، بنجاب، 1760.
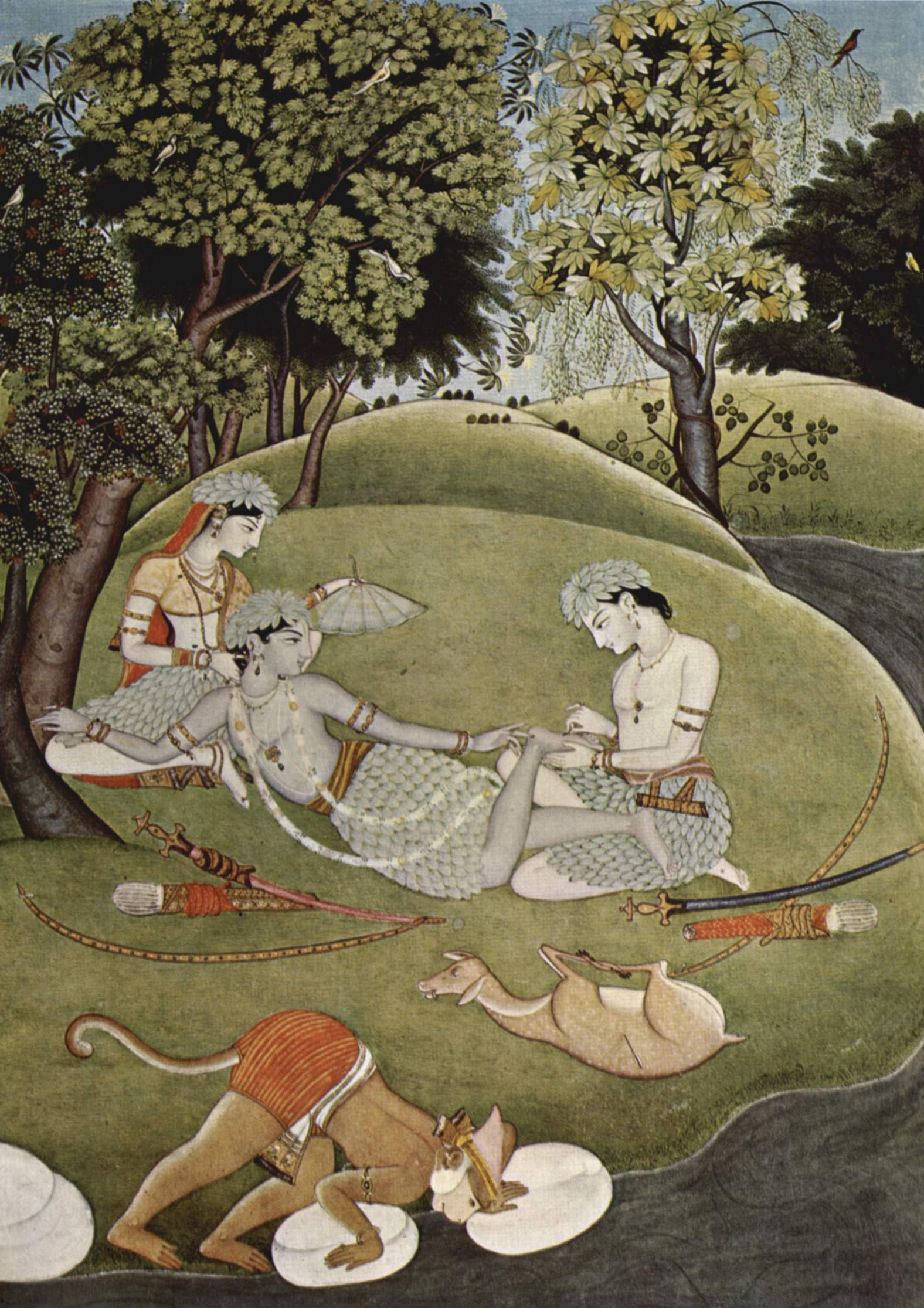
راما وسيتا في الغابة، نمط البنجاب، 1780.

### الرسم الهندي
تدور الرسومات الهندية تاريخيًا حول الآلهة والملوك الدينيين. والفن الهندي هو مصطلح جماعي لعدة مدارس فنية مختلفة موجودة في شبه القارة الهندية. وتباينت الرسومات من لوحات جصية كبيرة من أجانتا إلى لوحات مصغرة مغولية معقدة للأعمال المعدنية المزخرفة من مدرسة تانجور. وتتأثر الرسومات من غاندارا–تاكسيلا بالأعمال الفارسية في الغرب. وتم تطوير النمط الشرقي للرسم في الغالب حول مدرسة الفن في نالاندا، ومعظم الأعمال مستوحاة من مشاهد مختلفة من الأساطير الهندية.

#### تاريخ

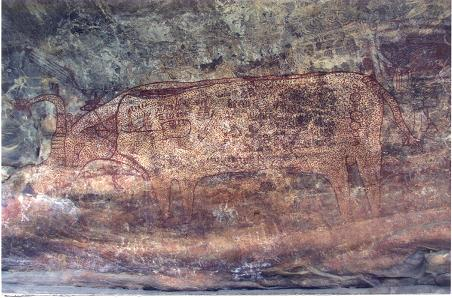
ملاجئ بيمبتكا الصخرية، رسم على الصخر، العصر الحجري، الهند

كانت أولى الرسومات الهندية هي اللوحات الصخرية لأزمنة ما قبل التاريخ، والنقوش الصخرية الموجودة في أماكن مثل ملاجئ الصخور في بيمبتكا، وبعضها أقدم من 5500 قبل الميلاد. استمرت هذه الأعمال، وبعد عدة آلاف من السنين في القرن السابع، كانت الأعمدة المنحوتة في أجانتا (ولاية ماهاراشترا) تمثل مثالًا رائعًا للرسومات الهندية، وكانت الألوان، ومعظمها من الظلال الحمراء والبرتقالية، مشتقة من المعادن.
كهوف أجانتا في ولاية ماهاراشترا بالهند هي آثار كهوف منحوتة في الصخور يعود تاريخها إلى القرن الثاني قبل الميلاد، وتحتوي على رسومات ونحت يعتبر بمثابة روائع الفن الديني البوذي والفن التصويري العالمي.

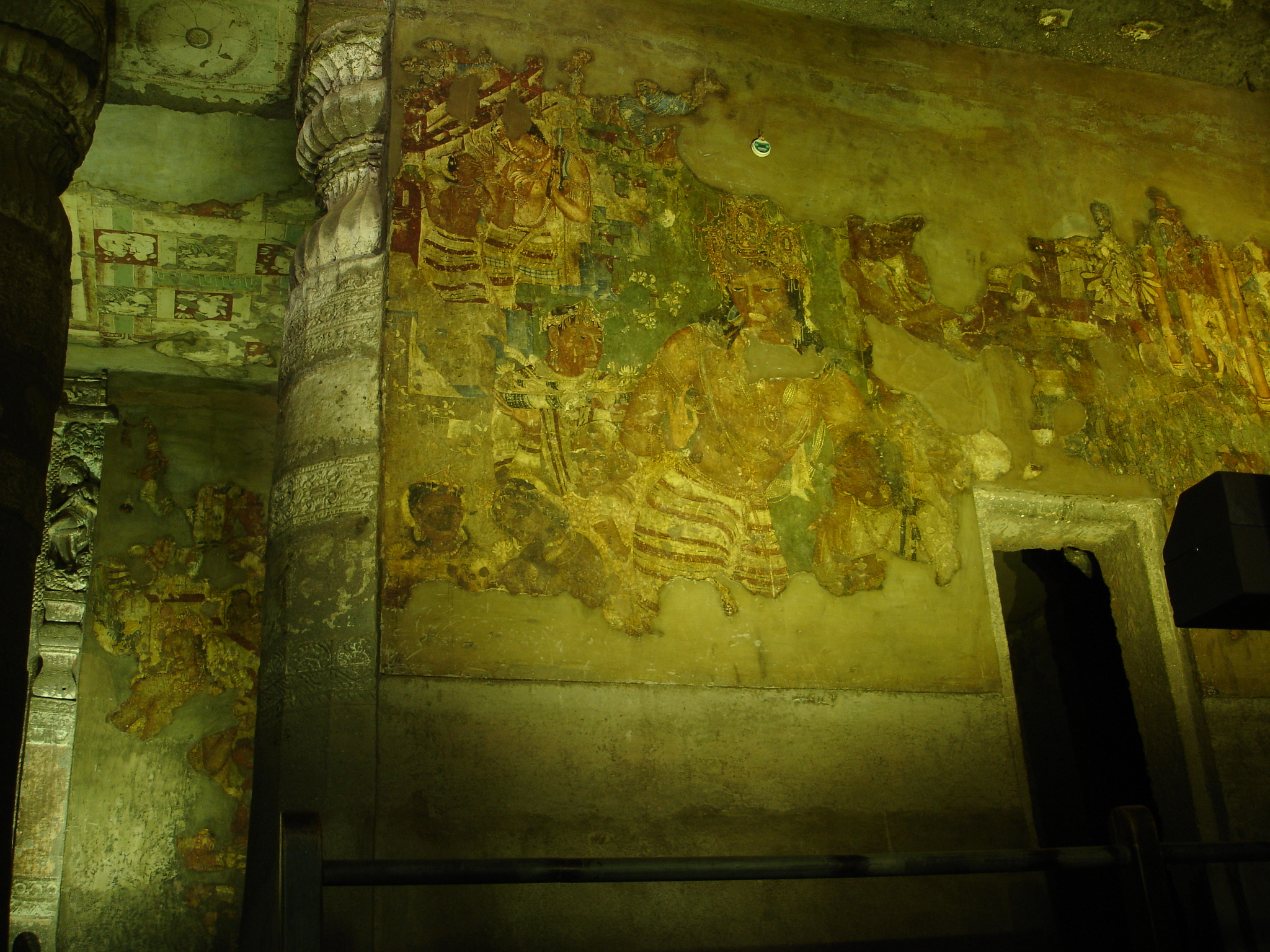
لوحة جدارية من الكهف 1 بأجانتا.

##### لوحة مادهوباني
لوحة مادهوباني هي نمط من الرسم الهندي، يُمارس في منطقة ميثيلا بولاية بيهار بالهند. وتكتنف أصول لوحة مادهوباني للعصور القديمة.

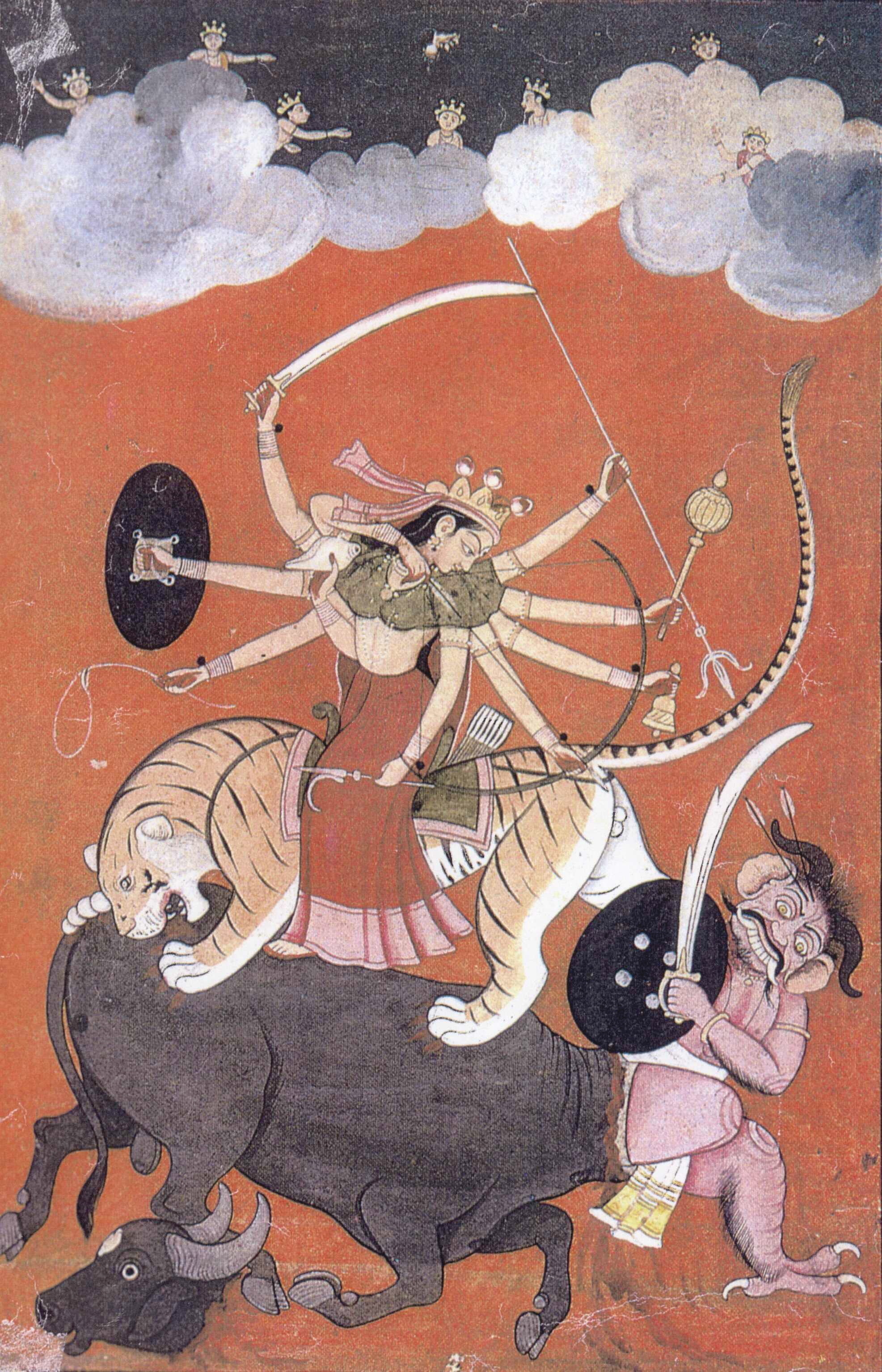
الإلهة الأم لوحة مصغرة لأسلوب باهاري، يرجع تاريخها إلى القرن الثامن عشر.

##### رسم راجبوت
رسم راجبوت هو أسلوب من الرسم الهندي ازدهر خلال القرن الثامن عشر في البلاط الملكي في راجبوتانا بالهند، وطورت كل مملكة في راجبوت أسلوب متميز، ولكن مع بعض السمات المشتركة، وتصور رسومات راجبوت عددًا من الموضوعات، وأحداث الملاحم مثل رامايانا وماهابهاراتا، والمناظر الطبيعية الجميلة، والبشر. وكانت الرسومات المصغرة هي البيئة المفضلة لرسم راجبوت، لكن العديد من المخطوطات تحتوي أيضا على رسومات راجبوت، كما تم لاسم رسومات على جدران القصور، والغرف الداخلية للحصون.
تم استخدام الألوان المستخرجة من بعض المعادن، والمصادر النباتية، وقشر المحارة، والأحجار الكريمة، والذهب، والفضة. وكان إعداد الألوان المرغوبة عملية طويلة، تستغرق أحيانًا أسابيع، وكانت الفرش المستخدمة رفيعة جدا.

##### الرسم المغولي

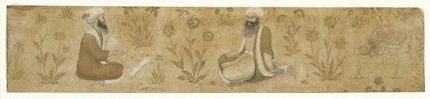
كاتبان يجلسان مع كتب (مدرسة المغول)، 1640-1650

الرسم المغولي هو أسلوب معين في الرسم الهندي يقتصر عادة على الرسوم التوضيحية على الكتب ويتم في شكل منمنمات، حيث ظهر وتطور وتشكل خلال فترة الإمبراطورية المغولية في القرن السادس عشر والتاسع عشر.

##### الرسم الثنجفوري
الرسم الثنجفوري هو شكل مهم من أشكال الرسم الكلاسيكي في جنوب الهند الأصلي يرجع إلى بلدة ثنجفور في ولاية تاميل نادو. ويرجع تاريخ الفن إلى أوائل القرن التاسع، وهي الفترة التي سيطر عليها حكام تشولا، الذين شجعوا الفن والأدب. وتشتهر هذه الرسومات بأناقتها، وألوانها الغنية، والاهتمام بالتفاصيل. وكانت تتضمن مواضيع معظم هذه الرسومات الآلهة الهندوسية والآلوهية ومشاهد من الأساطير الهندوسية.
وتنطوي عملية صنع لوحة ثنجافورية على العديد من المراحل، وتتضمن المرحلة الأولى عمل رسم أولي للصورة على قاعدة تتكون من قطعة قماش ملصوقة على قاعدة خشبية، ثم يتم خلط مسحوق الطباشير أو أكسيد الزنك مع المادة اللاصقة القابلة للذوبان في الماء ويتم تطبيقها على القاعدة، ولجعل القاعدة أكثر سلاسة يتم سنفرتها أحيانا. وبعد الانتهاء من الرسم، تتم زخرفة المجوهرات والثياب في الصورة بأحجار شبه كريمة، وتستخدم الأربطة أو الخيوط أيضا لتزيين المجوهرات. علاوة على ذلك، يتم لصق رقائق الذهب. وأخيرا، تستخدم الأصباغ لإضافة ألوان إلى الأشكال الموجودة في اللوحات.

##### مدرسة مدراس
قام البريطانيون خلال فترة الحكم البريطاني في الهند بتأسيس مستوطنة ضخمة في مدراس وحولها، وتم اختيار جورج تاون لتأسيس معهد من شأنه تلبية التوقعات الفنية للعائلة المالكة في لندن، مما أصبح يعرف باسم مدرسة مدراس. في البداية، تم توظيف الفنانين التقليديين لإنتاج أنواع رائعة من الأثاث، والأعمال المعدنية، والتحف، وأرسلت أعمالهم إلى القصور الملكية للملكة.
على عكس مدرسة البنغال حيث «النسخ» هو معيار التدريس، تزدهر مدرسة مدراس على «خلق» أساليب وحجج واتجاهات جديدة.

##### مدرسة بنغال

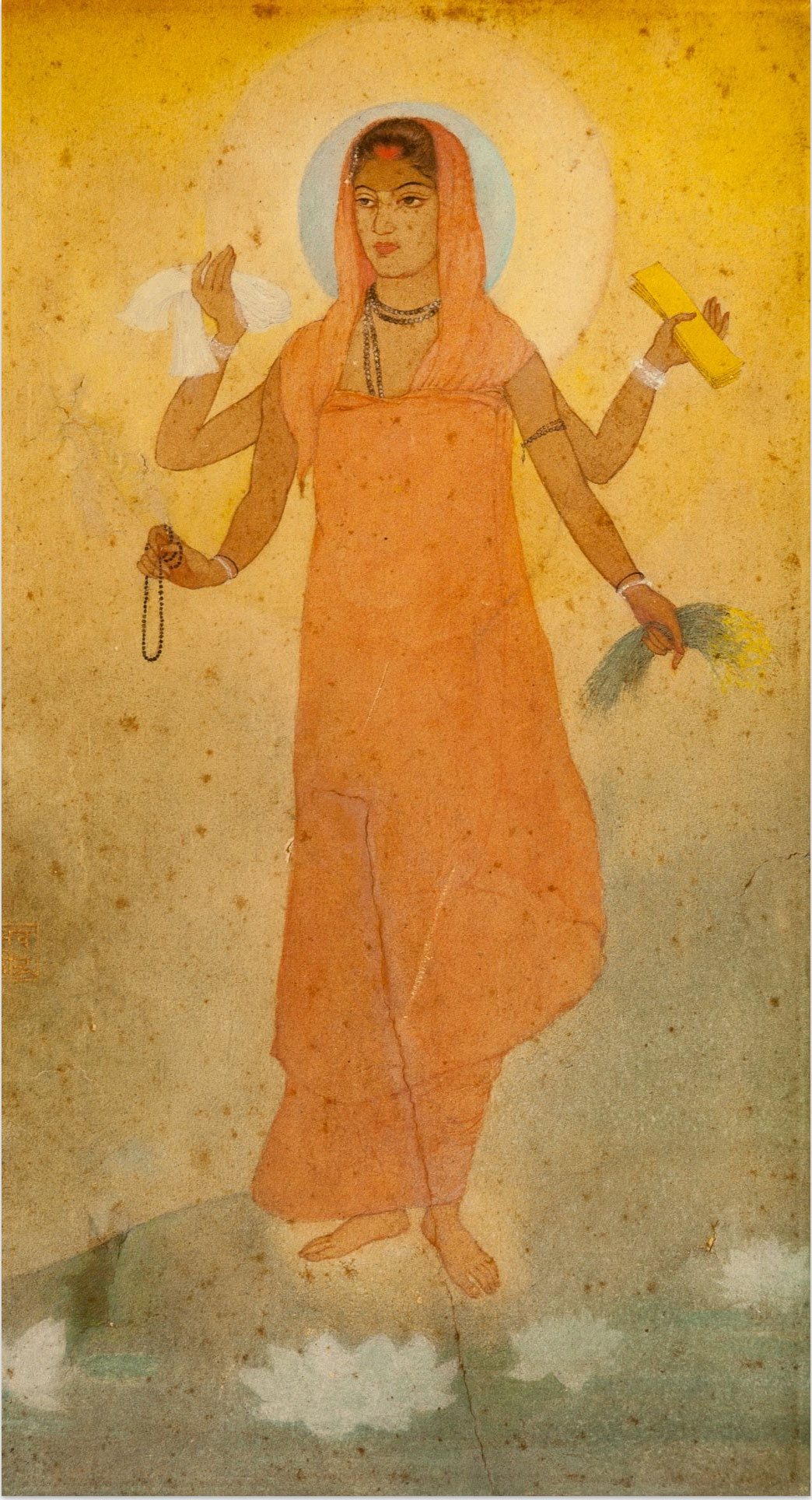
بهارات ماتا بواسطة أبانيندراناث طاغور (1871–1951)، ابن شقيق الشاعر روبندرونات طاغور، ورائد الحركة

كانت مدرسة البنغال الفنية فنًا مؤثرًا في الفن، الذي ازدهر في الهند خلال عهد الراج البريطاني في أوائل القرن العشرين. وكانت مرتبطة بالقومية الهندية، ولكن تم الترويج لها ودعمها من قِبَل العديد من مديري الفنون البريطانية.
نشأت مدرسة البنغال كحركة طليعية وحركة قومية تتفاعل مع أساليب الفن الأكاديمي التي رُوِجَت في الهند، سواء من قِبَل الفنانين الهنود مثل راجا رافي فارما وفي مدارس الفن البريطاني. وبعد التأثير الواسع للأفكار الروحية الهندية في الغرب، حاول مدرس الفن البريطاني إرنست بينفيلد هافيل إصلاح طرق التدريس في كلية كلكتا للفنون من خلال تشجيع الطلاب على تقليد المنمنمات المغولية. وتسبب ذلك في جدل كبير أدى إلى إضراب الطلاب والشكاوى من الصحافة المحلية، بما في ذلك القوميين الذين اعتبروه خطوة رجعية. وكان هافل مدعومًا من قِبَل الفنان أبينيندرانات طاغور، ابن شقيق الشاعر رابيندراناث طاغور. ورسم طاغور عددًا من الأعمال التي تأثرت بالفن المغولي، وهو أسلوب اعتقد هو وهافل أنهما معبران عن الصفات الروحية المتميزة للهند، في مقابل «الصفات المادية» للغرب. ورسمت بهارات ماتا (أم الهند)، أشهر لوحة في طاغور، حيث رسمت امرأة شابة بأربعة أذرع بطريقة الآلهة الهندوسية، تحمل أشياء رمزية لطموحات الهند الوطنية. وفي وقت لاحق حاول طاغور تطوير روابط مع فنانين يابانيين كجزء من طموح لبناء نموذج فني شامل.
تراجع تأثير مدرسة البنغال في الهند مع انتشار الأفكار الحداثية في العشرينات. وفي فترة ما بعد الاستقلال، أظهر الفنانون الهنود قدرا أكبر من القدرة على التكيف عندما اقترضوا من الأساليب الأوروبية ودمجوها بحرية مع الزخارف الهندية إلى أشكال جديدة من الفن. واليوم بعد عملية تحرير السوق في الهند، يواجه الفنانون مزيدًا من الانفتاح على المشهد الفني الدولي الذي يساعدهم في الظهور بأشكال فنية جديدة لم يسبق لها مثيل في الهند. وكان جيتيش كالات قد اشتهر في أواخر التسعينات بلوحاته الحديثة والتي لا تتعدى نطاق التعريف العام. ومع ذلك، في الوقت الذي يحاول فيه الفنانون في الهند في القرن الجديد أساليب ومظاهر جديدة، لم يكن من الممكن الحصول على مثل هذا الاعتراف السريع دون مساعدة بيوت الأعمال التي تدخل الآن مجال الفن كما لم يسبق لها مثيل.

##### الرسم الهندي الحديث
كانت أمريتا شير جيل رسّامة هندية، تُعرف أحيانًا باسم فريدا كاهلو الهندية، وتعتبر اليوم رسامة مهمة في الهند في القرن العشرين، والتي يقف إرثها على قدم المساواة مع سادة عصر النهضة البنغالي، وهي أيضا «أغلى» امرأة رسامة في الهند.
اليوم، هي من بين تسعة أساتذة تم إعلان أعمالهم ككنوز فنية من قِبَل هيئة المسح الأثري بالهند في عامي 1976 و1979، وأكثر من 100 لوحة من لوحاتها معروضة الآن في المعرض الوطني للفن الحديث في نيودلهي.
وخلال الحقبة الاستعمارية، بدأت التأثيرات الغربية تؤثر على الفن الهندي. وطور بعض الفنانين أسلوبًا استخدم أفكارًا غربية عن التأليف والمنظور والواقعية لتوضيح المواضيع الهندية. واستلهم آخرون، مثل جاميني روي من الفن الشعبي.
وبحلول وقت الاستقلال في عام 1947، قدمت العديد من المدارس الفنية في الهند إمكانية الوصول إلى التقنيات والأفكار الحديثة. وتم إنشاء صالات لعرض أعمال هؤلاء الفنانين. وعادةً ما يُظهر الفن الهندي الحديث تأثير الأنماط الغربية، ولكنه غالبًا ما يكون مستوحى من الموضوعات والصور الهندية. وبدأ الفنانون الرئيسيون يكتسبون اعترافًا دوليًا في البداية بين المغتربين الهنود ثم أيضًا بين الجماهير غير الهندية.
حصل الفن الهندي على دَفعة مع التحرير الاقتصادي للبلاد منذ أوائل التسعينات. وبدأ الفنانون من مختلف المجالات في جلب أنماط عمل متنوعة، ورسَّخ العديد من الفنانين أنفسهم في سوق الفن العالمي في الهند ما بعد التحرير، مثل الرسام ناتفار بهافسار، والفنان التشكيلي ديفاجيوتي راي، والنحات أنيش كابور الذي اكتسبت أعماله الفنية العملاقة الانتباه لحجمها الكبير، كما تم افتتاح العديد من المنازل الفنية، والمعارض في الولايات المتحدة الأمريكية وأوروبا لعرض الأعمال الفنية الهندية.

### الرسم الفلبيني

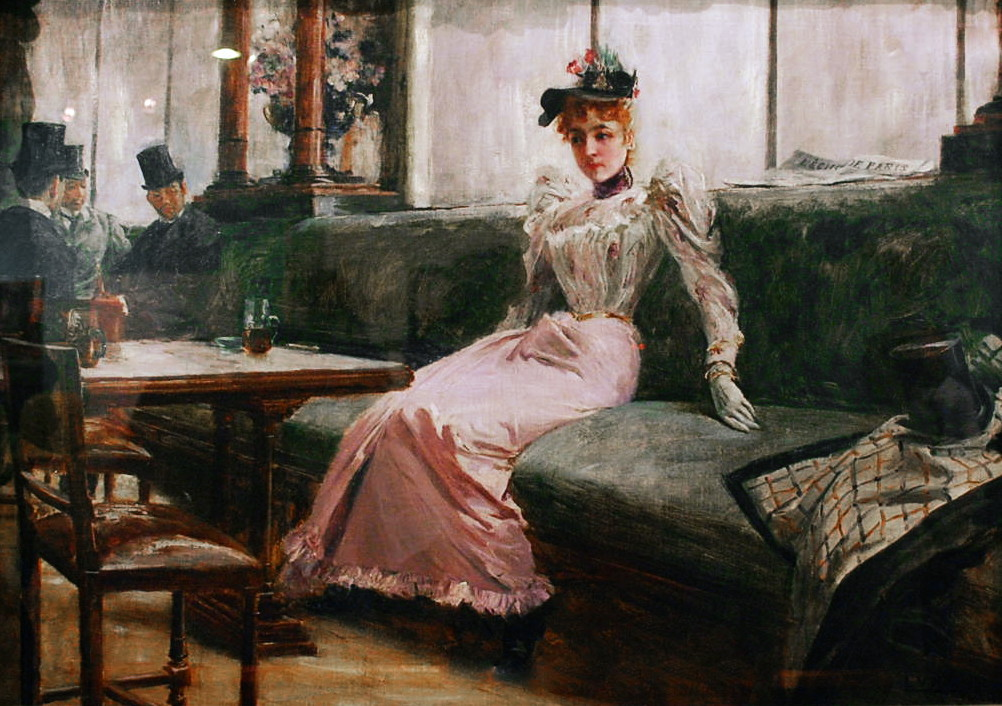
خوان لونا، الحياة الباريسية 1892

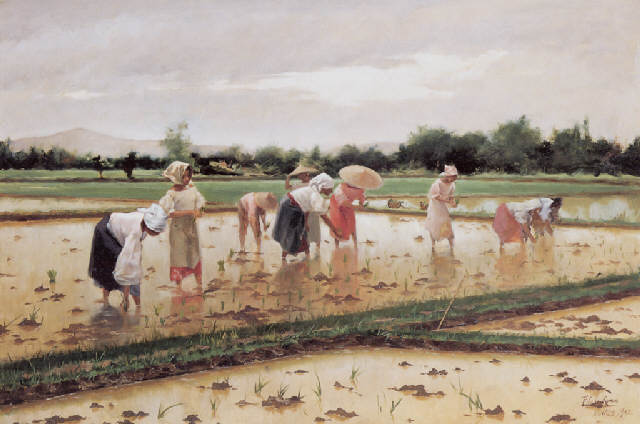
النساء العاملات في مجال الأرز، 1902

يمكن اعتبار الرسم الفلبيني ككل بمثابة دمج للعديد من التأثيرات الثقافية، على الرغم من أنه يميل إلى أن يكون أكثر غربية في شكله الحالي مع جذور شرقية.
ويمكن العثور على الرسم الفلبيني المبكر في تصاميم منمقة على الفخار الطقسي في الفلبين، وتم العثور على أدلة على صنع الفخار الفلبيني في وقت مبكر من 6000 قبل الميلاد في كهف سانجا-سانجا في سولو، وكهف لورينيت في كاجايان. وقد ثبت أنه بحلول عام 5000 قبل الميلاد، كانت تُمارَس صناعة الفخار في جميع أنحاء البلاد. وبدأ الفلبينيون الأوائل بصناعة الفخار قبل جيرانهم الكمبوديين وفي نفس الوقت تقريبا مع التايلانديين كجزء من ما يبدو أنه تطور واسع النطاق في العصر الجليدي لتكنولوجيا الفخار. وتتجلى أدلة أخرى للرسم في تقليد الوشم لدى الفلبينيين الأوائل، الذين أشار إليهم المستكشف البرتغالي باسم «الأشخاص المرسومين» في بيسايا، حيث تزين أجسامهم تصميمات مختلفة تشير إلى النباتات والحيوانات مع الهيئات السماوية في تصبغ ملون مختلف.
بدأ الفلبينيون في إنشاء لوحات في التقليد الأوروبي خلال الفترة الإسبانية في القرن السابع عشر، وكانت أقرب هذه اللوحات لوحات جدارية للكنيسة، وصور دينية من مصادر كتابية، بالإضافة إلى نقوش، ومنحوتات، وطباعة حجرية تتميز بأيقونات مسيحية ونبل أوروبي. وأنتجت معظم اللوحات والمنحوتات بين القرن التاسع عشر والقرن العشرين مزيجًا من الأعمال الفنية الدينية والسياسية والمناظر الطبيعية، مع صفات من الجمال والظلام والضوء. وارتبط الرسامون الحداثيون الأوائل مثل داميان دومينجو باللوحات الدينية والعلمانية، بينما أظهر فن خوان لونا وفليكس هيدالجو اتجاهًا للبيان السياسي. واستخدم فنانون مثل فرناندو أمورسولو ما بعد الحداثة لإنتاج لوحات تشرح الثقافة والطبيعة والوئام في الفلبين، في حين استخدم فنانون آخرون مثل فرناندو زوبل الحقائق والتجريد في عمله.

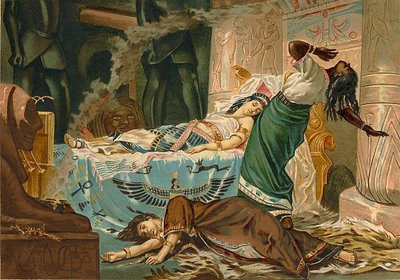
خوان لونا، وفاة كليوباترا، 1881
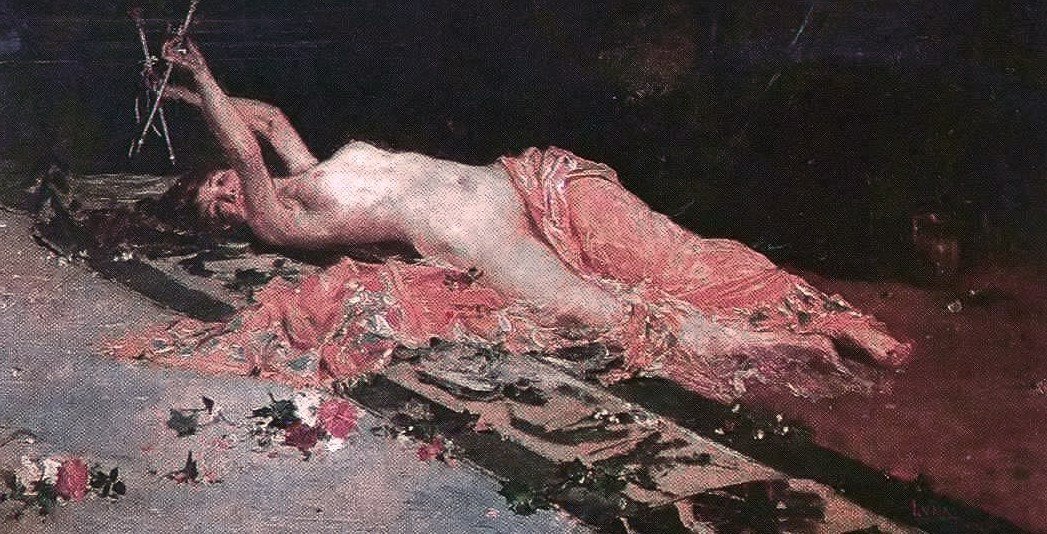
خوان لونا، أوداليسك، 1885.
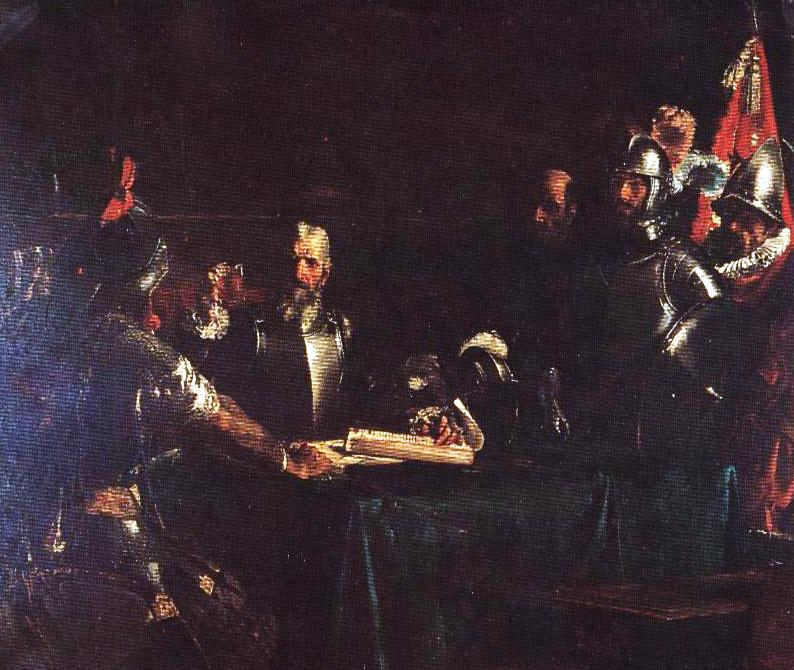
خوان لونا، ميثاق الدم، 1886
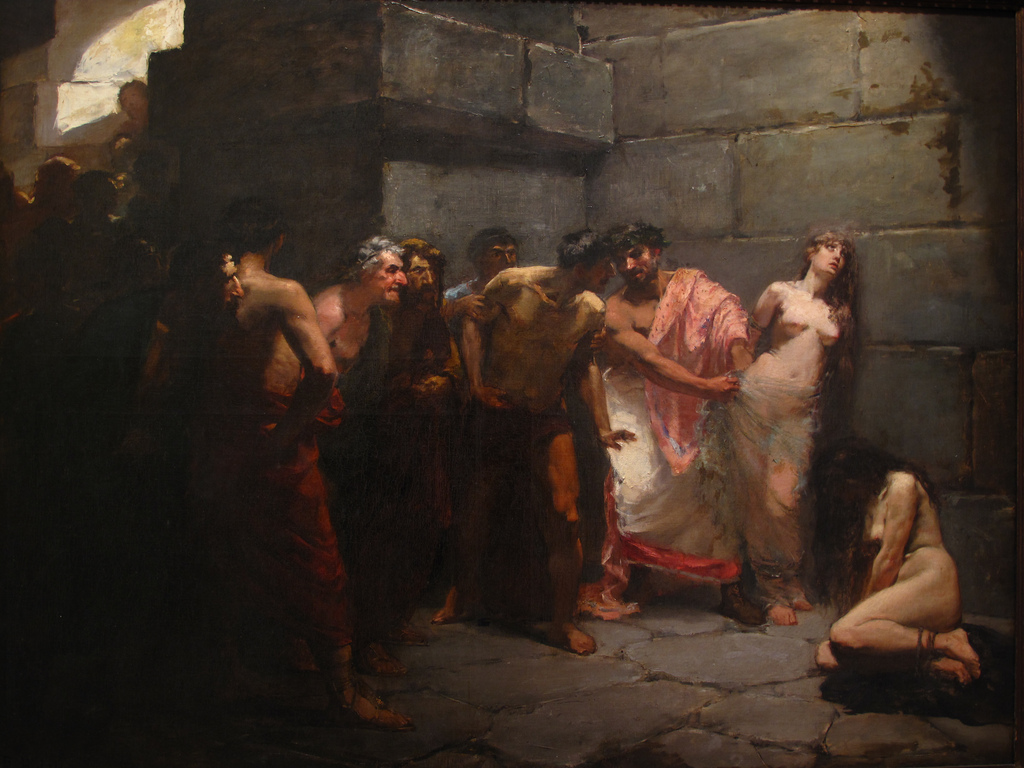
العذارى المسيحيين يتعرضون للعامة، 1884

## الرسم الغربي

### مصر واليونان وروما

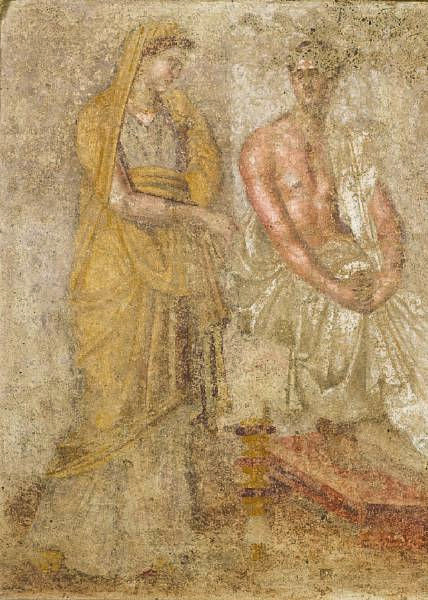
لوحة جدارية جنائزية من العصر اليوناني الهلنستي، القرن الثالث قبل الميلاد

كانت مصر القديمة، وهي حضارة ذات تقاليد قوية جدا من العمارة والنحت (كلاهما مطلي بألوان زاهية)، تحتوي على العديد من اللوحات الجدارية في المعابد والمباني، ورُسِمَت رسومًا توضيحية على مخطوطات البردي. وغالبا ما تكون الرسومات الجدارية المصرية والرسومات الزخرفية رسومات تخطيطية، وأحيانا تكون رمزية أكثر منها واقعية. وترتبط اللوحة المصرية ارتباطًا وثيقًا بلغتها المكتوبة، وتسمى بالهيروغليفية المصرية، وتوجد الرموز المرسومة بين الأشكال الأولى للغة المكتوبة. ورسم المصريون أيضا على الكتان. ونجت اللوحات المصرية القديمة بسبب المناخ الجاف للغاية، وخلق المصريون القدماء لوحات لجعل الحياة الآخرة للمتوفى مكانًا لطيفًا. وشملت الموضوعات رحلة عبر العالم الآخر أو الآلهة الوقائية التي تقدم المتوفى لآلهة العالم السفلي. ومن أمثلة هذه الرسومات لوحات للآلهة رع، وحورس، وأنوبيس، ونوت، وأوزوريس، وإيزيس. وتظهر بعض لوحات المقابر الأنشطة التي شارك المتوفى بها عندما كان على قيد الحياة. وفي المملكة الحديثة وما بعدها، تم دفن كتاب الموتى مع الشخص المدفون، والذي كان يعتبر مهما للتقدم للحياة الآخرة.

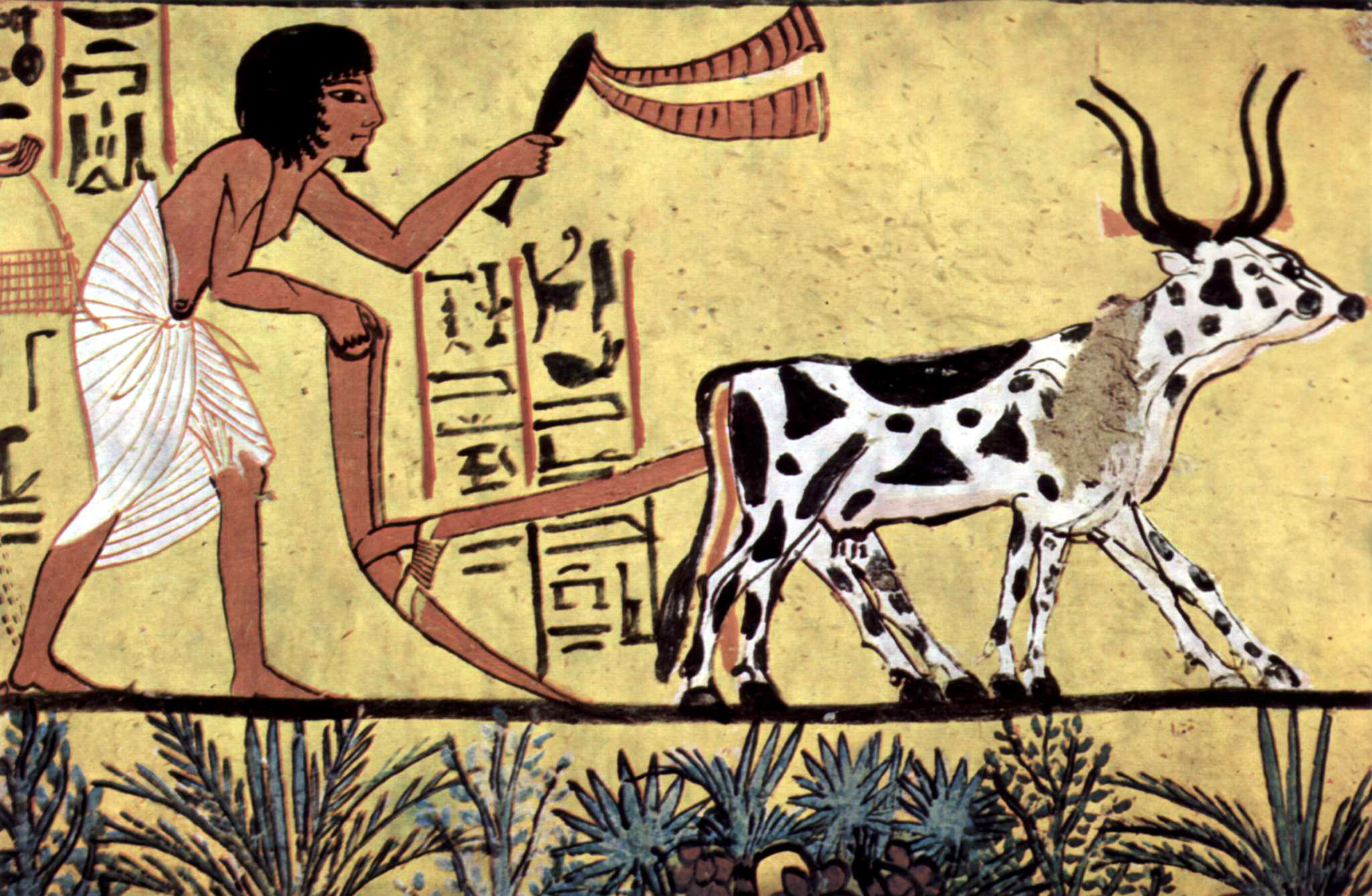
سينيدجيم يحرث حقوله مع زوج من الثيران، 1200 قبل الميلاد
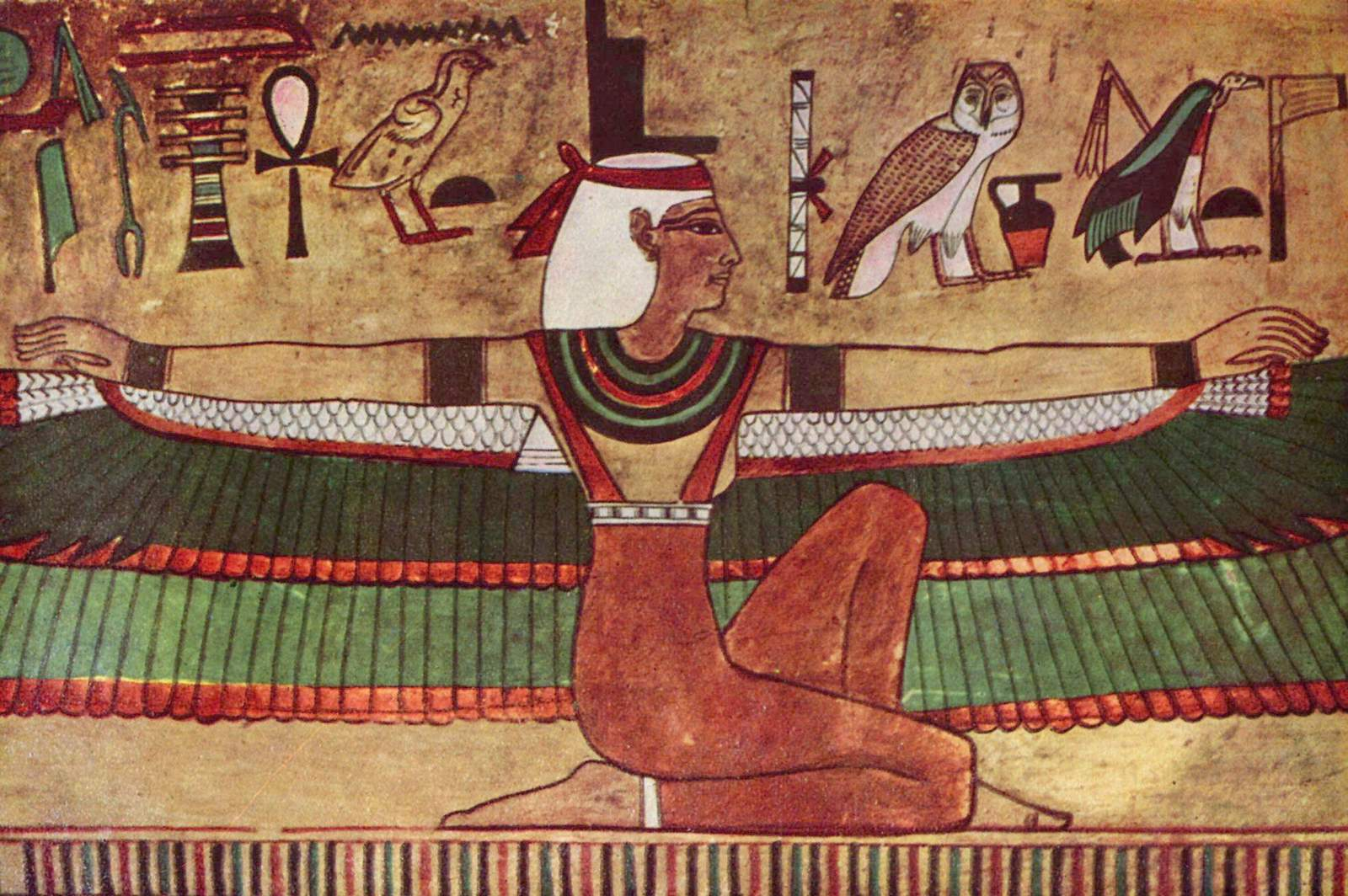
مصر القديمة، لوحة حائط للآلهة إيزيس 1360 ق.م
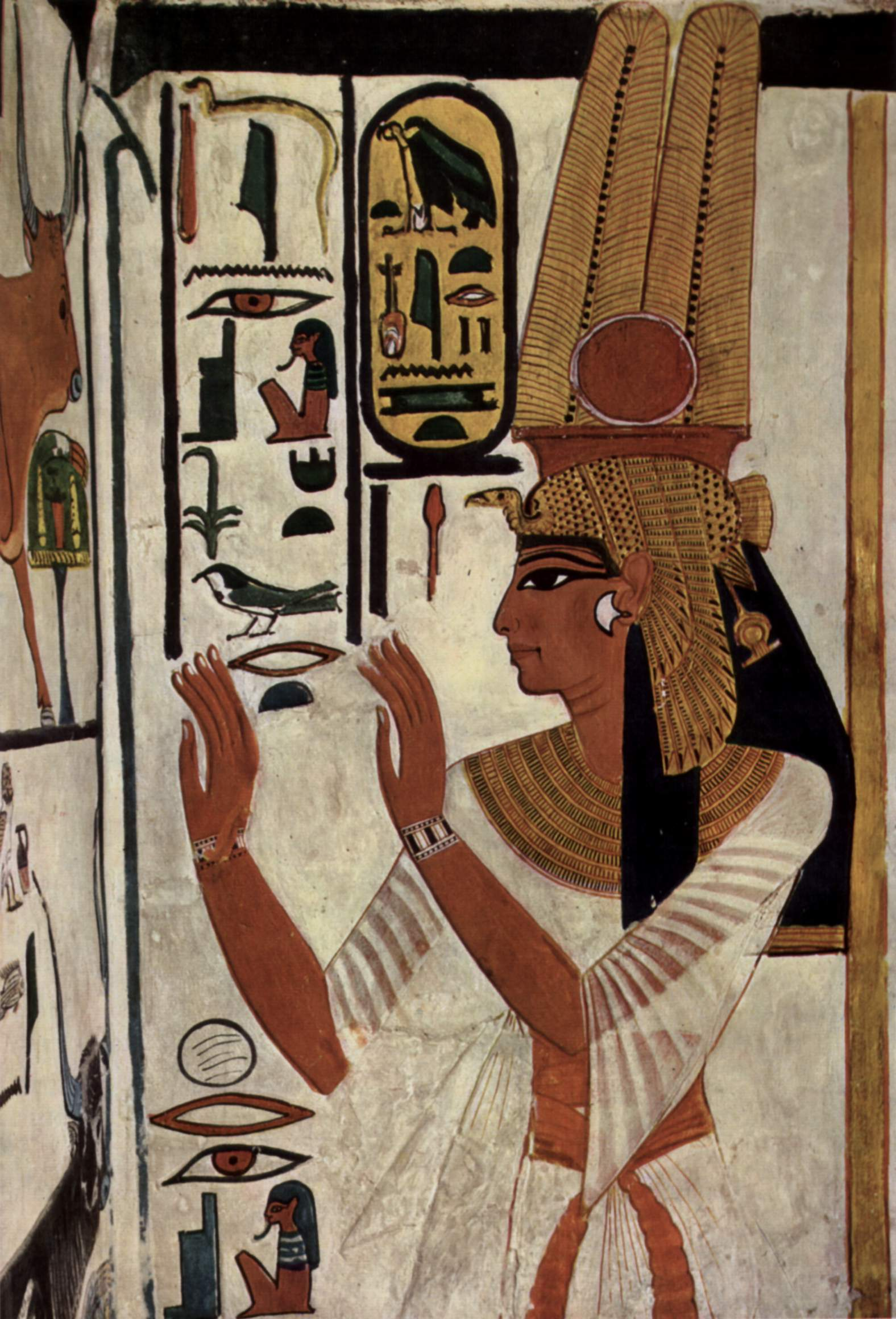
مصر القديمة، الملكة نفرتاري
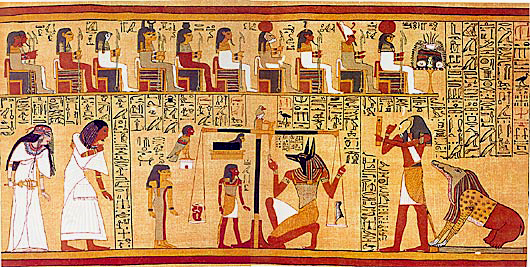
مصر القديمة، بردية
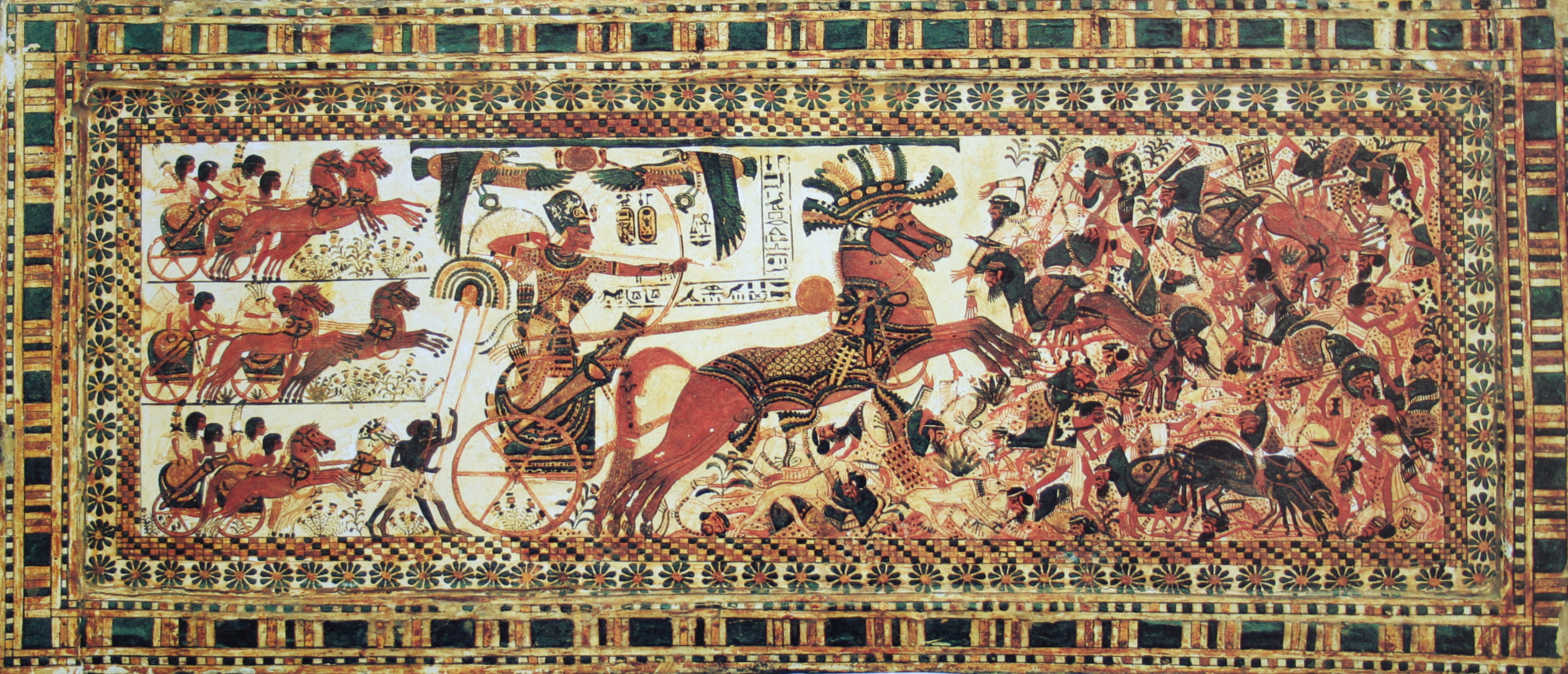
مصر القديمة
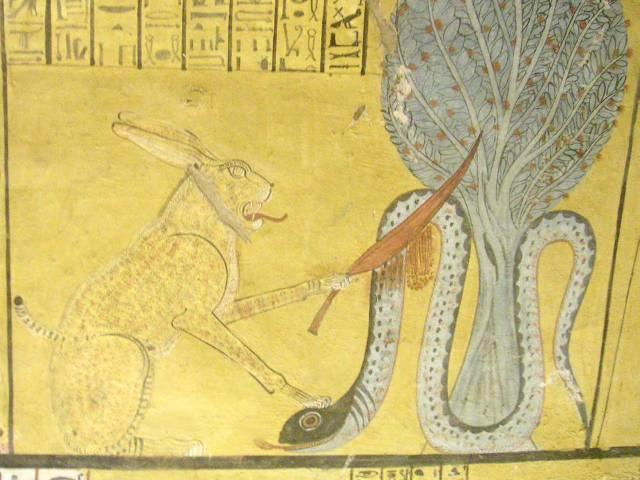
مصر القديمة
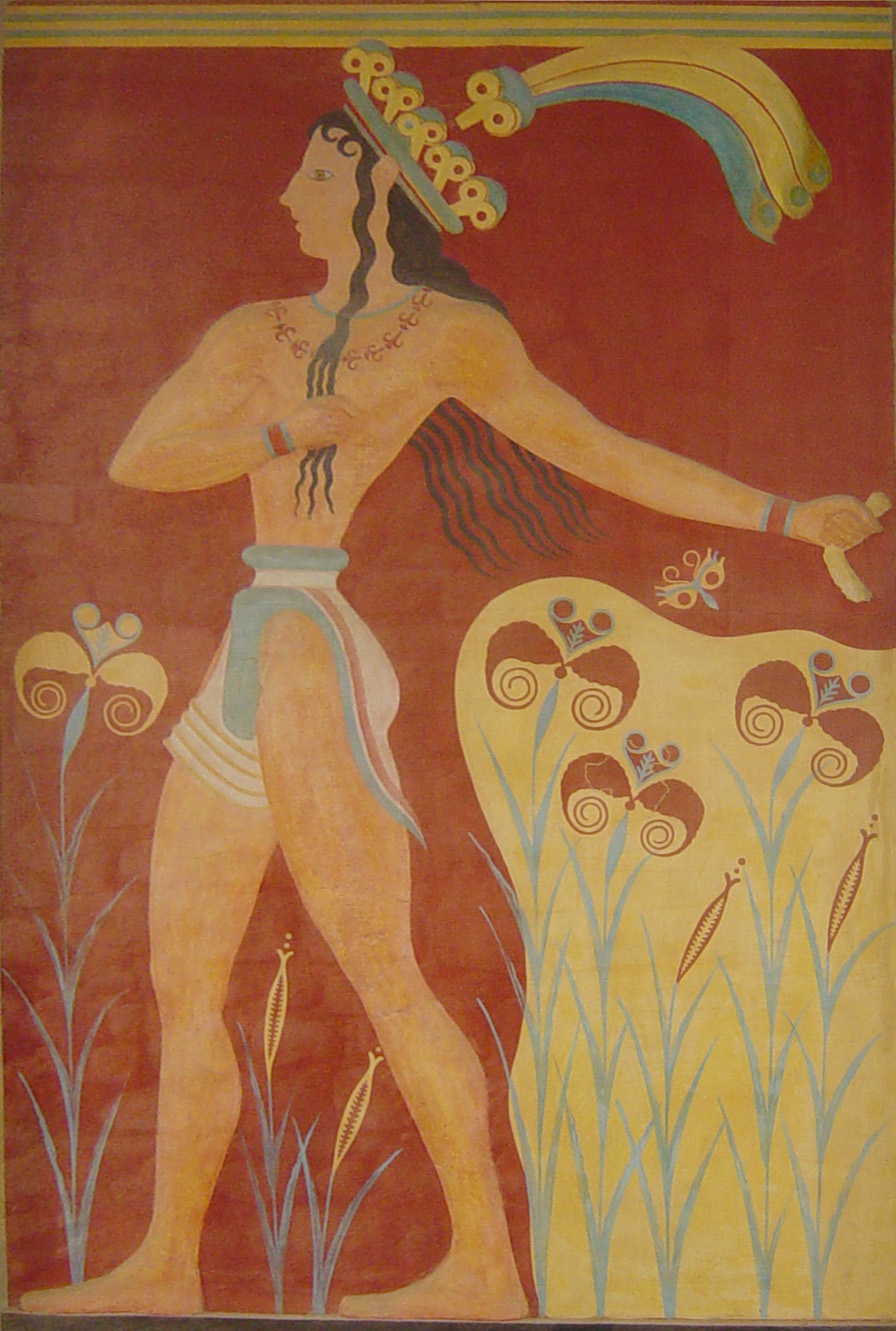
كنوسوس، حضارة مينوسية، العصر البرونزي كريت
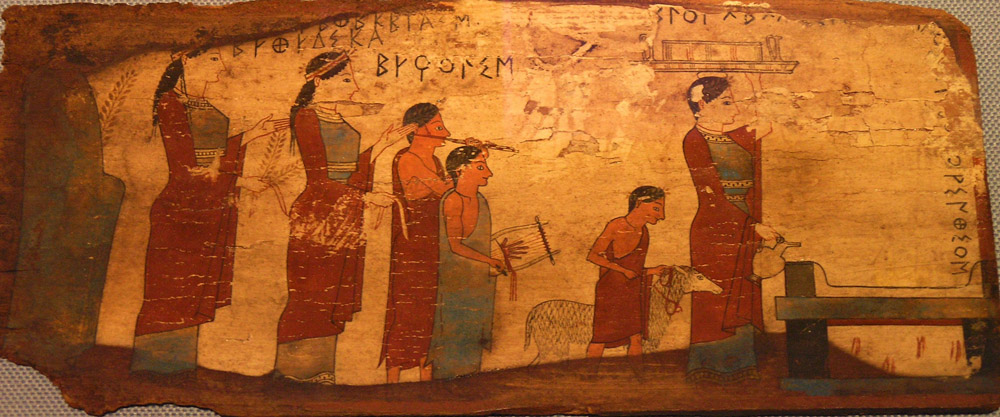
لوحات بيتسا، واحدة من اللوحات القليلة الباقية على قيد الحياة من اليونان القديمة، 540-530 قبل الميلاد
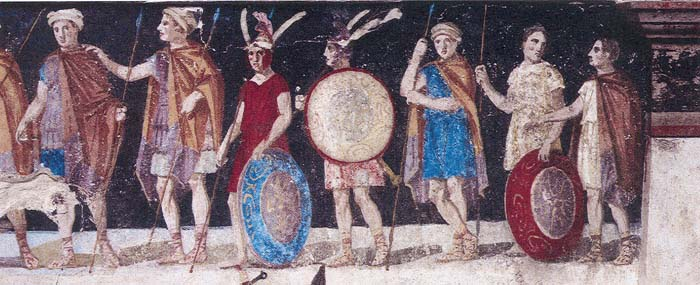
جدارية لجنود من أجيوس أثناسيوس، سالونيك، مقدونيا القديمة، القرن الرابع قبل الميلاد
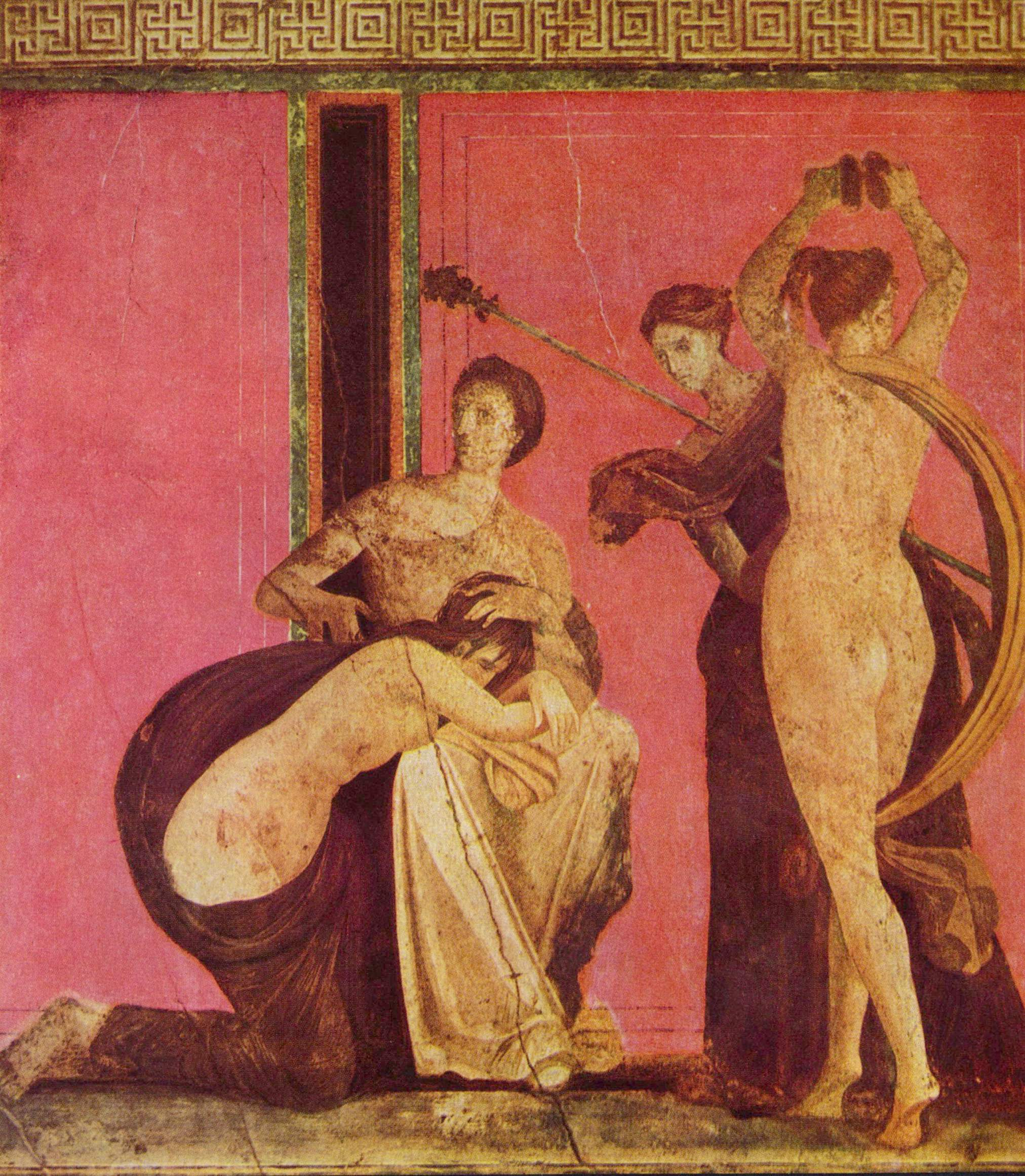
الفن الروماني، بومبي، فيلا الأسرار، 60-50 قبل الميلاد
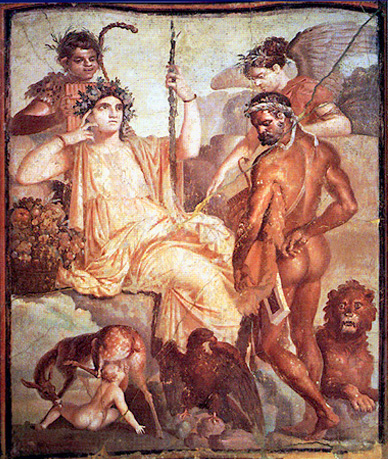
فن روماني يُظهر هرقل
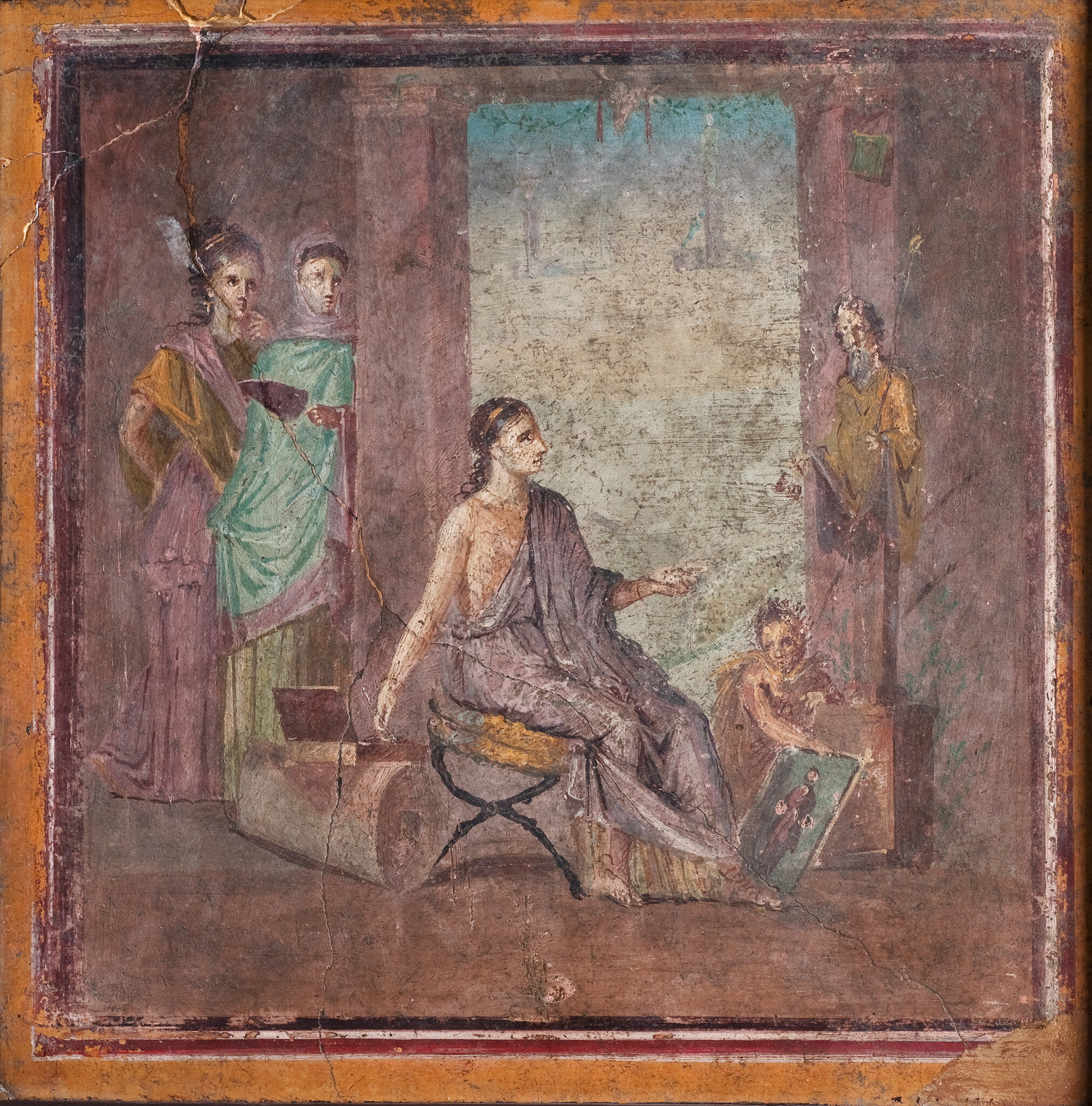
الفن الروماني، بومبي
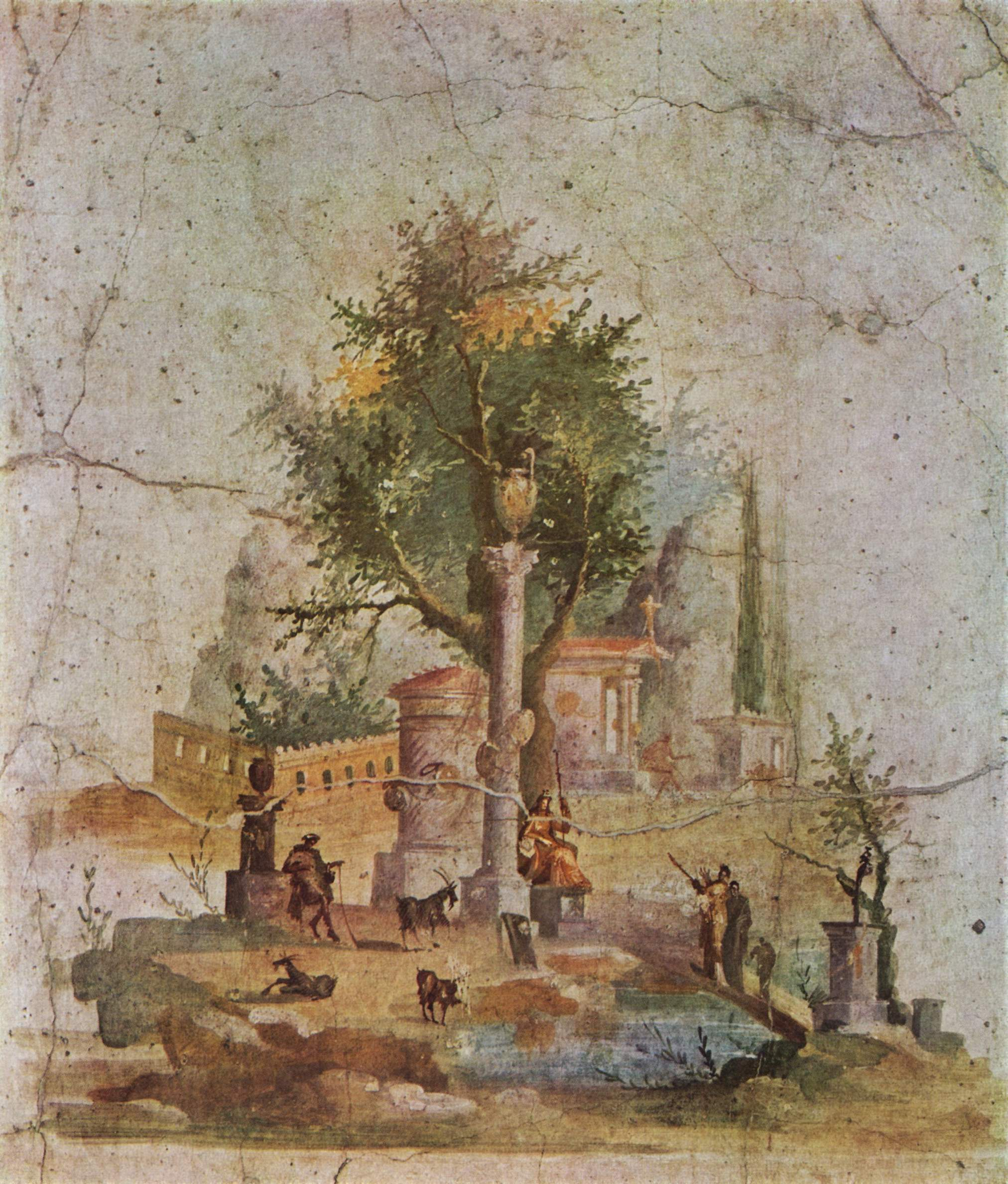
فن روماني، بومبي
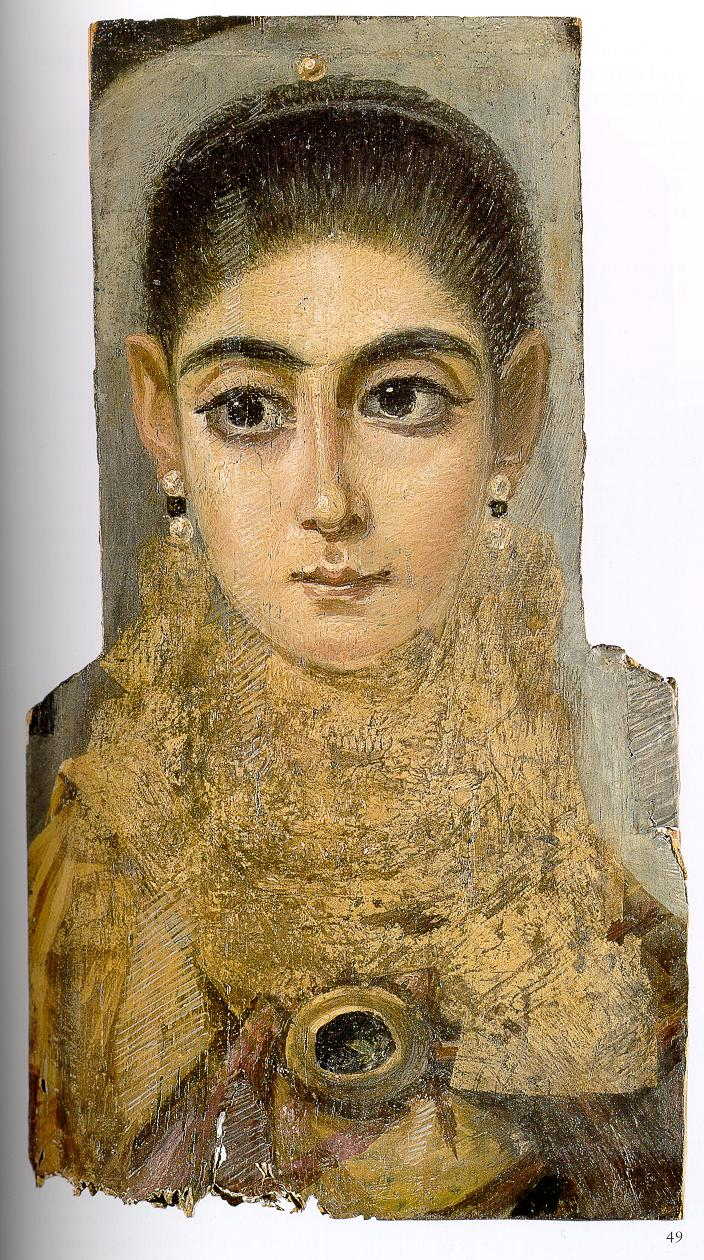
فن روماني، لوحات مومياوات الفيوم من مصر الرومانية
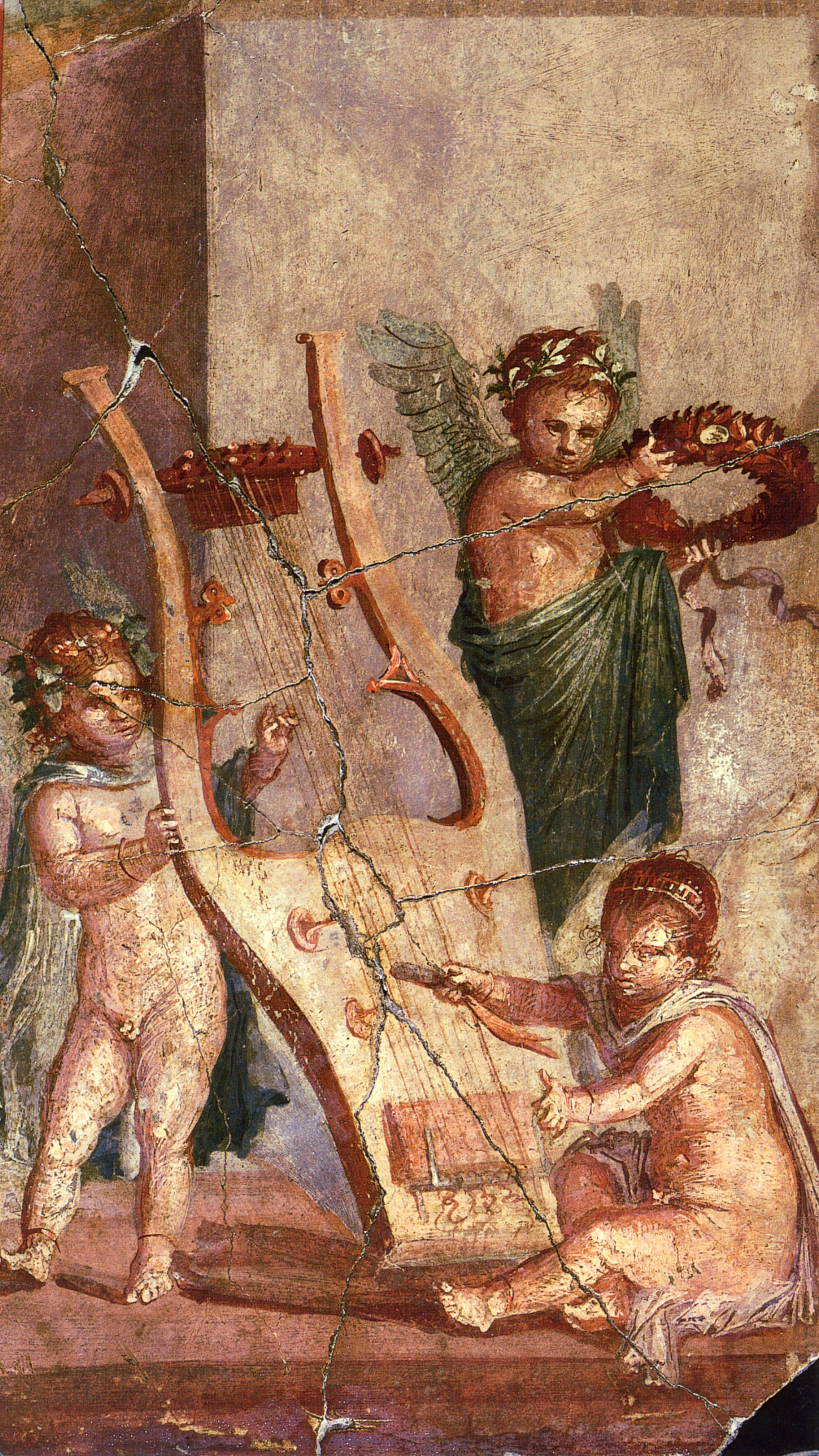
كيوبيد يلعب بالسمسمية، لوحة جدارية رومانية من هركولانيوم
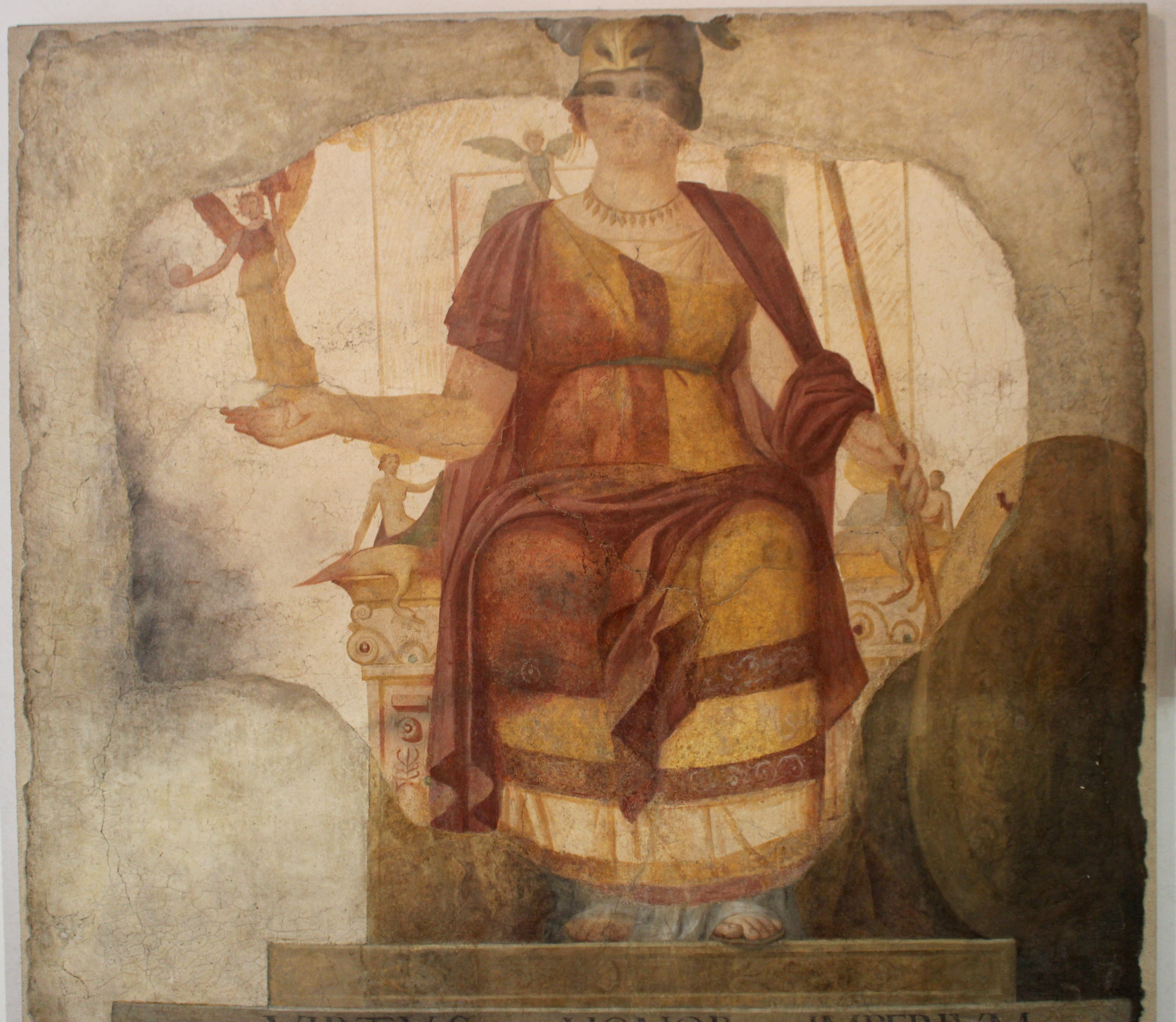
لوحة جدارية رومانية لفينوس، القرن الرابع

كانت الحضارة المينوسية موجودة في جزيرة كريت شمال مصر. وكانت اللوحات الجدارية الموجودة في قصر كنوسوس مشابهة لتلك الموجودة لدى المصريين، ولكنها حرة أكثر في الأسلوب، ثم غزت قبائل من شمال اليونان اليونان، فاتخذ الفن اليوناني اتجاهًا جديدًا حوالي عام 1100 قبل الميلاد.

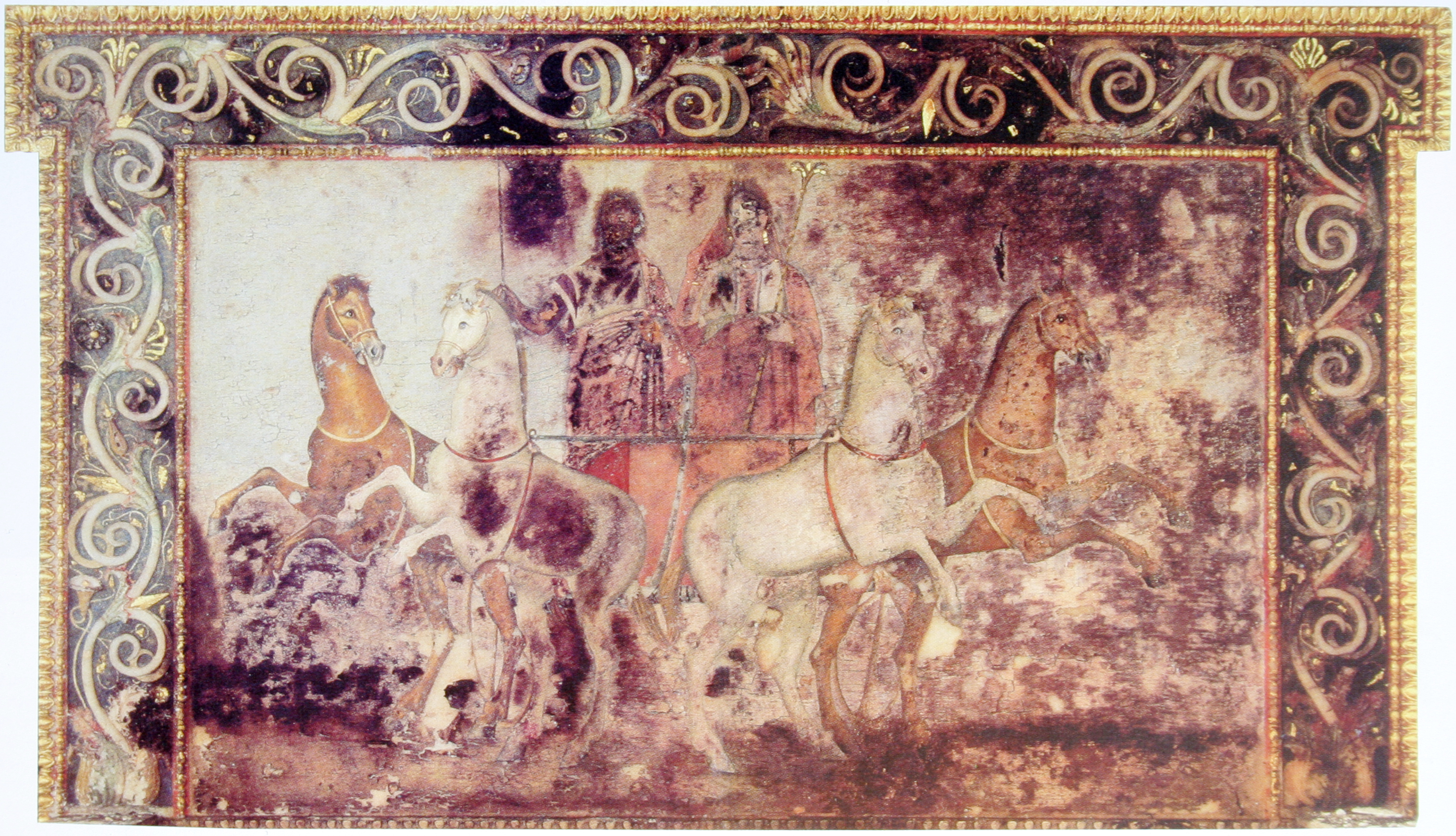
صورة جدارية تظهر هاديس وبيرسيفون في عربة، من قبر الملكة يوريدايس الأول من مقدونيا في فيرغينا، اليونان، القرن الرابع قبل الميلاد.

كان لدى اليونان القديمة رسامين ماهرين ونحاتين، وكذلك مهندسين معماريين، والبارثينون هو مثال على هندستها المعمارية التي استمرت إلى الأيام الحديثة. وغالبا ما يوصف النحت على الرخام اليوناني بأنه أعلى شكل من أشكال الفن الكلاسيكي. ويعطي الرسم على الفخار من اليونان القديمة والالخزف لمحة مفيدة بشكل خاص في طريقة عمل المجتمع في اليونان القديمة، كما تعطي اللوحة المزهرية ذات الشكل الأسود والرسم باللون الأحمر العديد من الأمثلة الباقية عن الرسم اليوناني، ومن الرسامين اليونانيين المشهورين على الألواح الخشبية الذين ورد ذكرهم في النصوص أبيليس، وزيوكيس، وباراساسيوس، ولكن لا توجد أمثلة على الرسم اليوناني القديم غير فقط الأوصاف المكتوبة من قبل معاصريهم أو الرومان اللاحقين. وعاش زيكسسيس في الفترة ما بين 5-6 قبل الميلاد، وقيل إنه أول من استخدم مزج الألوان. ووفقا لبلينيوس الأكبر، كانت واقعية لوحاته تصل لدرجة أن الطيور حاولت أكل العنب المطلي، ويوصف أبيليس بأنه أعظم رسامي العصور القديمة لتقنيته المثالية في الرسم، والتلوين، والتصميم.
تأثر الفن الروماني باليونان ويمكن اعتباره جزئيا كسليل للوحة اليونانية القديمة. ومع ذلك، فإن اللوحة الرومانية لها خصائص فريدة من نوعها. واللوحات الرومانية الوحيدة الباقية هي لوحات جدارية، كثير منها من فيلات في كامبانيا في جنوب إيطاليا. ويمكن تجميع مثل هذا الرسم في 4 «أنماط» أو فترات، وقد يحتوي على خداع البصر، والمناظر الطبيعية الصرفة. وتقريبا اللوحات الوحيدة الباقية من العالم القديم هي عدد من الصور التي تم العثور عليها في مقبرة الفيوم العتيقة.و على الرغم من أنها لم تكن من أفضل اللوحات ولا من أعلى مستويات الجودة، إلا أنها مثيرة للإعجاب في حد ذاتها، وتعطي فكرة عن الجودة التي يجب أن يكون لها أفضل عمل قديم. وهناك عدد صغير جدا من المنمنمات من الكتب القديمة المتأصلة مصورة أيضا، وعدد أكبر نسبيًا منها يرجع لفترة العصور الوسطى المبكرة.

### العصور الوسطى

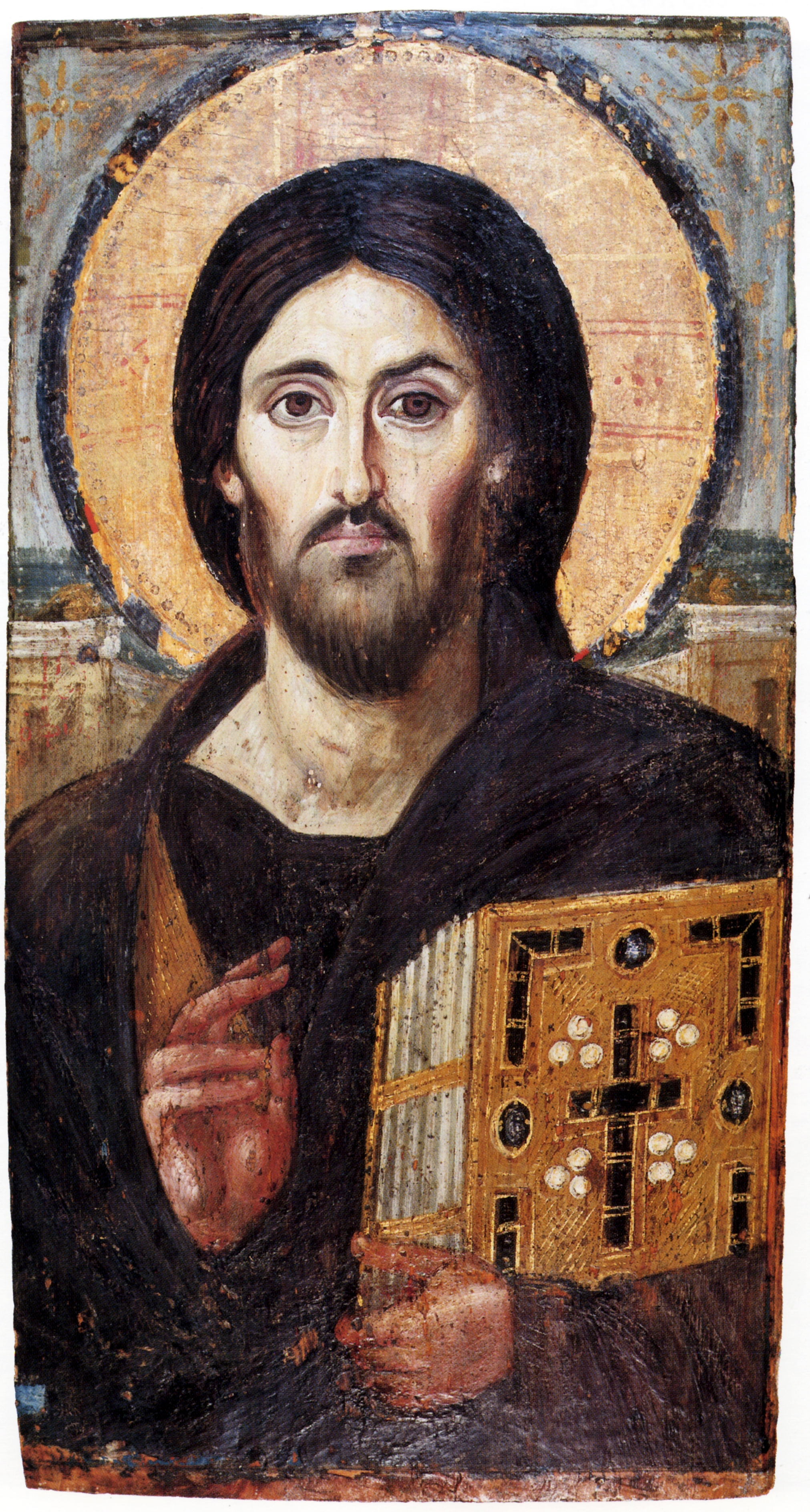
رمز بيزنطي، القرن السادس
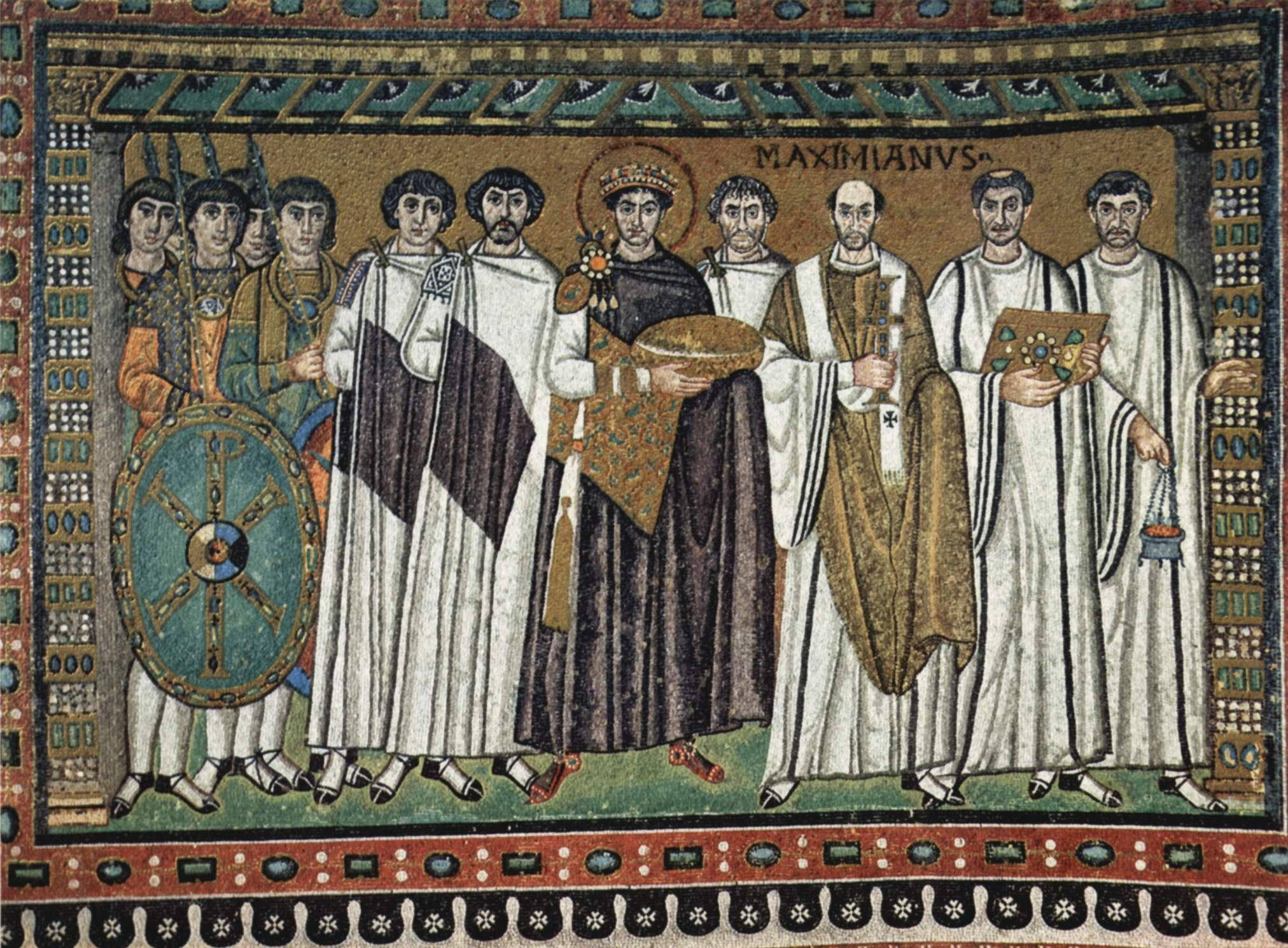
فن الفسيفساء البيزنطية في رافينا
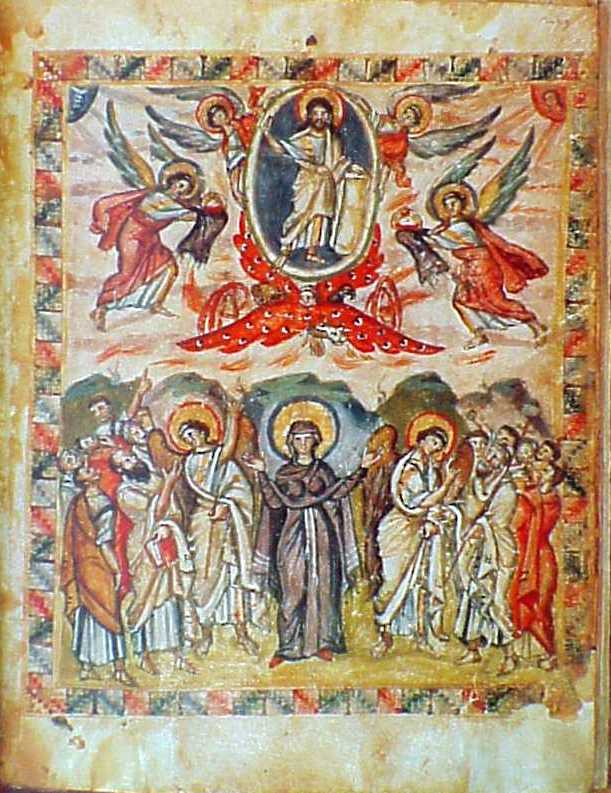
البيزنطية، القرن السادس
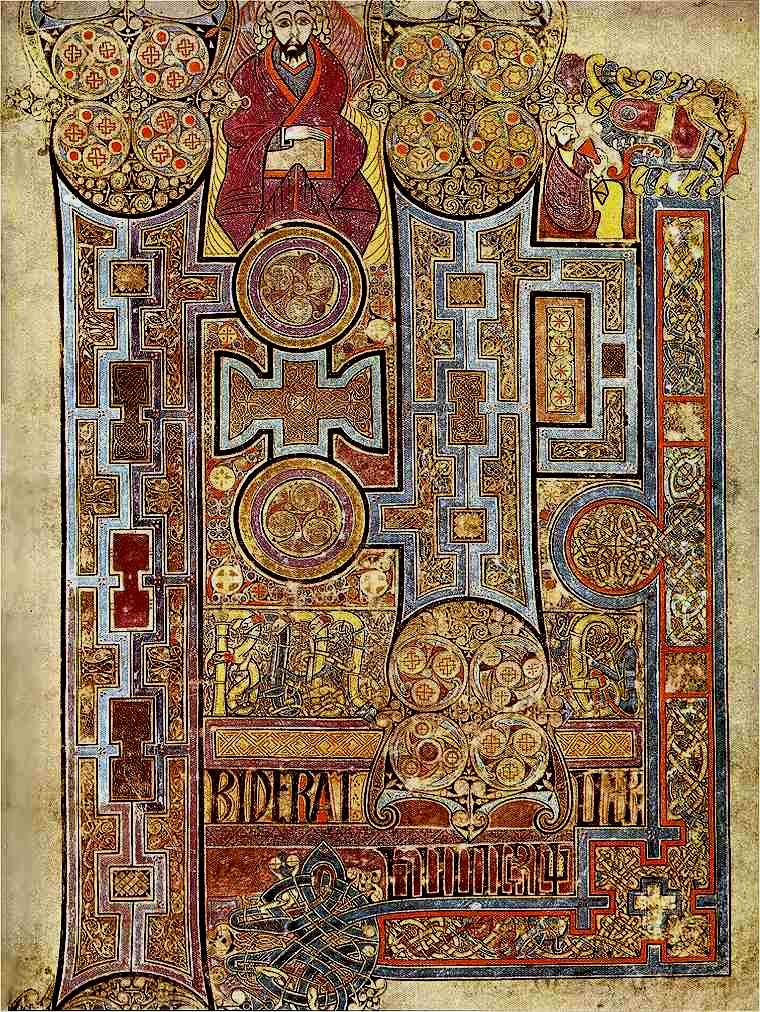
كتاب كيلز
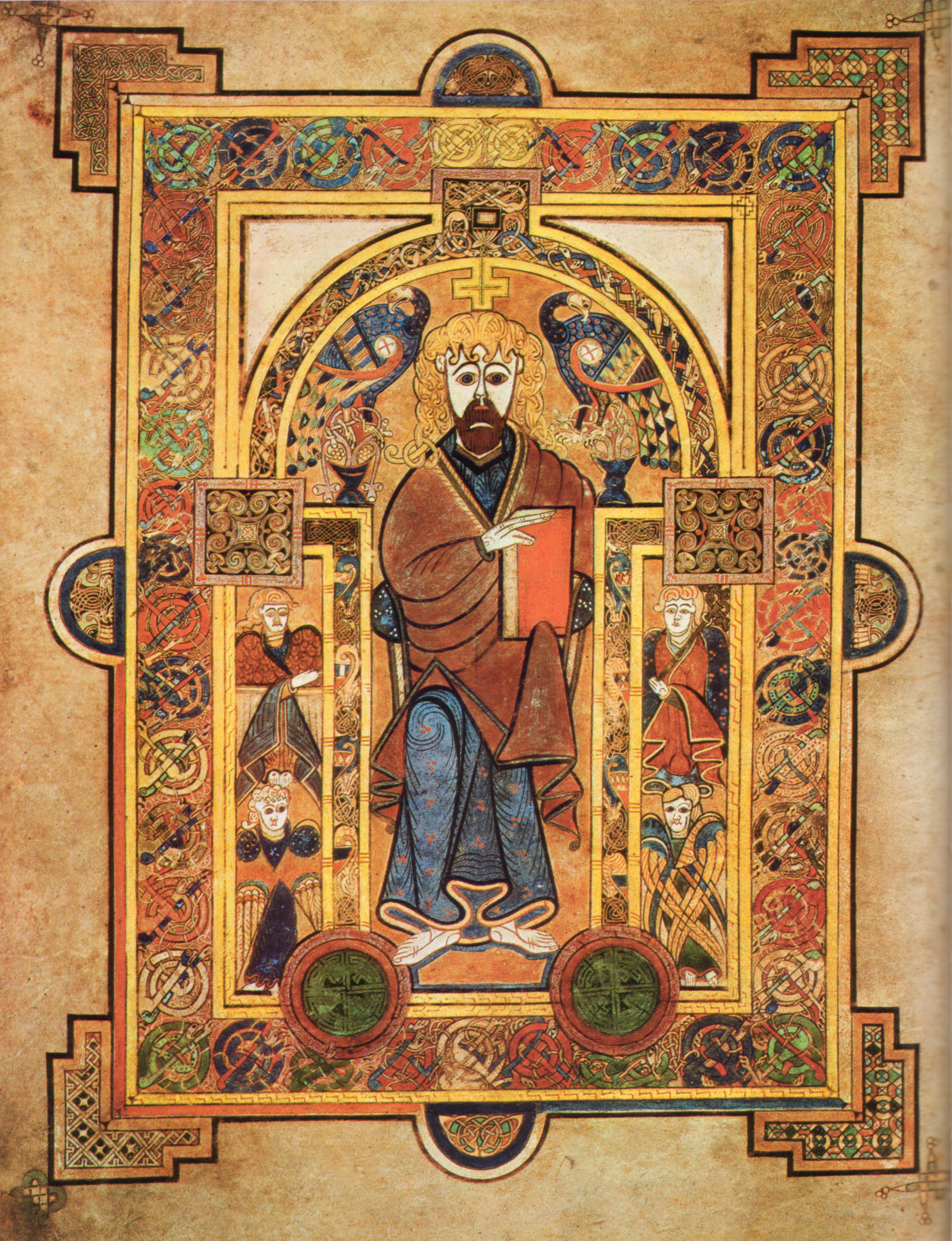
كتاب كيلز
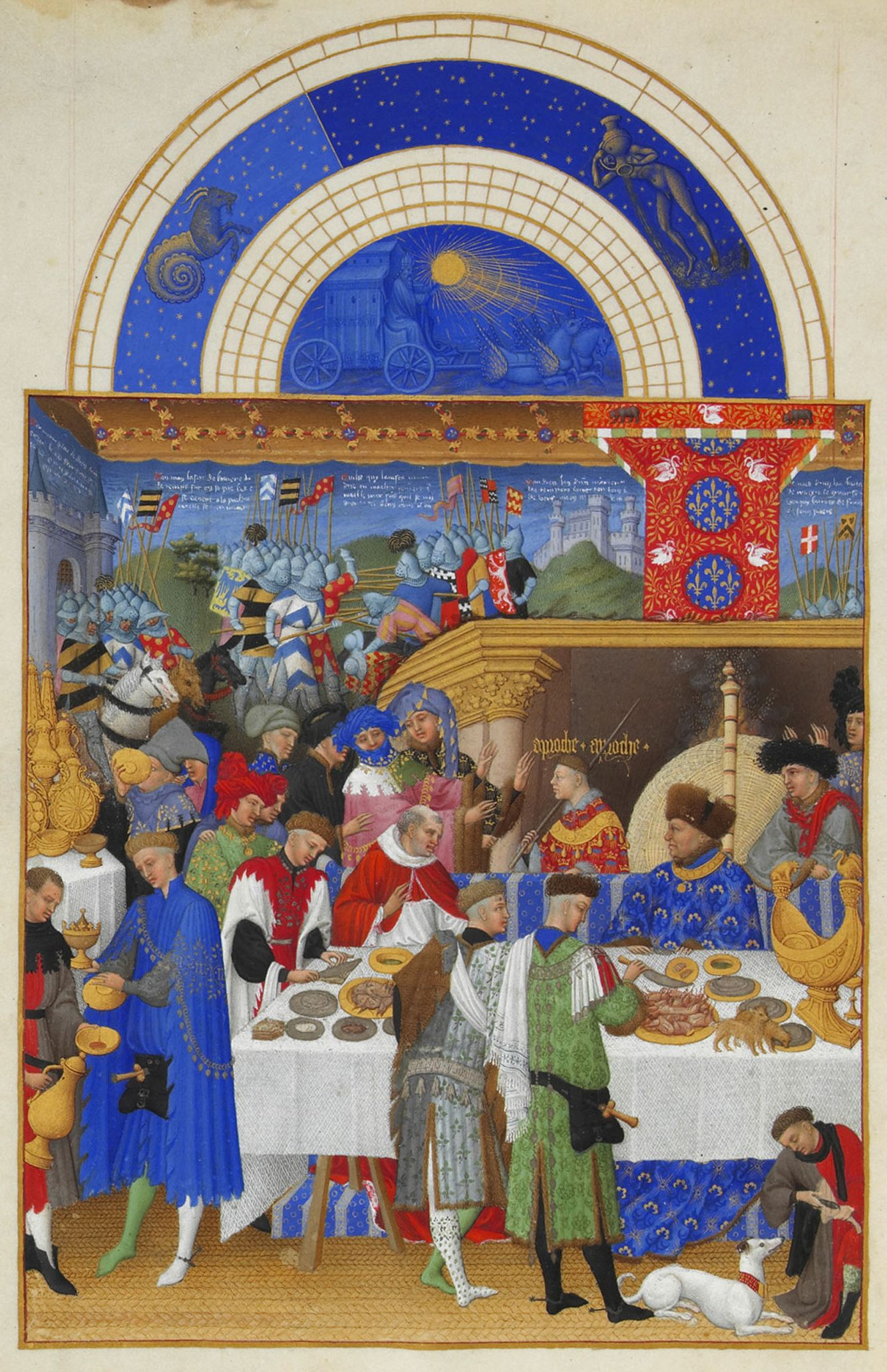
إخوة لامبورج
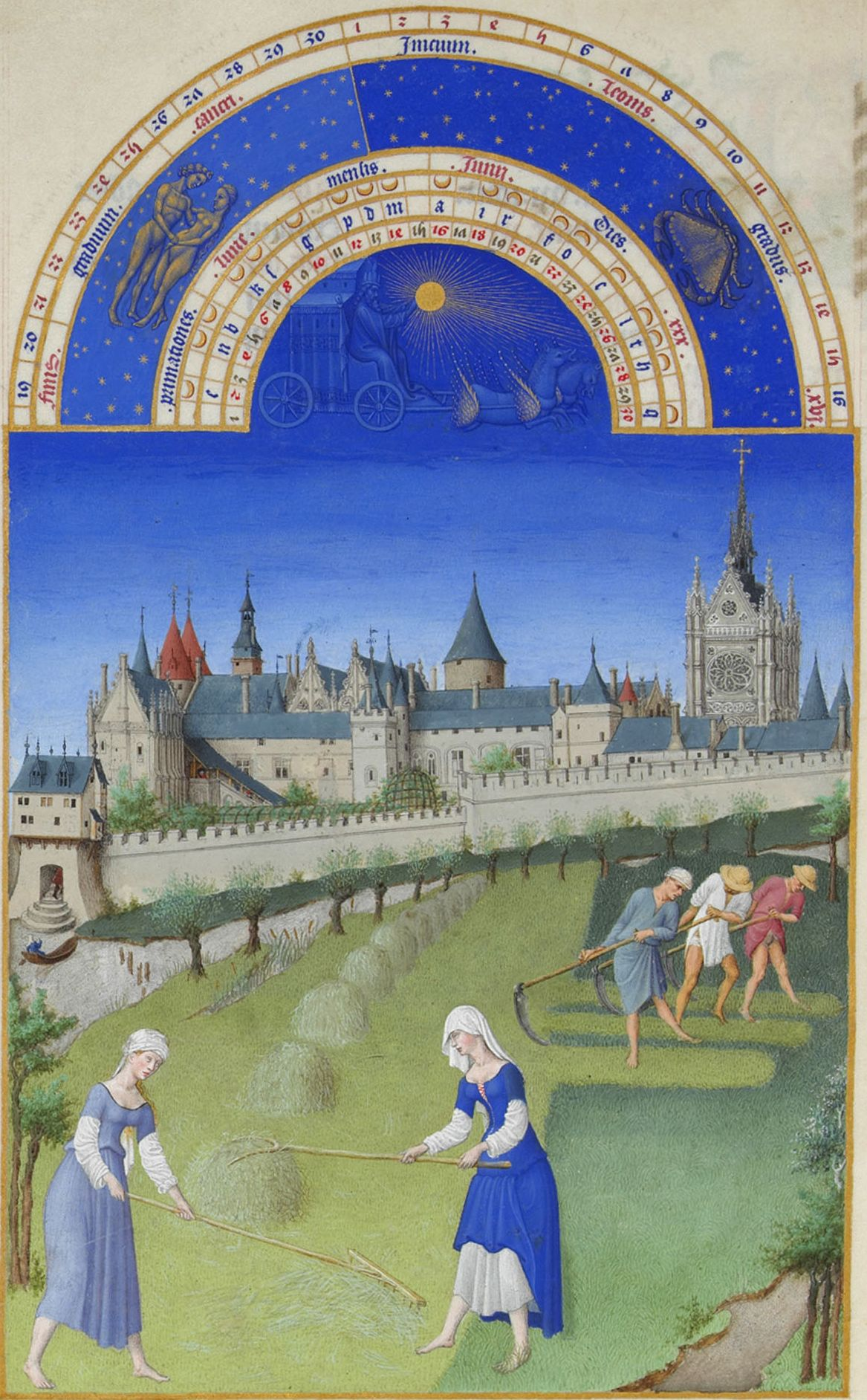
إخوة لامبورج
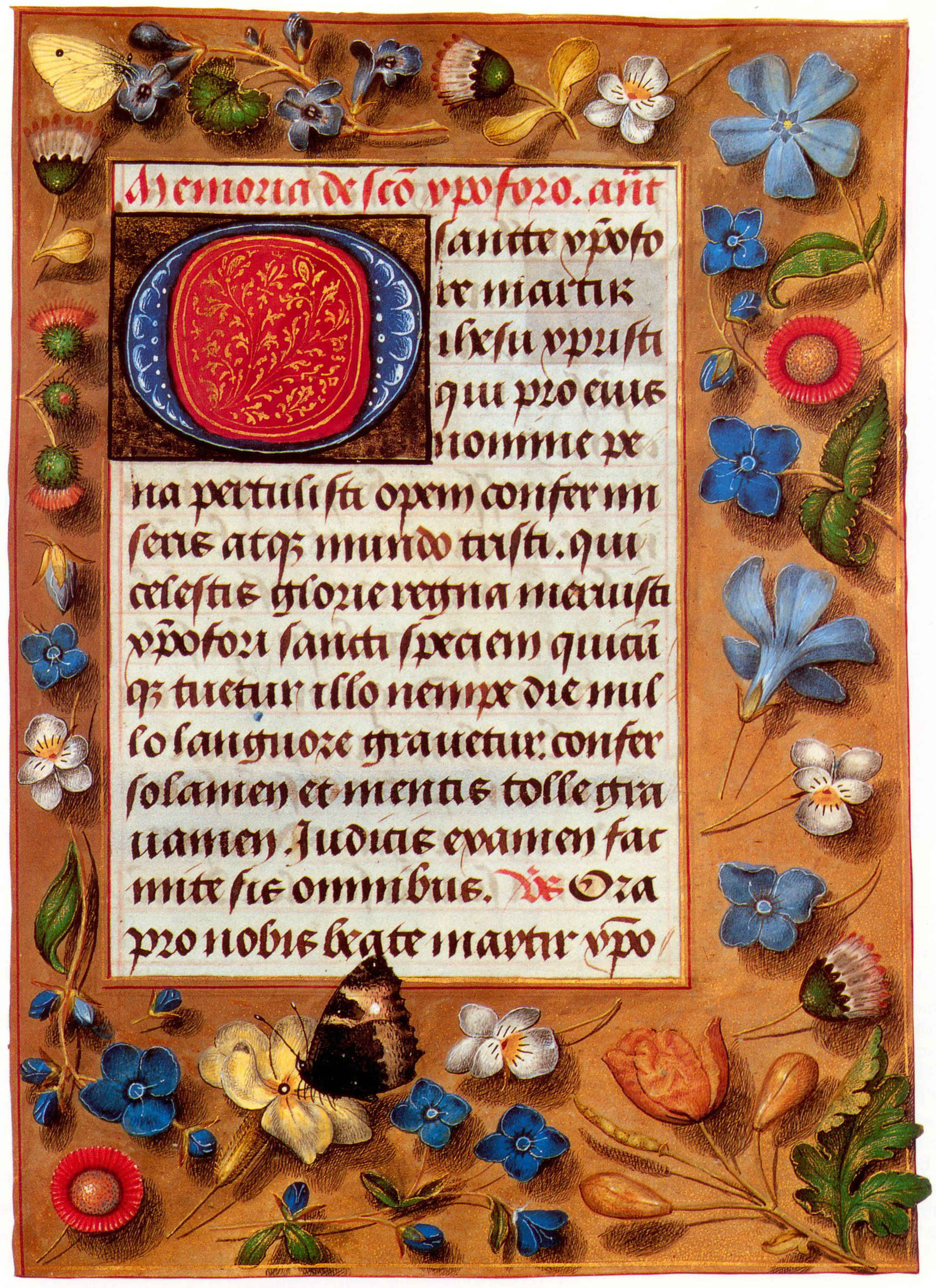
كتاب السواعي
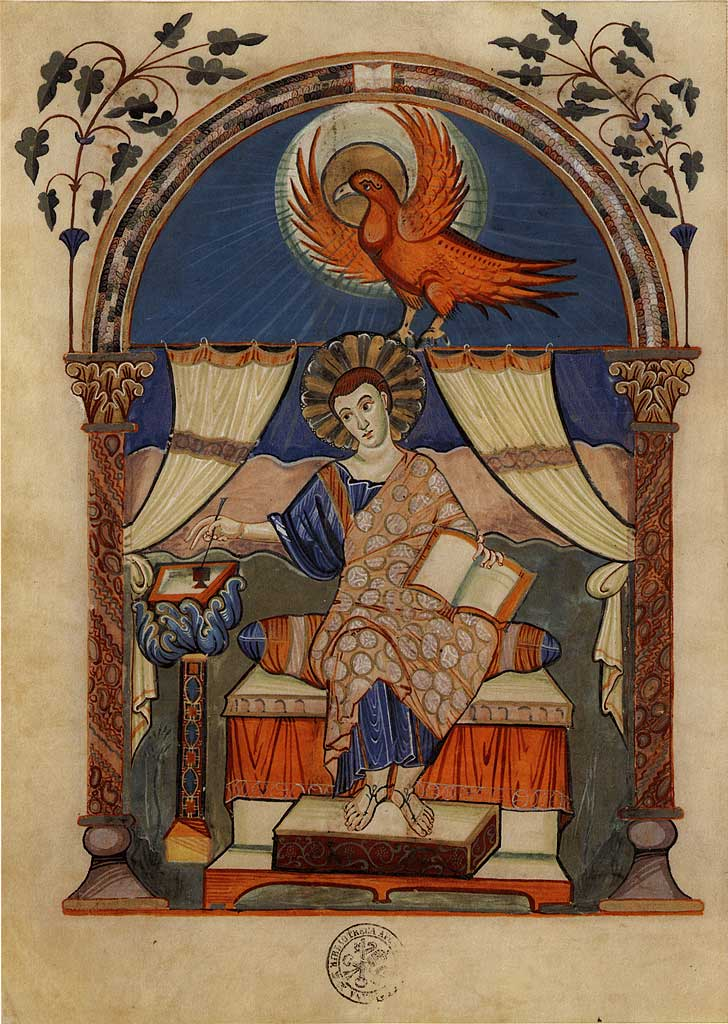
كارولنجيون
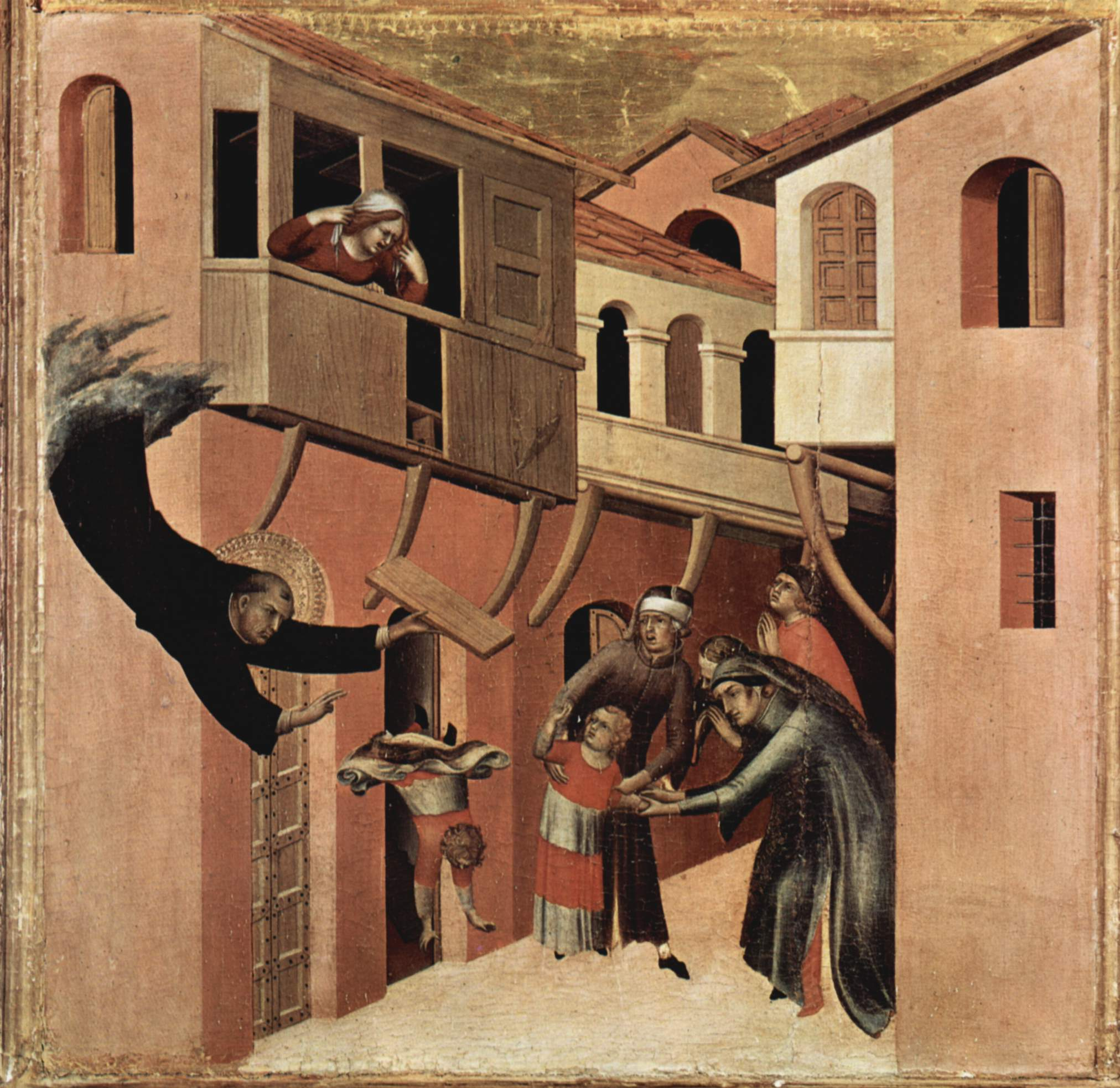
سيمون مارتيني
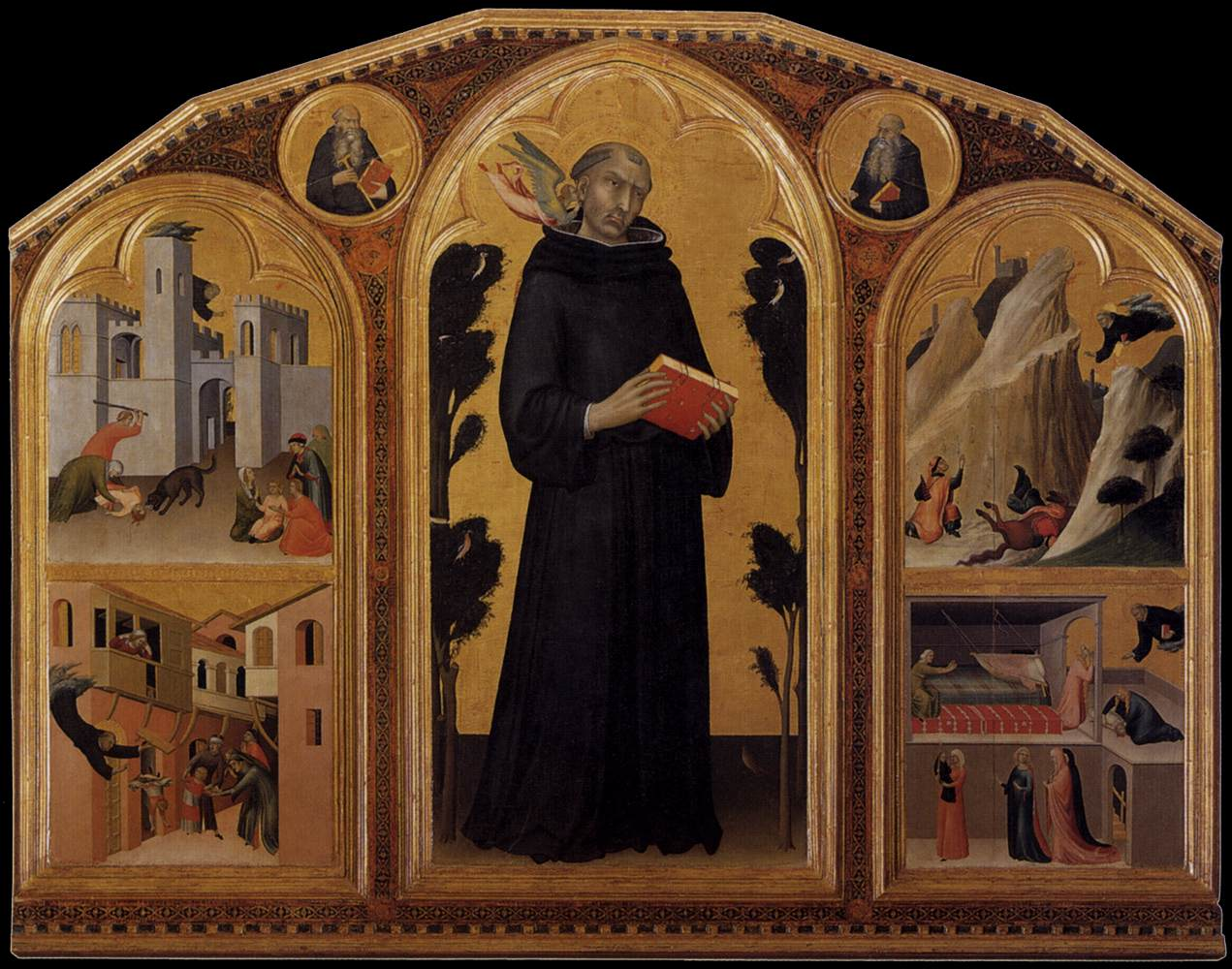
سيمون مارتيني
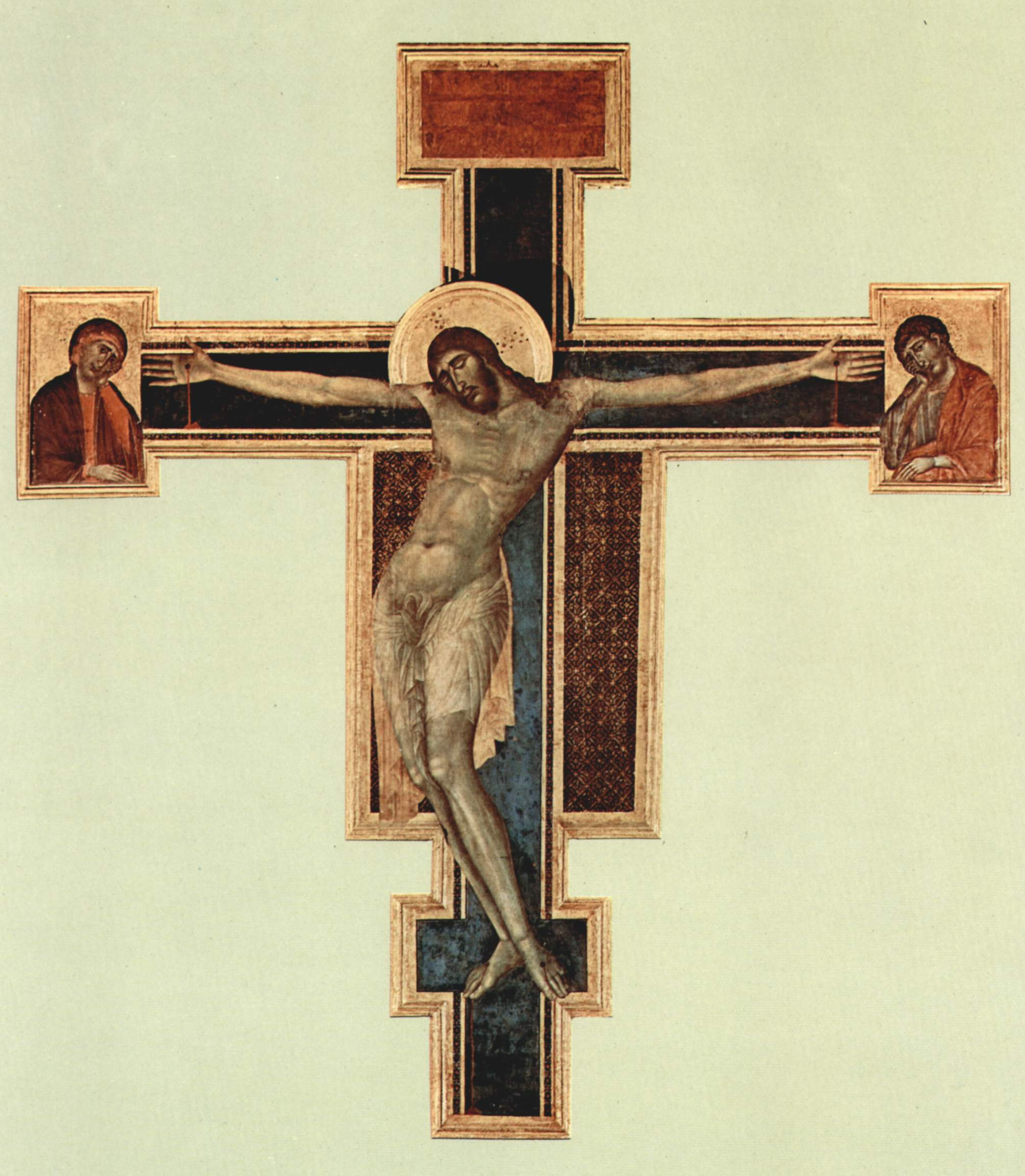
تشيمابو
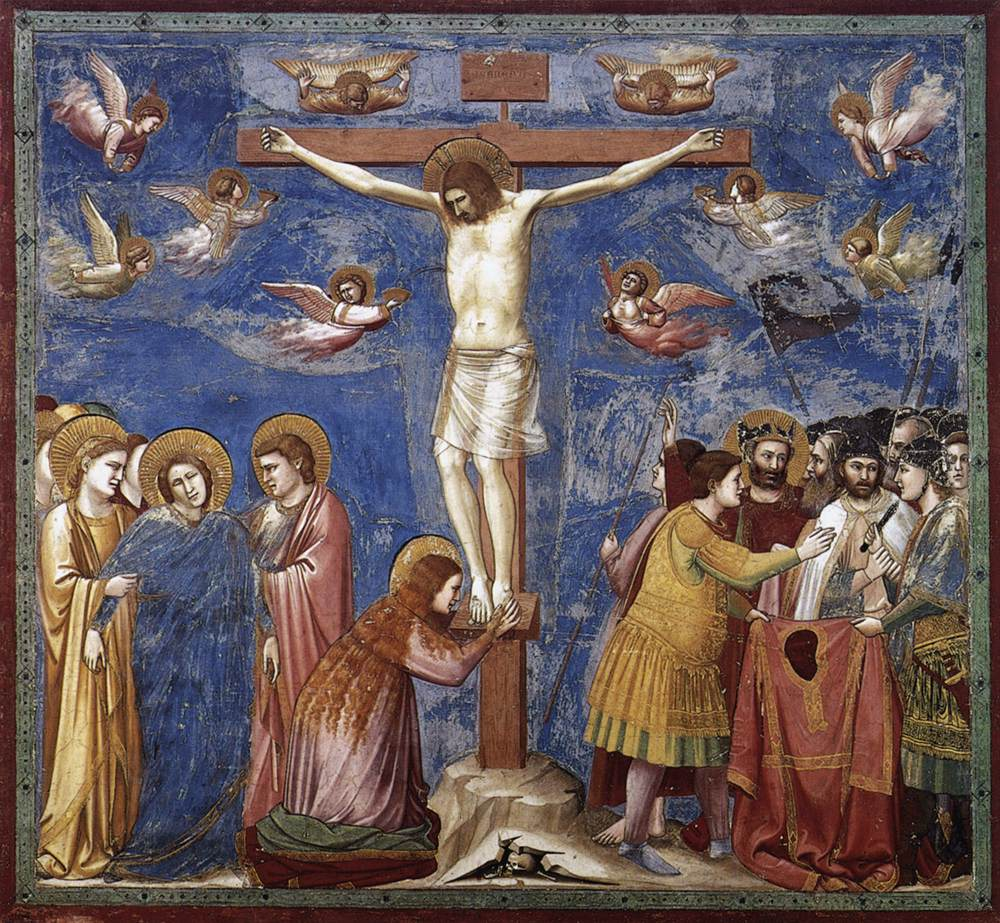
جوتو دي بوندوني
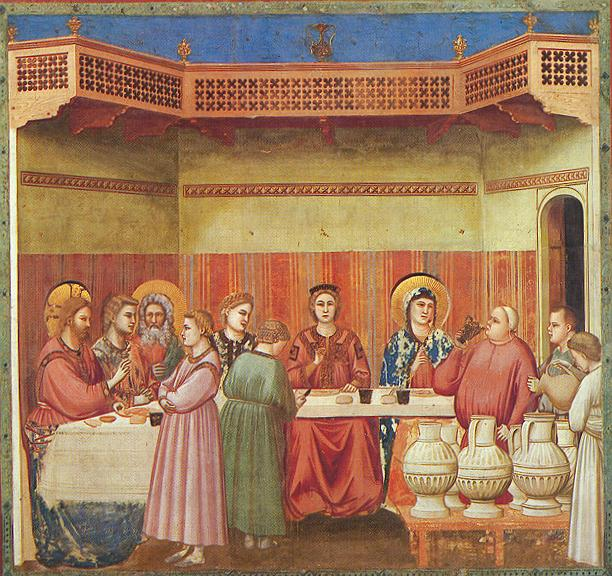
جوتو دي بوندوني
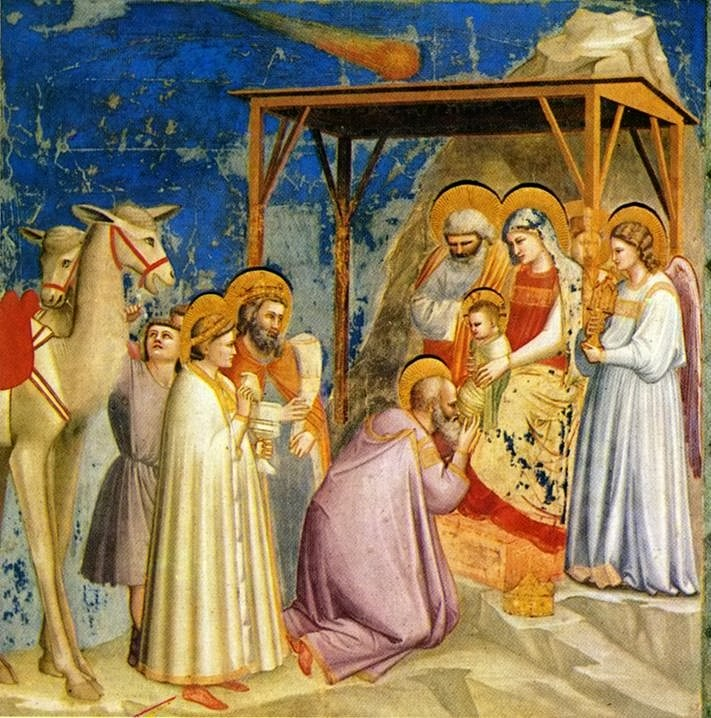
جوتو دي بوندوني
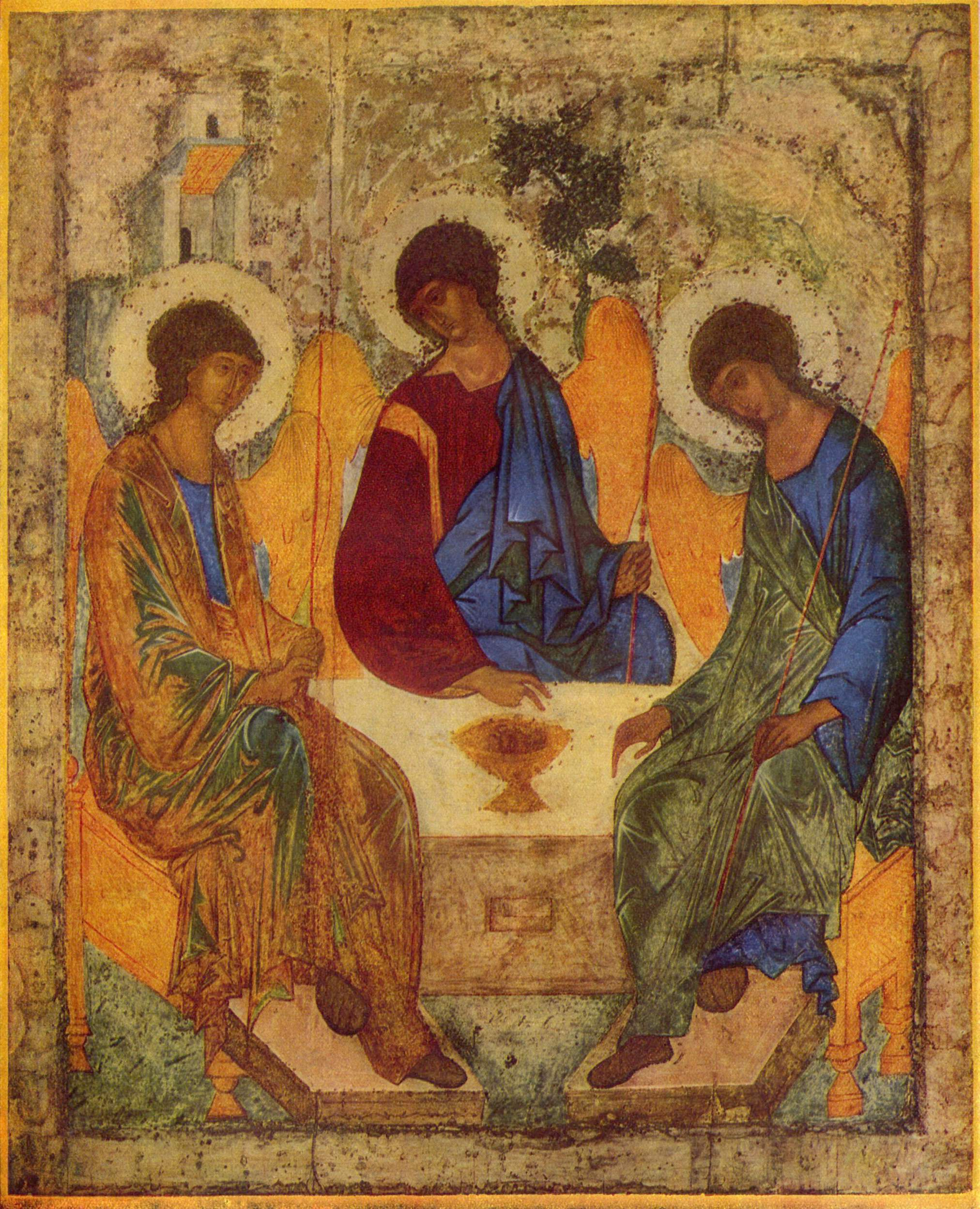
اندريه روبليوف
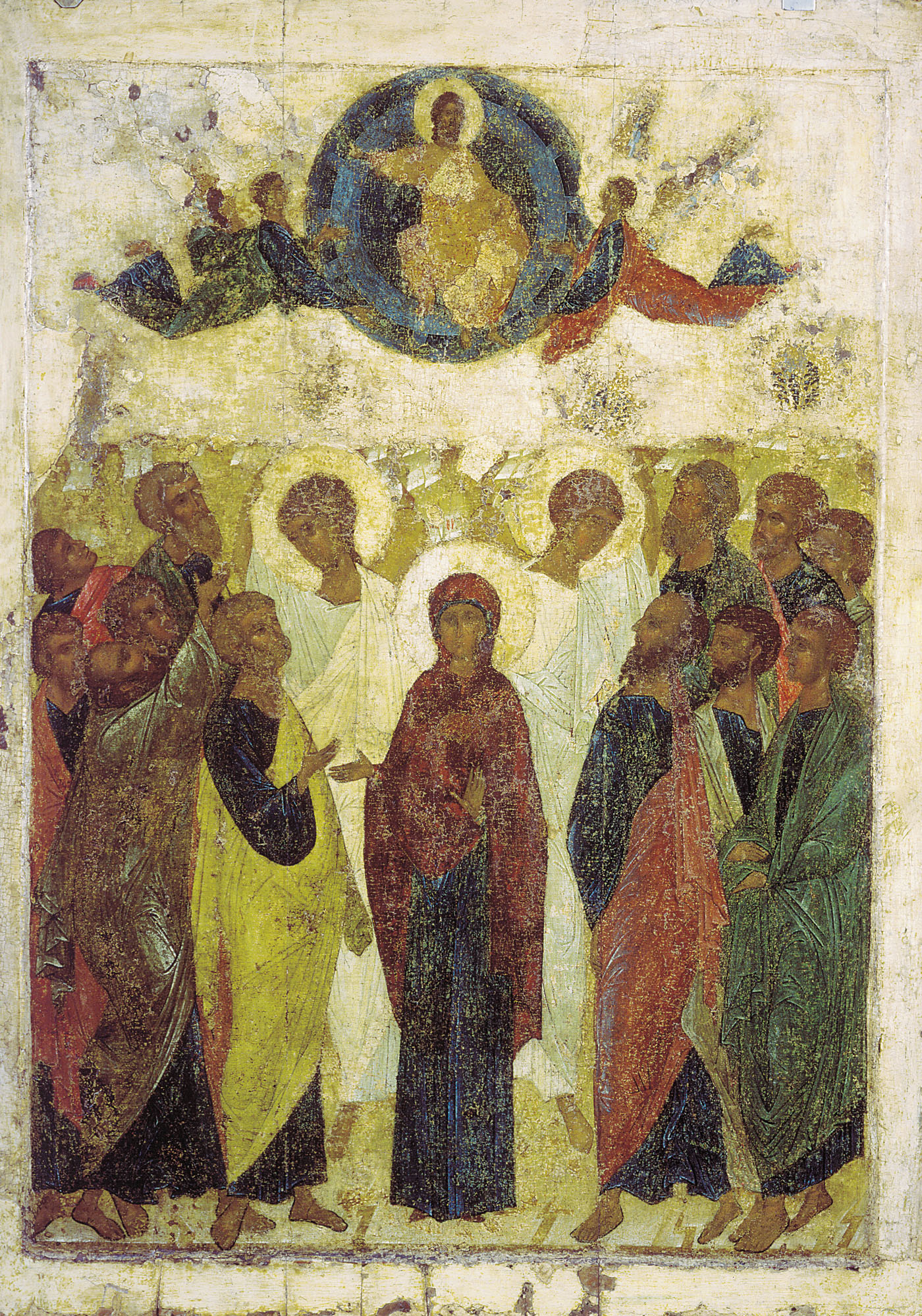
اندريه روبليوف
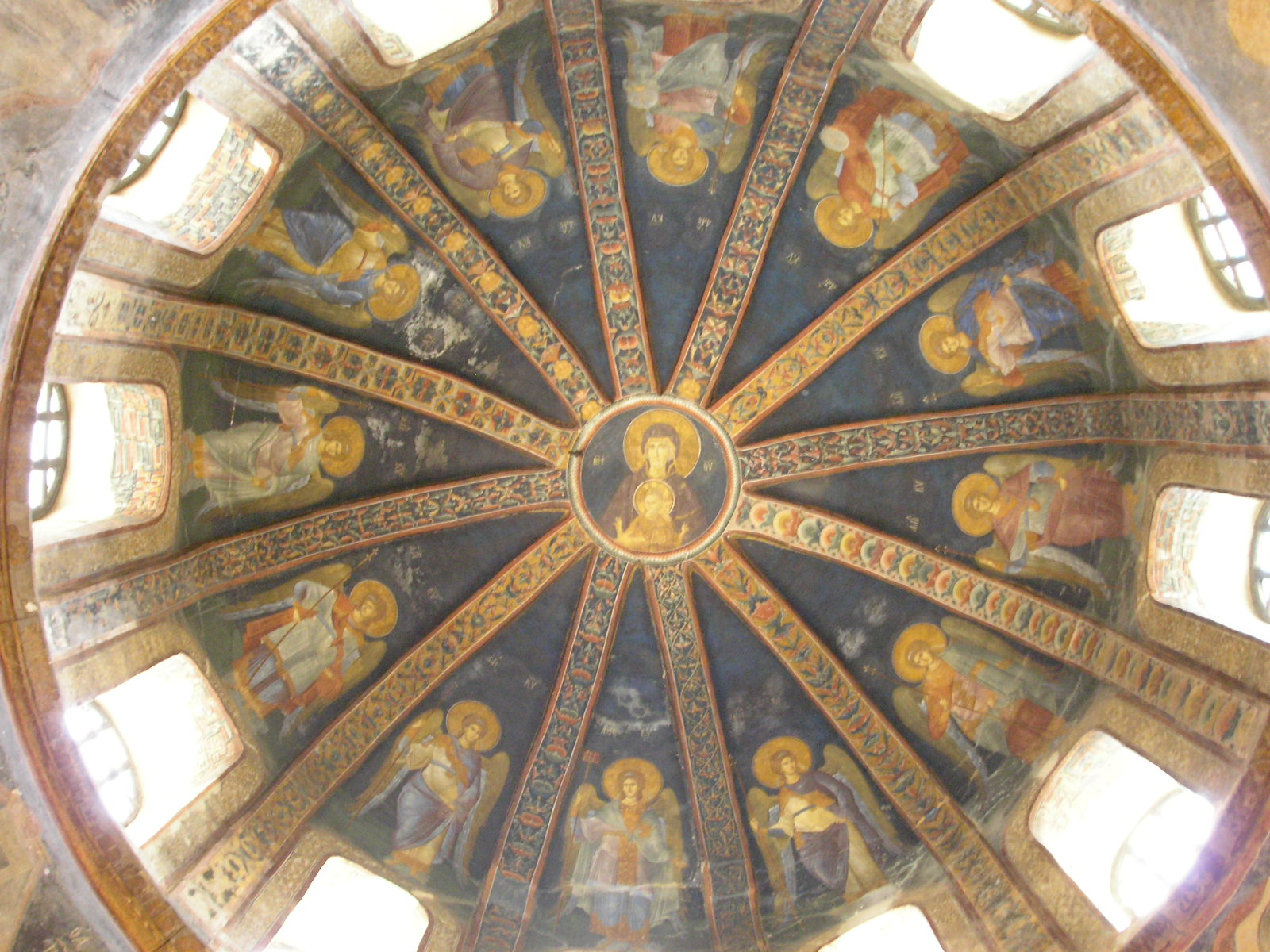
كنيسة خورا

أدى صعود المسيحية إلى إضفاء روح وأهداف مختلفة على أساليب الرسم. وقد وضع الفن البيزنطي، الذي تم تأسيسه في القرن السادس، تركيزًا كبيرًا على الحفاظ على الرموز والأساليب التقليدية، وتطوّر بشكل تدريجي خلال آلاف السنين من الإمبراطورية البيزنطية والتقاليد الحية للرموز الأرثوذكسية اليونانية والروسية. وتمت مقارنة الفن البيزنطي بالتجريد المعاصر، في تسطيحه وتصويره بأناقة كبيرة للأرقام والمناظر الطبيعية، وبعض فترات الفن البيزنطي، وخاصة ما يسمى بالفن المقدوني في حوالي القرن العاشر، هي أكثر مرونة في النهج.

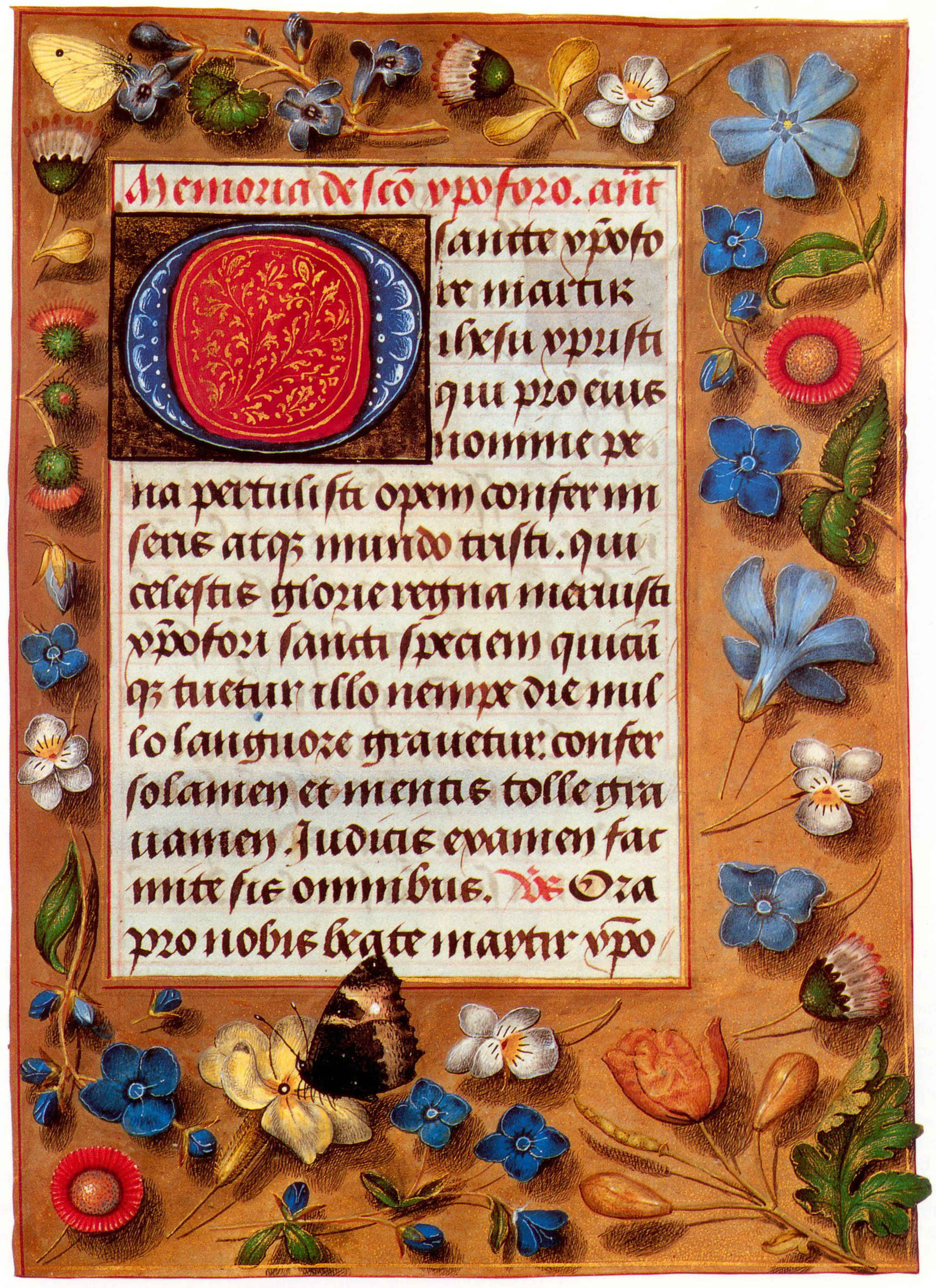
كتاب السواعي

وفي أوروبا الكاثوليكية ما بعد العتيقة، ظهر أول نمط فني مميز يتضمن الرسم الجزيري للجزر البريطانية، حيث الأمثلة الوحيدة الباقية هي منمنمات في المخطوطات المضيئة مثل كتاب كيلز، وهي الأكثر شهرة لزخارفها المجردة، على الرغم من الأرقام كما تم تصويرها، ولا سيما في لوحات الإنجيلي. ويمزج فن هذه الفترة بين التأثيرات الإنشائية و«البربرية» مع التأثير البيزنطي القوي والتطلع إلى استعادة الآثار القديمة والتوازن.
تم تزيين جدران الكنائس الرومانية والكنائس القوطية بالرسومات الجدارية وكذلك النحت والعديد من اللوحات الجدارية.
في منتصف القرن الثالث عشر، أصبح الفن في القرون الوسطى والفن القوطي أكثر واقعية مع بدايات الاهتمام بتصوير الحجم والمنظور في إيطاليا مع تشيمابو ثم تلميذه جوتو، ثم أصبح التعامل مع أفضل الرسامين أكثر سهولة وإبداعًا، فهم يُعتبَرون سادة القرون الوسطى العظماء للرسم في الثقافة الغربية. واستخدم تشيمابو في إطار التقاليد البيزنطية مقاربة أكثر واقعية ودرامية لفنه، ثم أخذ تلميذه جوتو هذه الابتكارات إلى مستوى أعلى والتي بدورها وضعت الأسس لتقليد اللوحة الغربية، وكان كلا الفنانَيّن رائدَين في التحرك نحو الطبيعية.
بنيت الكنائس مع المزيد والمزيد من النوافذ، وأصبح استخدام الزجاج الملون عنصرًا أساسيًا في الزخرفة. وتم العثور على واحدة من الأمثلة الأكثر شهرة في كاتدرائية نوتردام دو باري. وبحلول القرن الرابع عشر، كانت المجتمعات الغربية أكثر ثراءً، ووجد الرسامون رعاة جدد في طبقة النبلاء وحتى البرجوازية. وأخذت المخطوطات المضيئة شخصية جديدة، وسرعان ما أصبح هذا النمط معروفًا بالنمط الدولي.

### عصر النهضة والنهجية

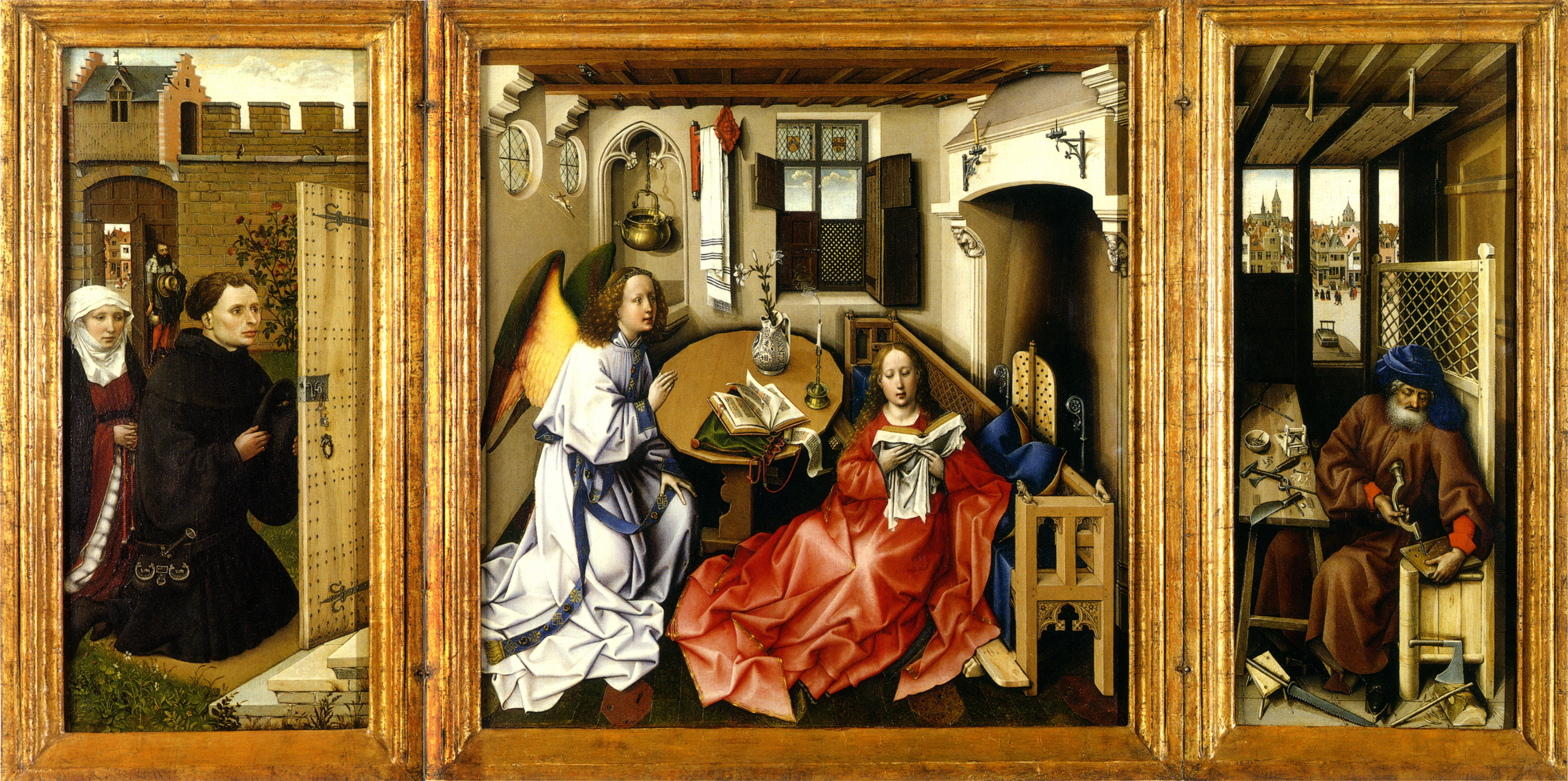
روبرت كامبين، 1425م
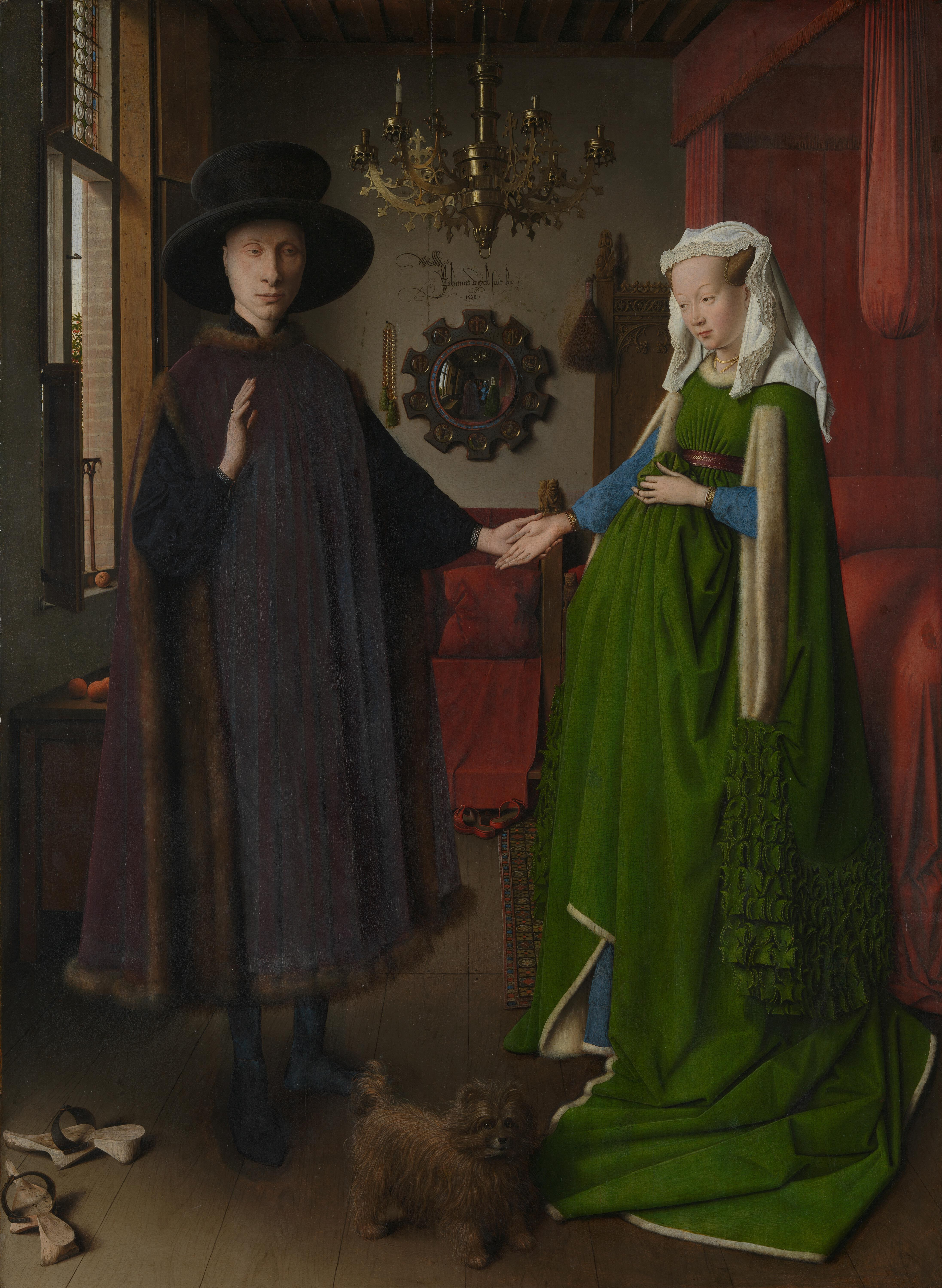
يان فان إيك، 1434م
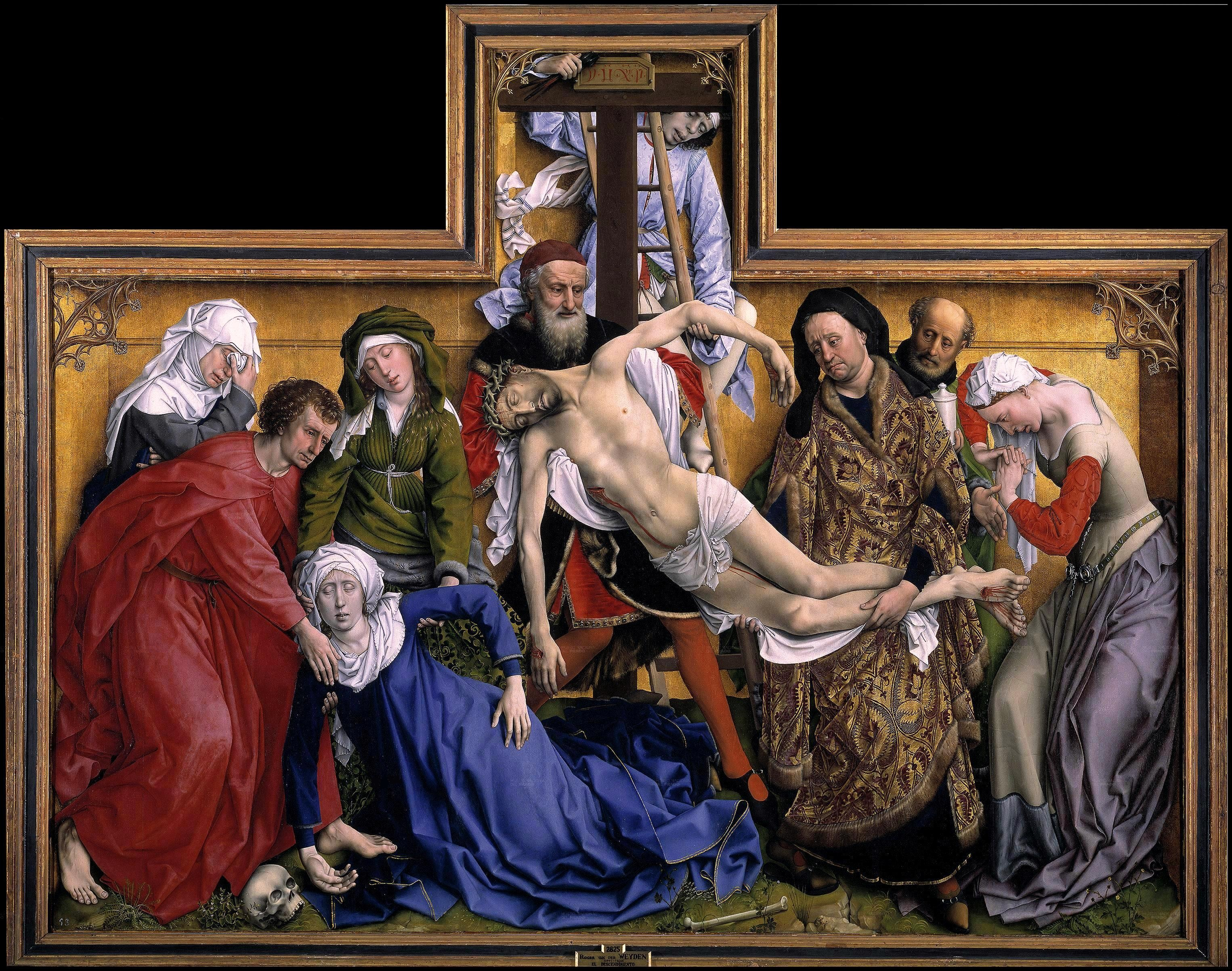
روجير فان در فايدن، 1435م
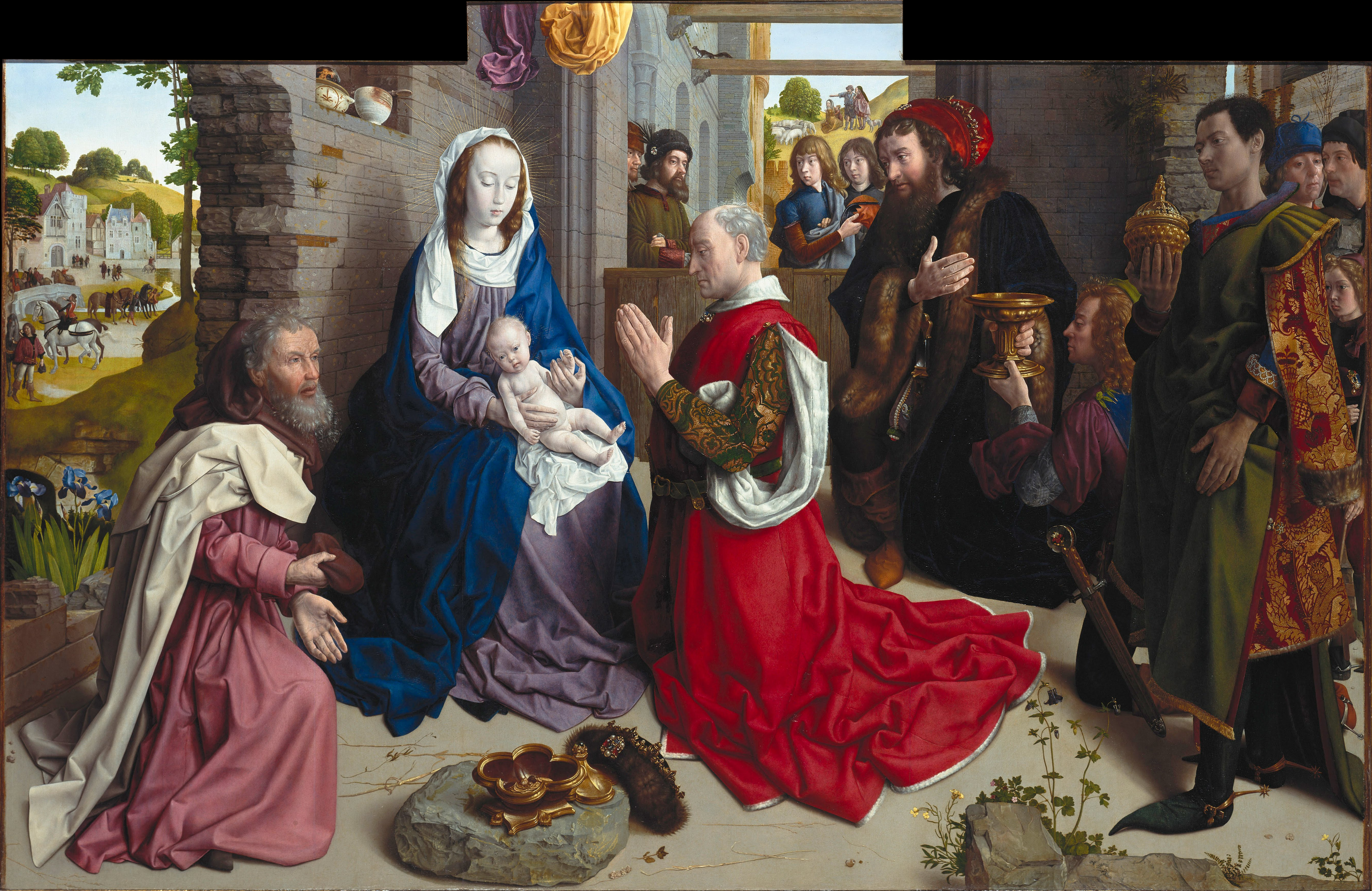
هوجو فان در، 1470م
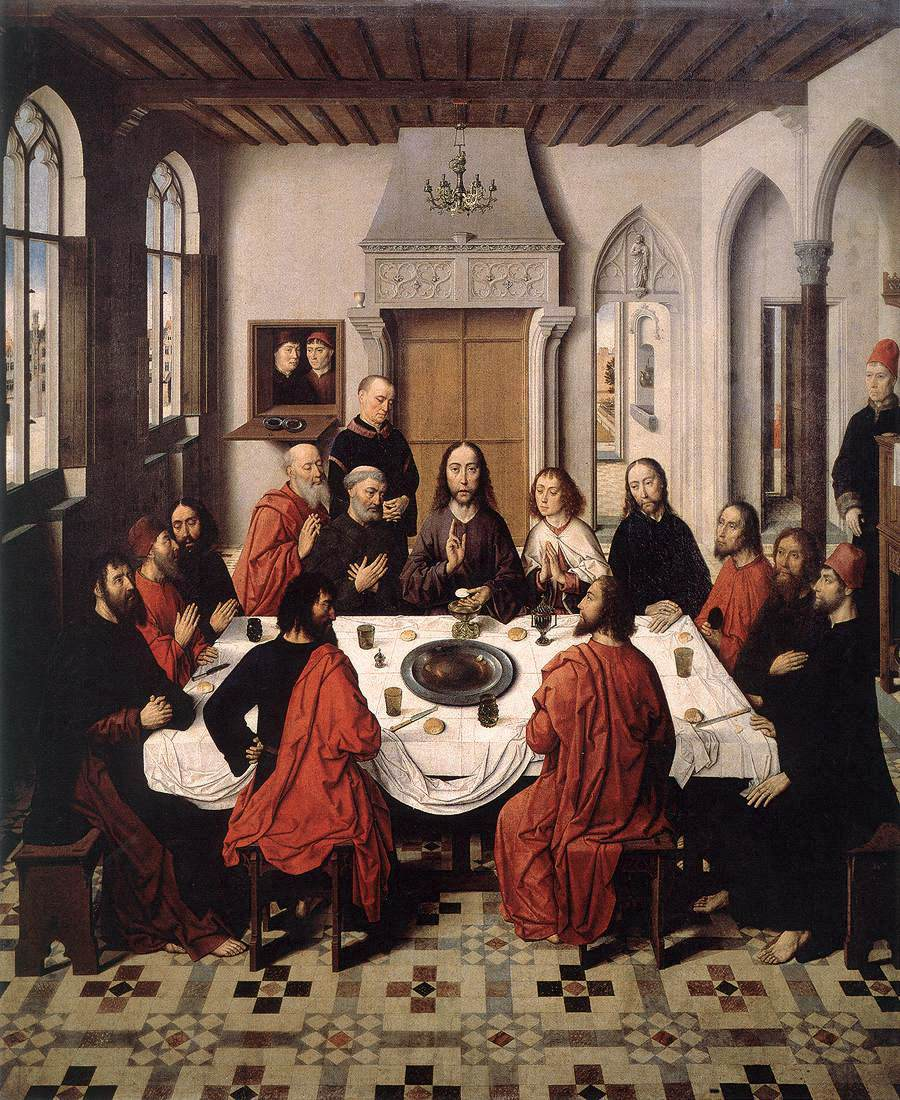
ديريك باوتس، 1464–1467
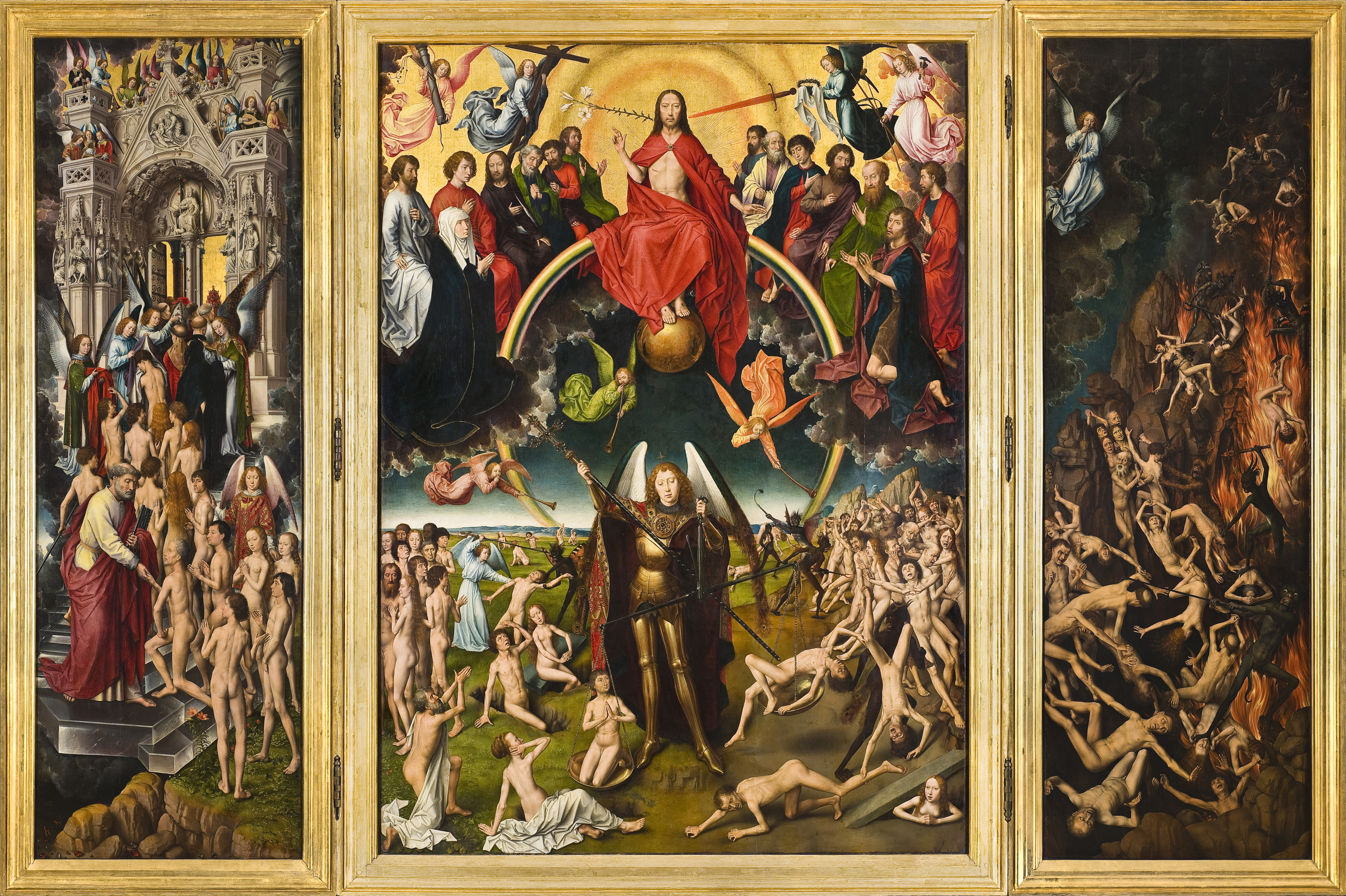
هانس ميملنغ، 1466–1473
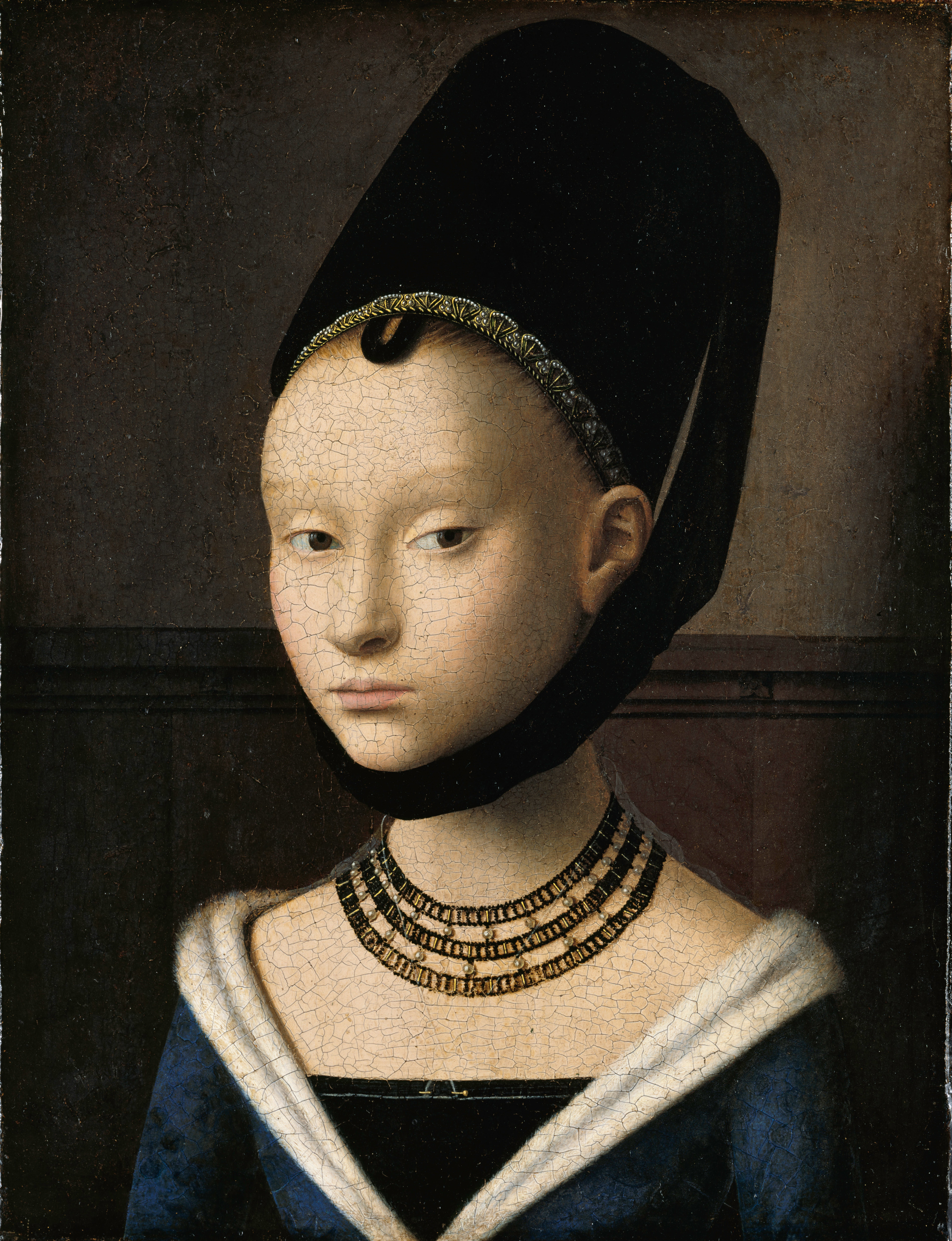
بيتروس كريستوس، 1470م
هيرونيموس بوس، 1480–1505
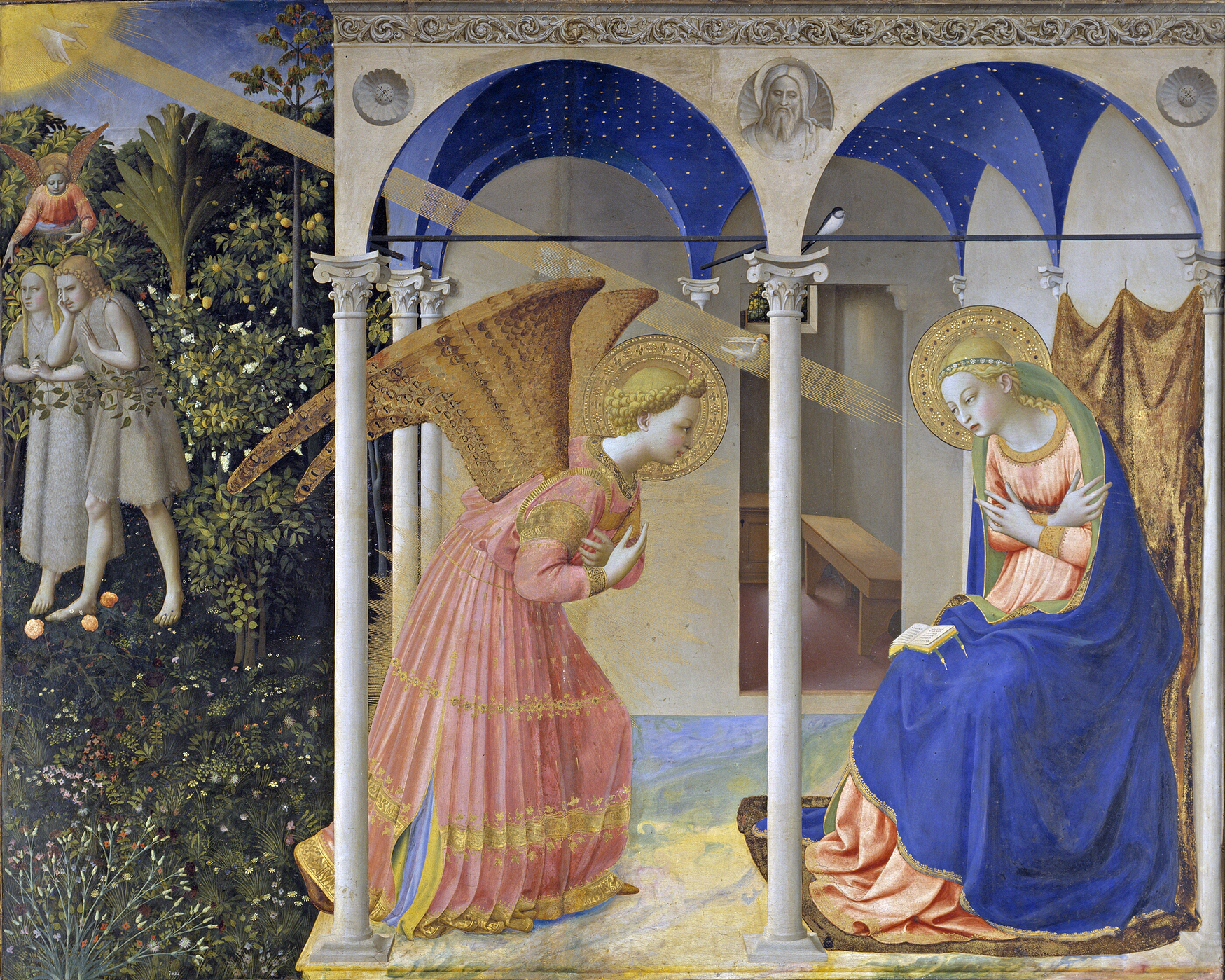
فرا أنجيليكو، 1425–1428
باولو أوشيلو، 1470م
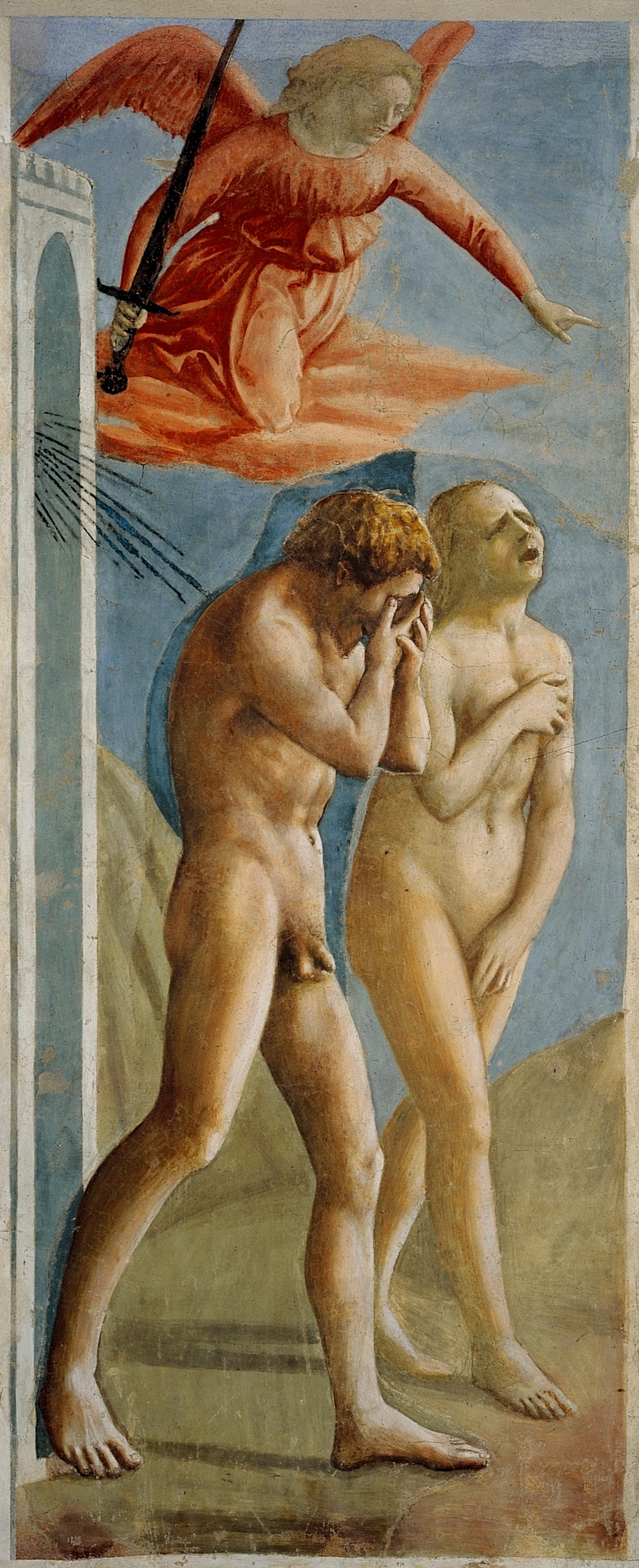
مازاتشو، 1426–1427
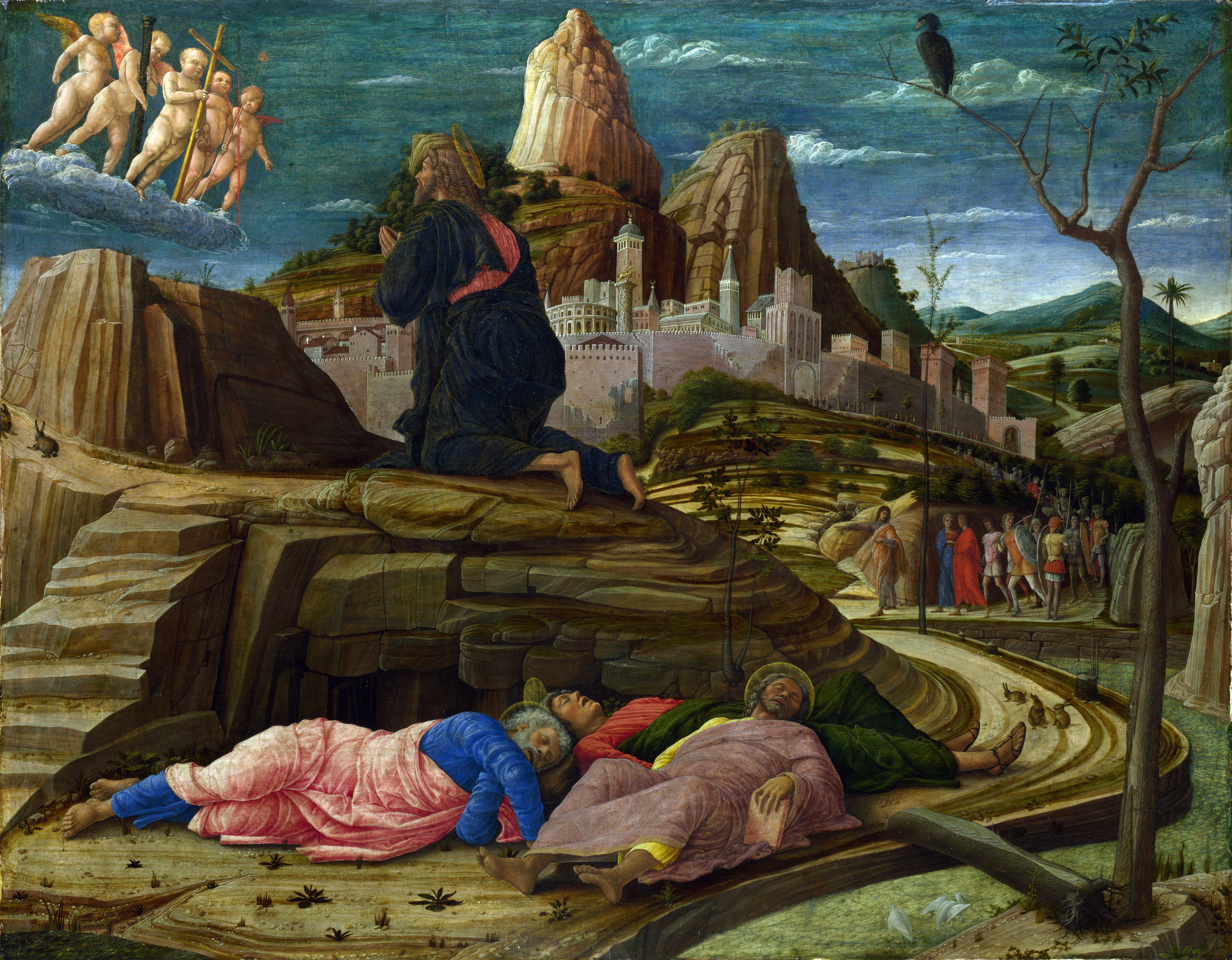
أندريا مانتينيا، 1458–1460
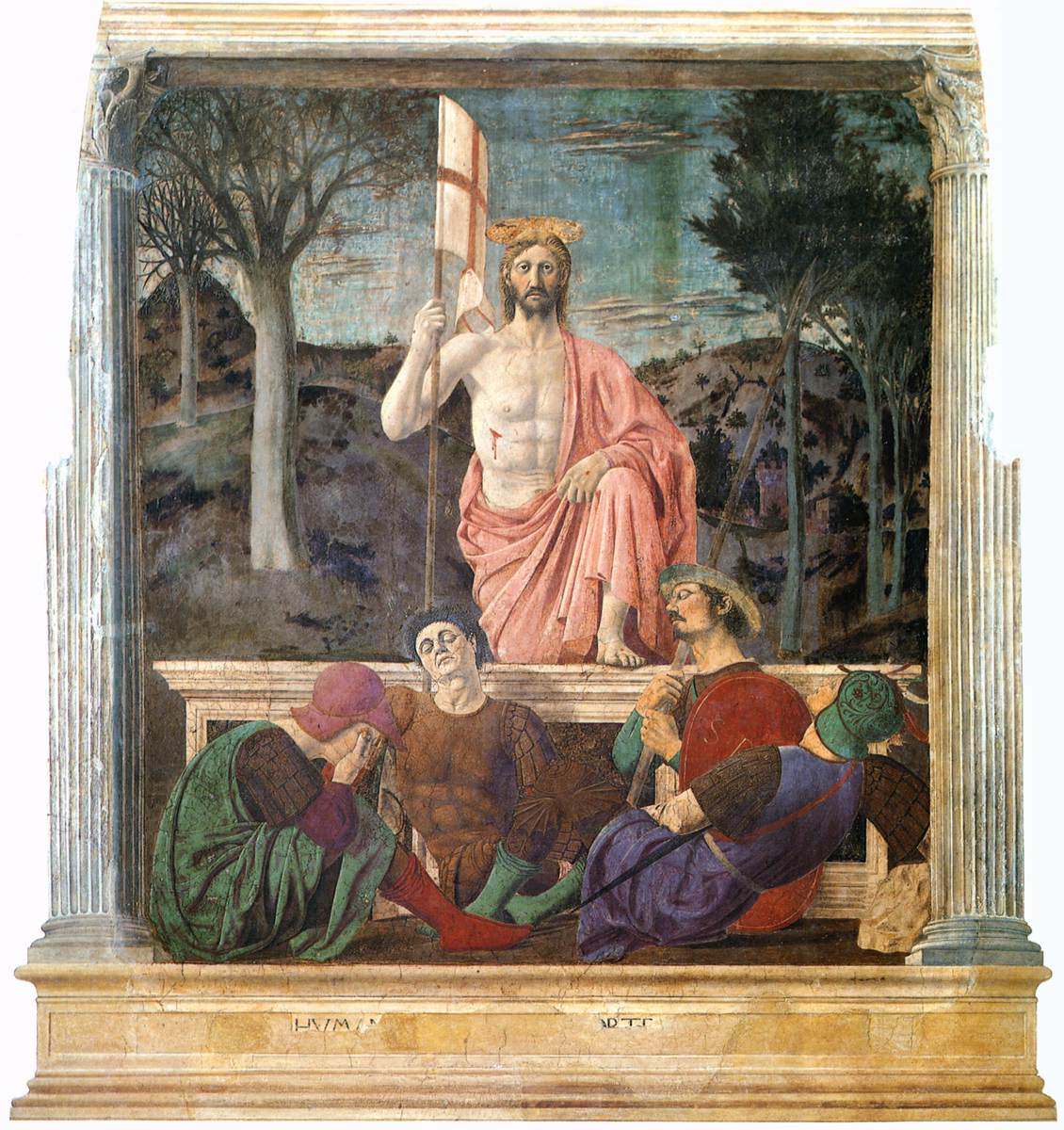
بييرو ديلا فرانشيسكا، 1463–1465
ساندرو بوتيتشيلي، 1483–1485
ليوناردو دا فينشي، 1503–1506
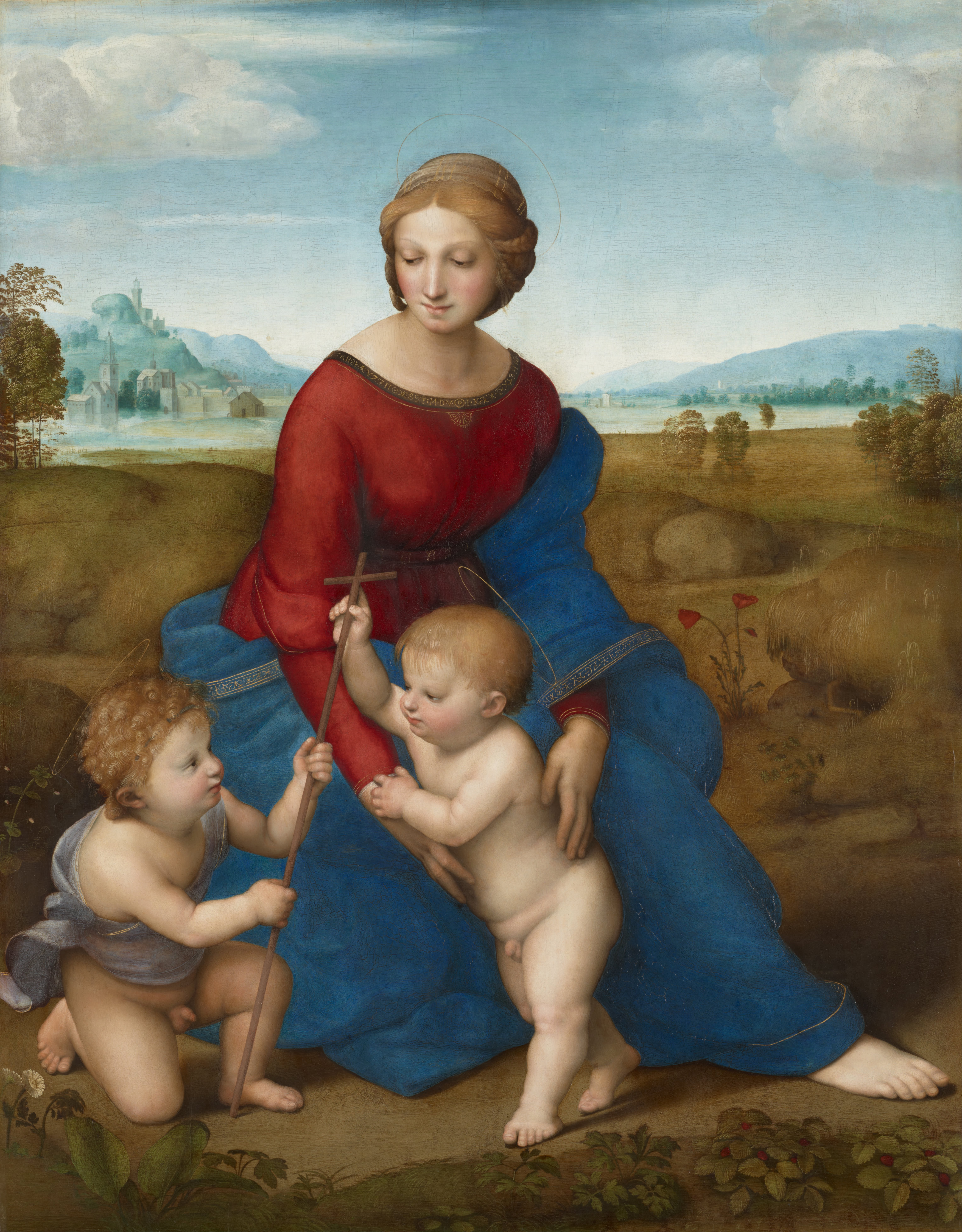
رفائيل، 1505–1506
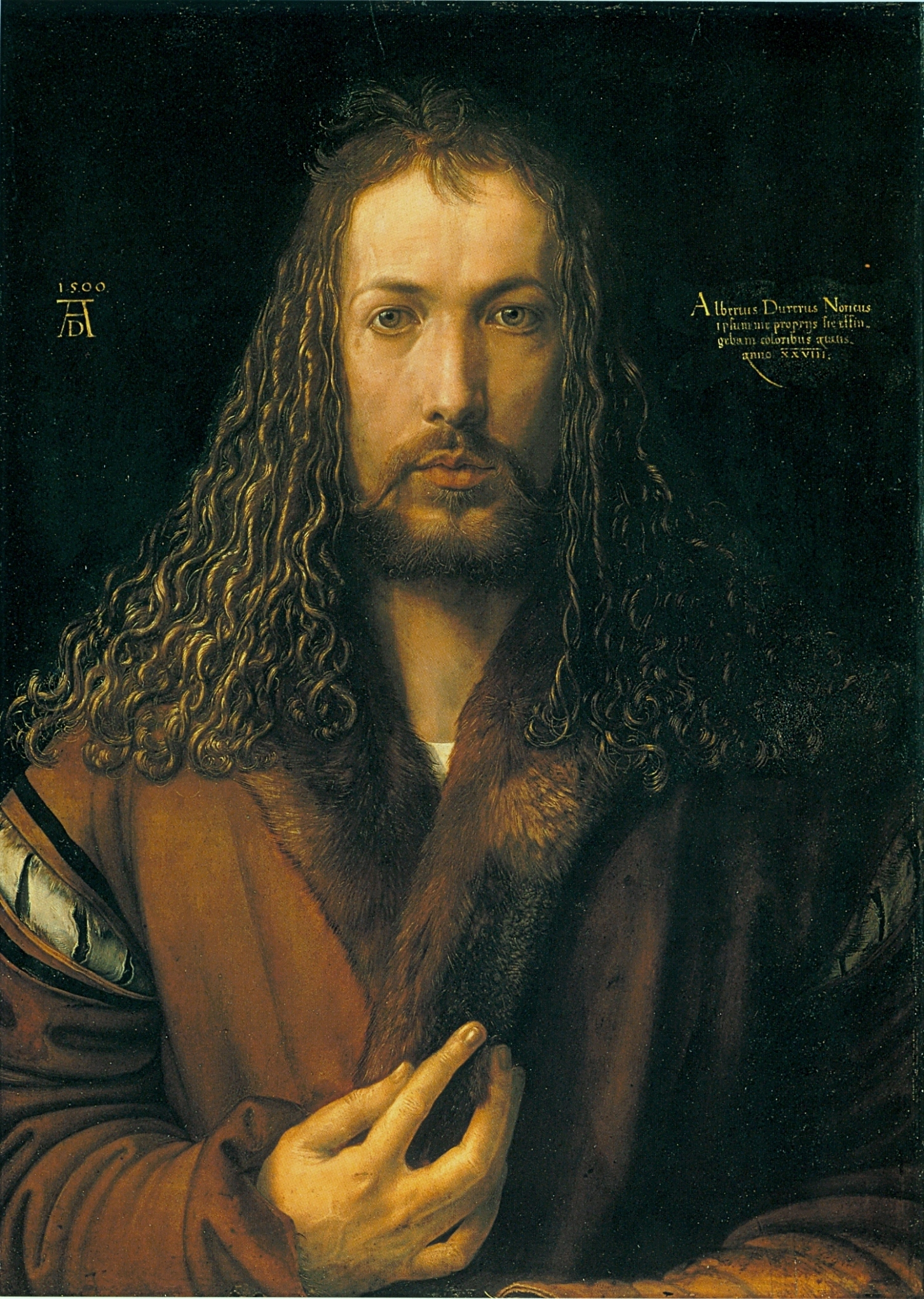
ألبرخت دورر، 1500
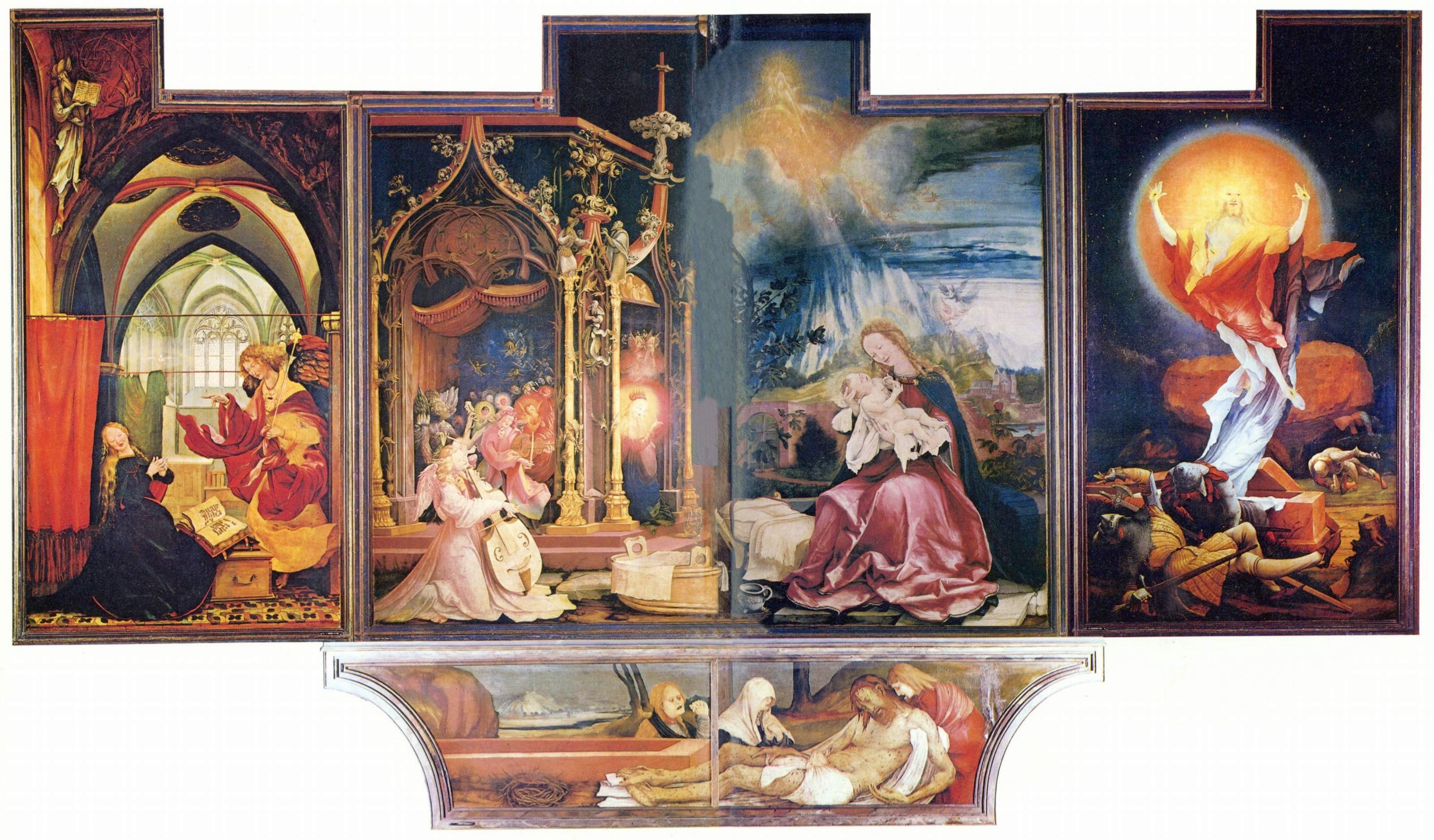
ماتياس غرونيفالت، 1512–1516
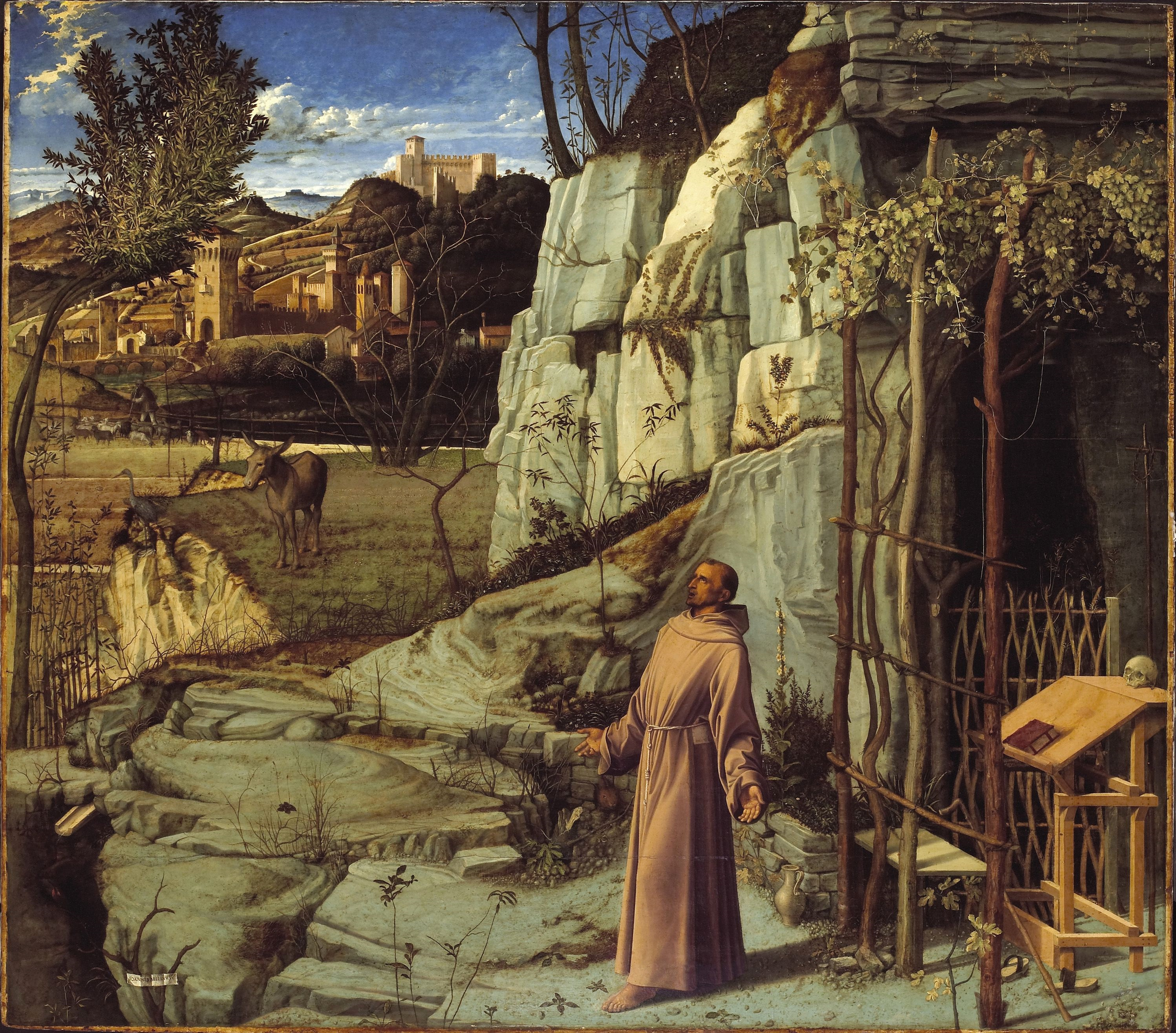
جوفاني بيليني، 1480م
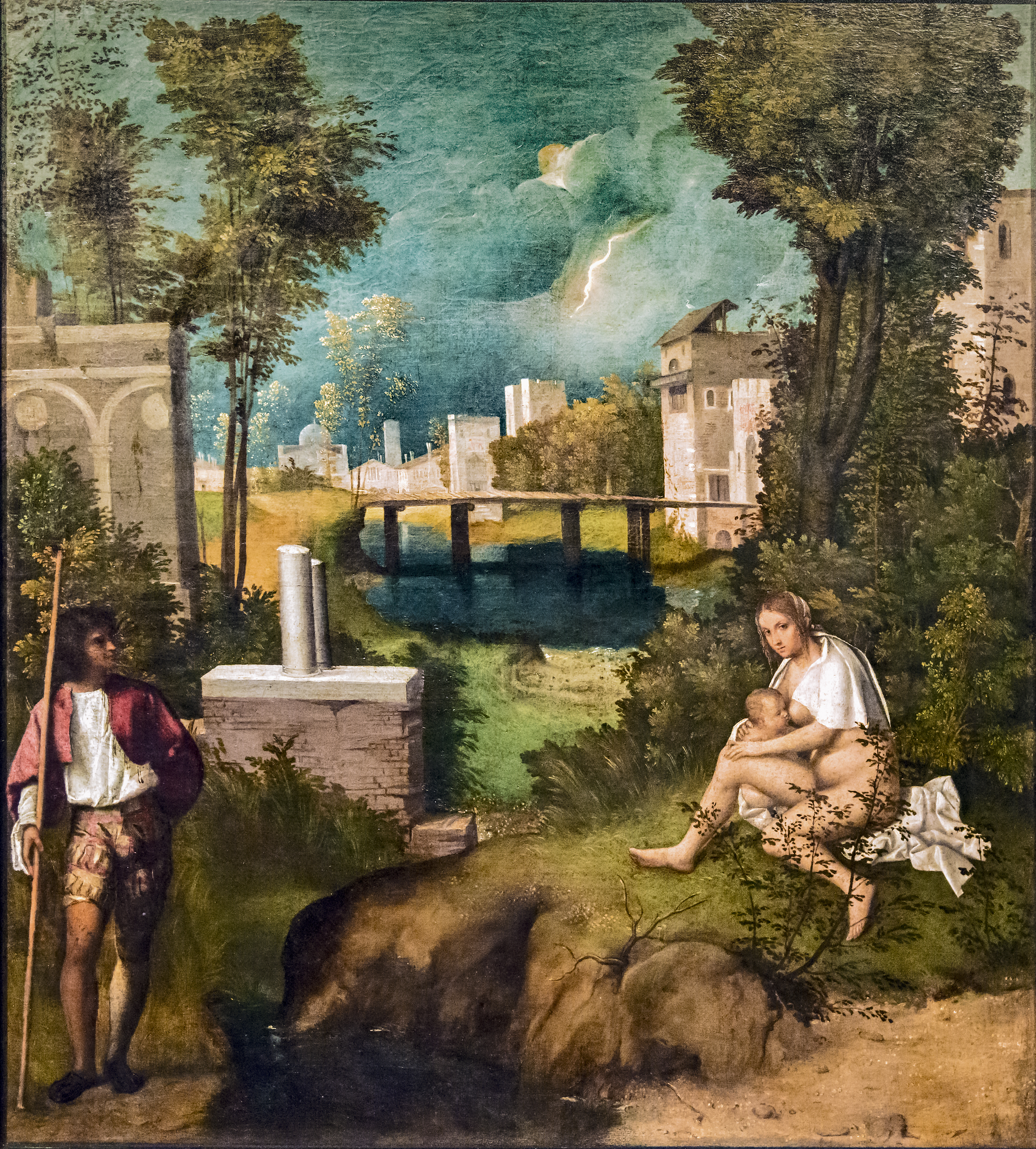
جورجوني، 1505م
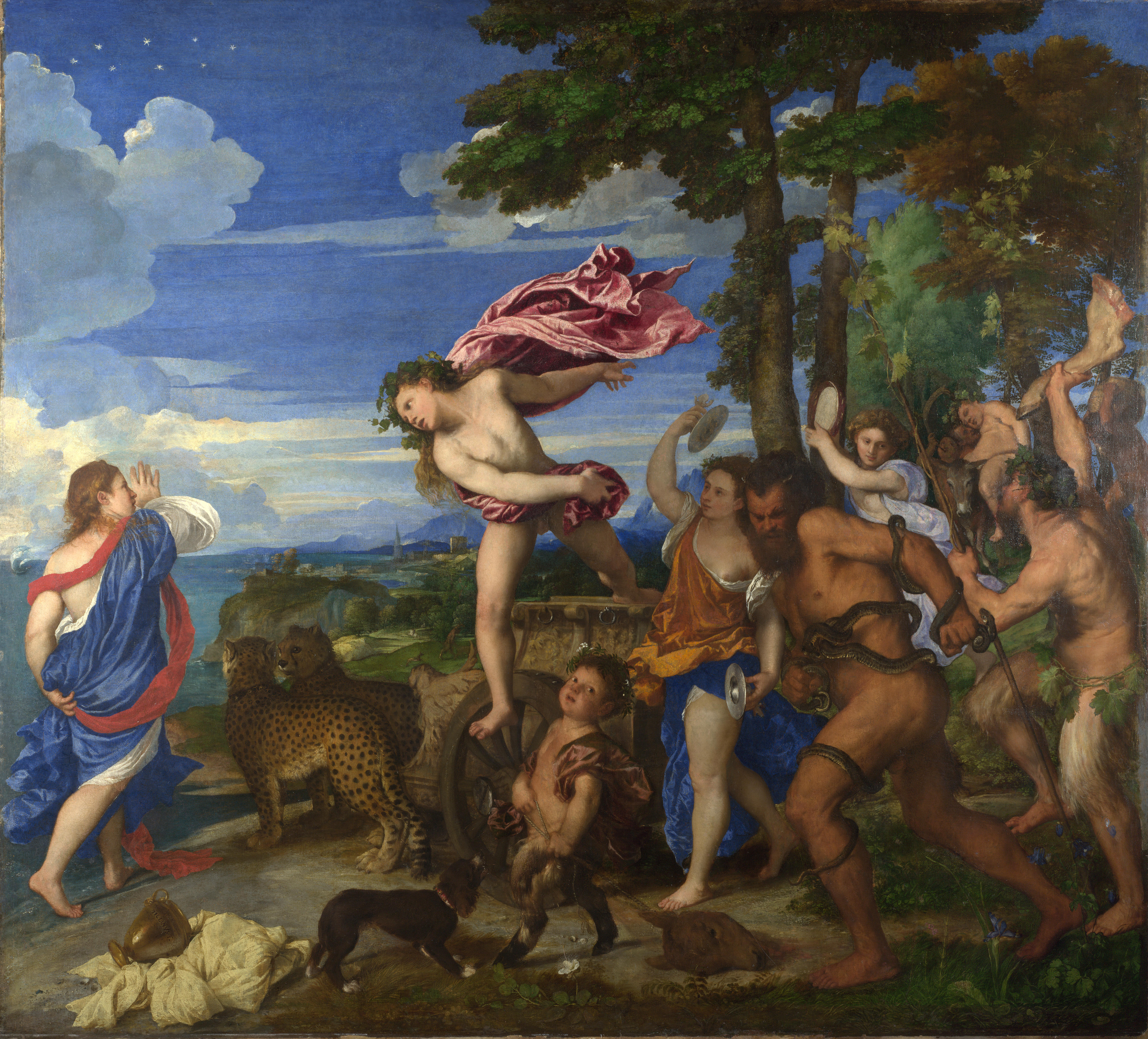
تيتيان، 1520–1523
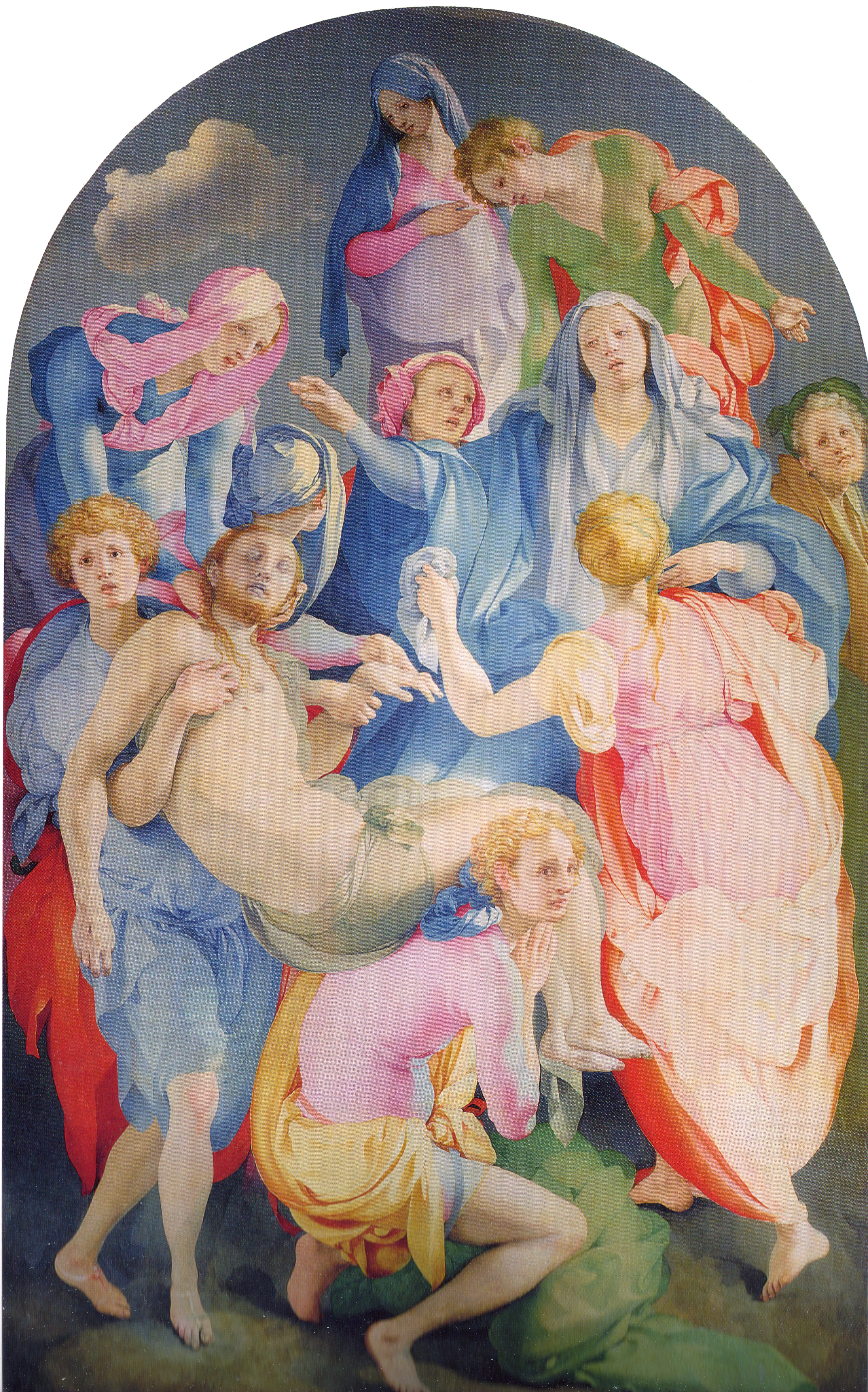
بونتورمو، 1526–1528
بيتر بروغل الأكبر، 1565
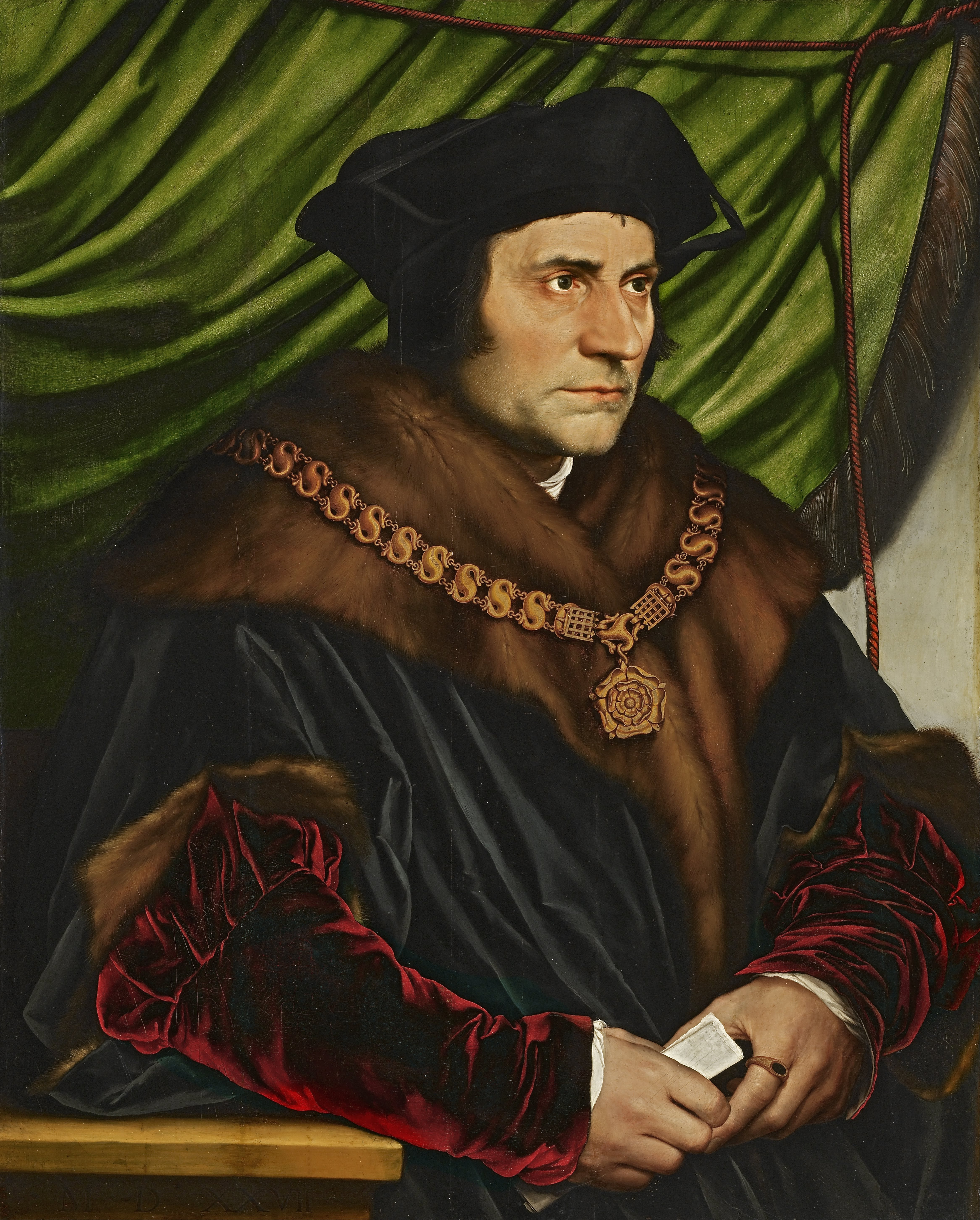
هانس هولباين الابن، 1527
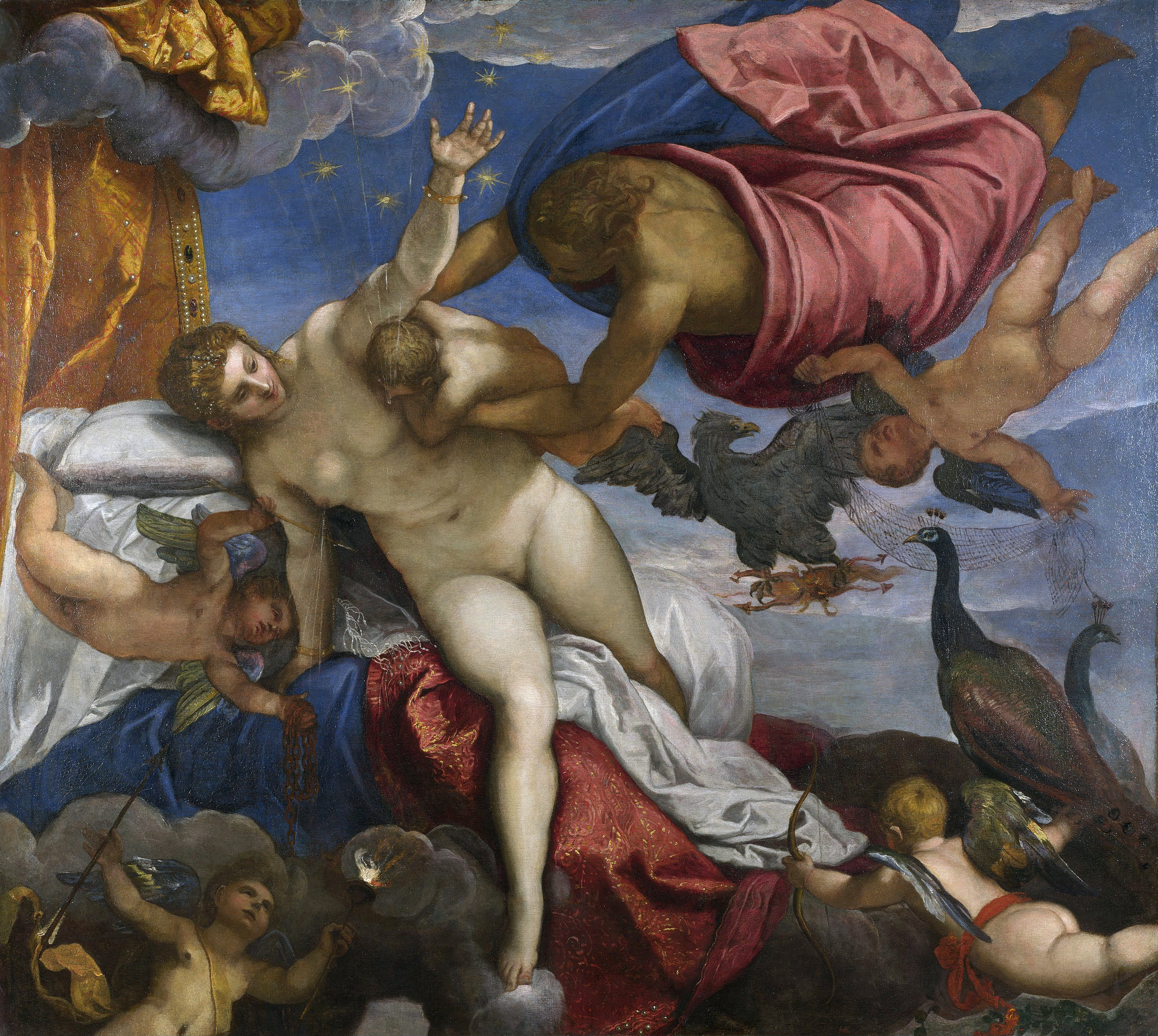
تينتوريتو، 1582
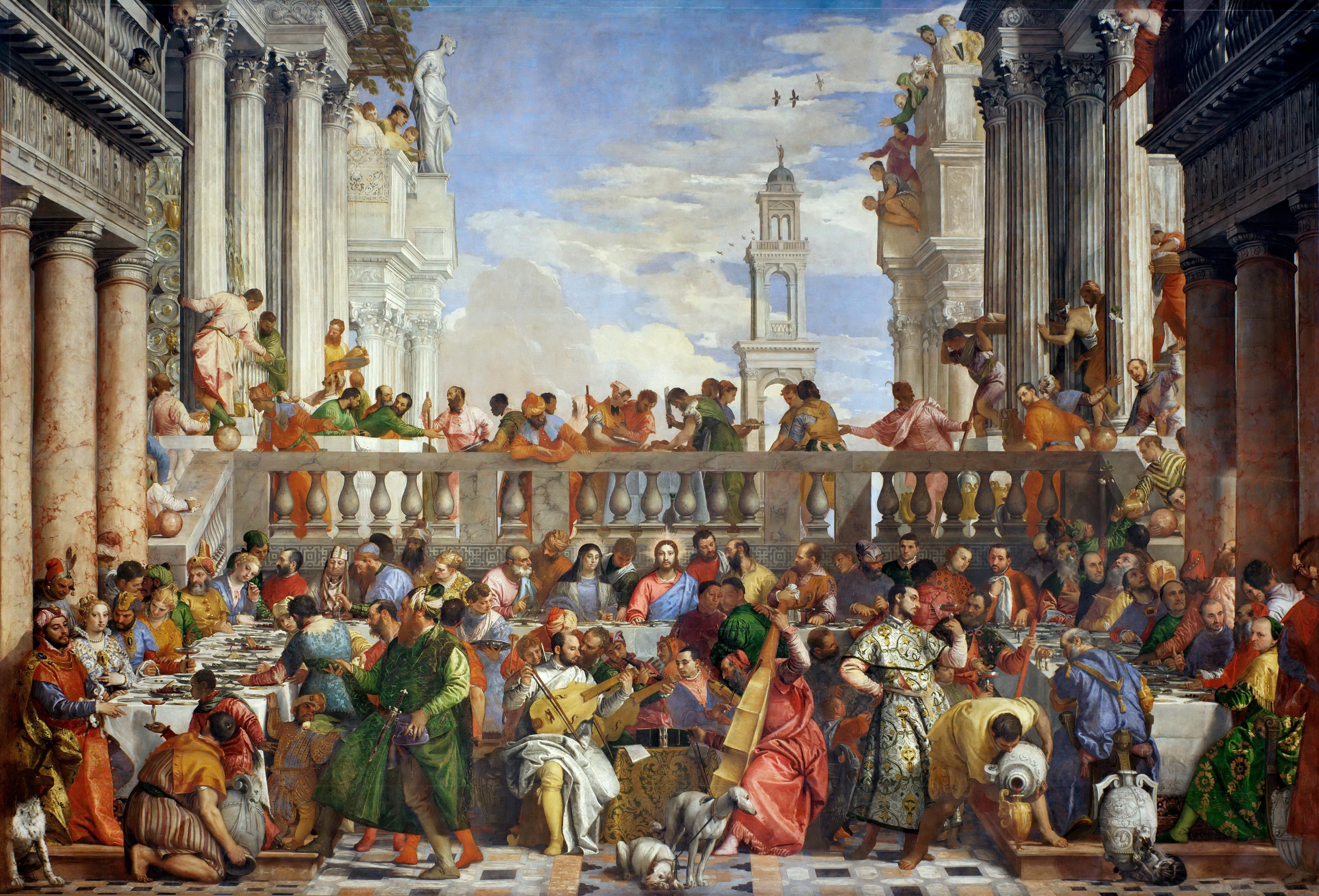
باولو فرونزه، 1562–1563
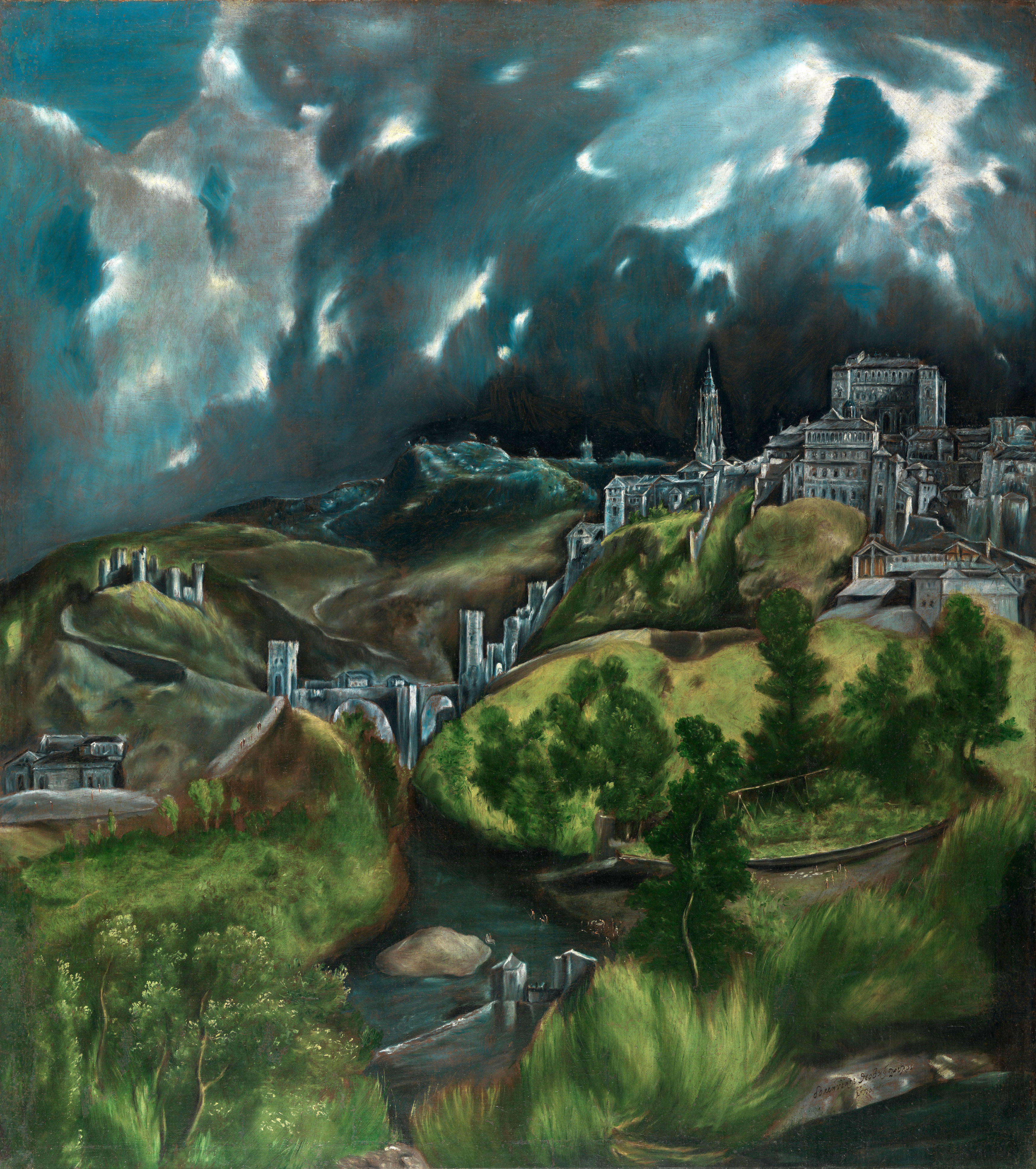
إل غريكو، 1596–1600

بشّر عصر النهضة، وهو حركة ثقافية تمتد تقريبا من القرن الرابع عشر حتى منتصف القرن السابع عشر، بدراسة المصادر الكلاسيكية، وكذلك التقدم في العلوم التي أثرت تأثيرا عميقا في الحياة الفكرية والفنية الأوروبية. وفي البلدان المنخفضة، وخاصة في فلاندر في العصر الحديث، تم تأسيس طريقة جديدة للرسم في بداية القرن الخامس عشر. وعلى خطى التطورات التي حدثت في تذهيب المخطوطات، ولا سيما من قِبَل الأخوين ليمبورغ، أصبح الفنانون مفتونين بالواقعية في العالم المرئي، وبدأوا في تمثيل الأشياء بطريقة طبيعية للغاية. واستخدم الرسامون مثل روبرت كامبين الرسم الزيتي لتمثيل الطبيعة التي كانوا يهدفون إليها، وأصبحوا قادرين في تلك الفترة على خلق ألوان أكثر ثراء. وعلى عكس الإيطاليين، الذين استُمِدَت أعمالهم بشكل كبير من فن اليونان القديمة وروما، احتفظ الشماليون بآثار نمطية للنحت والمخطوطات المذهبة في العصور الوسطى. أهم الفنانين في هذه الفترة كان يان فان إيك، الذي يُصنف من بين أروع الفنانين المعروفين الآن باسم الرسامين الأوائل من هولندا. وكان الرسام الأول لهذه الفترة روبرت كامبين، الذي يتبع عمله الفن القوطي العالمي. وهناك أيضا روجييه فان دير وايدن، الذي ركزت أعماله على العاطفة الإنسانية والدراما، وهوجو فان دير جويس (الذي كان له تأثير كبير في إيطاليا)، وديريك باوتس (الذي كان من بين أوائل الرسامين الشماليين الذين أظهروا استخدام نقطة التلاشي الوحيدة)، وبيتروس كريستوس، وهانس ميملنغ، وخيرارد دافيد.
ويعكس فن عصر النهضة ثورة الأفكار والعلوم (علم الفلك والجغرافيا) التي حدثت في هذه الفترة، والإصلاح، واختراع آلة الطباعة. ويقول دورر، الذي يعتبر أحد أعظم أصحاب شركات الطباعة أن الرسامين ليسوا مجرد حرفيين بل مفكرين أيضا، وتطورت الرسومات من كونها مثبته على الأثاث أو الجدران أو غيرها من المباني إلى صور متحركة يمكن تعليقها بسهولة على الجدران.

### باروكية وروكوكو

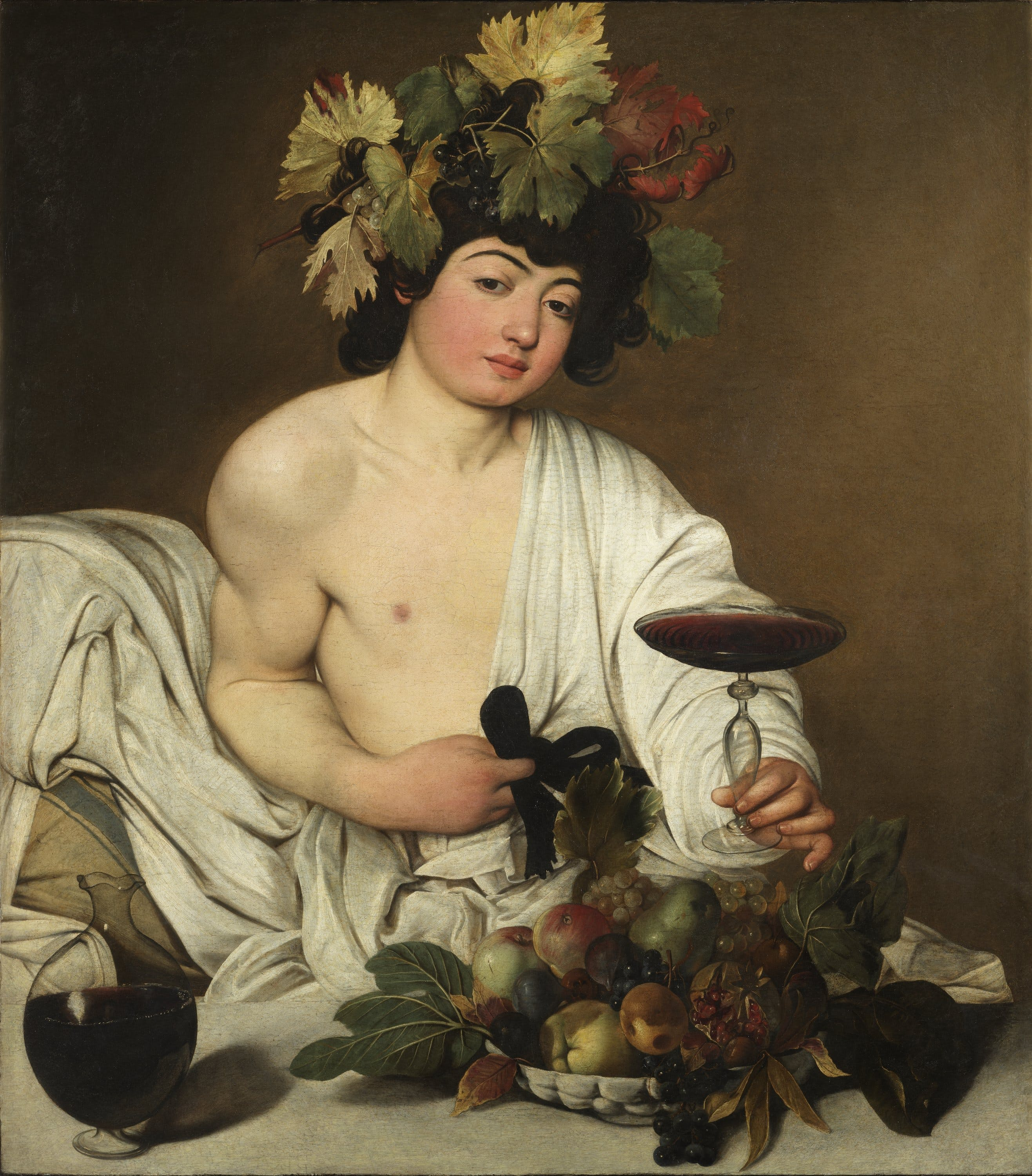
كارافاجيو، 1595–1597
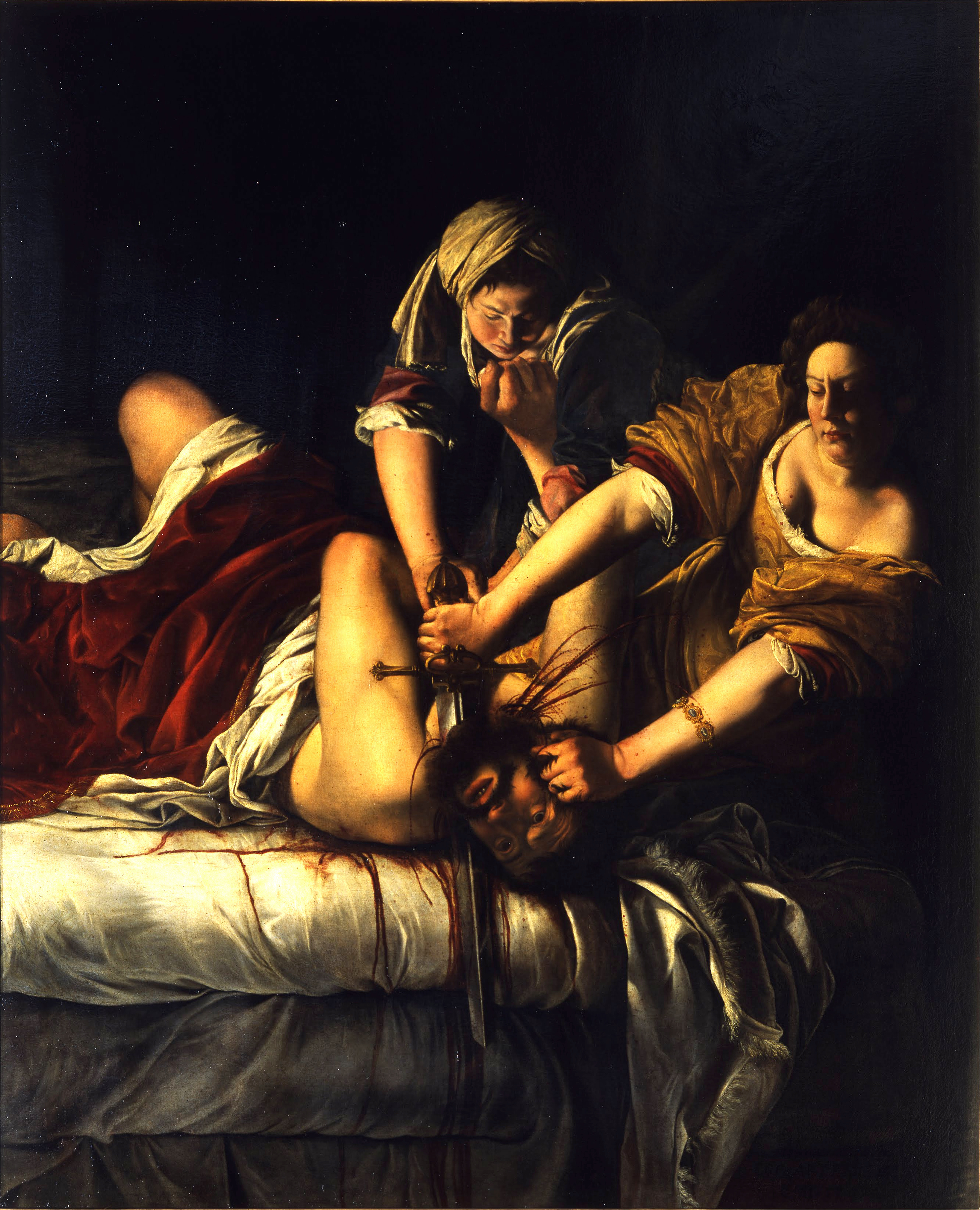
أرتيميسا جنتلسكي، 1614–1620
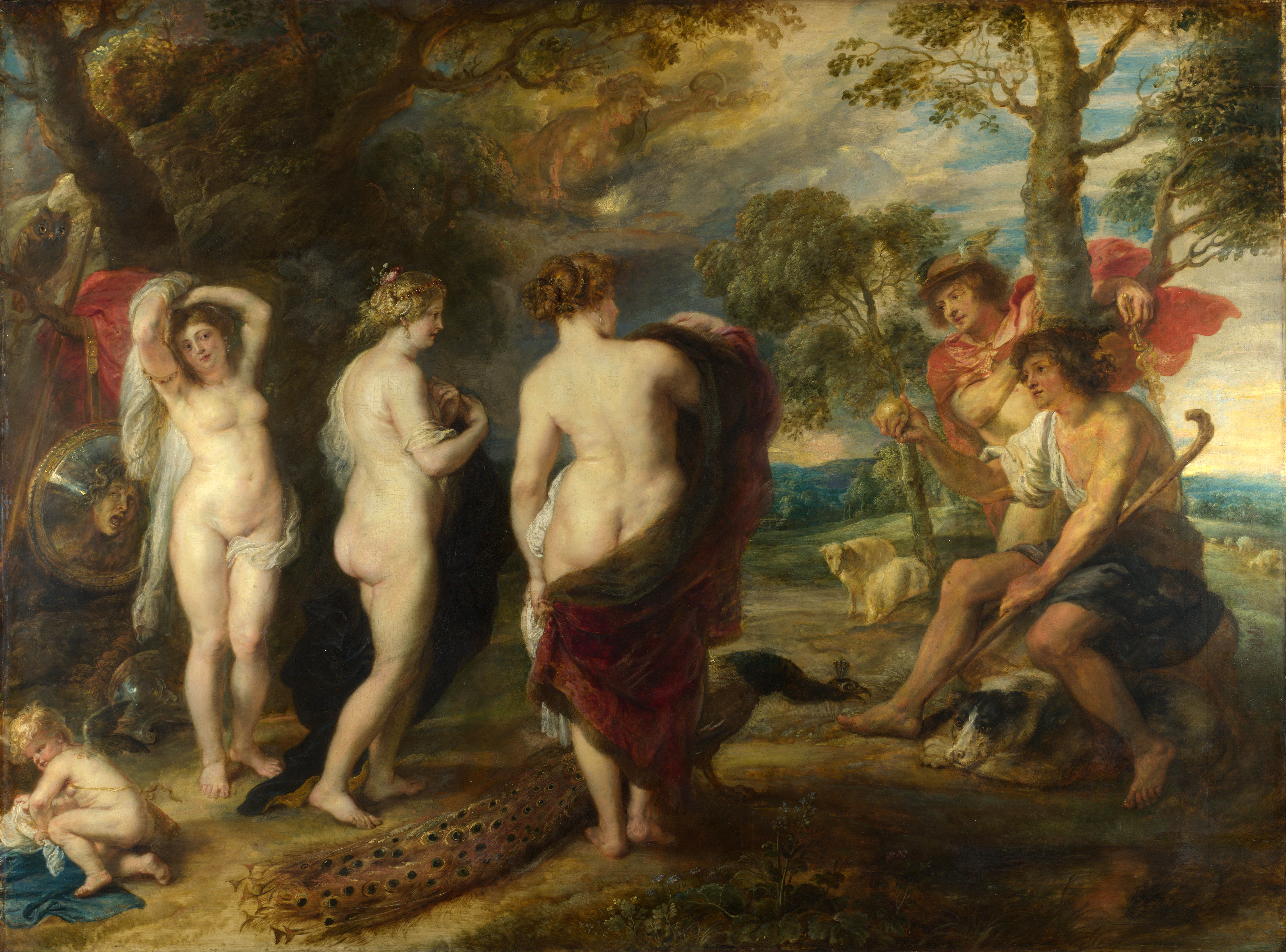
بيتر بول روبنس، 1632–1635
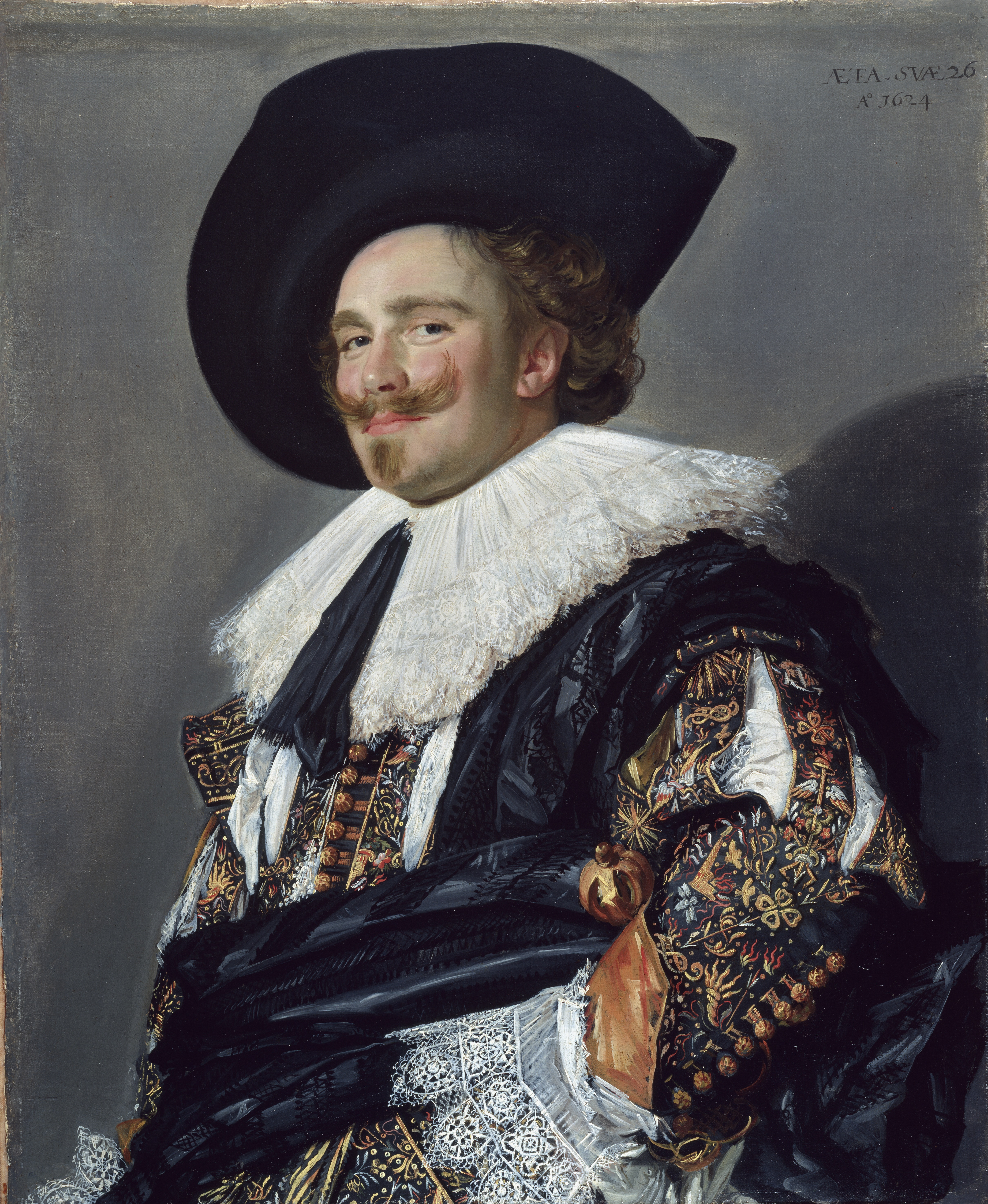
فرانز هانز، 1624
رامبرانت، 1642
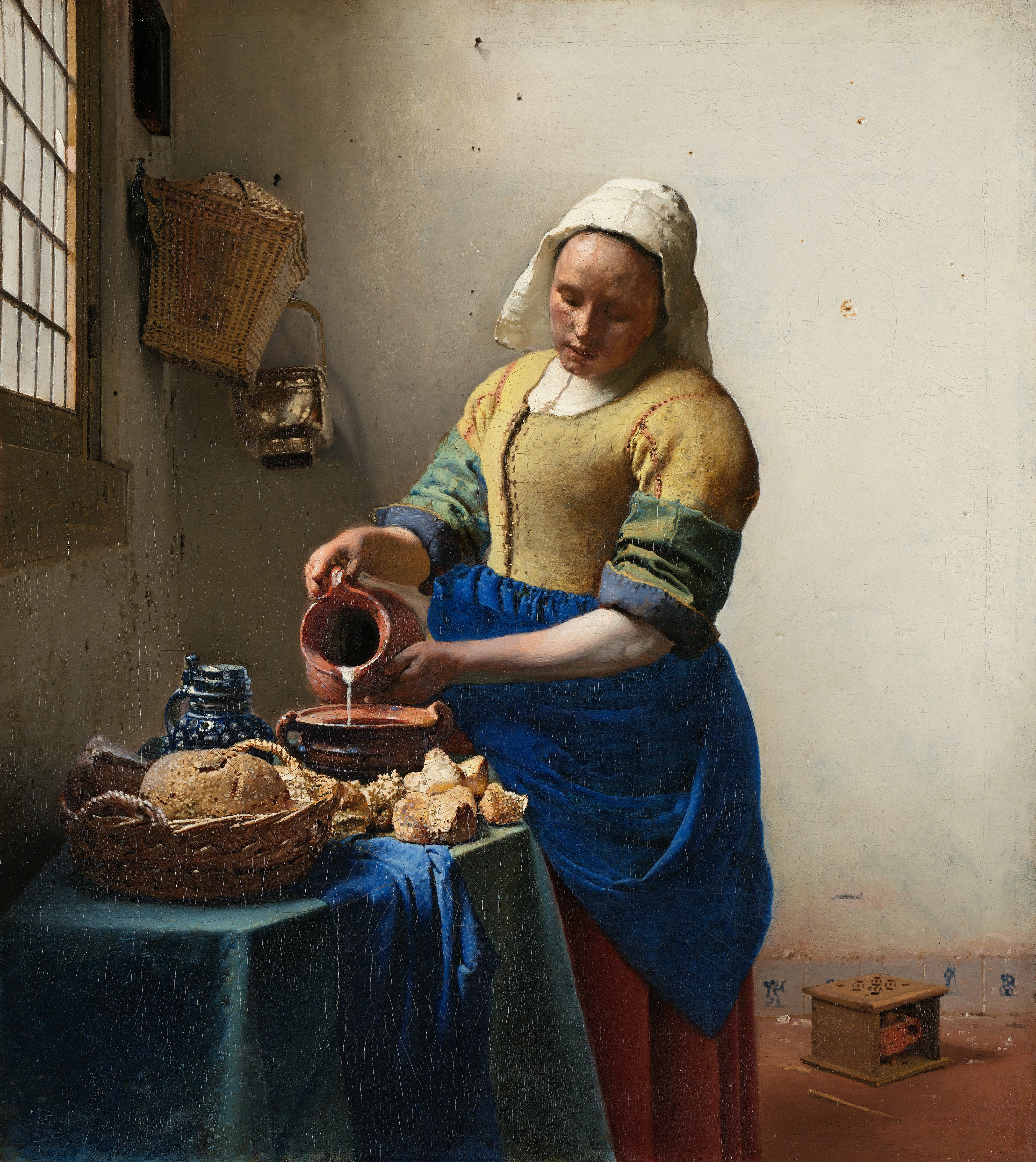
لوحة خادمة الحليب ليوهانس فيرمير، 1660
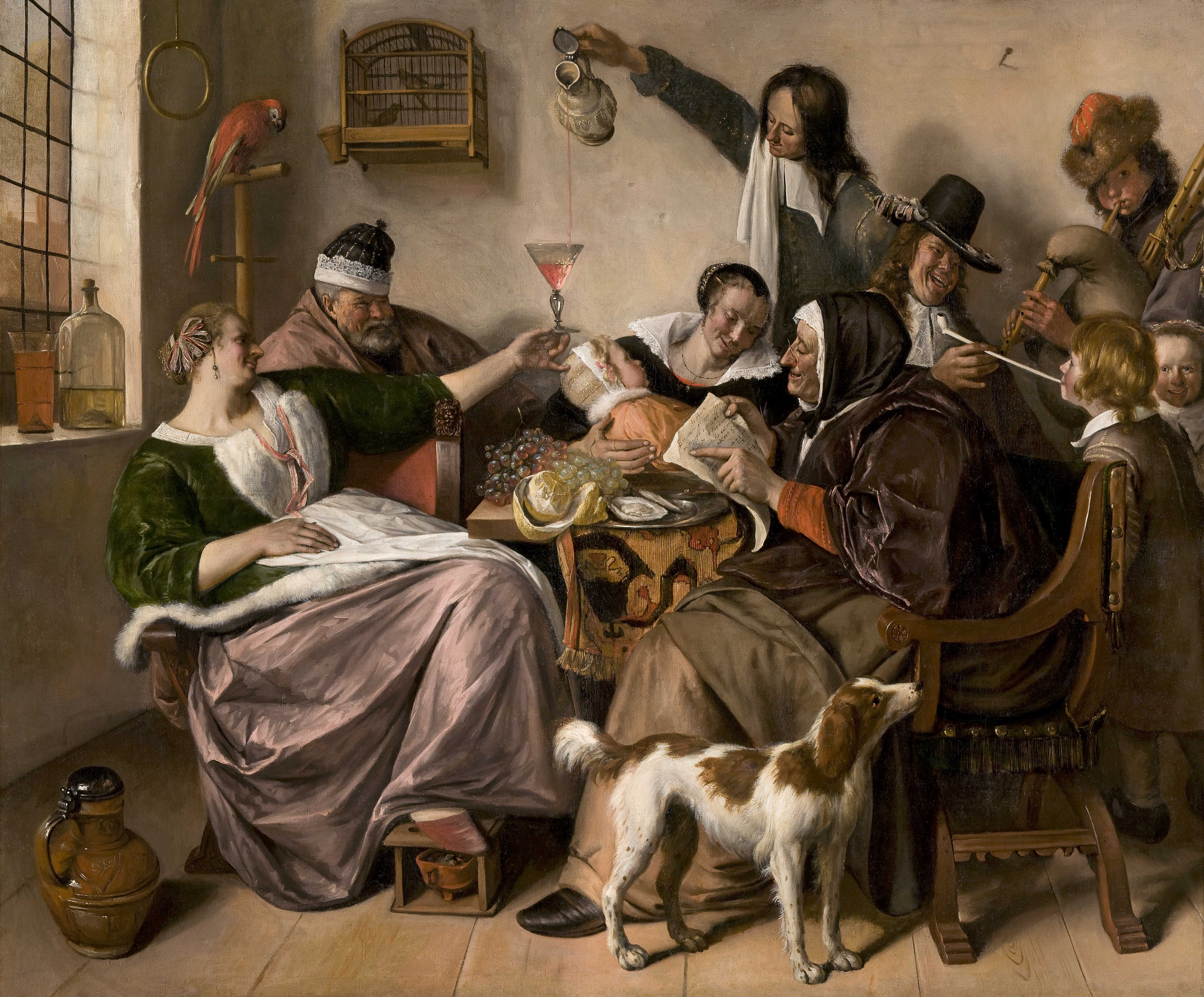
يان ستين، 1665
دييغو فيلاثكيث، 1656–1657
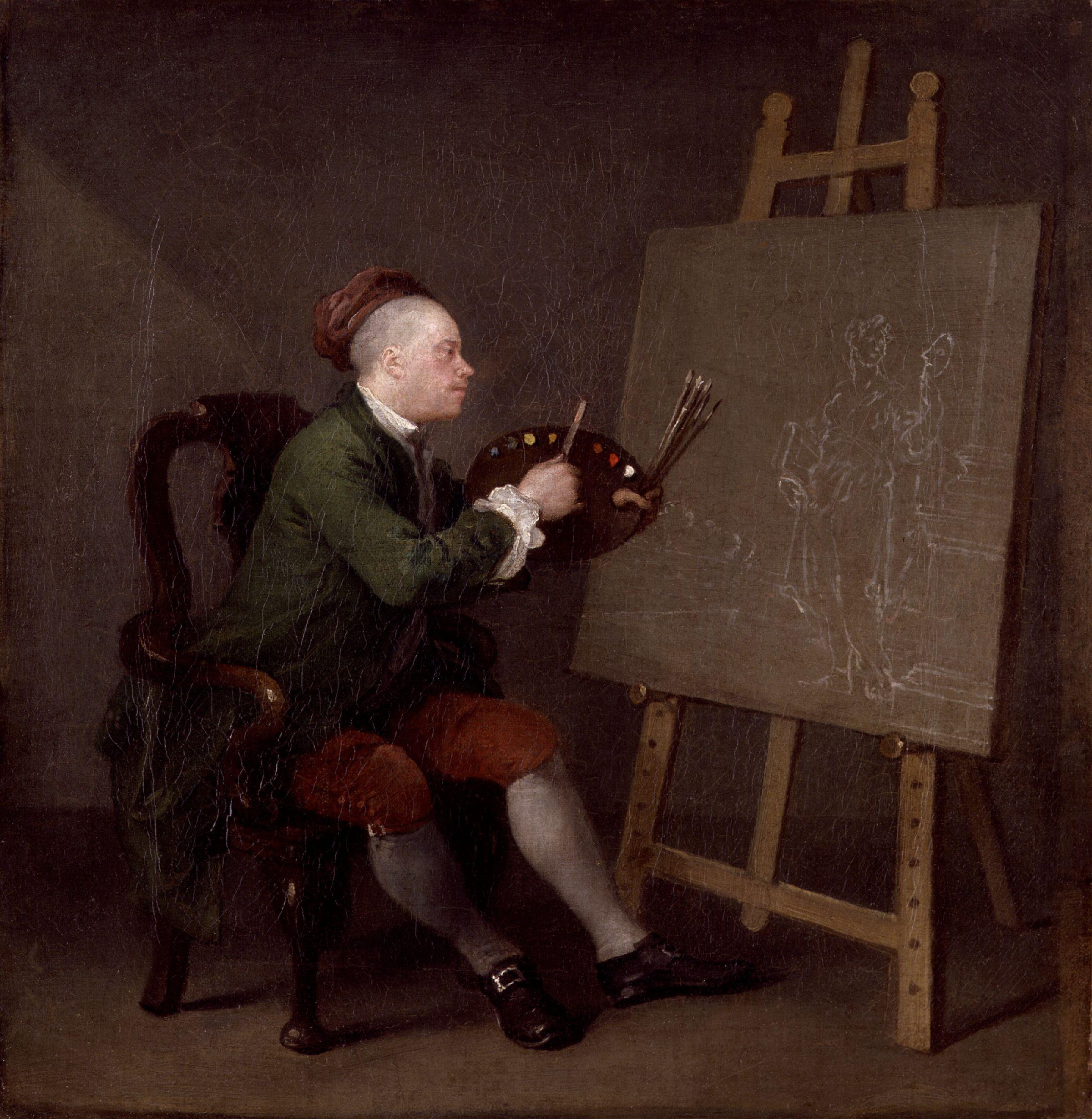
وليم هوجرت، 1757
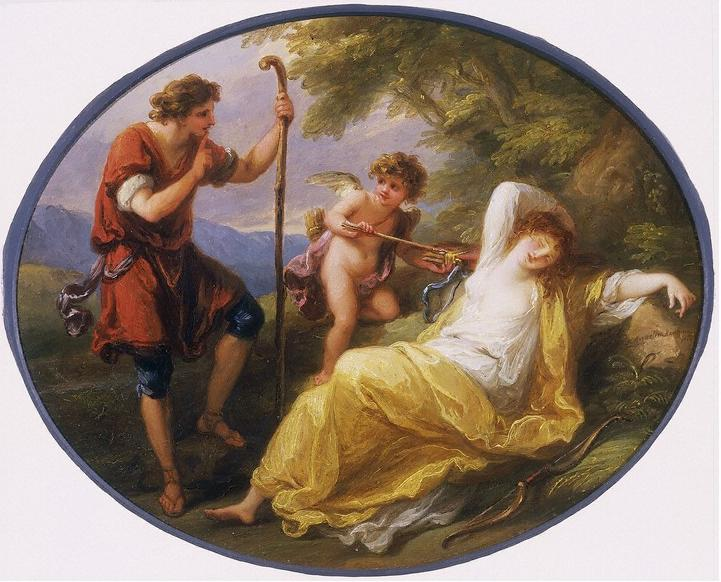
أنجيليكا كوفمان، 1780

ترتبط اللوحة الباروكية بالحركة الثقافية الباروكية، وهي حركة غالباً ما تُعرف بالأوتوقراطية والإصلاح المضاد أو الإحياء الكاثوليكي. ومع ذلك، فإن وجود لوحة باروكية مهمة في الدول غير المطلقة والبروتستانتية يؤكد أيضًا على شعبيتها، حيث انتشر هذا النمط في جميع أنحاء أوروبا الغربية.
ويتميز رسم الباروكية بالدراما الرائعة، والألوان الغنية والعميقة، والظلال الداكنة. وكان المقصود من الفن الباروكي أن يثير العاطفة بدلاً من العقلانية الهادئة التي كانت موجودة خلال عصر النهضة. ومن بين أعظم رسامي الباروك كارافاجيو، ورامبرانت، وفرانس هالس، وروبنز، وفيلاسكيز، وبوسان، ويوهانس فيرمير.

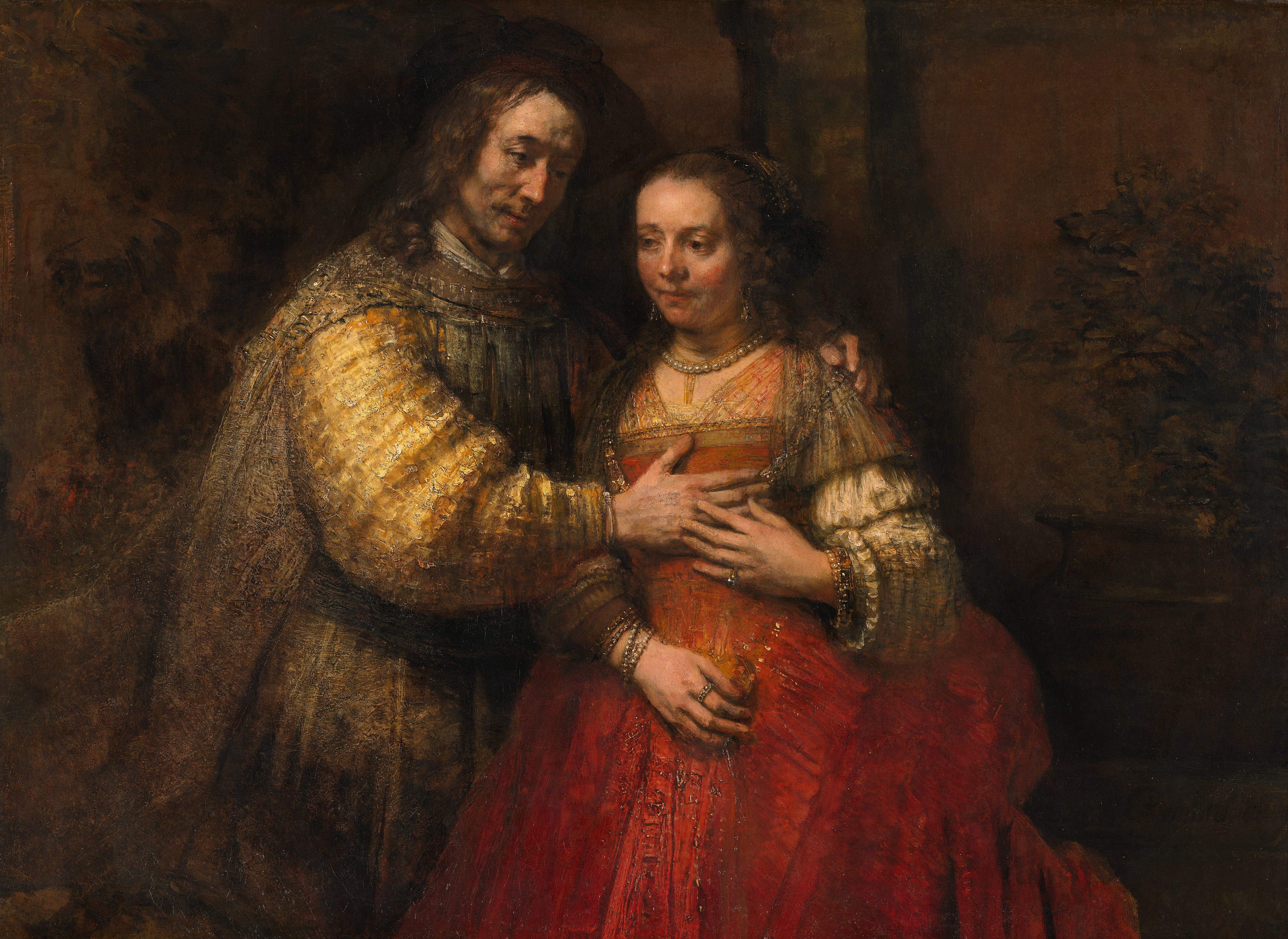
رامبرانت، العروس اليهودية، 1665–1669

وفي إيطاليا، يجسد الطراز الباروكي لوحات دينية وأسطورية لفنانين مثل جويدو ريني. وظهر نوع بارع أكثر هدوءًا من الباروك في الجمهورية الهولندية، حيث كانت الرسومات عن الموضوعات اليومية شائعة لدى جامعي الطبقة المتوسطة، وأصبح العديد من الرسامين متخصصين في هذا النوع، والبعض الآخر في المناظر الطبيعية أو المناظر البحرية أو الحياة الساكنة.
خلال القرن الثامن عشر، تبعت روكوكو امتدادًا للباروك، وغالبًا، وتطورت أولاً في الفنون الزخرفية والتصميم الداخلي في فرنسا. وجلبت خلافة لويس الخامس عشر تغييرا في فنانين المحكمة والأزياء الفنية العامة، ومثلت ثلاثينيات القرن العشرين ذروة تطور شركة روكوكو في فرنسا، حيث تمثلت في أعمال أنطوان واتو وفرانسوا بوشير. ومازالت الروكوكو تحتفظ بالمذاق الباروكي للأشكال والأنماط المعقدة مع البدء في دمج مجموعة متنوعة من الخصائص المتنوعة، بما في ذلك مذاق التصاميم الشرقية والتركيبات غير المتماثلة.
وانتشر أسلوب الروكوكو مع الفنانين الفرنسيين والمنشورات المحفورة. وتم استقباله بسهولة في الأجزاء الكاثوليكية في ألمانيا، وبوهيميا، والنمسا، حيث تم دمجه مع تقاليد الباروك الألمانية الحيوية.
يمثل السادة الفرنسيون واتو، وبوشير، وفوندرارد الأسلوب، مثل جيوفاني باتيستا تيبولو وجان بابتيست سيمون شاردان الذي اعتبره البعض أفضل رسام فرنسي في القرن الثامن عشر. وكان البورتريه عنصرا هاما في الرسم في جميع البلدان، ولكن بشكل خاص في إنجلترا. وفي فرنسا خلال عصر الروكوكو، تفوق جان باتيست غريوز (الرسام المفضل لديني ديدرو) في رسومات الصور والتاريخ، وكان موريس كوينتين دي لا تور من كبار الرسامين.
ساعد وليام هوغارث في تطوير أساس نظري لجمال الروكوكو. وبدأت بداية النهاية لروكوكو في أوائل ستينيات القرن التاسع عشر، حيث بدأت شخصيات مثل فولتير وجاك فرانسوا بلونديل بالتعبير عن انتقاداتهم لسطحية الفن وتدهوره. انتقد بلونديل «الخليط المضحك من قشر المحار، والتنين، والقصب، وأشجار النخيل، والنباتات» في المناطق الداخلية المعاصرة.
وبحلول عام 1785، كانت روكوكو قد خرجت من الموضة في فرنسا، وحل محلها النظام وجدية الفنانين الكلاسيكيين الجدد مثل جاك لوي دافيد.

### القرن التاسع عشر

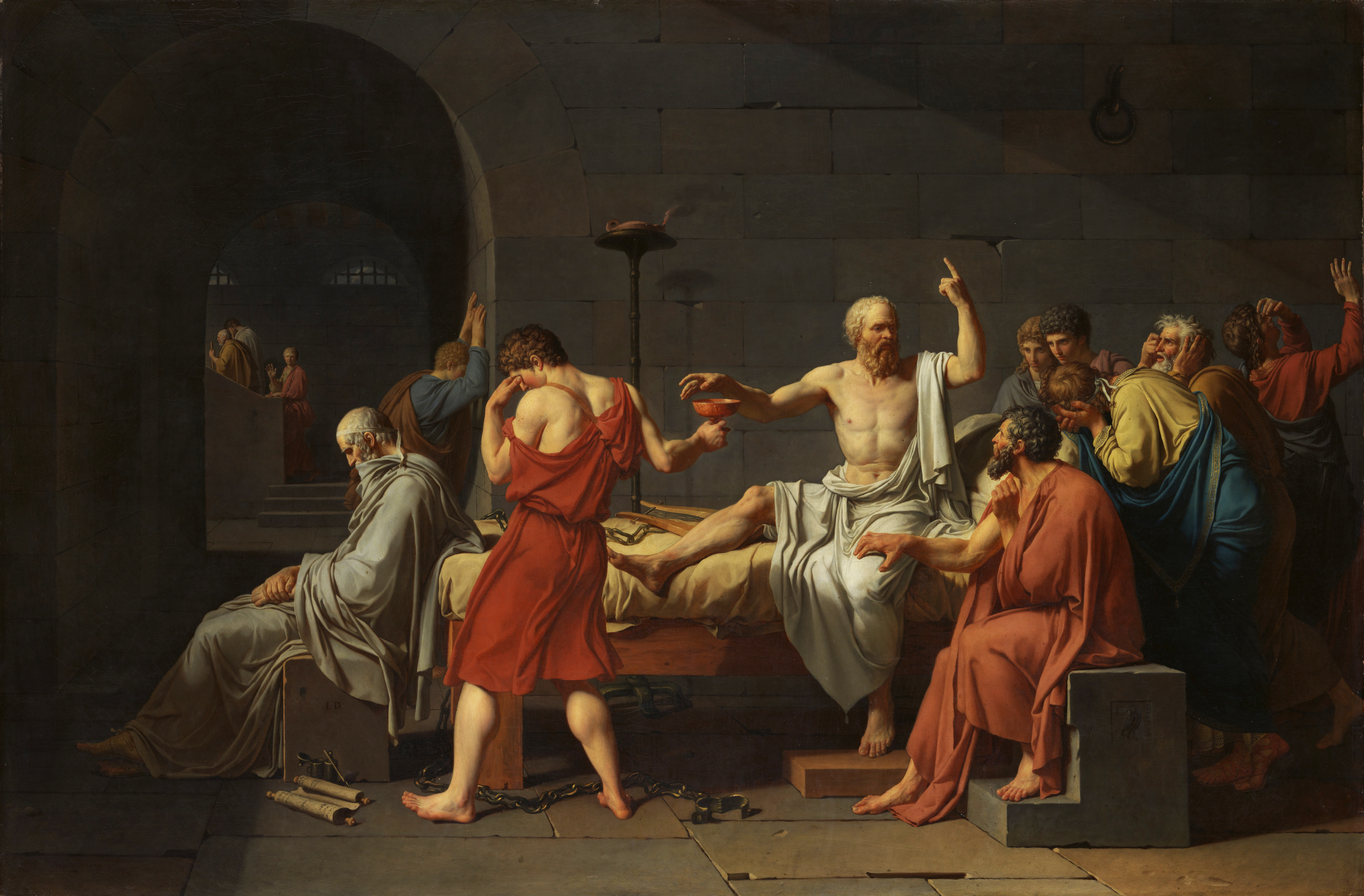
جاك لوي دافيد 1787
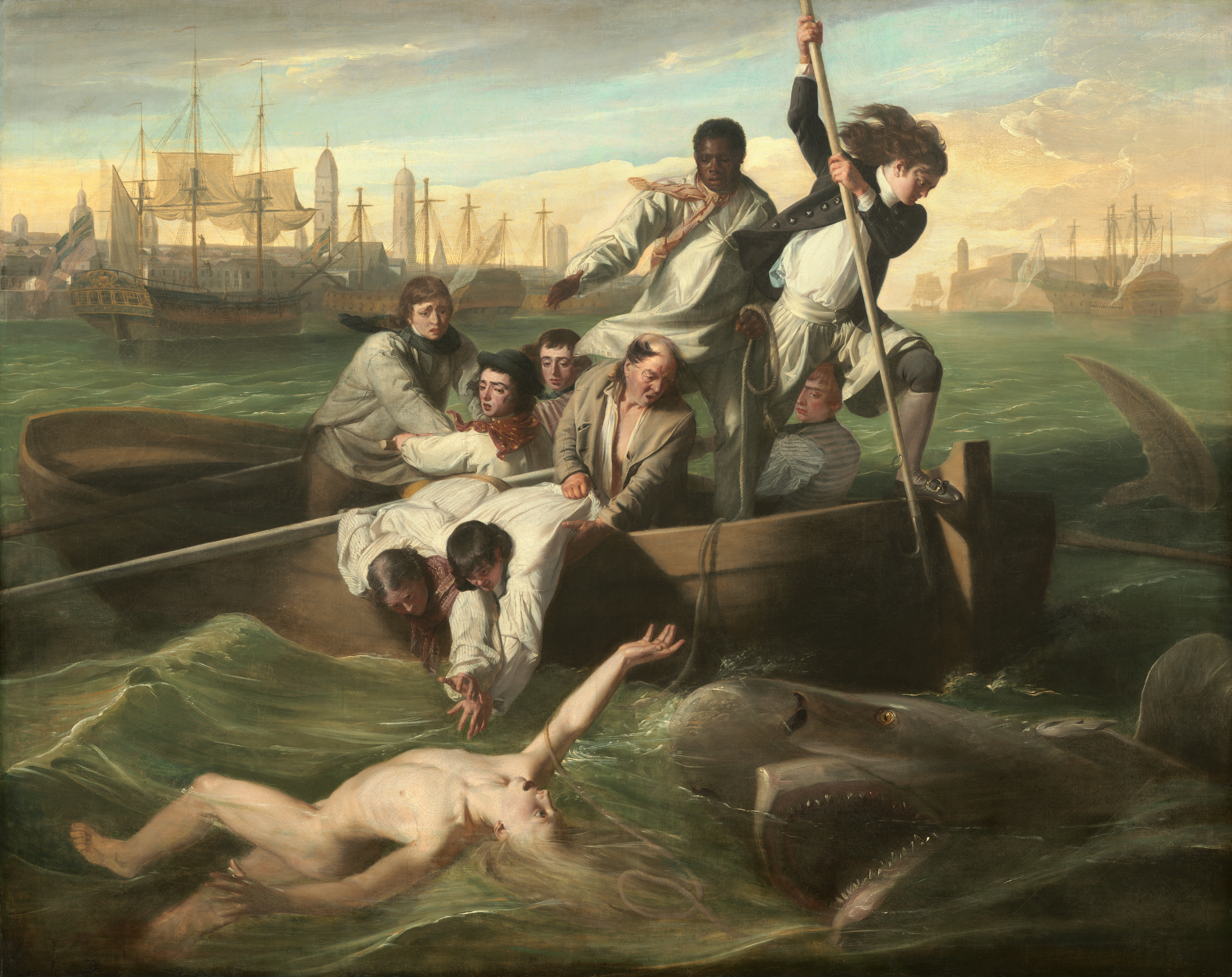
جون سينغلتون كوبلي 1778
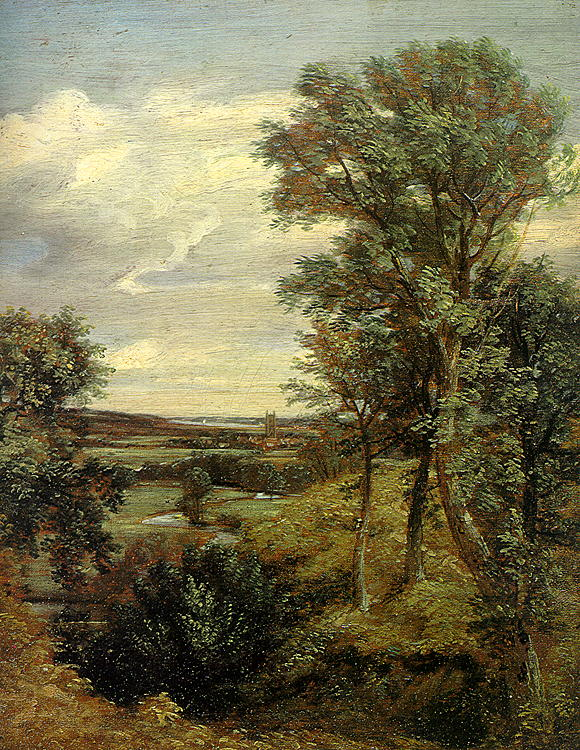
جون كونستابل 1802
فرانثيسكو غويا 1814
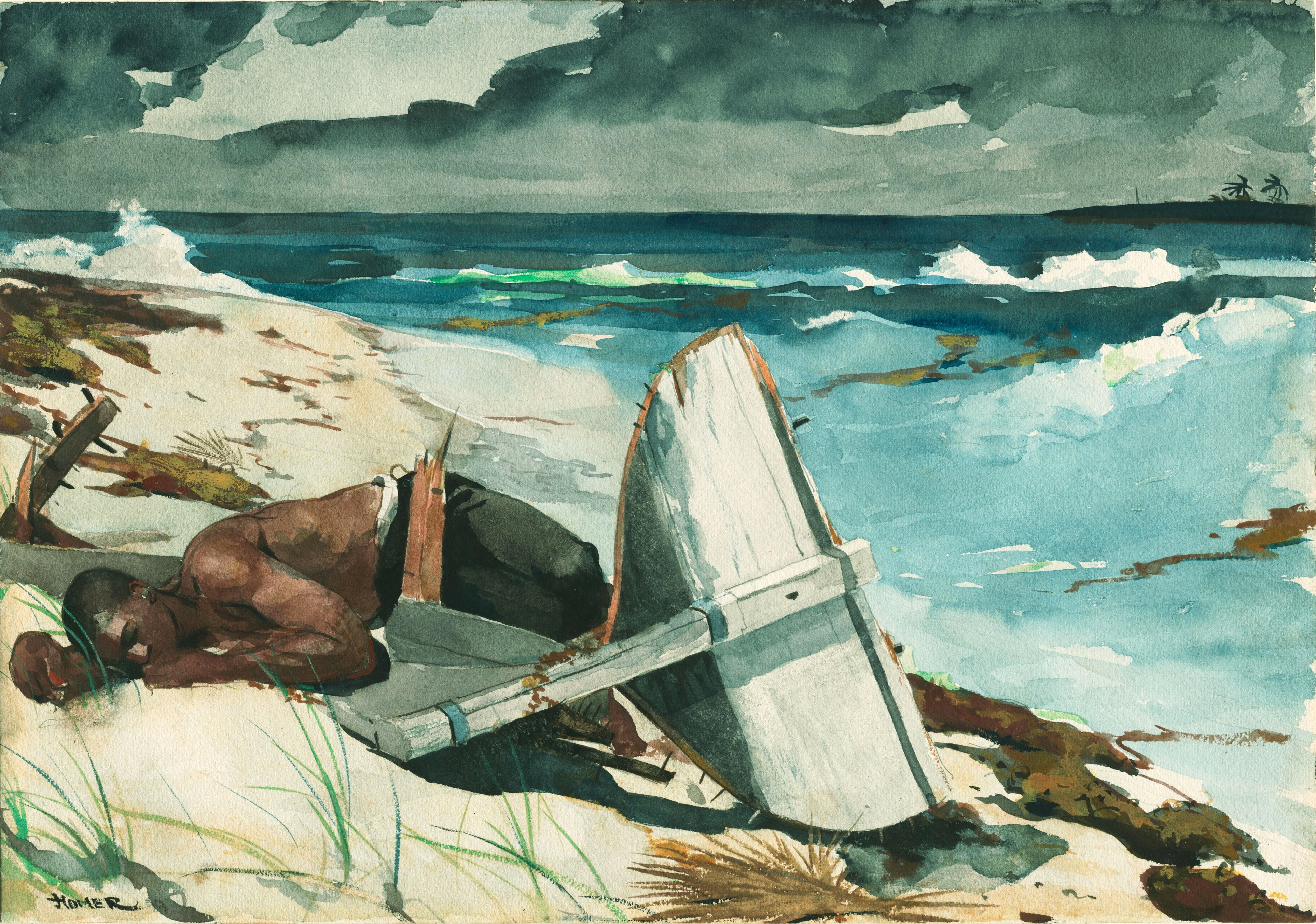
وينسلو هومر 1899

بحلول منتصف القرن التاسع عشر، تحرر الرسامون من مطالب تصوير مشاهد من الدين أو الميثولوجيا أو البورتريه أو التاريخ، وبدأت فكرة «الفن من أجل الفن» في التعبير عنها في أعمال الرسامين، مثل فرانسيسكو دي غويا وجون كونستابل، ورأى الرسامون الرومانسيون رسم المناظر الطبيعية كنوع مهم للتعبير عن غرور البشرية في معارضة عظمة الطبيعة. وحتى ذلك الحين، لم يكن رسم المناظر الطبيعية هو الأسلوب الأكثر أهمية بالنسبة للرسامين. وفي الولايات المتحدة، عُرف التقليد الرومانسي لرسم المناظر الطبيعية باسم مدرسة نهر هدسون، ومن أنصارها توماس كول، وكنيسة فريدريك إدوين، وألبرت بيرشتات، وتوماس موران، وجون فريدريك كينسيت.

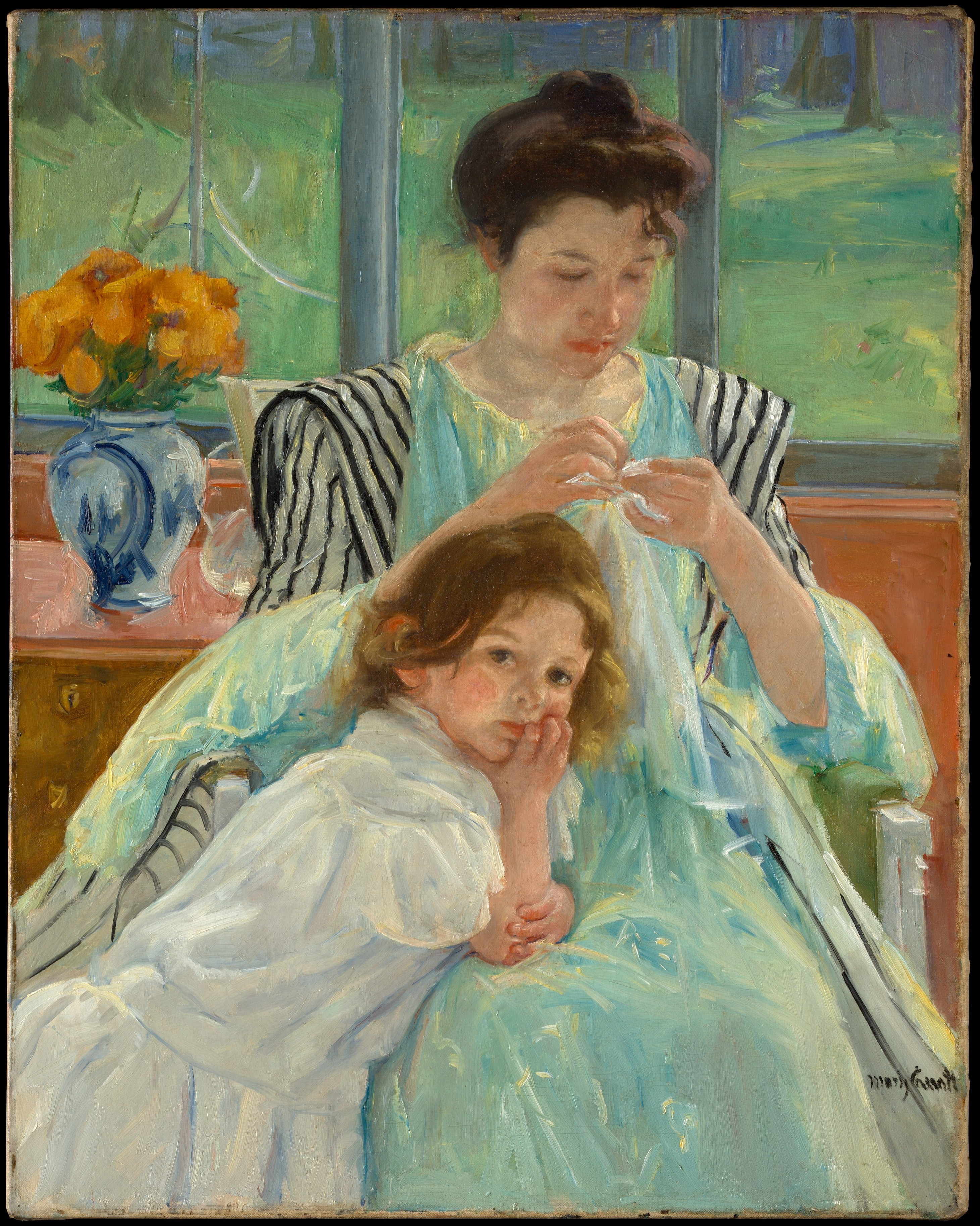
أم شابة تخيط، ماري كاسات

رسم الرسام البارز في مدرسة باربيزون كاميل كوروت كلا من الرسومات الرومانسية والواقعية، وجسد عمله الانطباعية، كما هو الحال مع لوحات يوجين بودين الذي كان واحدا من أوائل رسامي المناظر الطبيعية الفرنسيين الذي رسم في الهواء الطلق. وكان غوستاف كوربيه إحدى القوى الرئيسية في التحول نحو الواقعية في منتصف القرن. وفي الثلث الأخير من القرن، عمل الانطباعيون مثل إدوار مانيه، وكلود مونيه، وبيير أوغست رينوار، وكاميل بيسارو، وألفريد سيسلي، وبيرت موريسو، وماري كاسات، وإدغار ديغا في نهج أكثر مباشرة مما كان يُعرض في السابق على الملأ، وركز كل من مانيه، وديغا، ورينوار، وموريسوت، وكاسات في المقام الأول على موضوع الإنسان.

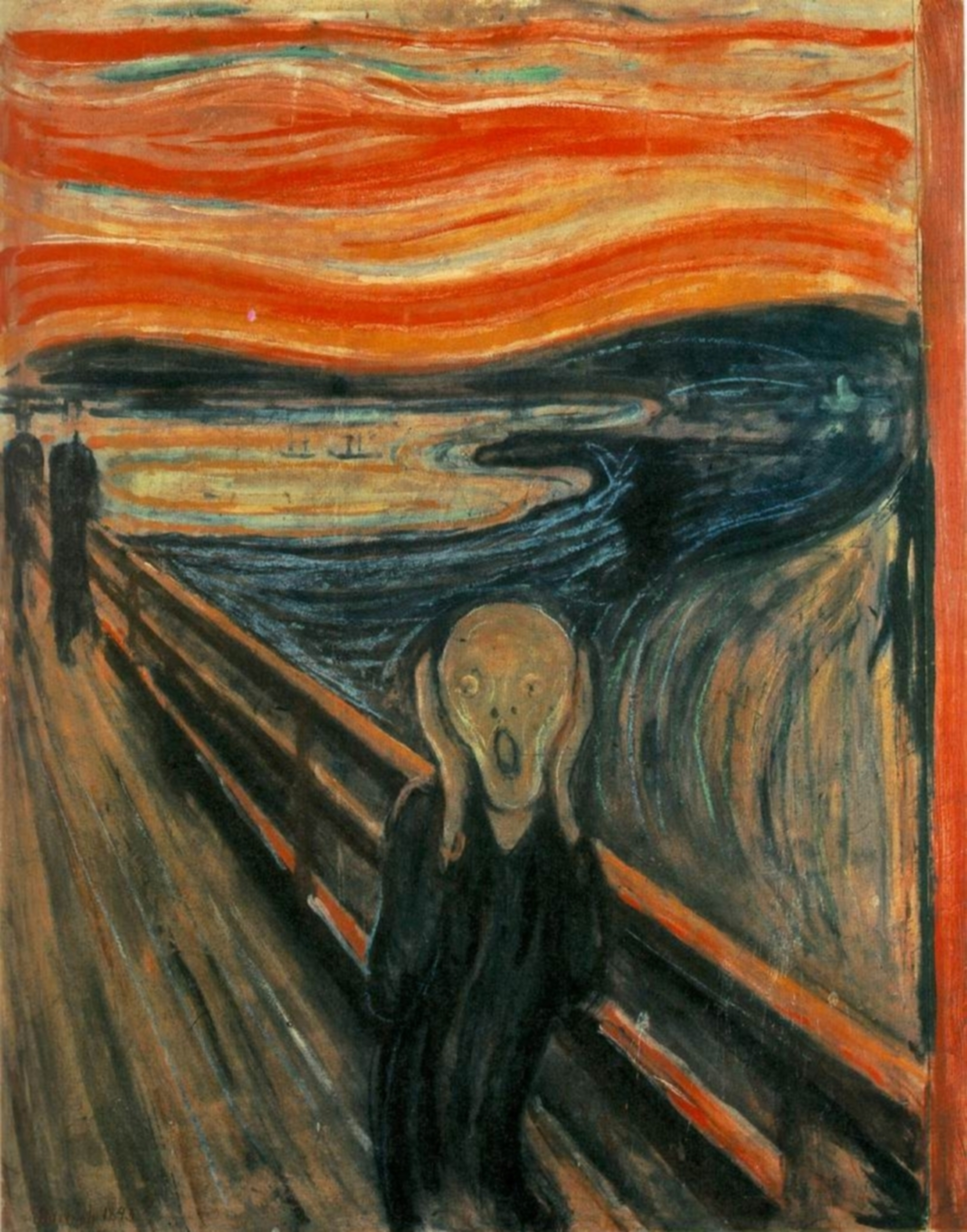
إدفارت مونك 1893، مثال مبكر للانطباعية

تبنى بيسارو بعض تجارب ما بعد الانطباعية. وقاد الفنانون الانطباعيون الأصغر سنا ، مثل فينسنت فان غوخ، وبول غوغان، وجورج سورات، إلى جانب بول سيزان الفن إلى حافة الحداثة. وانتشرت موجة الانطباعية في جميع أنحاء العالم، بما في ذلك في الولايات المتحدة، حيث أصبحت جزءا لا يتجزأ من لوحة الانطباعيين الأمريكيين، مثل تشايلد هاسام، وجون توختتمان، وثيودور روبنسون. وفي أستراليا، رسم رسامون من مدرسة هايدلبرغ مثل آرثر ستريتون، وفريدريك ماكوبن، وتشارلز كوندر في الهواء الطلق، وكانوا مهتمين بشكل خاص بالمناظر الطبيعية الأسترالية والضوء. وفي نفس الوقت في أمريكا في مطلع القرن العشرين، كانت هناك واقعية أصلية وشبه معزولة، كما هي متجسدة في العمل الرمزي لتوماس إيكنز.
في أواخر القرن التاسع عشر، كانت هناك أيضًا مجموعات مختلفة من الرسامين الرمزيين الغير متشابهين إلى حدٍّ ما، وكان لأعمالهم صدى لدى فنانين صغار في القرن العشرين، خاصة مع الحوشيين والسرياليين، ومن بينهم غوستاف مورو، وأديلون ريدون، وبيير بوفيس دي شافان، وهنري فانتين-لاتور، وأرنولد بوكلين، وإدفارد مونش، وفيليسيان روبس، وجان تووروب، وغوستاف كليمت، ومن ضمنهم رموز الرمزية الروسية مثل ميخائيل فروبيل.
قام الرسامون الرمزيون بحفر الأساطير وتصوير الحلم من أجل لغة بصرية للروح بحثًا عن لوحات مفعمة بالذكريات التي كانت تجلب للعالم عالما ثابتا من الصمت، ولم تكن الرموز المستخدمة في الرمزية شعارات مألوفة، بل هي إشارات شخصية خاصة غامضة، وأثر الرسامون الرمزيون على حركة الفن الحديث المعاصر. ووُجِدَ الرسامون الرمزيون عبر القرون والثقافات مع استكشافهم لموضوعات تشبه الحلم، وقد وصف برنارد ديلفايل سريالية رينيه ماغريت بأنها «رمز + فرويد».

### القرن العشرين والفن الحديث والمعاصر
كان تراث الرسامين، مثل فان جوخ، وسيزان، وغوغان، وسورا أمرًا ضروريًا لتطوير الفن الحديث. وفي بداية القرن العشرين، أحدث هنري ماتيس والعديد من الفنانين الشباب ثورة في عالم الفن في باريس مع اللوحات الفنية «البرية» والمتعددة الألوان والتعبيرية والمناظر الطبيعية التي وصفها النقاد بـالحوشية. وصنع بابلو بيكاسو لوحاته التكعيبية الأولى بناء على فكرة سيزان بأنه يمكن أن ينقسم تصوير الطبيعة إلى ثلاث مواد صلبة: المكعب، والكروي، والمخروط.

#### رواد القرن العشرين
تدل النسخة الثانية من لوحة الرقص لهنري ماتيس على نقطة رئيسية في حياته المهنية وفي تطوير الرسم الحديث، ويعكس ذلك انبهار ماتيس المبدئي بالفن البدائي، فالألوان الدافئة الشديدة ضد الخلفية الزرقاء والخضراء الباردة والتتابع الإيقاعي لعشاق الرقص ينقلان مشاعر التحرر العاطفي ومذهب المتعة. وصنع بابلو بيكاسو لوحاته التكعيبية الأولى بناء على فكرة سيزان التي يمكن تقسم كل تصوير الطبيعة إلى ثلاث مواد صلبة: المكعب، الكرة، والمخروط. مع لوحة آنسات أفينيون Les Demoiselles d'Avignon) 1907)، وابتكر بيكاسو بشكل جذري صورة جديدة راديكالية تصور مشهد الدعارة الخام والبدائية مع خمس عاهرات بطريقة تذكرنا بالأقنعة القبلية الأفريقية واختراعاته التكعيبية الجديدة. توم تطوير التكعيب التحليلي بشكل مشترك من قبل بابلو بيكاسو وجورجس براكي ممثل في الكمان والشمعدان في باريس من حوالي عام 1908 حتى عام 1912. وتبعت التكعيبية التحليلية، أول مظاهر واضحة للتكعيبية، التكعيبية الاصطناعية التي مارسها براك بيكاسو، وفرناند ليجيه، وخوان جريس، وألبرت غليزيس، ومارسيل دوشامب، وعدد آخر من الفنانين في عشرينيات القرن العشرين. وتتميز التكعيبية الاصطناعية بإدخال القوام والسطوح المختلفة وعناصر الكولاج ومجموعة متنوعة كبيرة من المواد المدمجة.

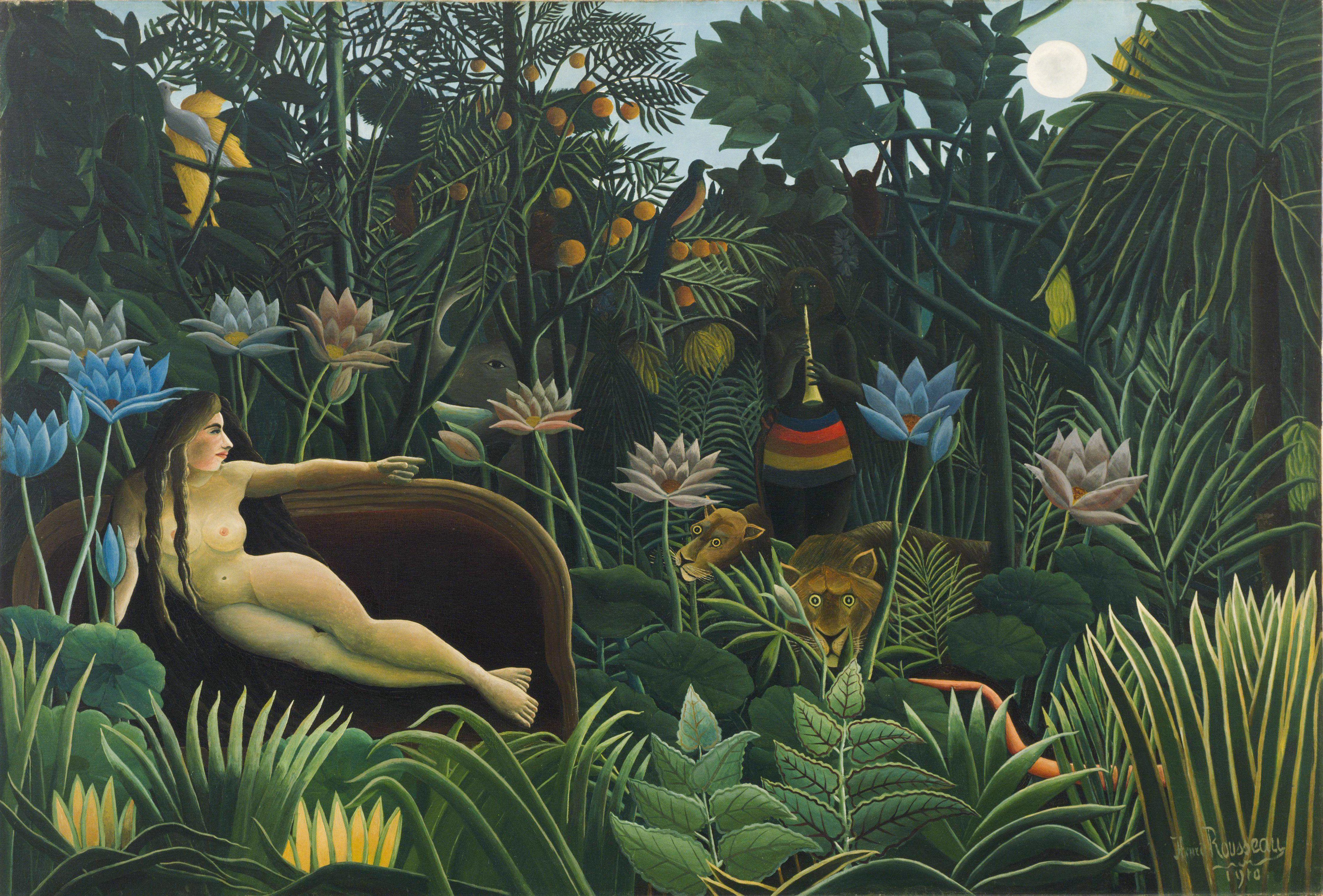
هنري روسو 1910 سريالية بدائية

## الرسم في الأمريكتين

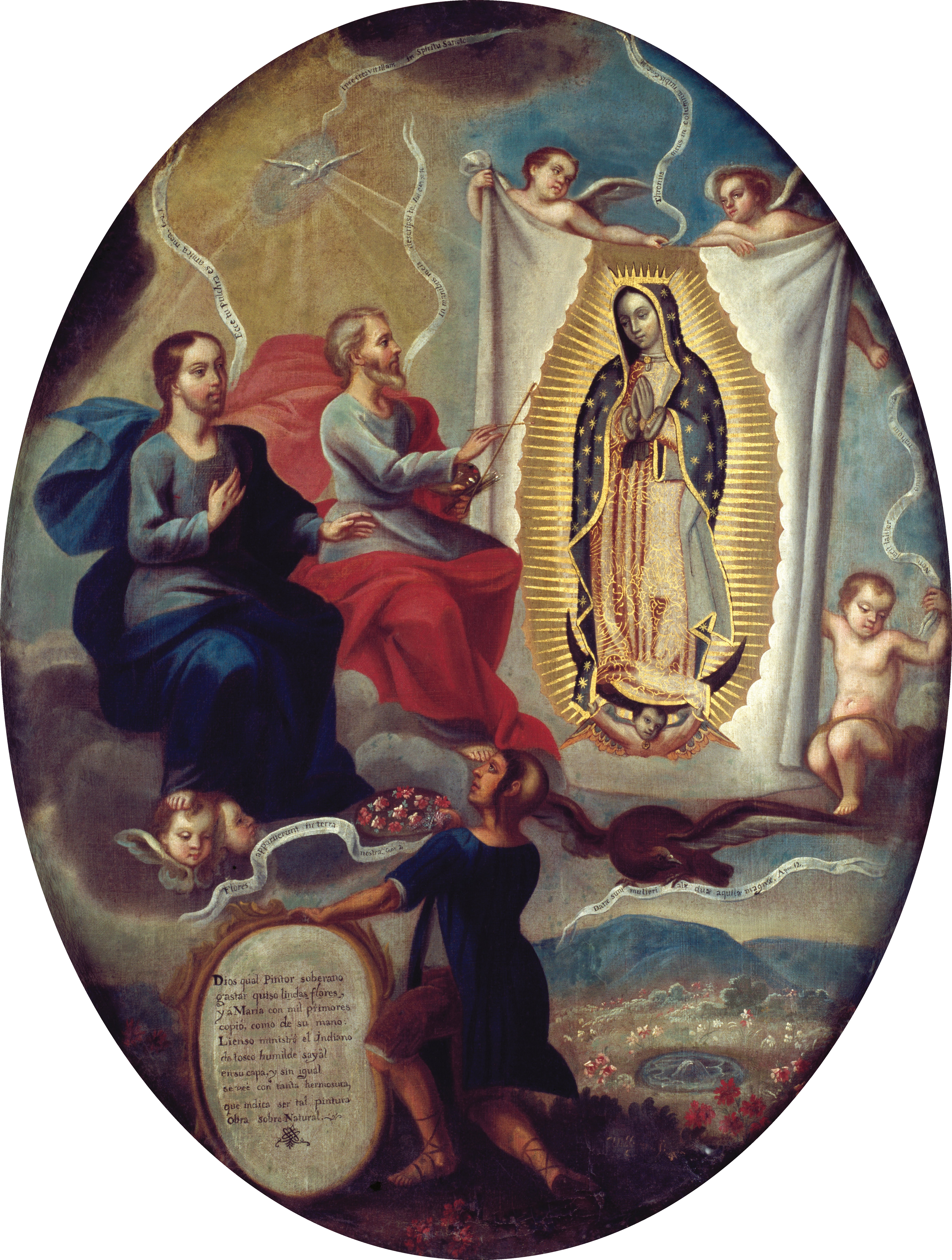
رسم الآب الأبدي لعذراء غوادالوبي. منسوبة إلى خواكين فيليجاس (1713- نشط في 1753) (مكسيكي) (متحف ناسيونال دي آرتي).

خلال الفترة التي سبقت وتلت الاستكشاف الأوروبي وتسوية الأمريكتين، بما في ذلك أمريكا الشمالية، وأمريكا الوسطى، وأمريكا الجنوبية، وجزر البحر الكاريبي، وجزر الأنتيل، وجزر الأنتيل الصغرى، والمجموعات الجزرية الأخرى، أنتجت الثقافات الأصلية للسكان الأصليين الأعمال الإبداعية بما في ذلك الهندسة المعمارية، والفخار، والسيراميك، والنسج، والنحت، والرسم، والجداريات، وكذلك غيرها من الأشياء الدينية والنفعية. واستضافت كل قارة من الأمريكتين مجتمعات كانت ثقافات فريدة ومتطورة بشكل فردي. وكان التأثير الأفريقي قويا بشكل خاص في فن الكاريبي وأمريكا الجنوبية. وكان لفن السكان الأصليين في الأمريكتين تأثيار هائلا على الفن الأوروبي والعكس بالعكس أثناء وبعد عصر الاستكشاف. وكانت كل من إسبانيا، والبرتغال، وفرنسا، وهولندا، وإنجلترا كلها قوى استعمارية قوية ومؤثرة في الأمريكتين خلال القرن الخامس عشر وبعده. وبحلول القرن التاسع عشر بدأ التأثير الثقافي يتدفق في كلا الاتجاهين عبر المحيط الأطلسي.

### المكسيك وأمريكا الوسطى

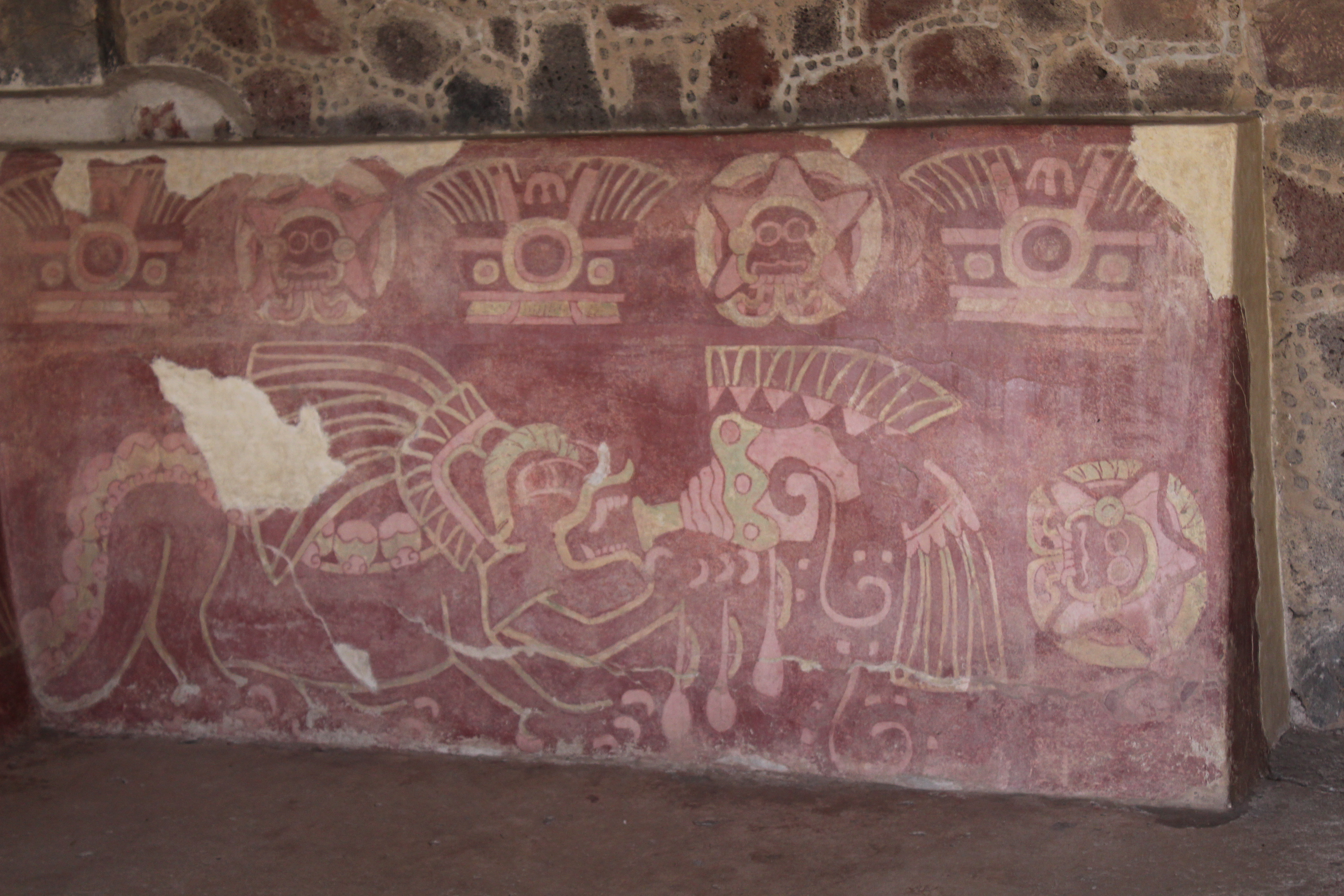
جدارية من مجمع جاكوار في تيوتيهواكان.
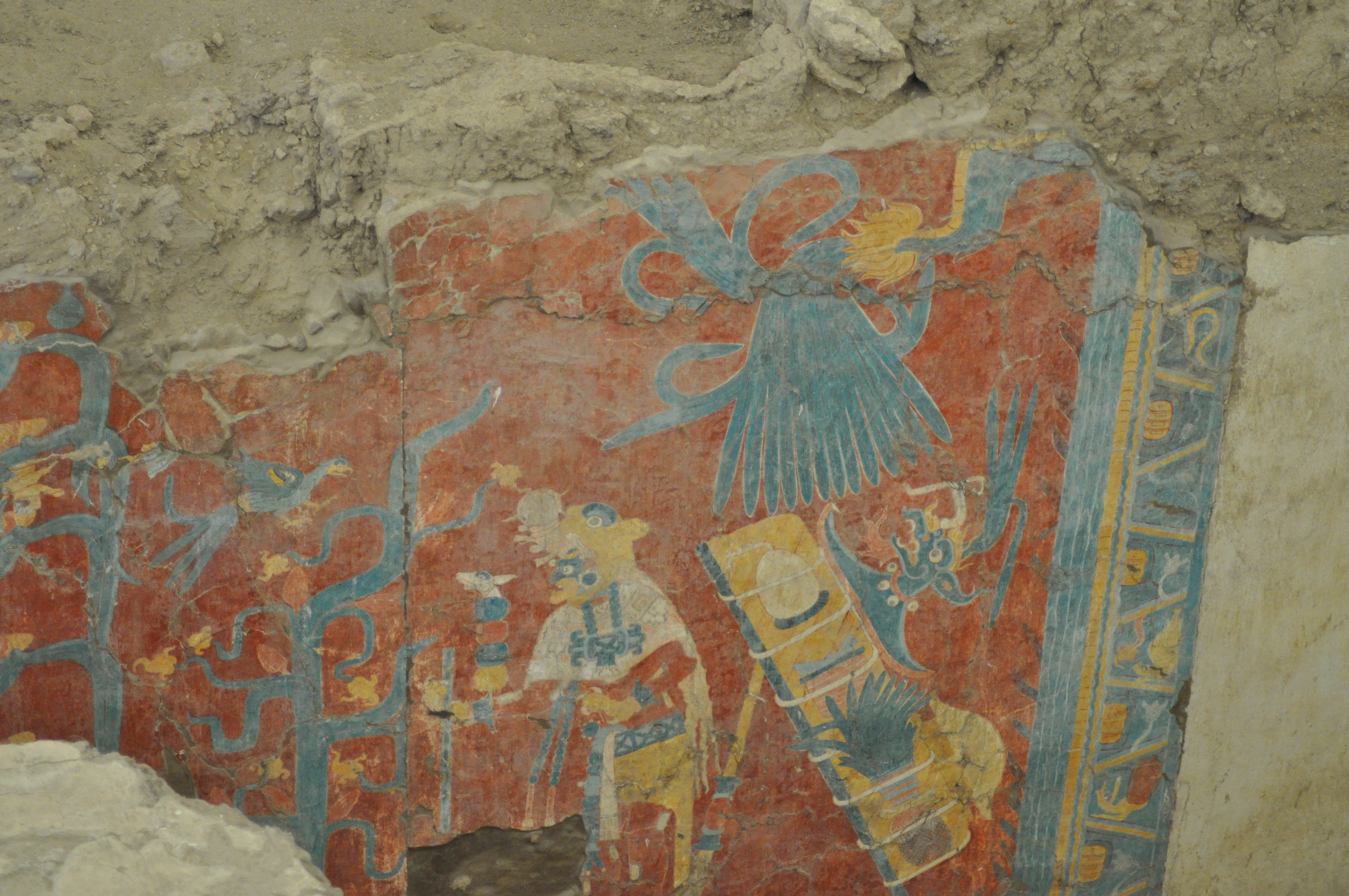
تفاصيل من المعبد الأحمر، 600 - 700، المكسيك
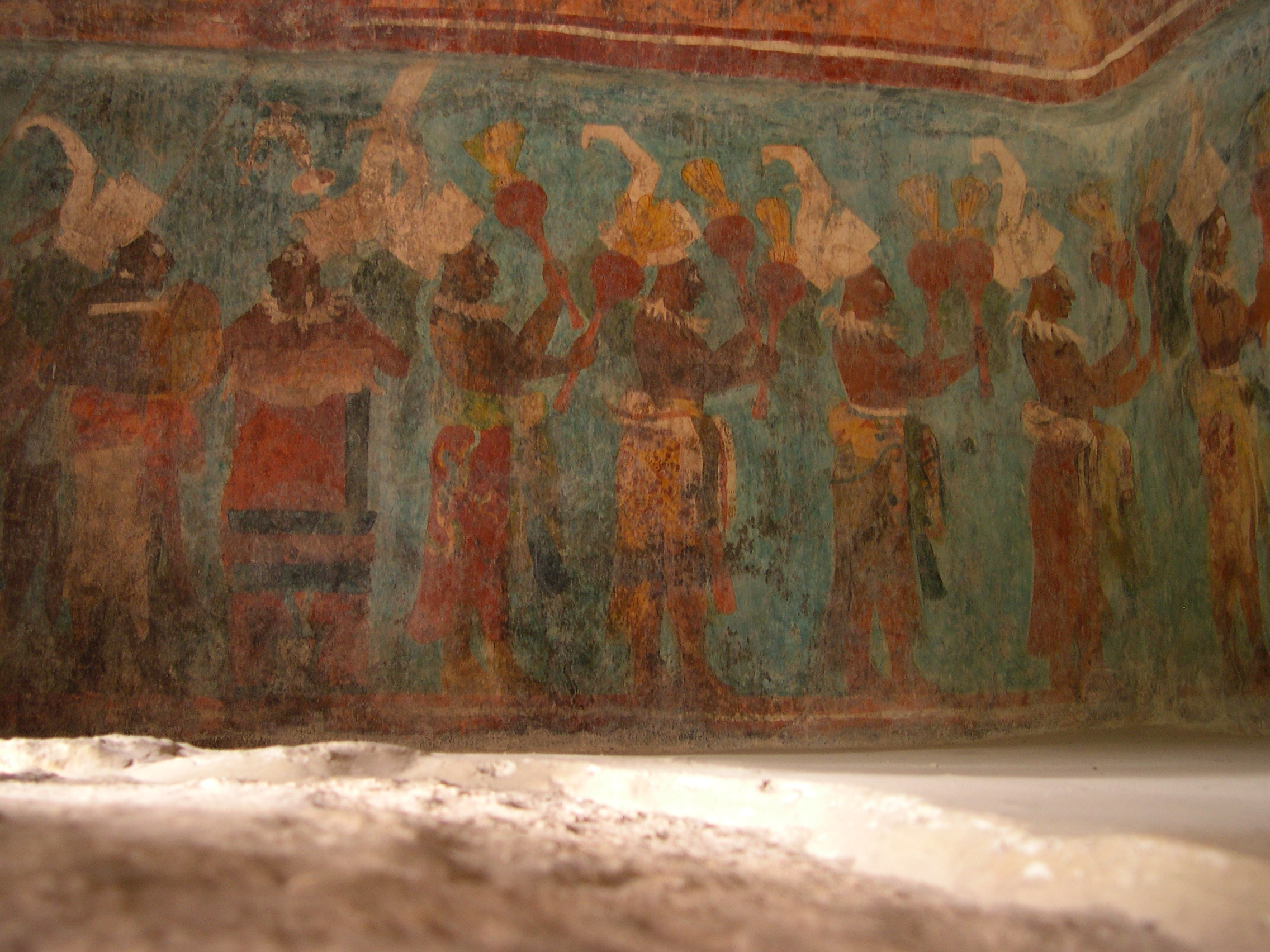
جدارية من المايا من بونامباك، المكسيك، 580-800 م.

### أمريكا الجنوبية

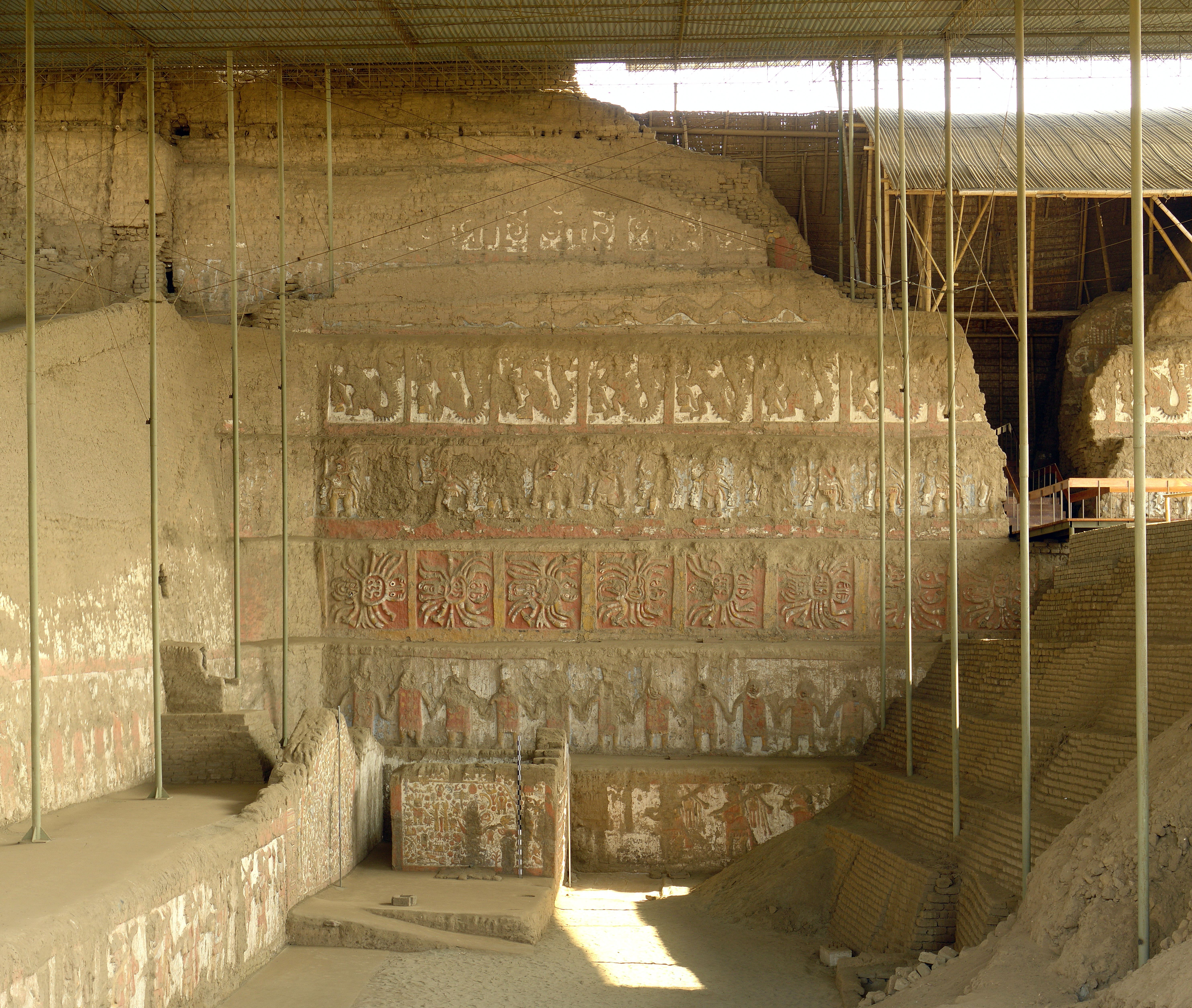
جدارية الموشي، بيرو، 100 - 700 م.
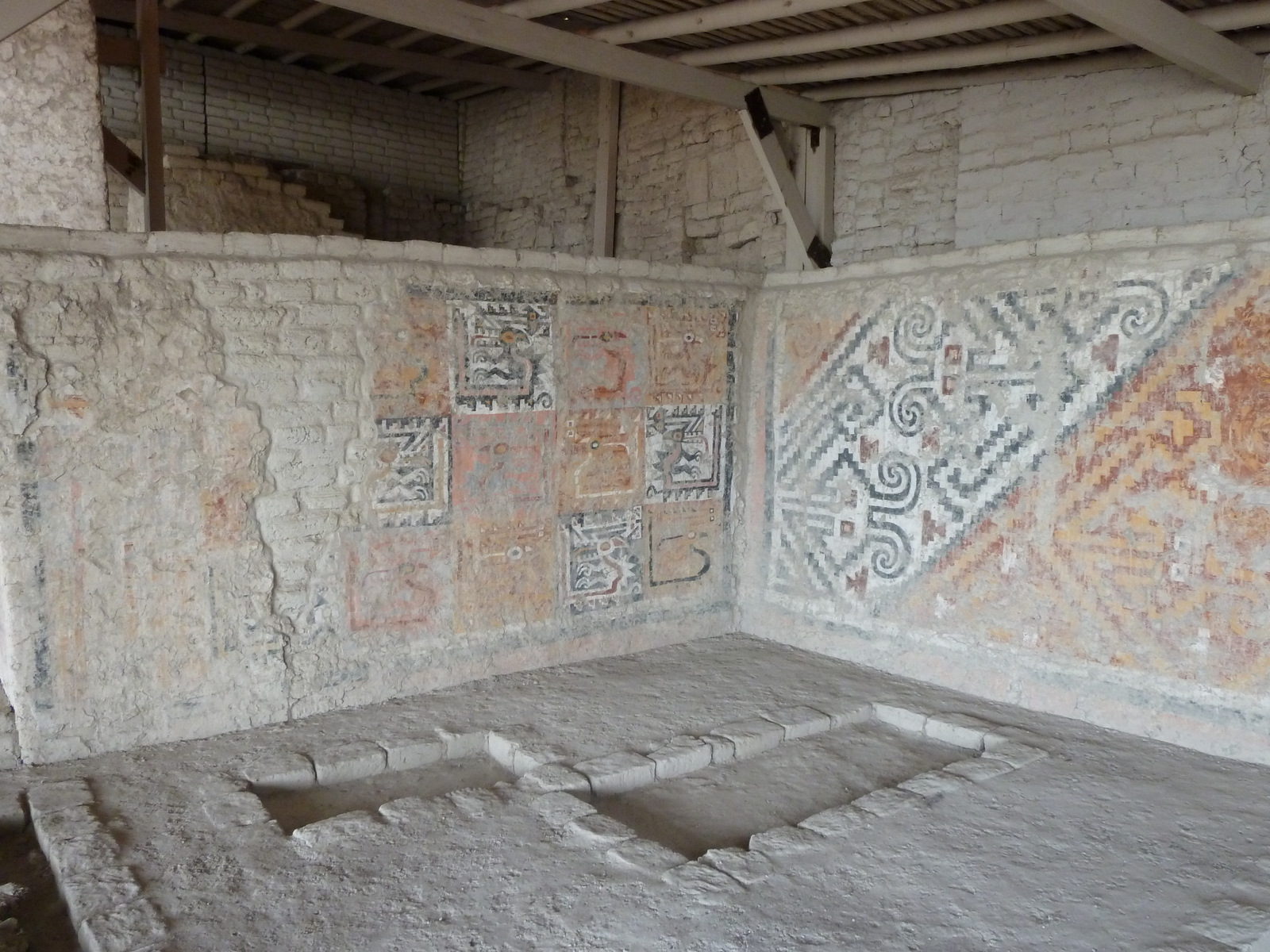
جدارية في بيرو
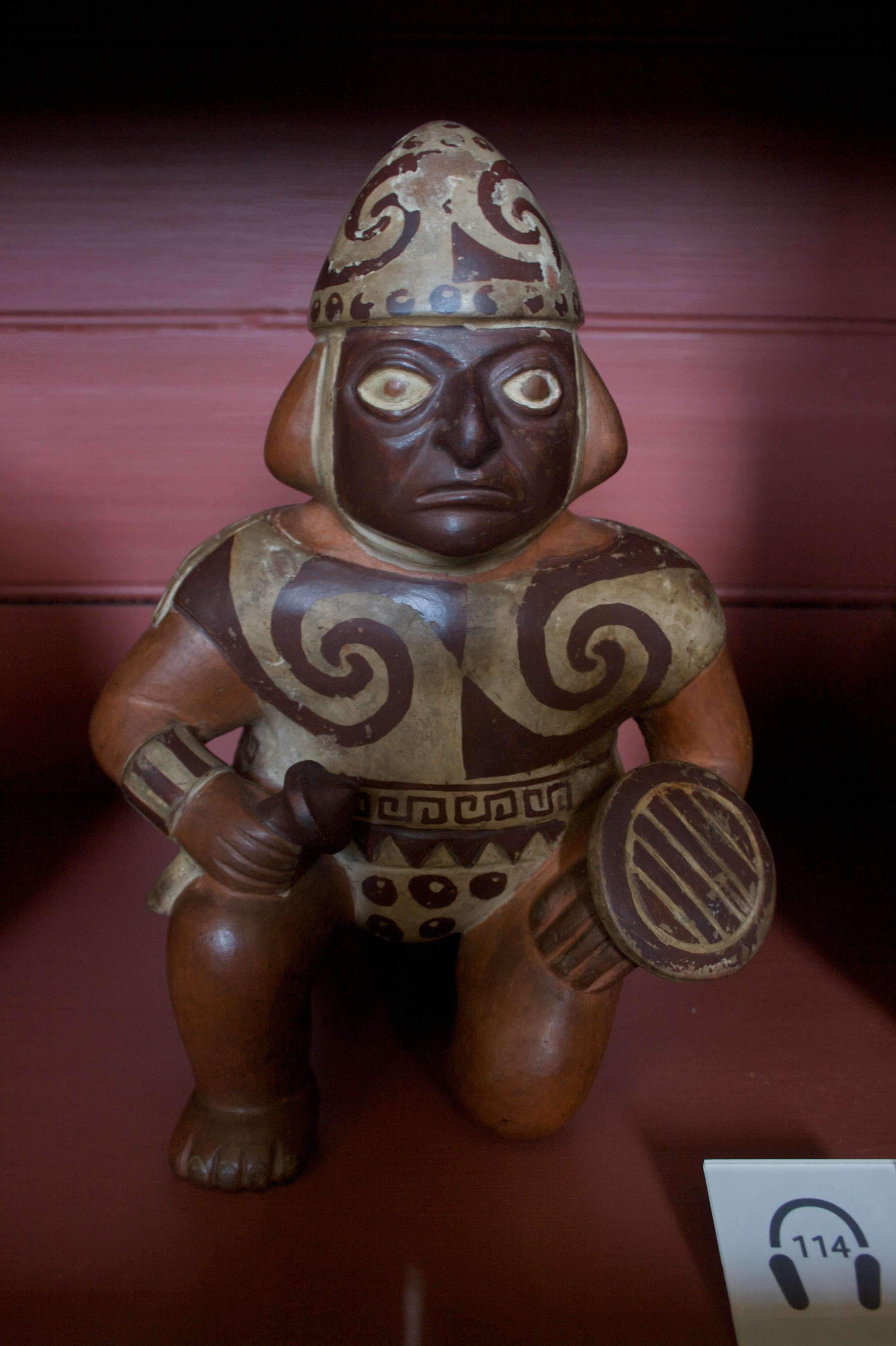
الفخار الملون من ثقافة الموشي في بيرو
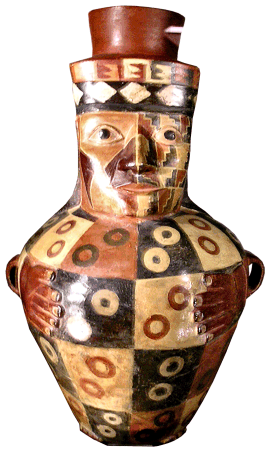
الفخار الملون من ثقافة هواري في بيرو، من 500-1200 بعد الميلاد

### أمريكا الشمالية

#### الولايات المتحدة

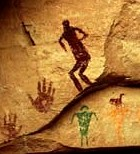
مخطوطات، جنوب شرق ولاية يوتا، 1200 قبل الميلاد
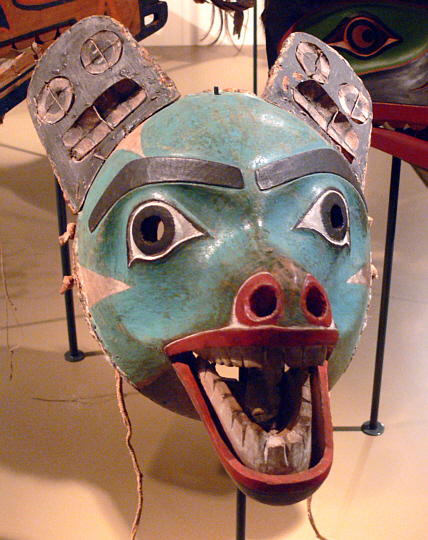
قناع الذئب، هايدا، 1880.
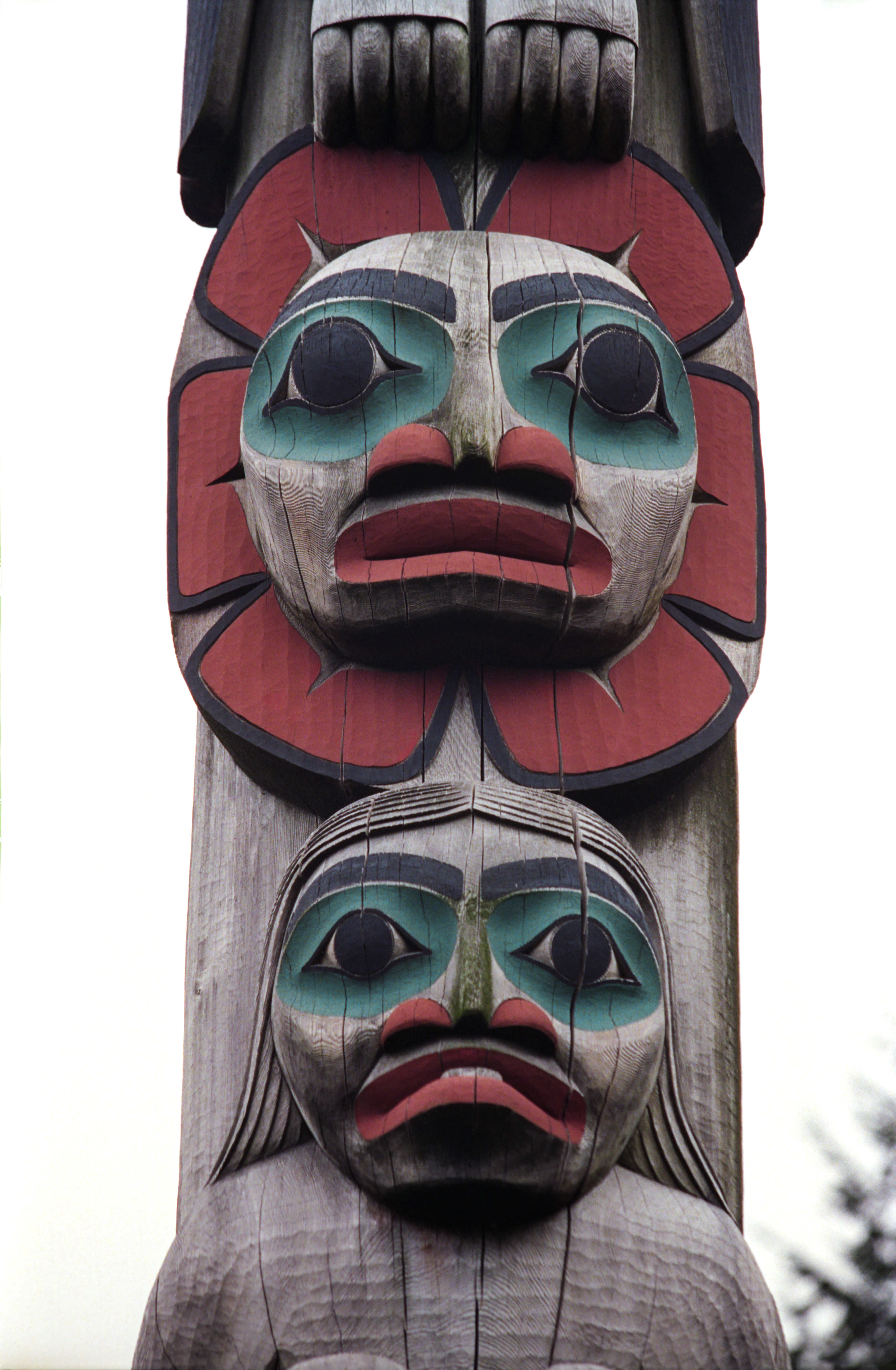
من حديقة ساكسمان طوطم، كيتشيكان، ألاسكا
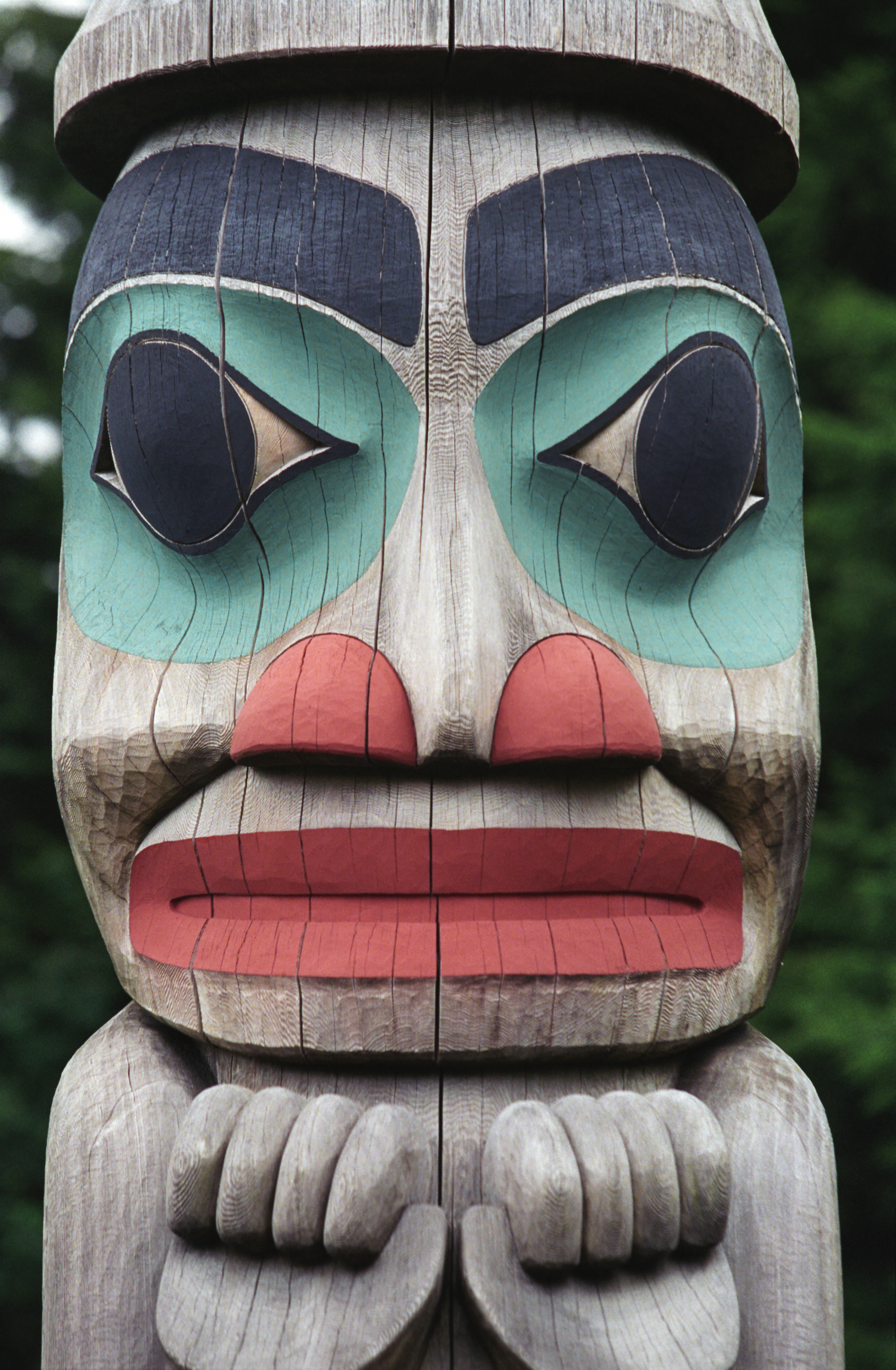
من حديقة ساكسمان طوطم، كيتشيكان، ألاسكا

#### كندا

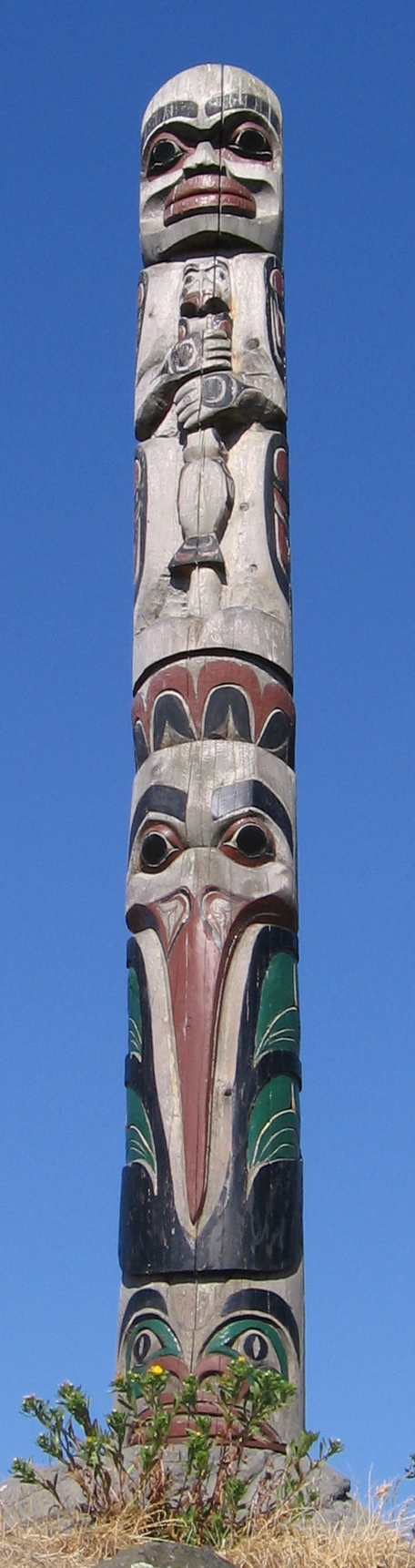
عمود الطوطم في منتزه توتم، فيكتوريا، كولومبيا البريطانية.
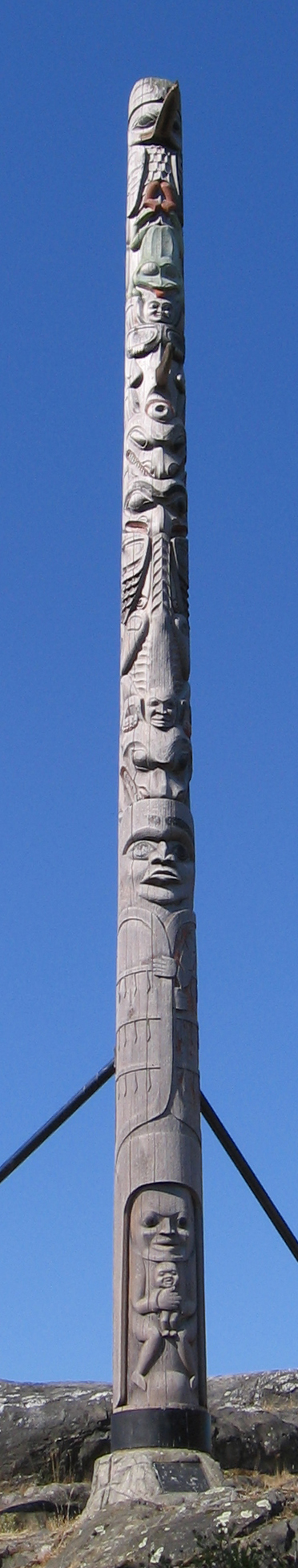
من حديقة توتم، فيكتوريا، كولومبيا البريطانية.

## الرسم الإسلامي

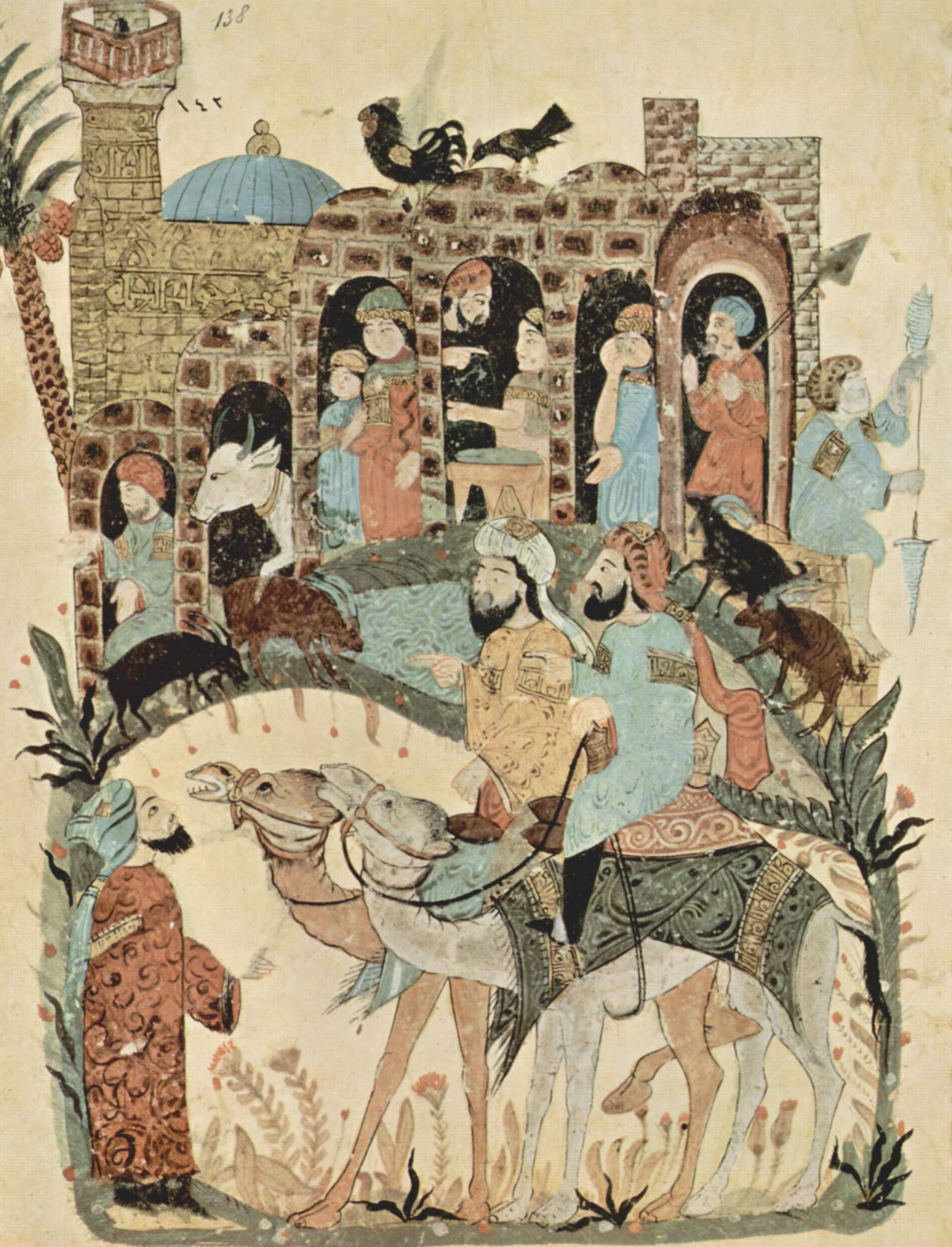
يحيى بن محمود الواسطي، العراق، 1237
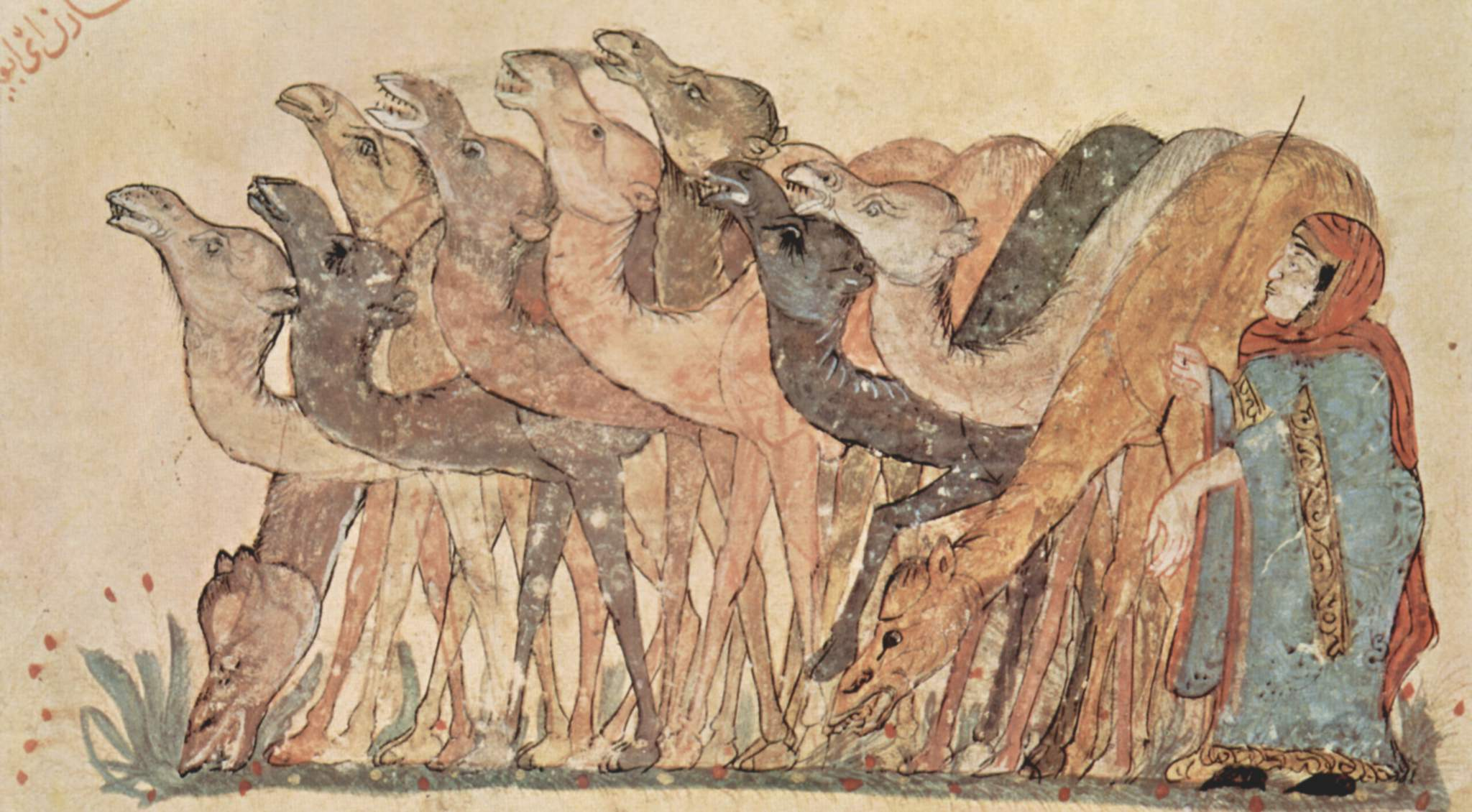
يحيى بن محمود الواسطي، العراق، 1237
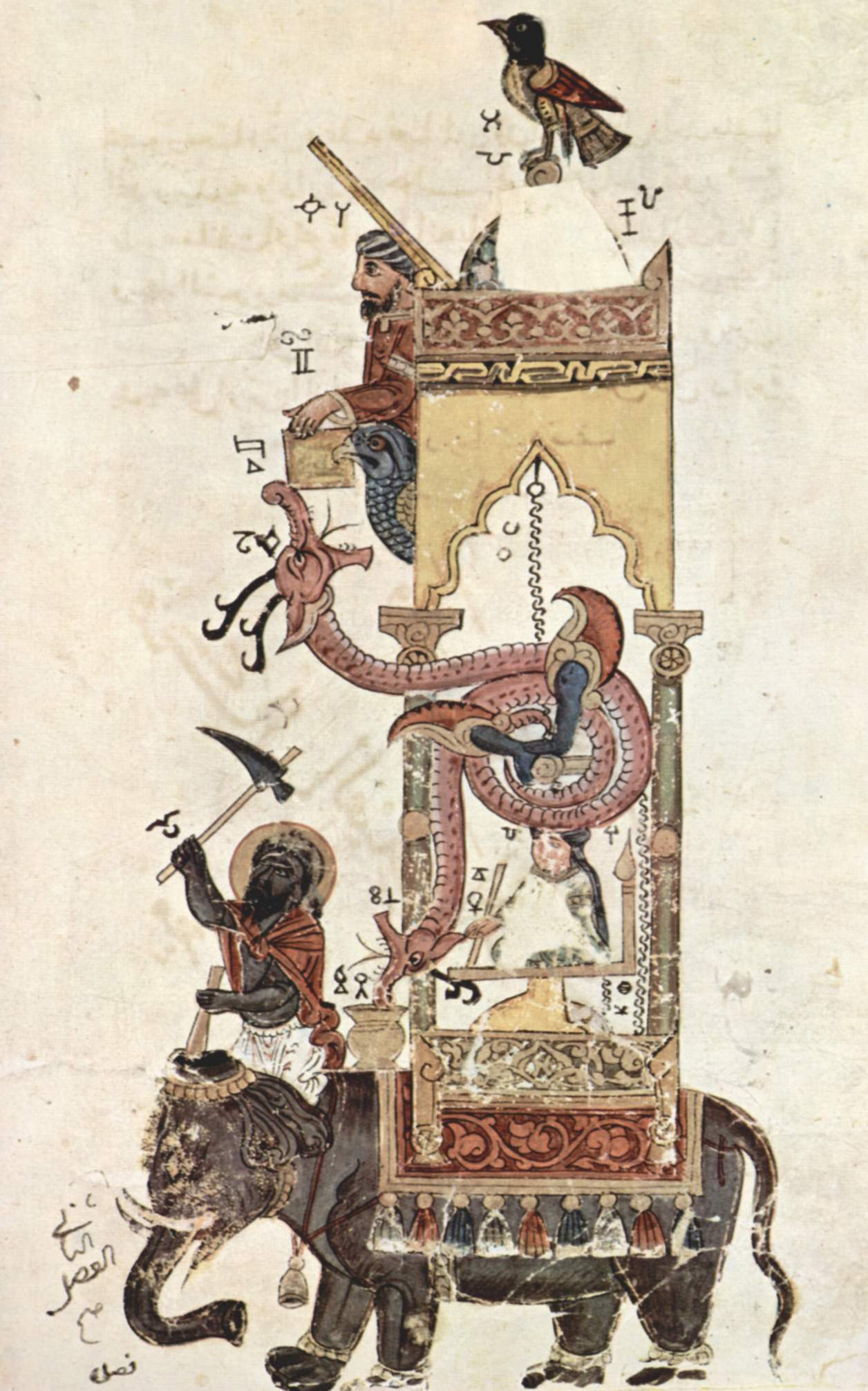
متحف المتروبوليتان للفنون

يحظر تصوير البشر أو الحيوانات أو أي مواد رمزية أخرى داخل الإسلام لمنع المؤمنين من الوثنية، لذلك لا توجد منحوتات ذات دوافع دينية داخل الثقافة الإسلامية. وتم تقليل النشاط التصويري إلى الأرابيسك مع تكوين هندسي أو أنماط زهرية ونباتية. ويرتبط الفن الإسلامي بقوة العمارة والخط، الذي يستخدم على نطاق واسع لطلاء البلاط في المساجد أو في إضاءات حول نص القرآن وغيرها من الكتب. وفي الواقع، الفن التجريدي ليس اختراعا للفن الحديث ولكنه موجود في ثقافات ما قبل الكلاسيكية، والبربرية قبل عدة قرون، وهو في الأساس فن زخرفي.
في أيامنا هذه، تتبع لوحات طلاب الفن أو الفنانين المحترفين في البلدان العربية وغير العربية الإسلامية نفس اتجاهات الفن الثقافي الغربي.

### إيران
يعتقد المؤرخ الشرقي باسيل جراي أن «إيران قد قدمت فنًا فريدًا خاصًّا للعالم وهو ممتاز من نوعه». وتعرض الكهوف في مقاطعة لورستان الإيرانية صورًا مرسومة للحيوانات ومشاهد الصيد. ويُعتقد أن الرسم في إيران قد وصل إلى ذروته خلال حقبة تيمورلنك، عند ولد أساتذة متميزين مثل كمال الدين بهزاد أسلوبًا جديدًا للرسم.
رسومات الفترة القاجارية هي مزيج من التأثيرات الأوروبية والمدارس الصفوية المصغرة للرسم مثل تلك التي قدمها رضا عباسي والأعمال الكلاسيكية لميهر علي، وكان ذلك خلال عصر قاجار عندما ظهرت «لوحة بيت القهوة»، وكانت مواضيع هذا النمط غالبا دينية بطبيعتها تصور مشاهد من ملاحم شيعية وما شابه.

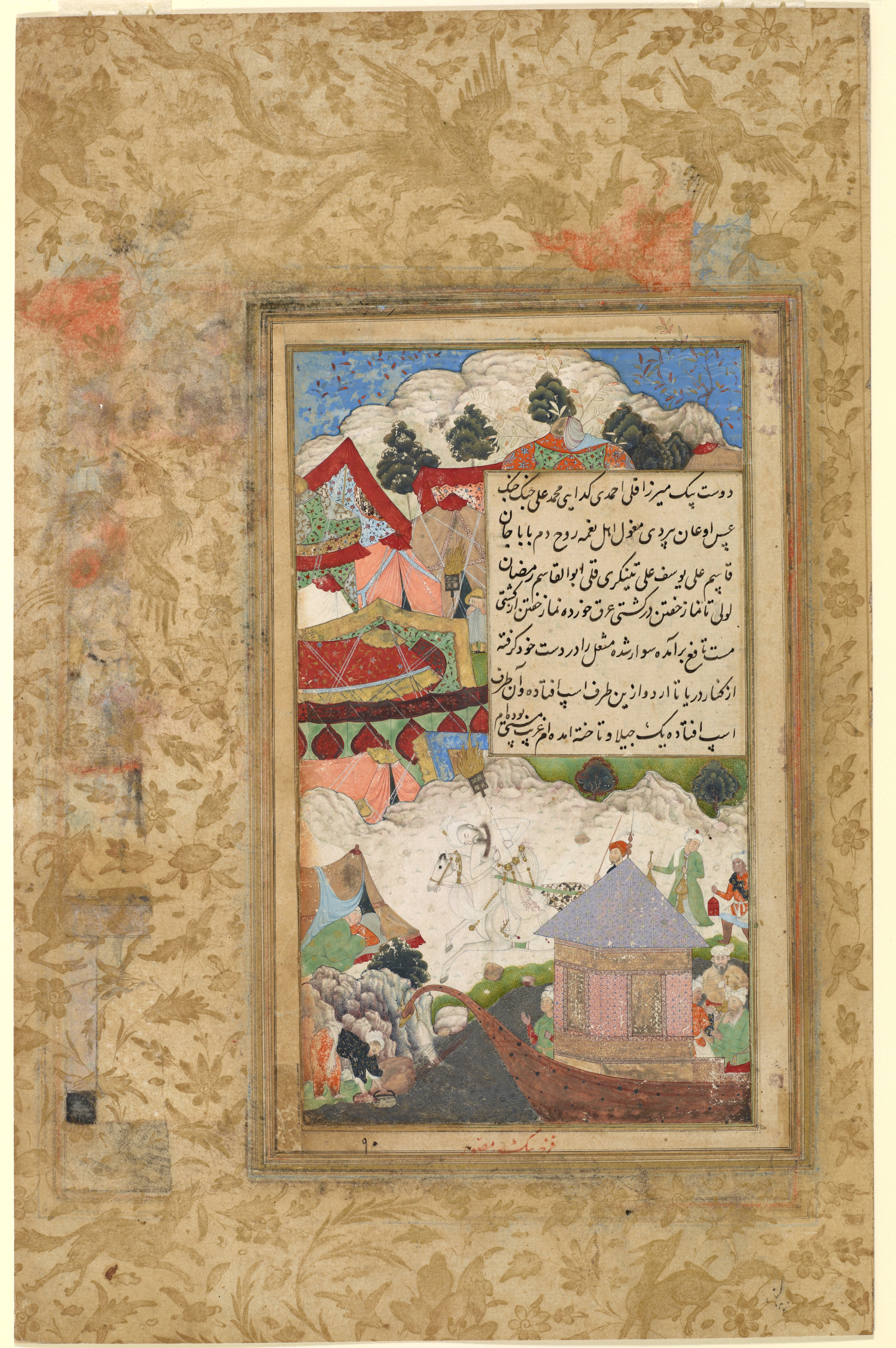
فاروق بيك (1545- 1615)، لاهور، باكستان، 1589
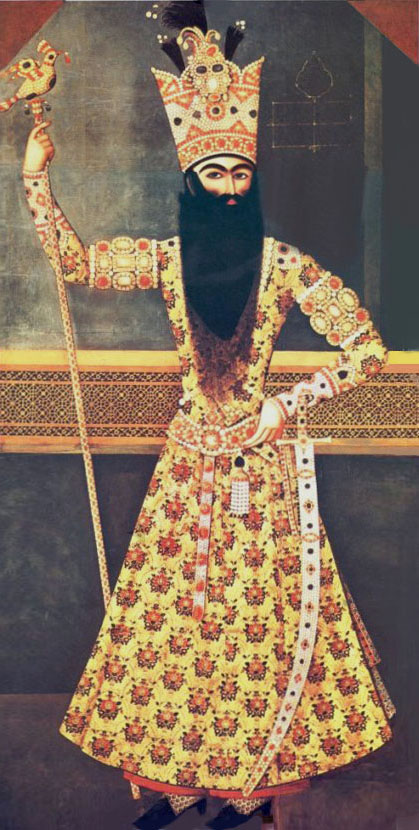
مهير علي (من 1795 إلى 1830)، فاتح علي شاه قجار (1813-1414)

### باكستان

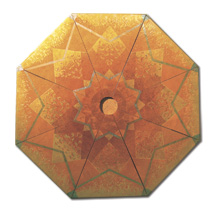
لبنى أغا، نجمة - لوحة مستوحاة من حرفيين من المغرب

## أفريقيا

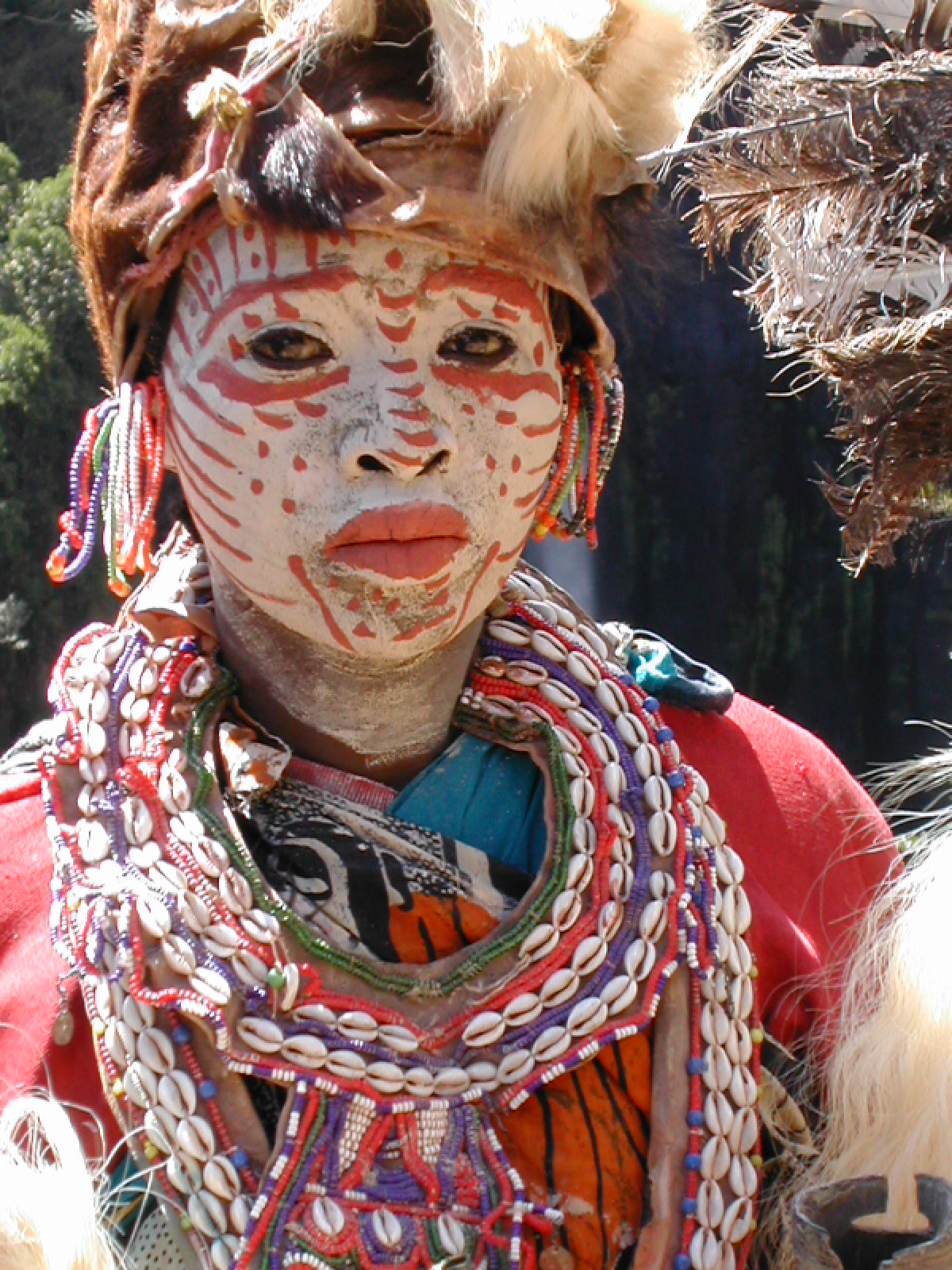
امرأة في اللباس التقليدي مع رسم الوجه الاحتفالي.
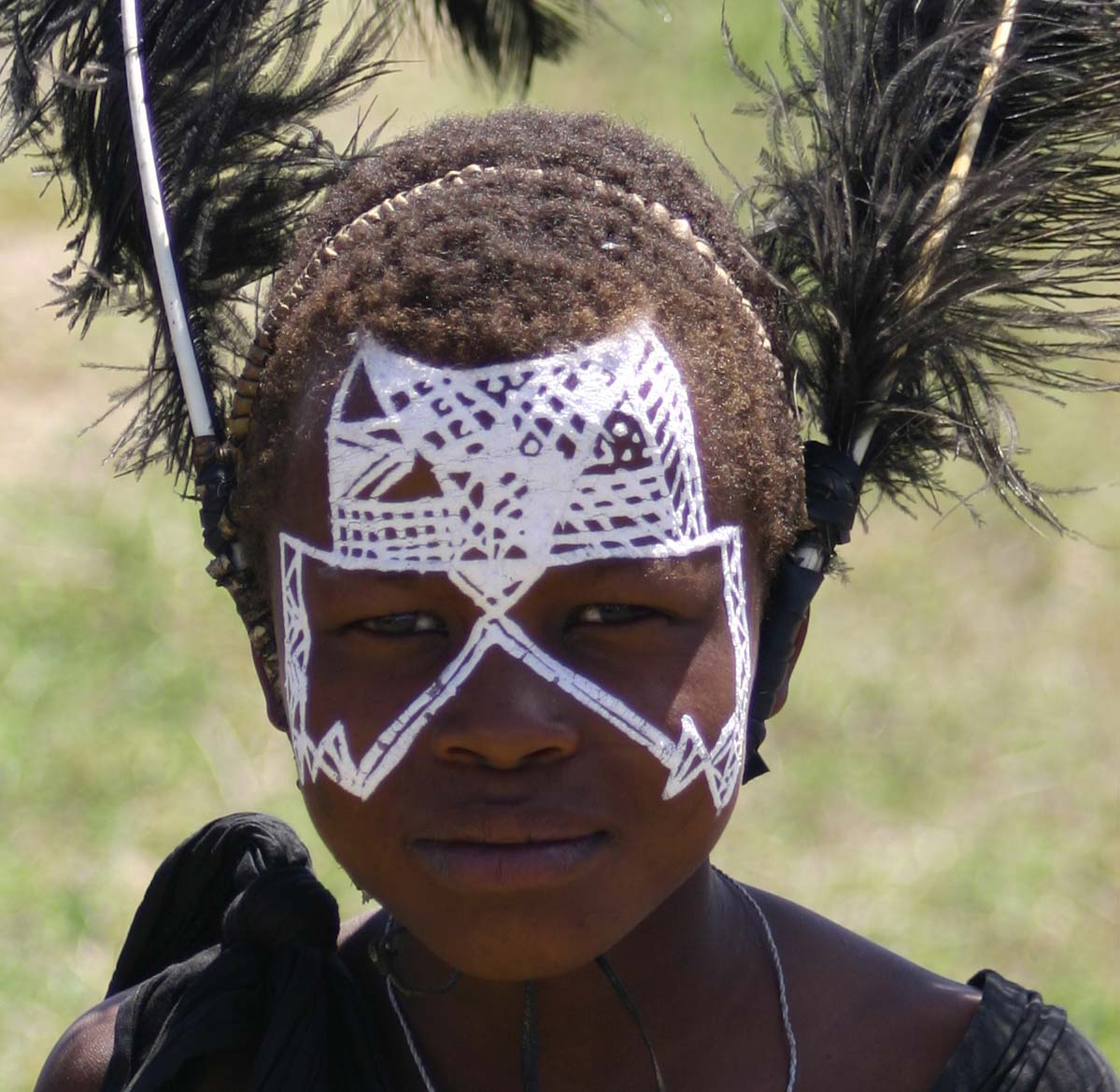
شاب بغطاء للرأس وطلاء الوجه.

لا يبدو أن الثقافة والقبائل الأفريقية التقليدية لها اهتمام كبير في التمثيل الثنائي الأبعاد للنحت. ومع ذلك، فإن اللوحة الزخرفية في الثقافة الأفريقية غالبًا ما تكون مجردة وهندسية. ومن المظاهر التصويرية الأخرى الرسم على الجسد، ووجوه الرسم الموجودة على سبيل المثال في ثقافة الماساي وكوكيش في طقوس مراسم الاحتفال. ويمكن العثور على رسومات كهفية احتفالية في بعض القرى ما زالت قيد الاستخدام. ولاحظ أن بابلو بيكاسو وغيرهم من الفنانين المعاصرين تأثروا بالنحت الأفريقي والأقنعة بطرقهم المتنوعة. ويتبع الفنانون الأفارقة المعاصرون حركات فنية غربية ورسوماتهم لا تختلف كثيرا عن الأعمال الفنية الغربية.

### الرسم السوداني

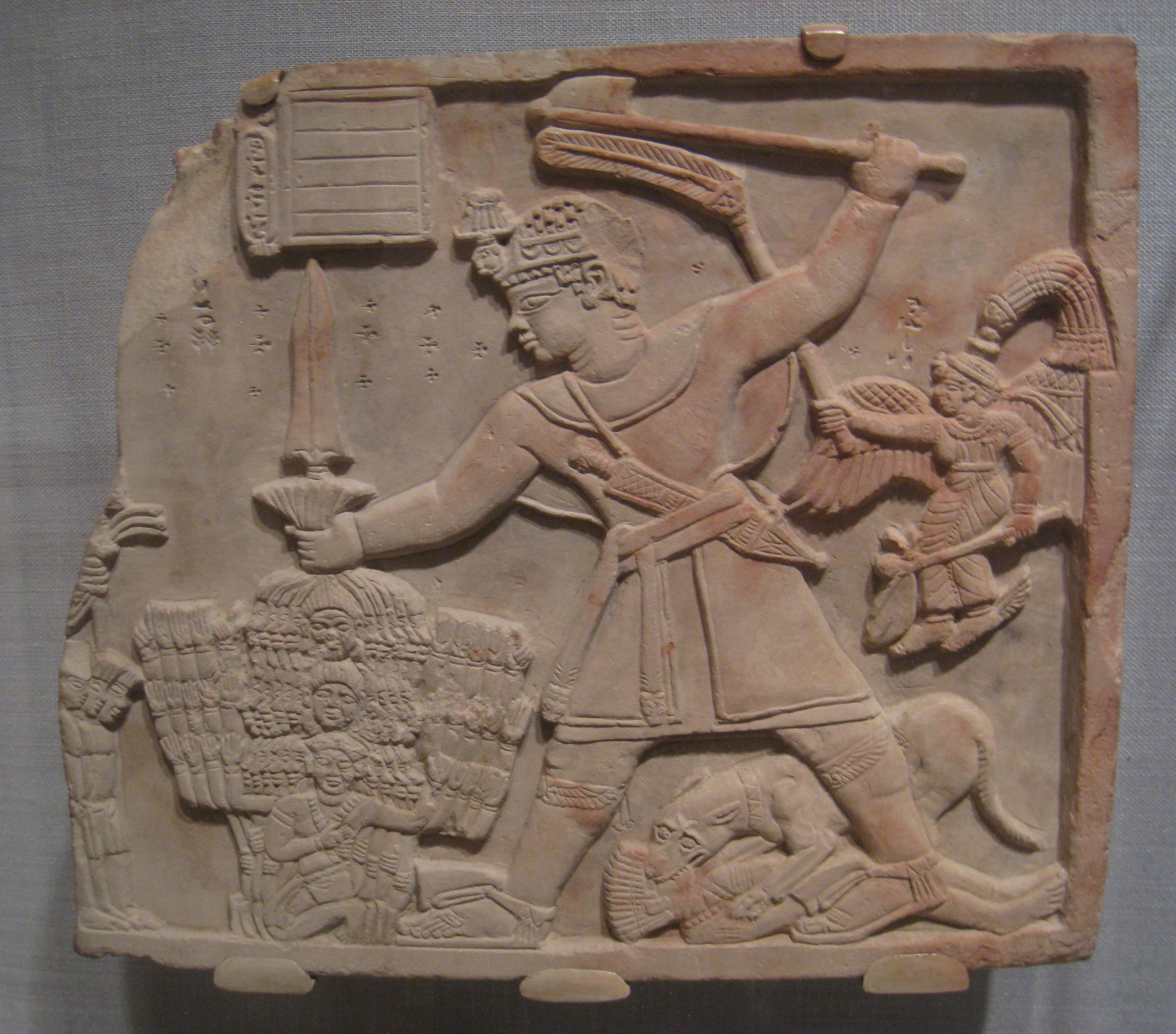
بقايا من رسم يصور الأمير أريخانكهار يهاجم أعدائه من الفترة المرَّوية لمملكة كوش أوائل القرن الأول الميلادي.

أنتجت مملكة كوش في النوبة القديمة (أي السودان الحديث) مجموعة واسعة من الفنون، بما في ذلك اللوحات الجدارية والأشياء المرسومة. وفي موقع كرمة السوداني، مركز ثقافة كرمة التي سبقت مملكة كوش، تظهر لوحة مجزأة تعود إلى عام 1700 قبل الميلاد من قبر ملكي تصوّر سفينة شراعية ومنازل بسلالم تشبه المشاهد المعزولة من عهد الملكة المصرية حتشبسوت (حوالي 1479-1458 قبل الميلاد). واستمرت التقاليد القديمة للوحات الجدارية، التي وصفها أبو صالح لأول مرة في القرن الثاني عشر الميلادي في فترة النوبة في العصور الوسطى.

### الرسم الإثيوبي
يرجع تاريخ التقاليد المسيحية في إثيوبيا إلى القرن الرابع الميلادي خلال مملكة أكسوم القديمة. وأثناء نفيهم إلى أكسوم، وصف أتباع محمد في القرن السابع لوحات تزين كنيسة مريم العذراء في صهيون. ومع ذلك، فإن أقدم الأمثلة الباقية من اللوحات الكنسية في إثيوبيا تأتي من كنيسة ديبرا سليم ميكائيل في منطقة تيغراي، والتي ترجع إلى القرن الحادي عشر الميلادي. وتسبق اللوحات الإثيوبية في المخطوطات المضيئة أقدم لوحات الكنيسة الباقية.

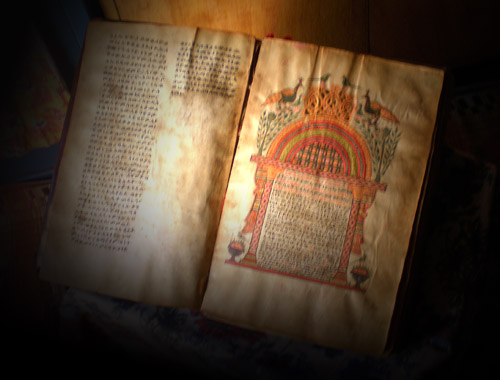
الكتاب المقدس من دير على بحيرة تانا بإثيوبيا من القرن الثاني عشر إلى الثالث عشر الميلادي
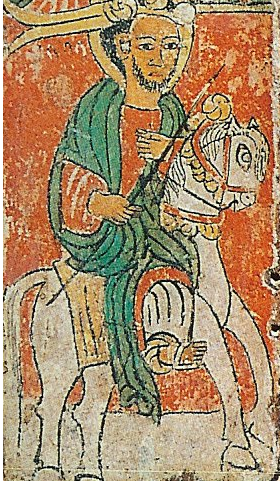
لوحة إثيوبية تعود إلى القرن الخامس عشر من سلالة سليمان التي تصور سلالة زاكوي حاكم جبر مسقيل لاليبيلا (حكم 1181-1221 ميلادي)

### التأثير على الفن الغربي
في بداية القرن العشرين، أصبح الفنانون أمثال بيكاسو، وماتيس، وبول غوغان، وموديجلياني مدركين للفن الأفريقي. وأظهر الفن الأفريقي قوة الأشكال الأكثر تنظيما بشكل جيد، ورأى هؤلاء الفنانون في الفن الأفريقي كمالًا ورقيًا رسميًا موحدين مع قوة تعبيرية استثنائية.

## وصلات خارجية
- فاسيلي كاندينسكي Kandinsky (translated by Michael T. H. Sadler)، Wassily. "Concerning the Spiritual in Art". mnstate.edu. مؤرشف من الأصل في 2011-09-27. اطلع عليه بتاريخ 2010-11-30.